# Flore du Vercors
Le Massif du Vercors propose une très riche variété de fleurs avec plus de 1800 espèces végétales.
Entre 200 m au fond du Royans et 2341 m d'altitude au sommet du Grand Veymont, les étages de végétation suivants sont représentés :
- l'étage collinéen (200 m à 900 m)
- l'étage montagnard essentiellement forestier (900 à 1600 m)
- l'étage subalpin (1600 à 2100 m)
- l'étage alpin (2100 à 2341 m)

## Fleurs du Vercors par nom commun
| - Alchémille commune - Alchémille des Alpes - Achillée millefeuille - Aconit anthore - Aconit napel - Aconit tue-loup - Adénostyle à feuilles d'alliaire - Aigremoine eupatoire - Ail des ours - Airelle rouge - Alliaire - Ancolie commune - Ancolie des Alpes - Angélique des bois - Aphyllanthe de Montpellier - Armoise commune - Asphodèle blanc - Aster des Alpes - Aubépine à un style - Barbe de bouc - Benoîte des montagnes - Bugrane épineuse - Buphtalme à feuilles de saule - Calament à grandes fleurs - Campanule à feuilles de Cochléaire - Campanule à feuilles rondes - Campanule gantelée - Cardamine à sept folioles - Carline acaule - Carotte sauvage - Catananche bleue - Centaurée des montagnes - Centaurée Jacée - Centranthe rouge - Céphalanthère à feuilles étroites - Céphalanthère rouge - Chélidoine - Chénopode Bon-Henri (Epinard sauvage) - Chicorée sauvage - Ciboulette - Cirse laineux - Clématite des Alpes - Clématite des haies - Colchique d'automne - Coquelicot - Coronille des jardins - Corydale à bulbe plein - Crocus printanier - Cytise - Dame de onze heures - Daphne alpina - Daphné camélée - Daphné lauréole - Daphné mezereum (bois joli) - Digitale à grandes fleurs - Dompte-venin officinal - Douce-amère - Drave faux aïzoon - Dryade à huit pétales - Edelweiss - Églantier - Épipactis à larges feuilles - Épipactis pourpre noirâtre - Épilobe en épi - Épilobe des montagnes - Érine des Alpes - Érythronium Dent-de-chien - Eupatoire à feuilles de chanvre - Euphorbe petit cyprès - Euphraise officinale - Fenouil des Alpes - Fer à cheval - Ficaire - Framboisier - Fumeterre | - Gagée jaune - Gaillet croisette - Gaillet jaune - Gaillet odorant - Genêt cendré - Genêt velu - Genévrier commun - Gentiane acaule - Gentiane croisette - Gentiane des champs - Gentiane de Koch - Gentiane printanière - Géranium des bois - Géranium des Pyrénées - Géranium Herbe à Robert - Globulaire à feuilles en cœur - Grande astrance - Grande Berce - Grande gentiane jaune - Grand Rhinanthe - Hélianthème à grandes fleurs - Hellébore fétide - Iris jaune - Jonquille - Joubarbe des toits - Laitue des Alpes - Laser à feuilles larges - Lavande - Lin sous-arbrisseau - Linaire des Alpes - Lis de saint Bruno - Lis Martagon - Liseron des champs - Listère à feuilles ovales - Lotier corniculé - Luzule nivale - Mauve sylvestre ou Grande mauve - Marguerite - Mélampyre des bois - Mélilot officinal - Mélitte à feuilles de mélisse - Menthe à feuilles longues - Millepertuis perforé - Molène Bouillon-blanc - Muguet de mai - Muscari à grappe - Muscari à toupet - Myrtille - Narcisse des poètes - Néottie nid d'oiseau - Œillet de Montpellier - Ophrys abeille - Ophrys araignée - Ophrys bourdon - Ophrys mouche - Orchis bouc - Orchis bouffon - Orchis brûlé - Orchis de Fuchs - Orchis de Spitzel - Orchis de Traunsteiner - Orchis globuleux - Orchis homme-pendu - Orchis mâle - Orchis militaire - Orchis moucheron - Orchis pourpre - Orchis pyramidal - Orchis singe - Orchis sureau - Orchis vanillé | - Origan - Ornithogale en ombelle - Orpin âcre - Orpin blanc - Oxalis petite oseille - Orobanche - Panicaut champêtre - Pâquerette - Parisette à quatre feuilles - Parnassie des marais - Pavot des Alpes - Pensée à deux fleurs - Pensée sauvage - Petite pervenche - Phalangère à fleurs de Lis - Pied de chat dioïque ou Antennaire dioïque - Piloselle - Prénanthe pourpre - Taraxacum sp. (Pissenlits) - Platanthère à deux feuilles - Polygale du calcaire - Polygale faux-buis - Populage des marais ou caltha - Potentille - Prêle des champs - Primevère commune - Primevère élevée - Primevère officinale (Coucou) - Pulsatille de Haller - Pulsatille des Alpes - Raiponce en épi - Raiponce hémisphérique - Raisin d'ours des Alpes - Reine-des-prés - Renoncule alpestre - Renouée bistorte - Renouée du Japon - Rhododendron ferrugineux - Sabot de Vénus - Sainfouin - Saponaire officinale - Saponaire de Montpellier ou Saponaire rose - Sauge des prés - Saxifrage à feuilles opposées - Saxifrage faux Orpin - Saxifrage granulée - Saxifrage paniculée - Scabieuse - Scille à deux feuilles - Séneçon de Fuchs - Serpolet - Silène acaule - Silène enflé - Soldanelle des Alpes - Solidage géant - Sorbier des oiseleurs - Stellaire des bois - Thym commun - Trèfle des Alpes - Trolle d'Europe - Tulipe sauvage - Tussilage - Valériane officinale - Vélar jaunâtre - Vératre blanc - Verge d'or - Véronique des Alpes - Véronique en épi - Violette - Viorne - Vipérine commune - Vitaliana primuliflora - Vulnéraire des montagnes |

Cette liste n'est pas et n'a pas vocation à être exhaustive. Néanmoins libre à chacun d'y ajouter les fleurs qu'il croise au fil de ses randonnées dans le Vercors.

## Fleurs du Vercors en photos

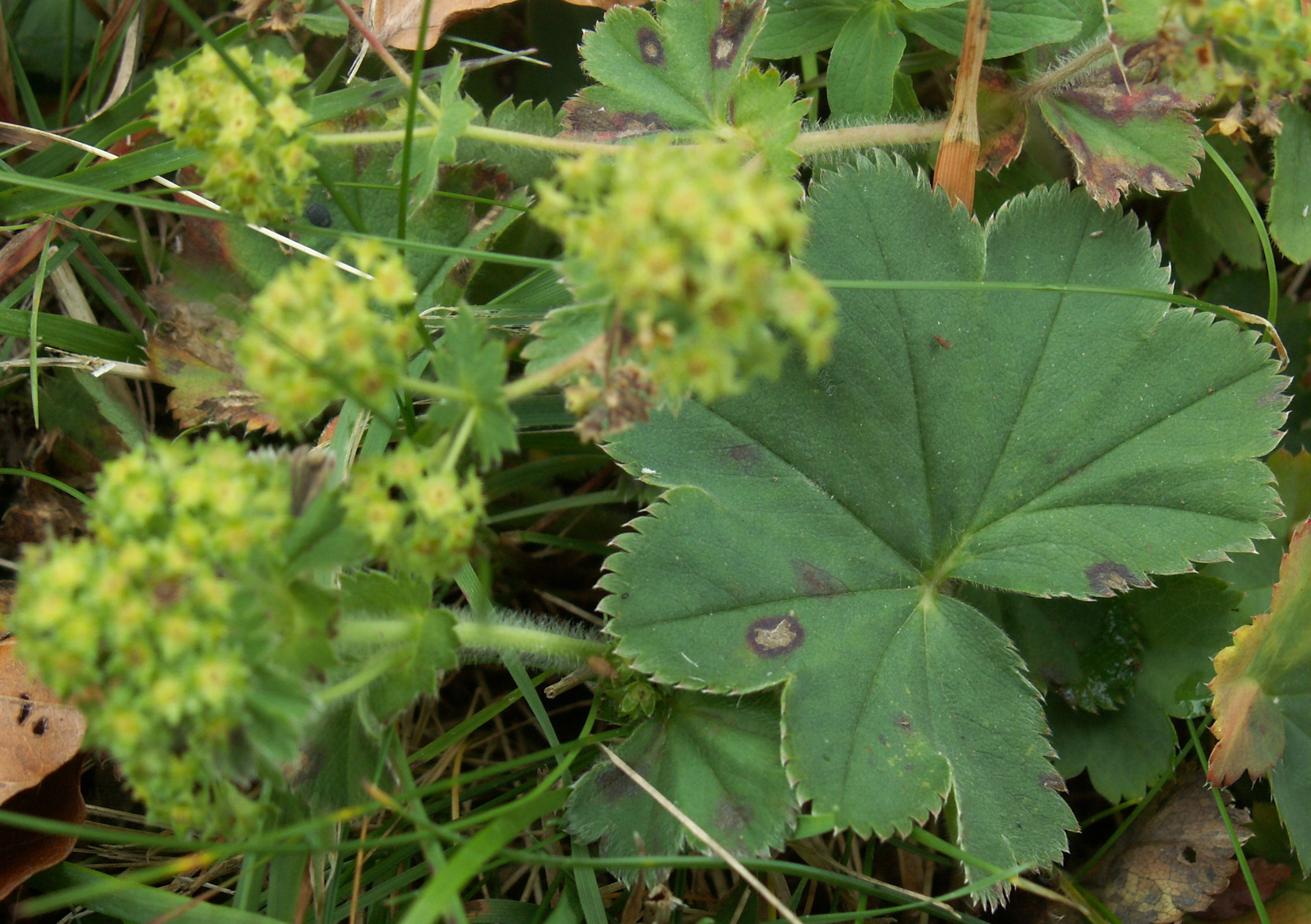
Alchémille commune
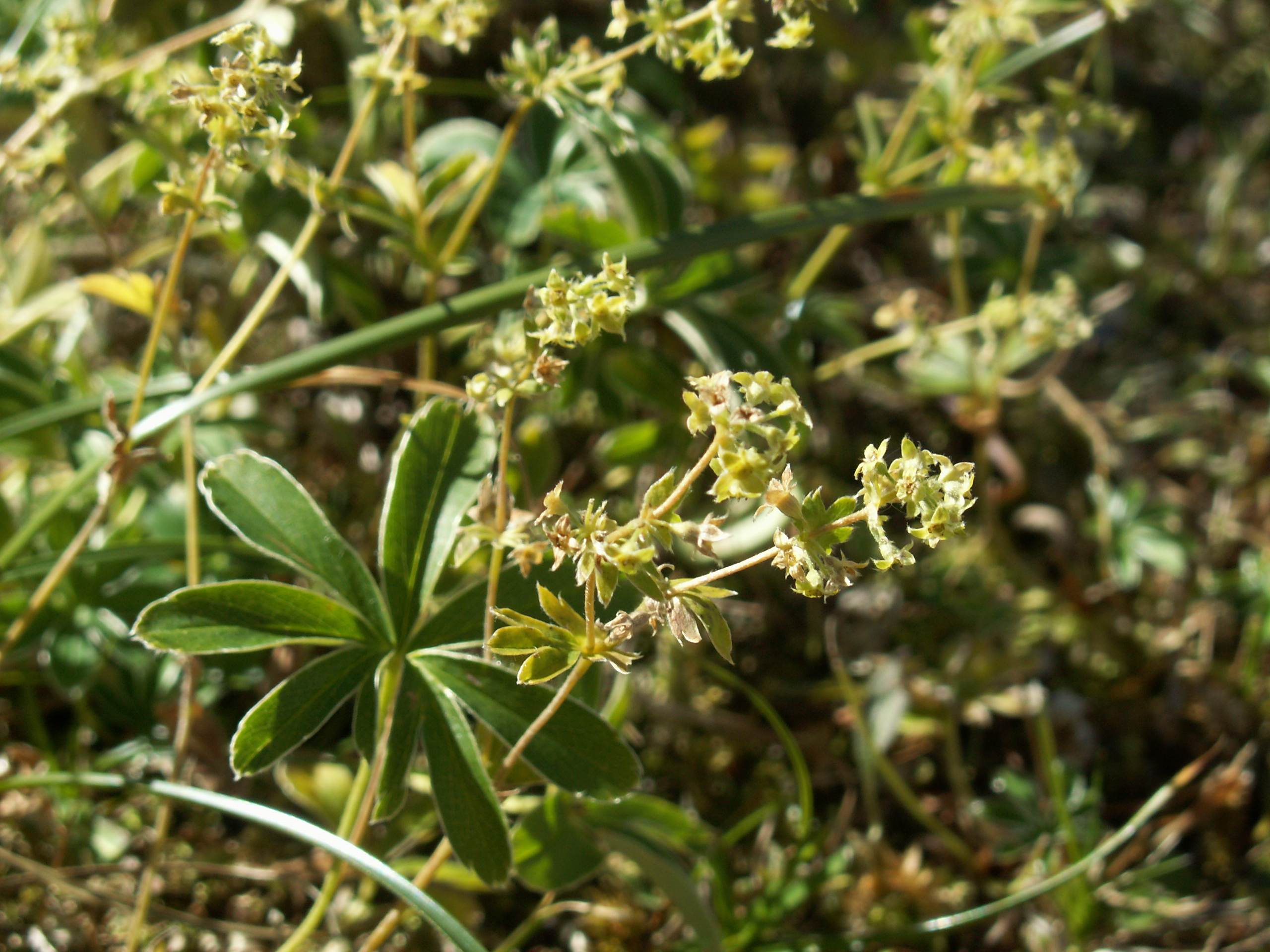
Alchémille des Alpes
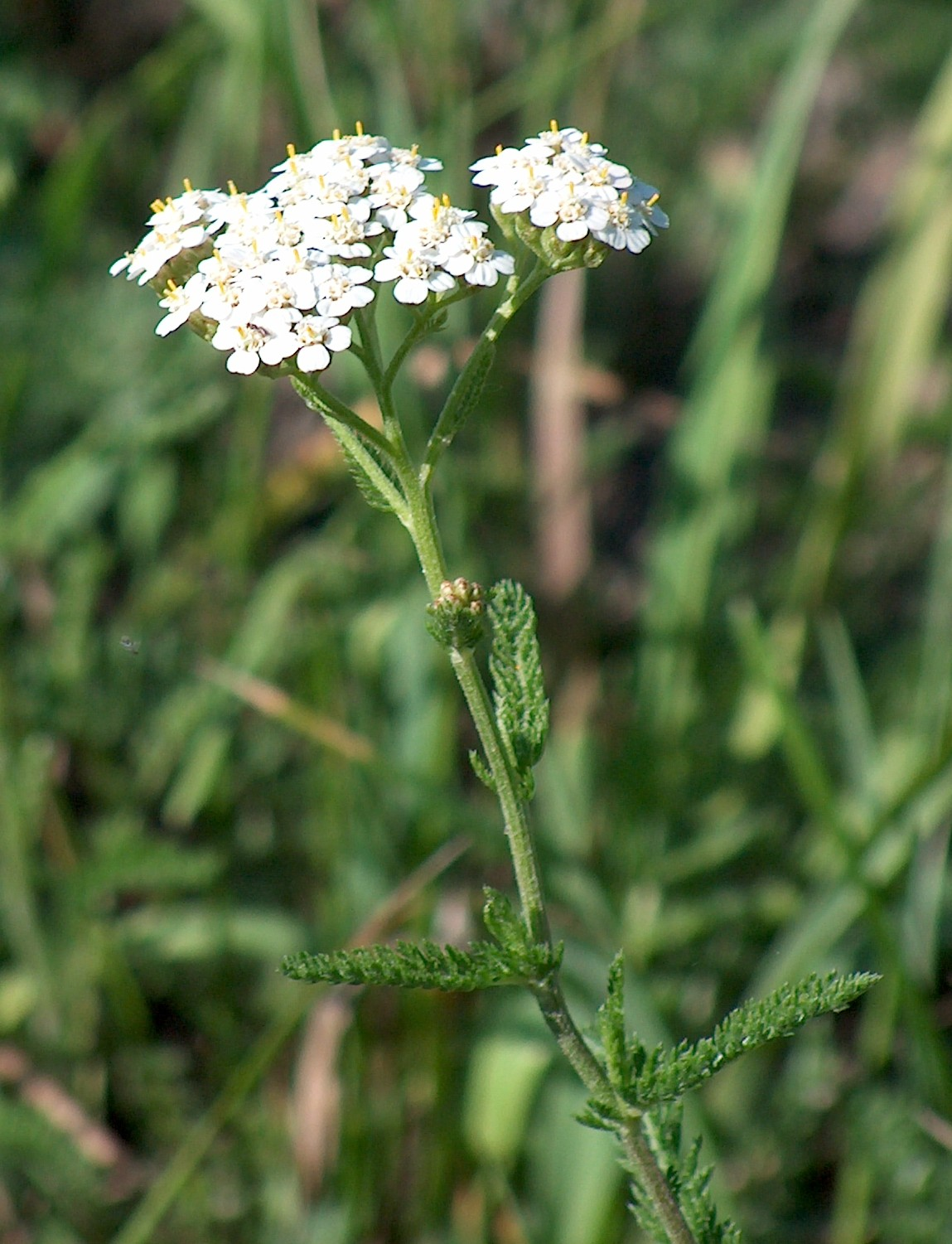
Achillée millefeuille
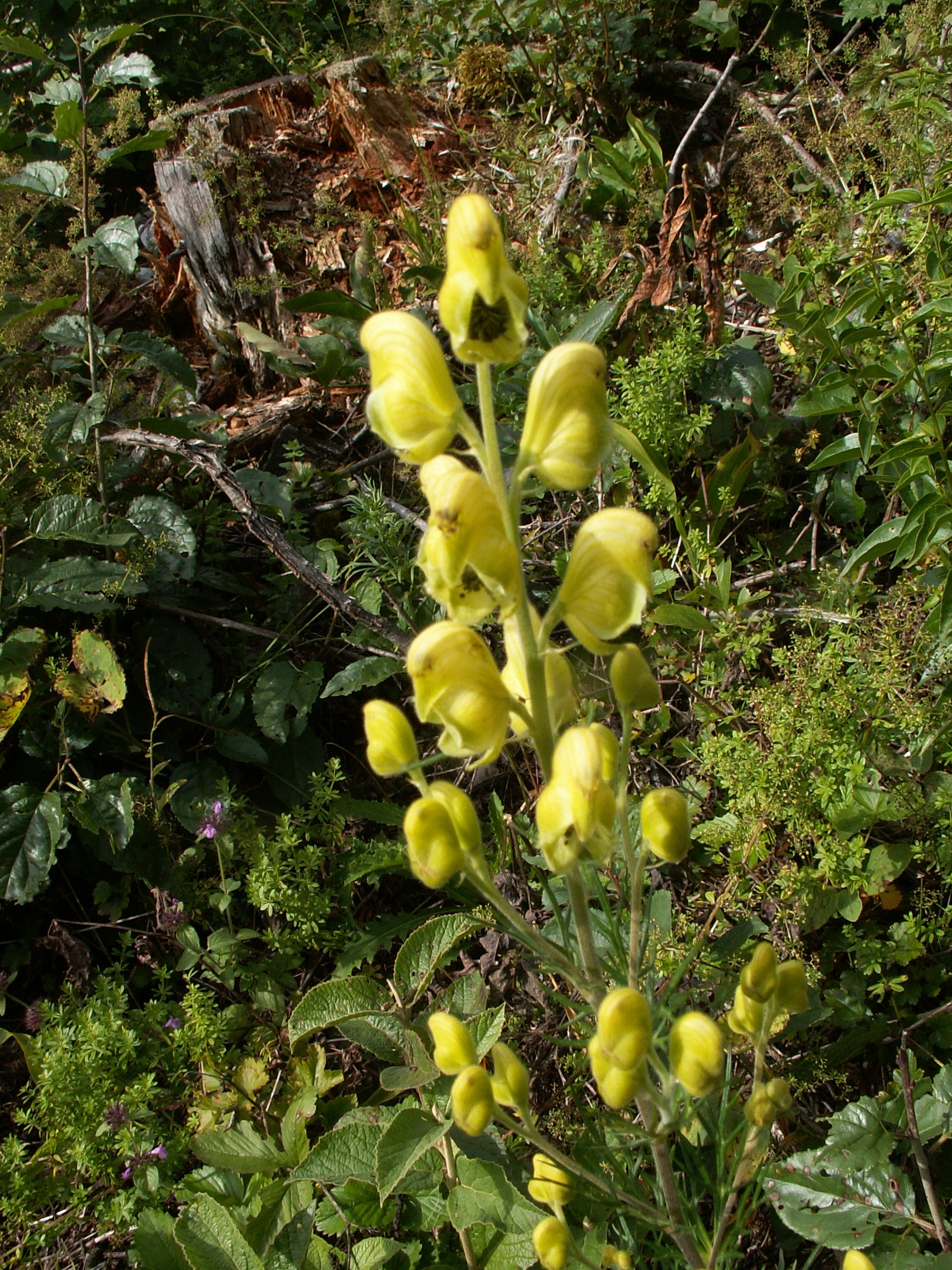
Aconit anthore
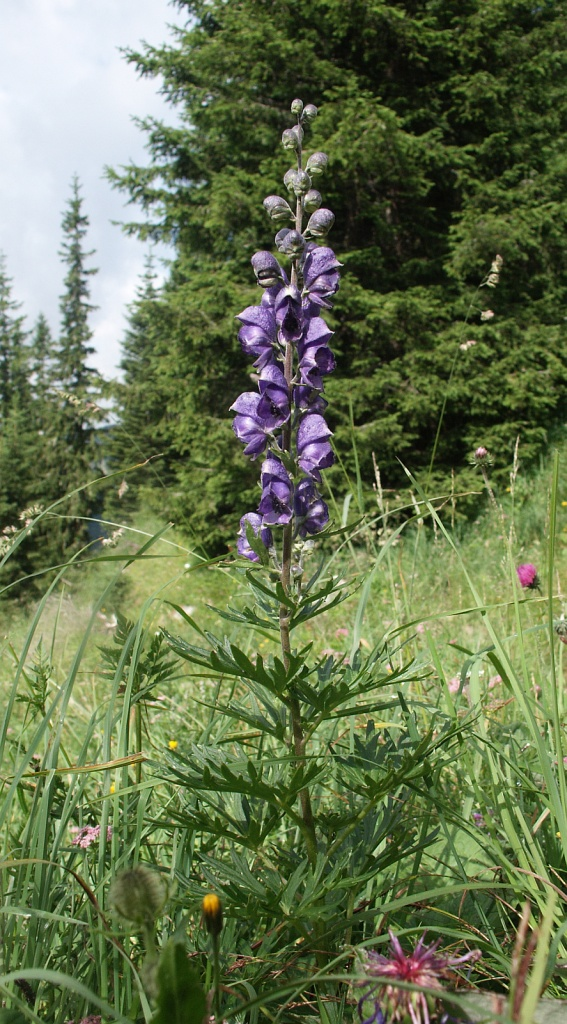
Aconit napel
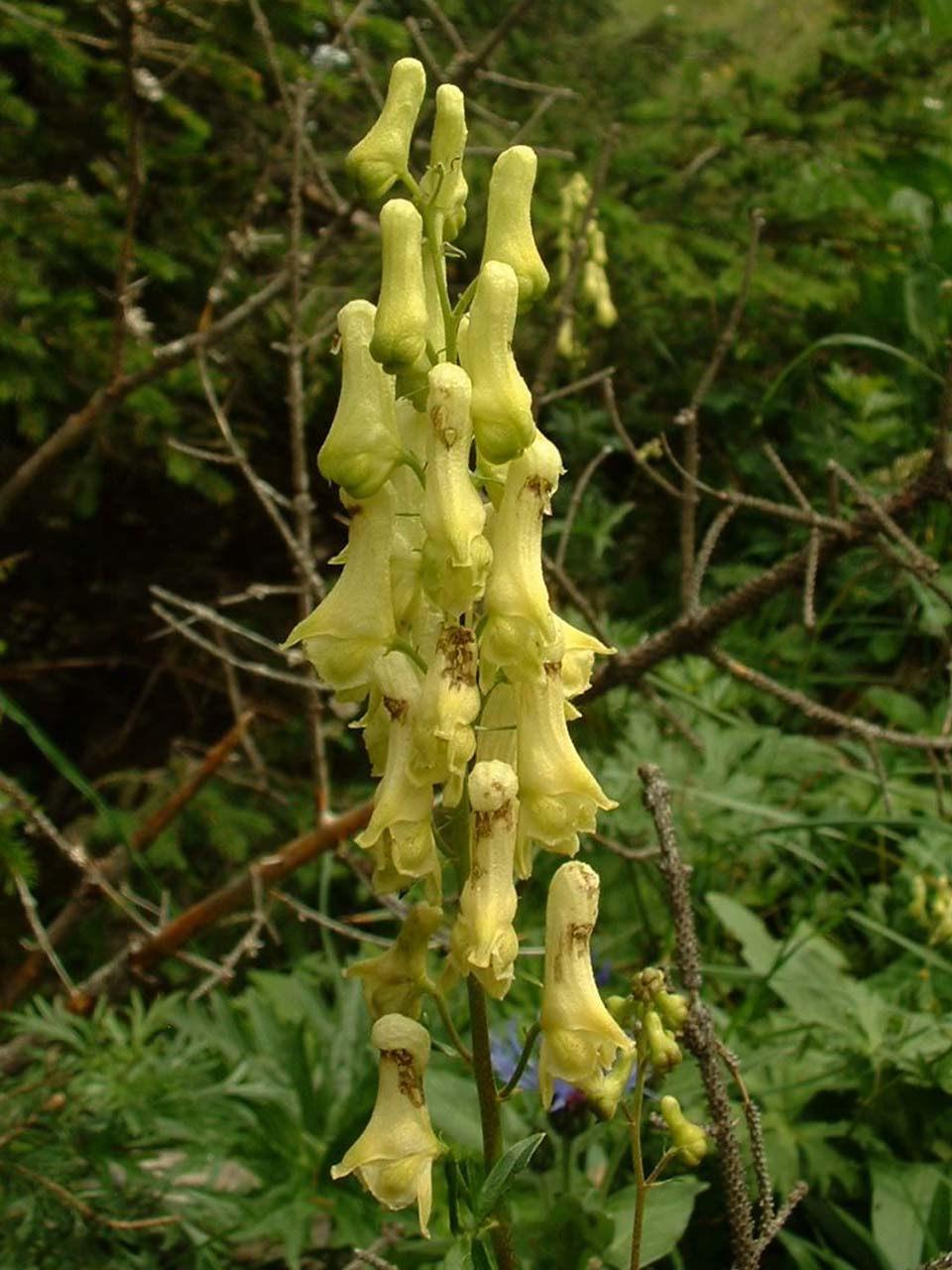
Aconit tue-loup
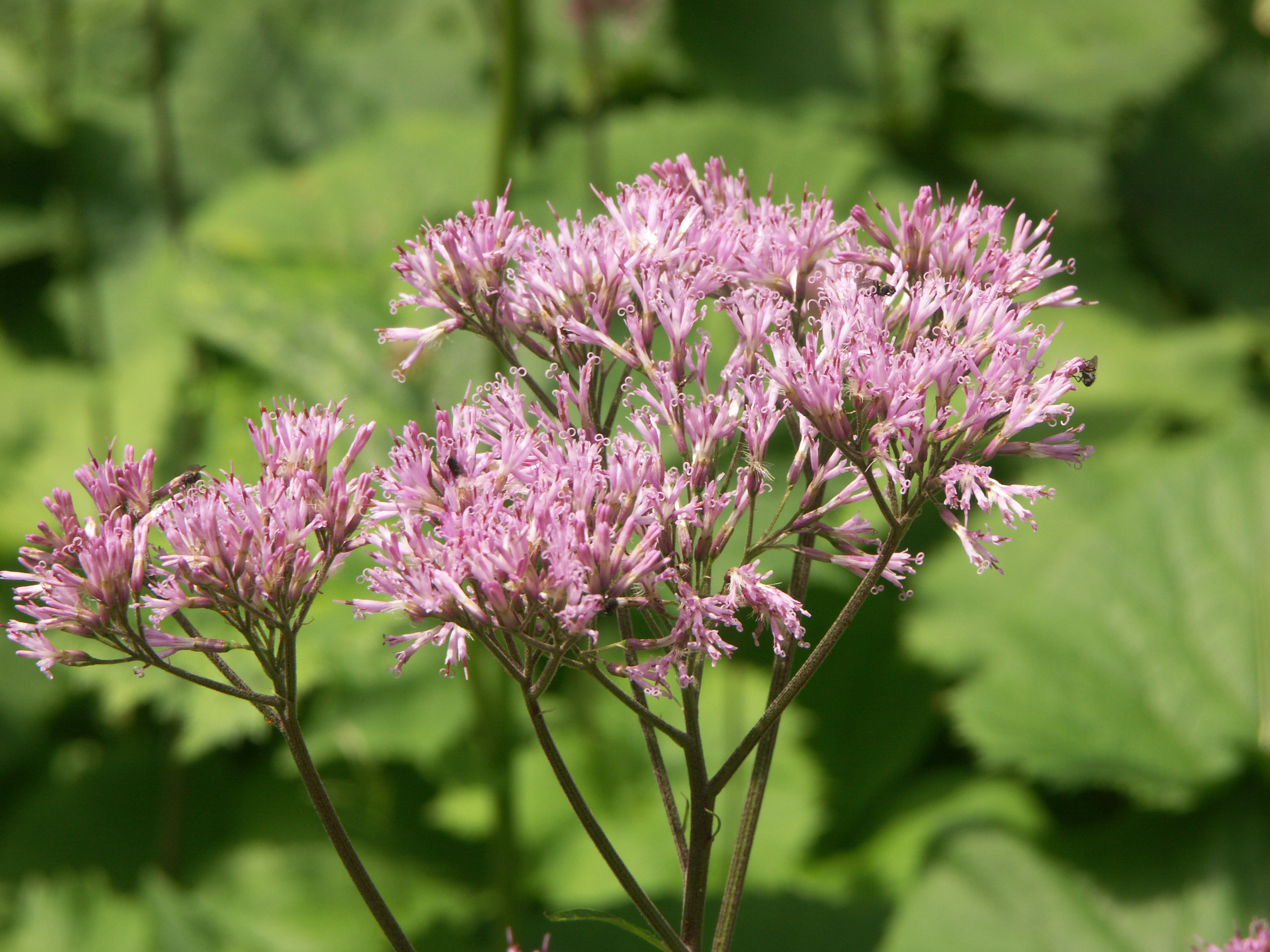
Adénostyle à feuilles d'alliaire
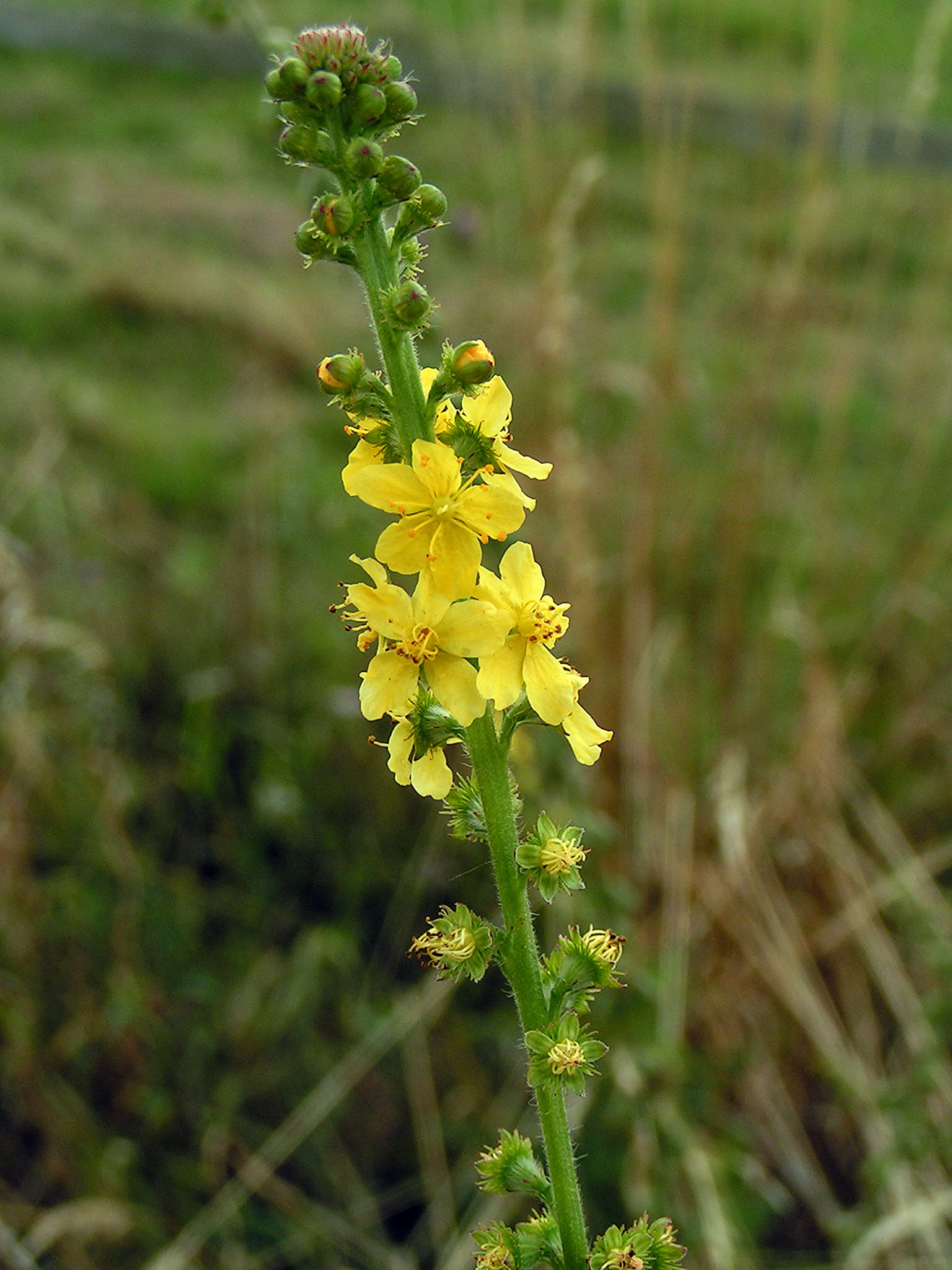
Aigremoine eupatoire
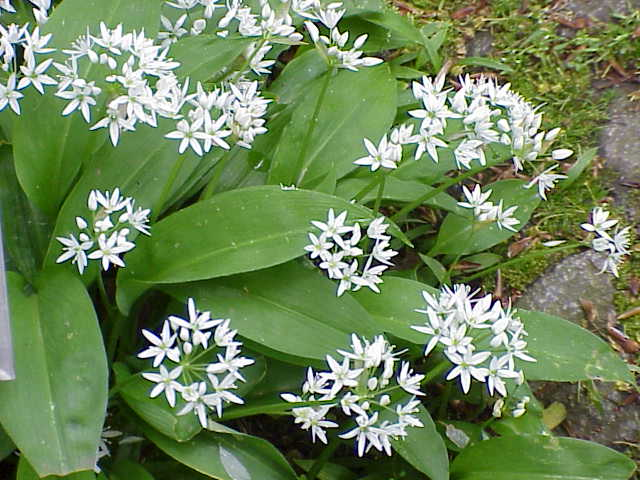
Ail des ours
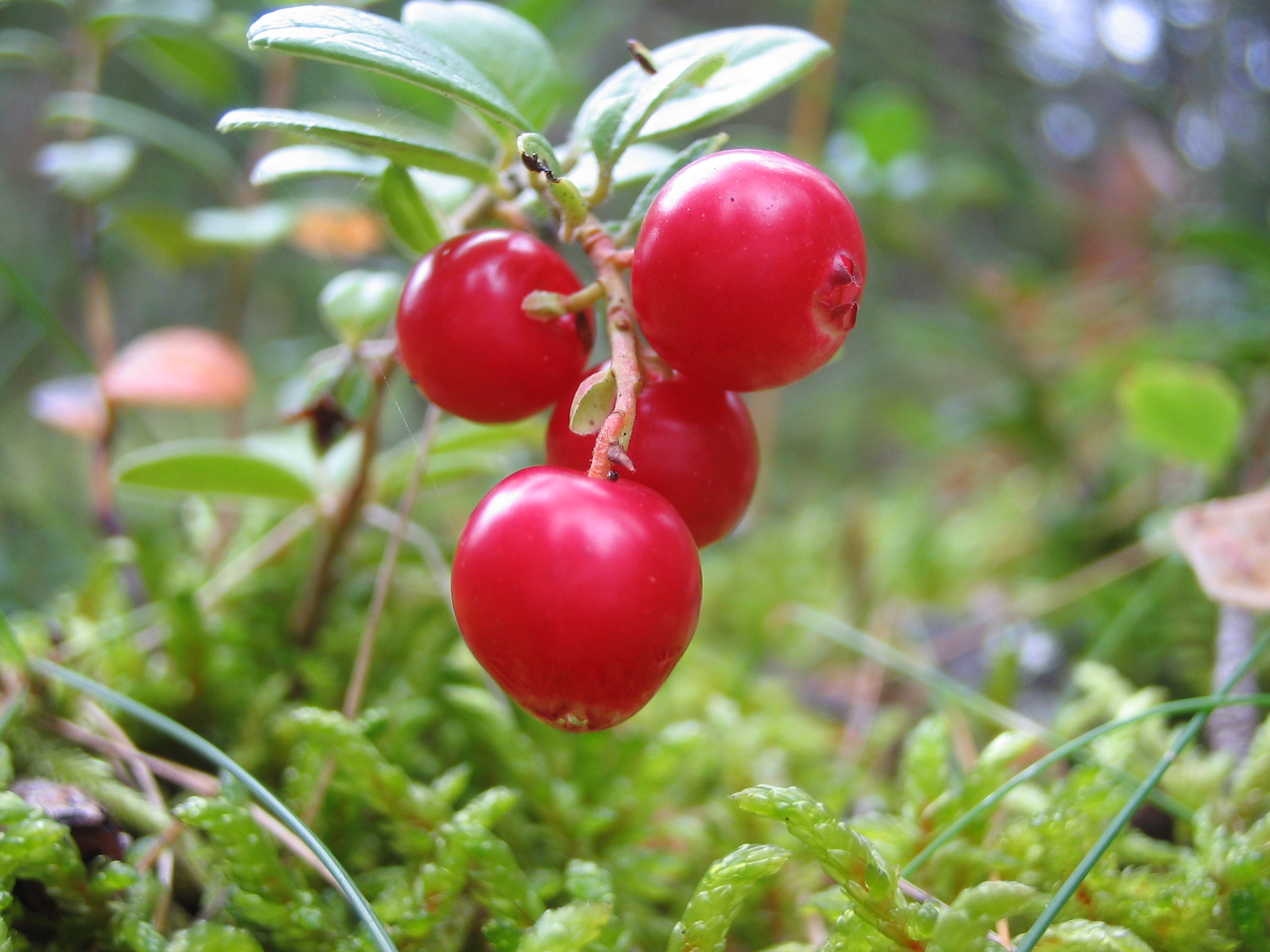
Airelle rouge
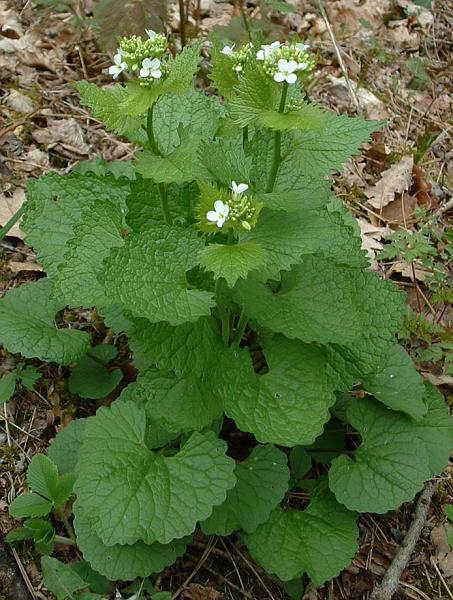
Alliaire
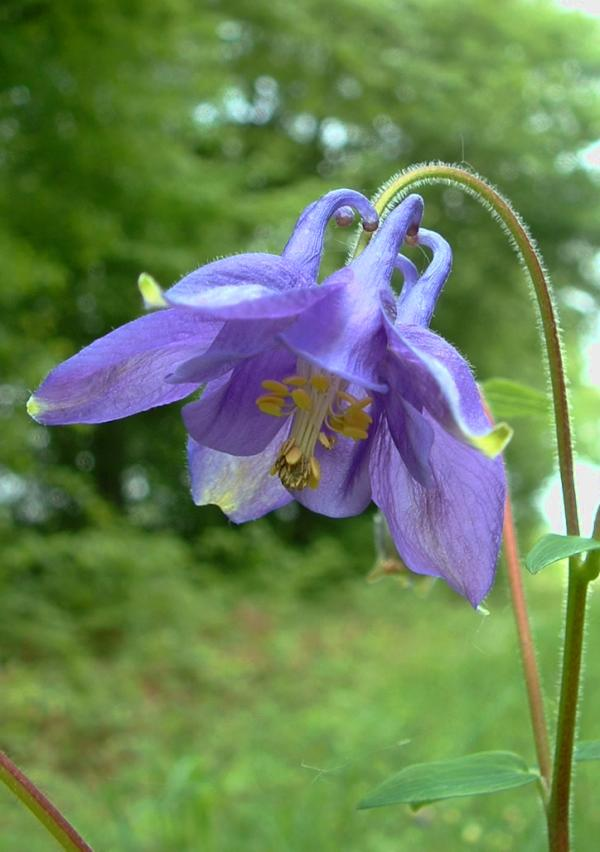
Ancolie commune
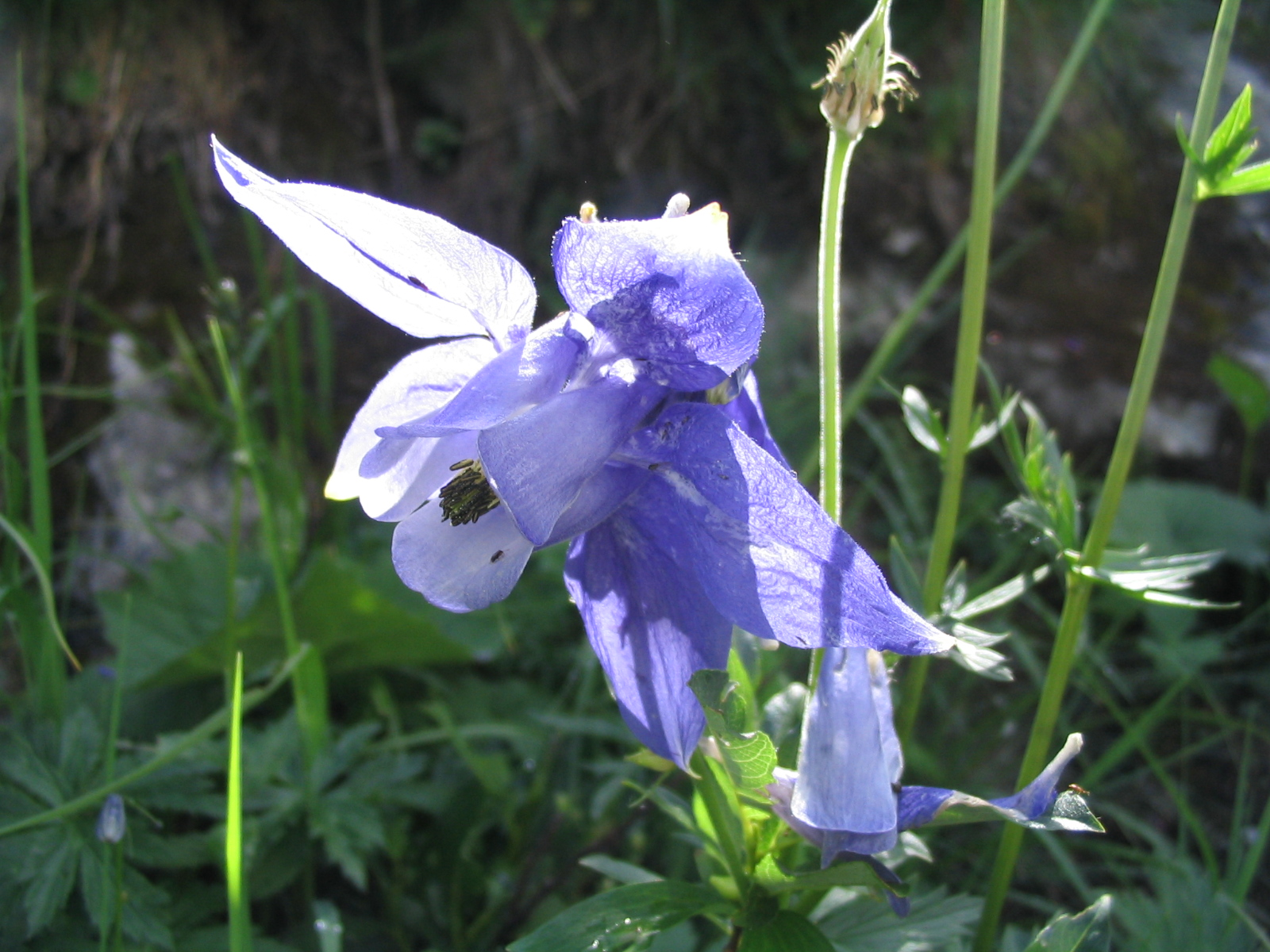
Ancolie des Alpes
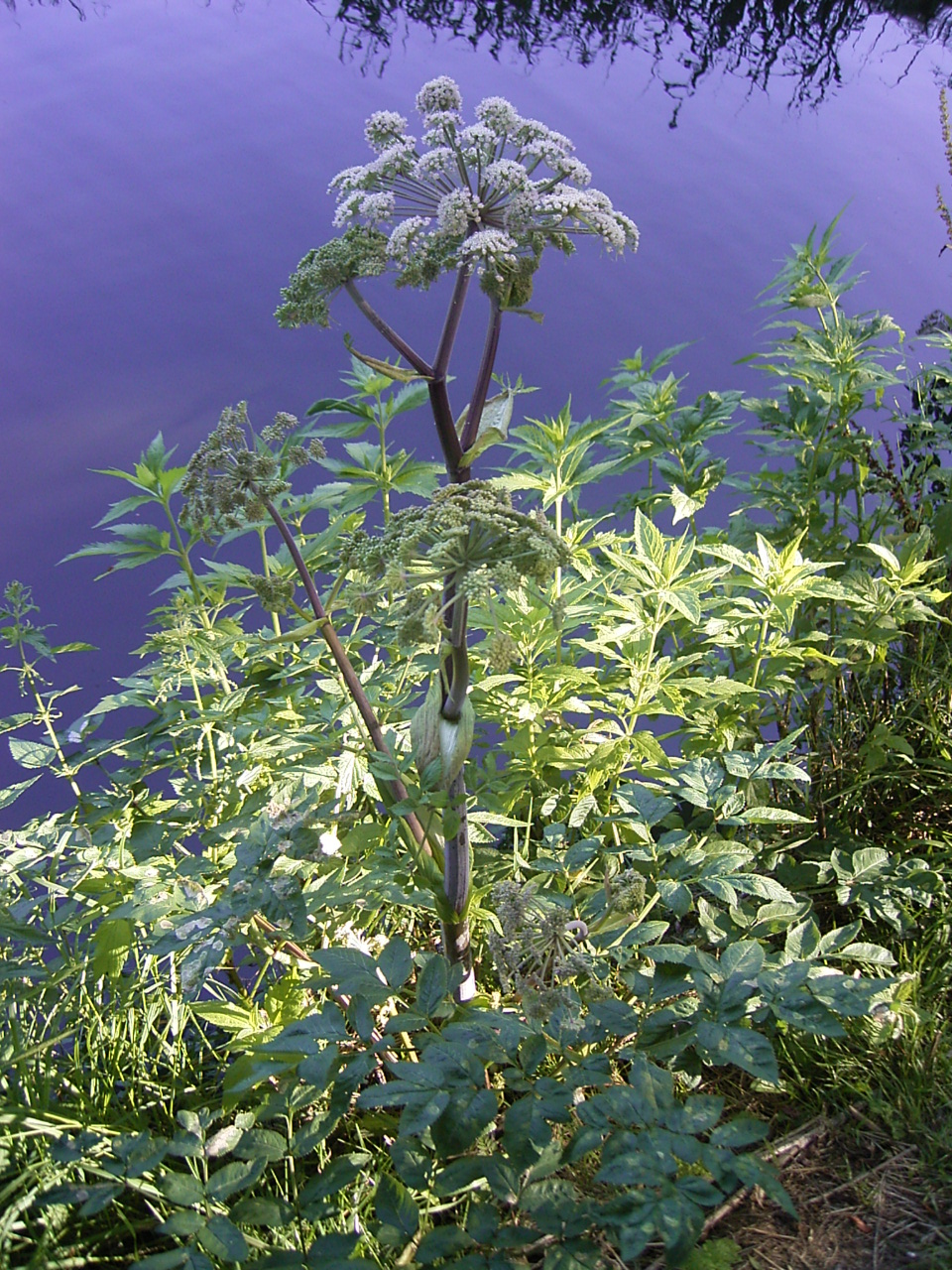
Angélique des bois
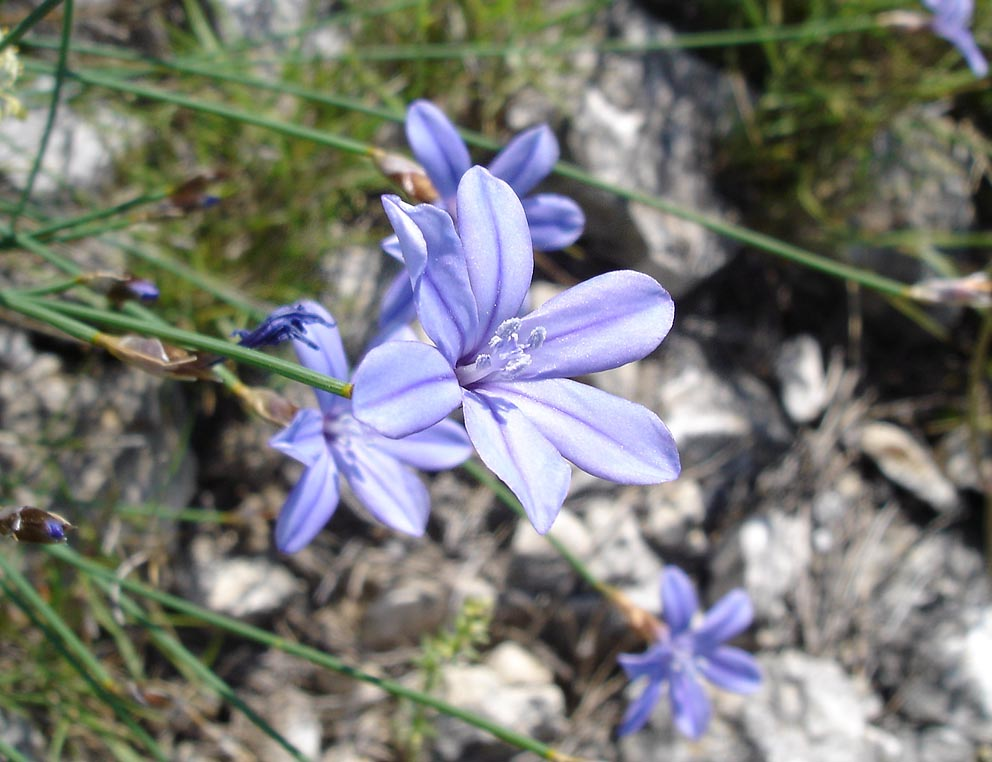
Aphyllanthe de Montpellier
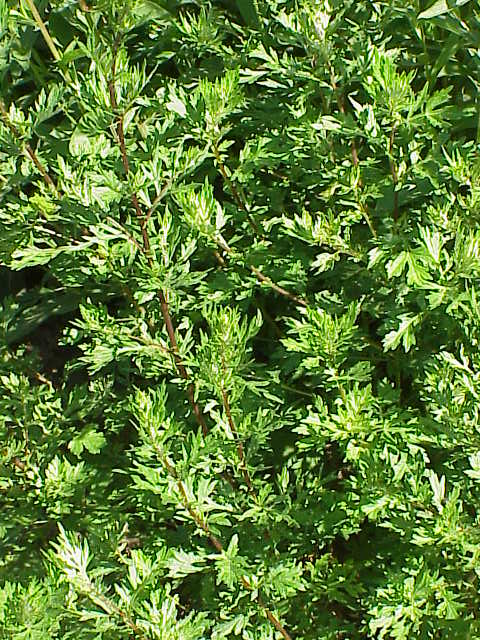
Armoise commune
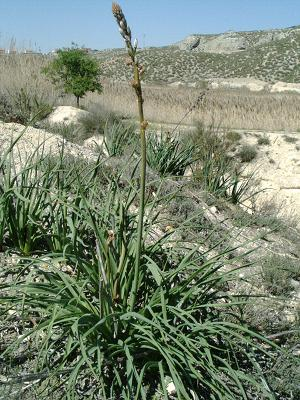
Asphodèle blanc
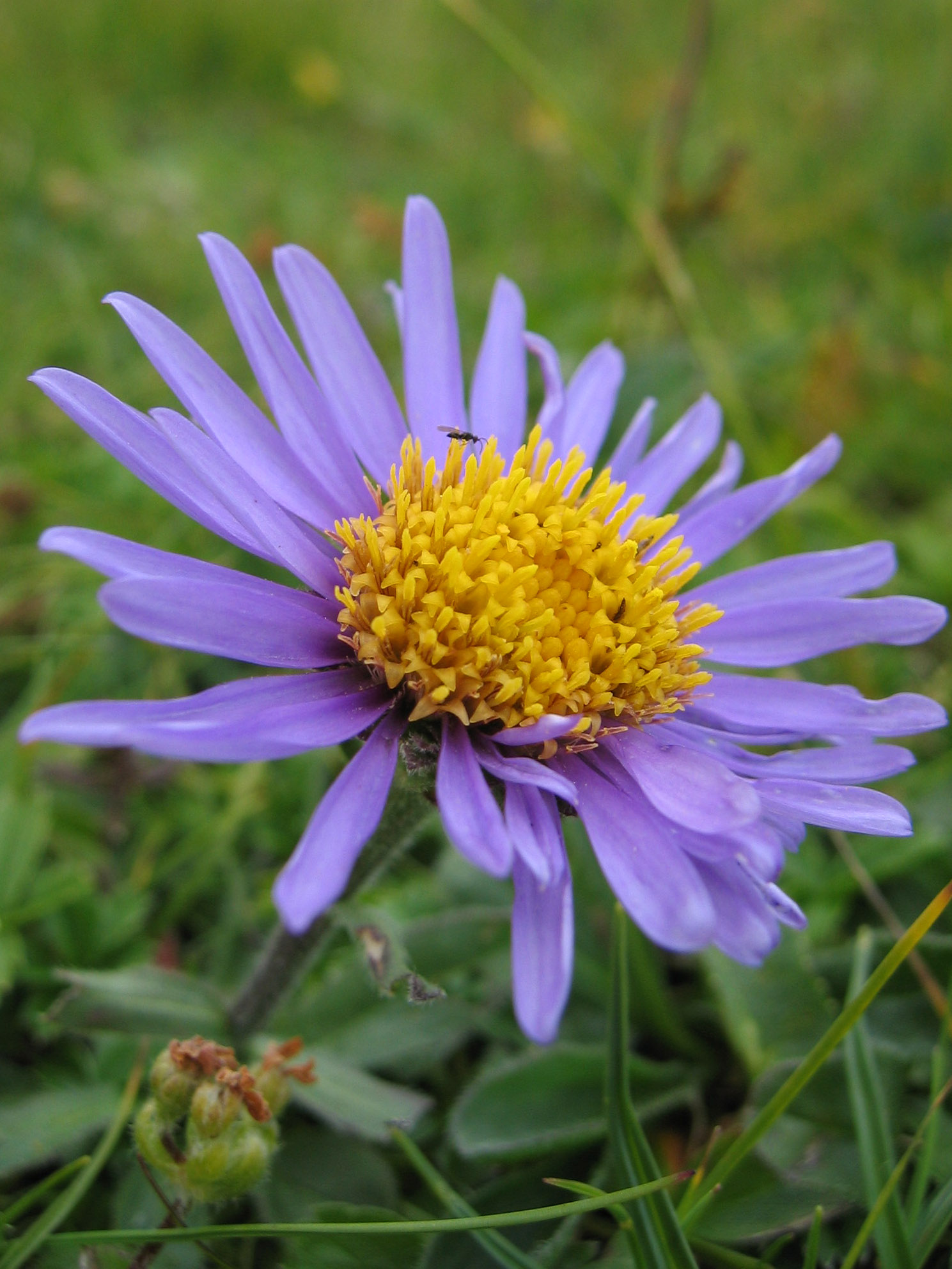
Aster des Alpes
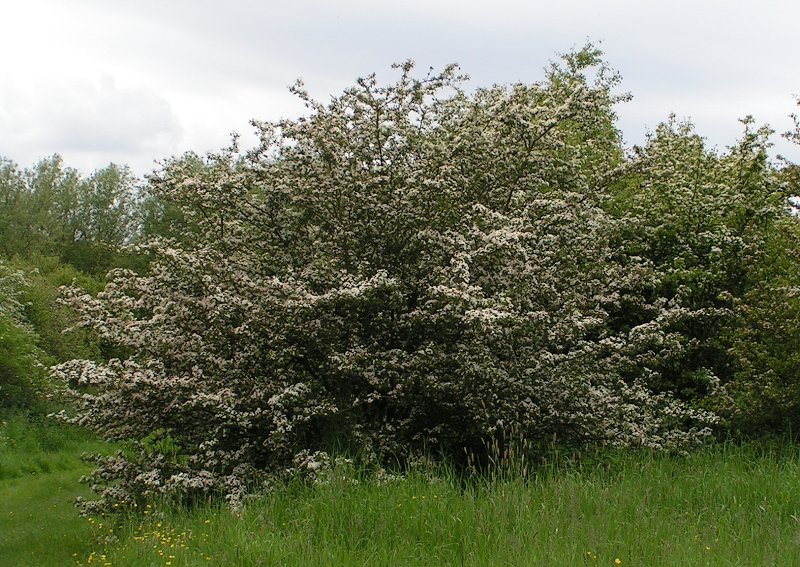
Aubépine à un style
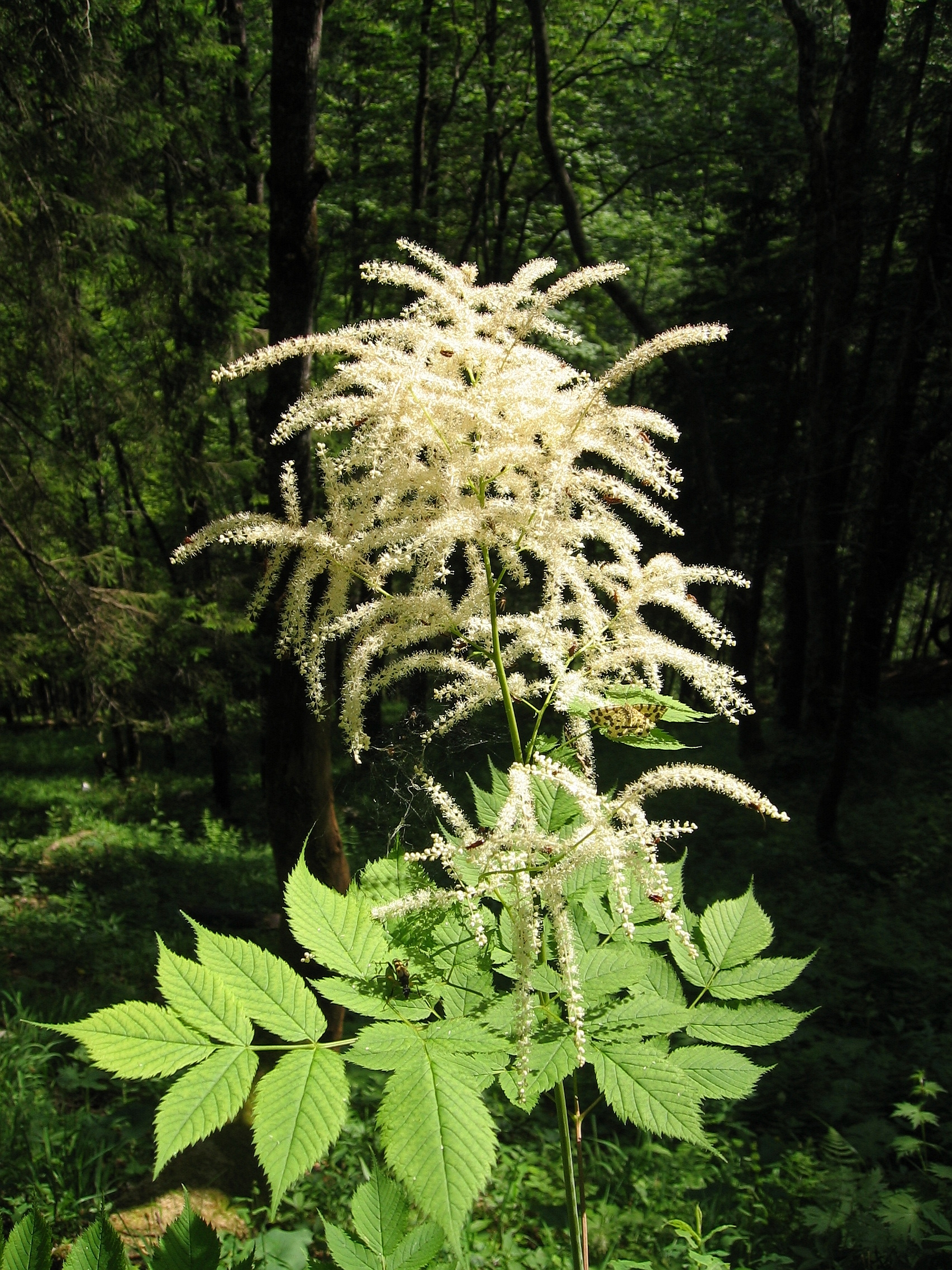
Barbe de bouc
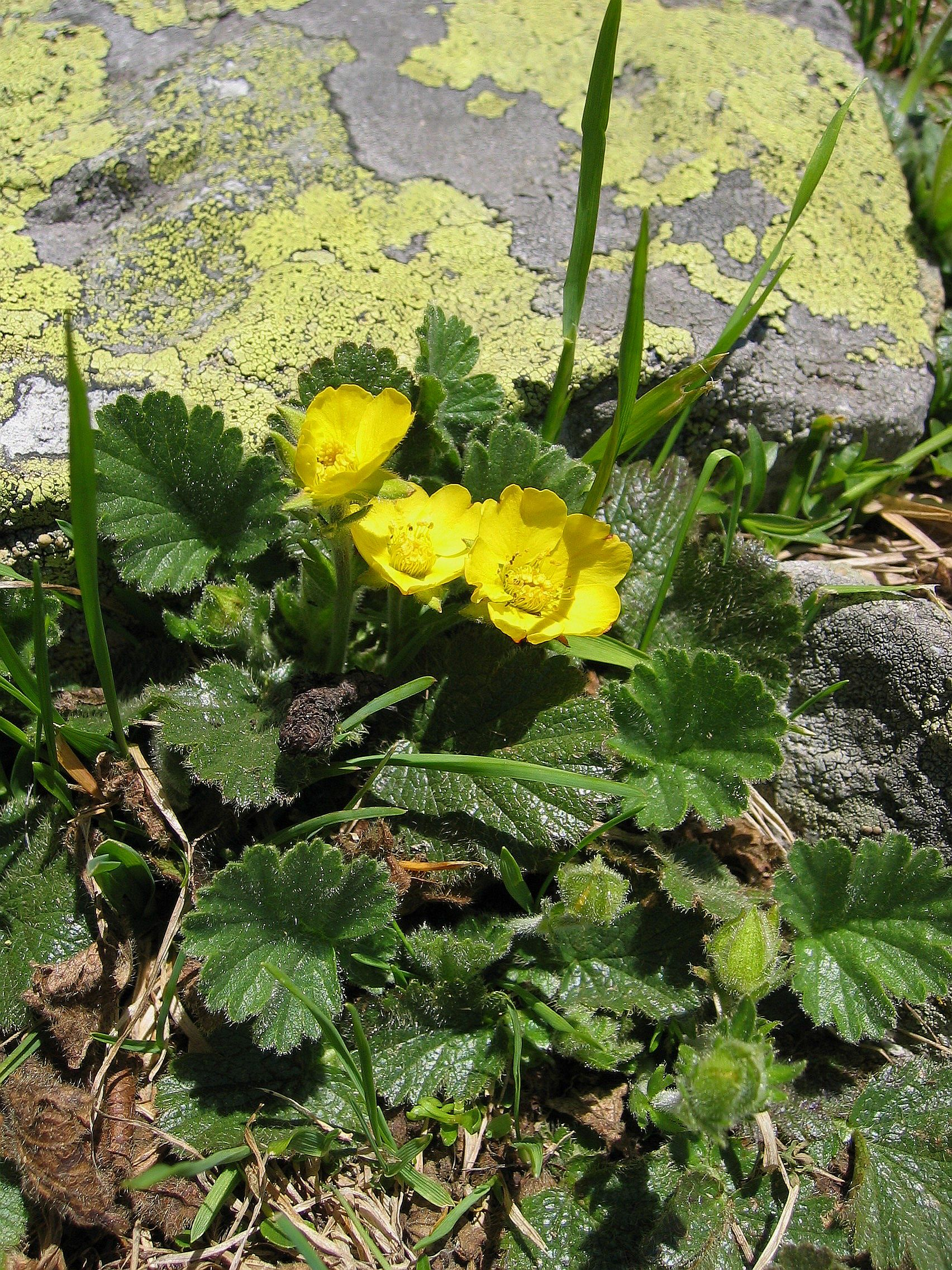
Benoîte des montagnes
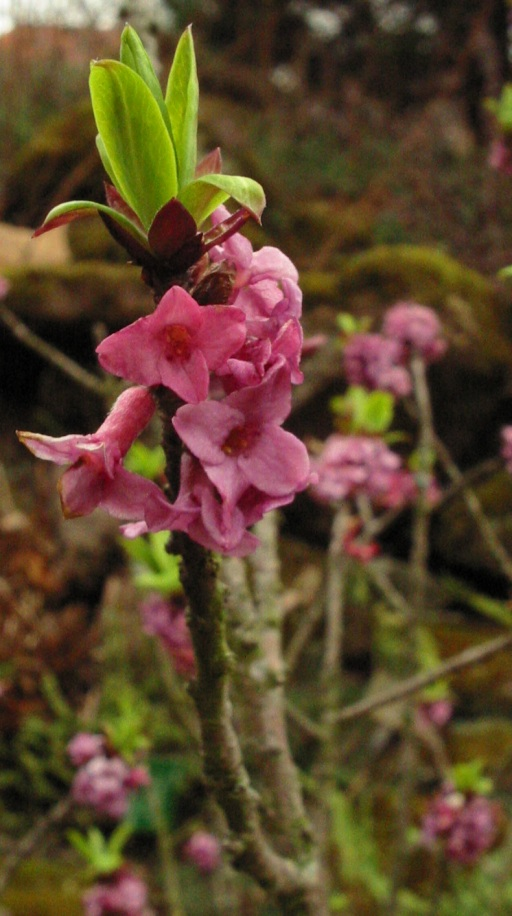
Bois gentil
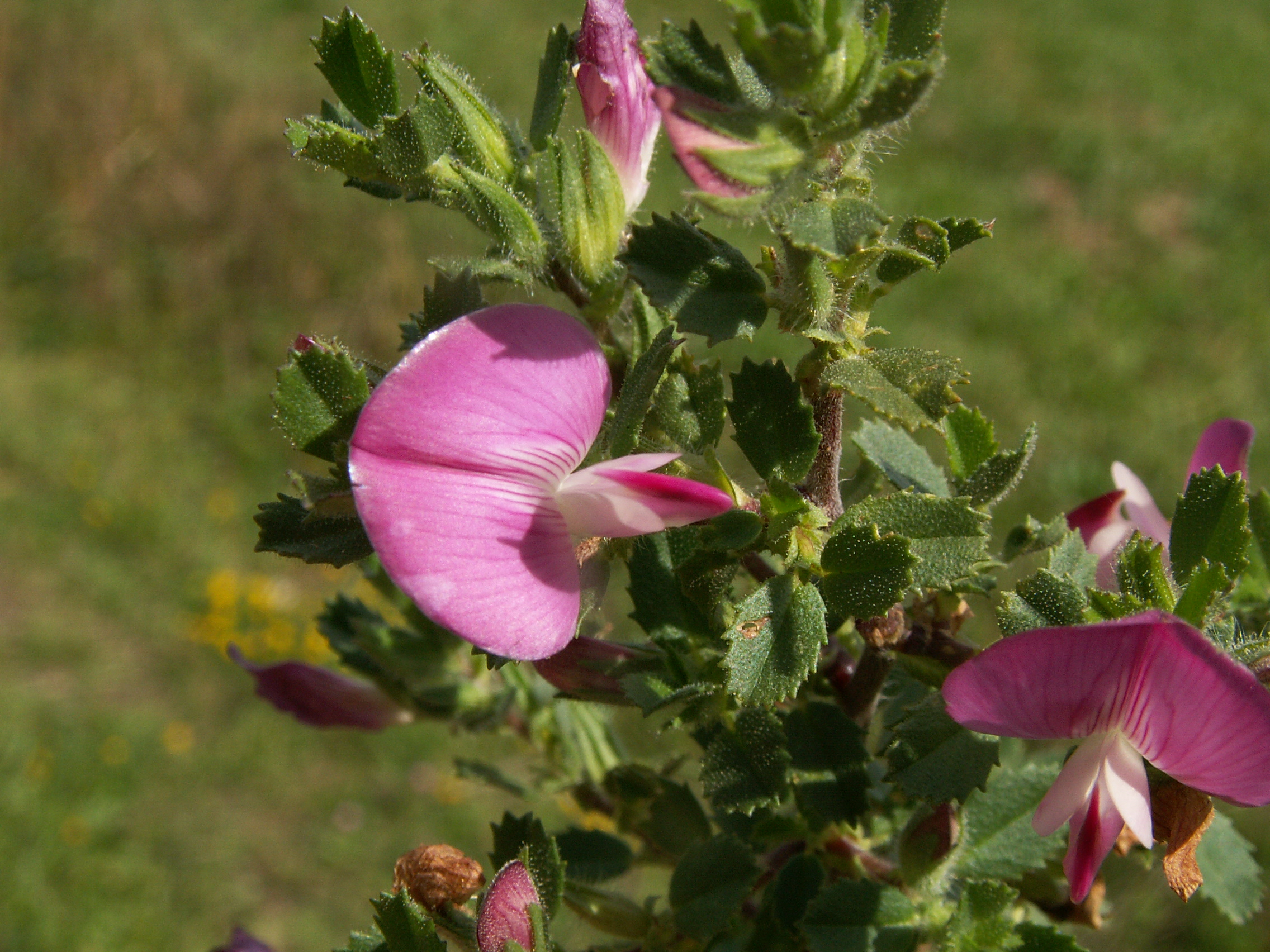
Bugrane épineuse
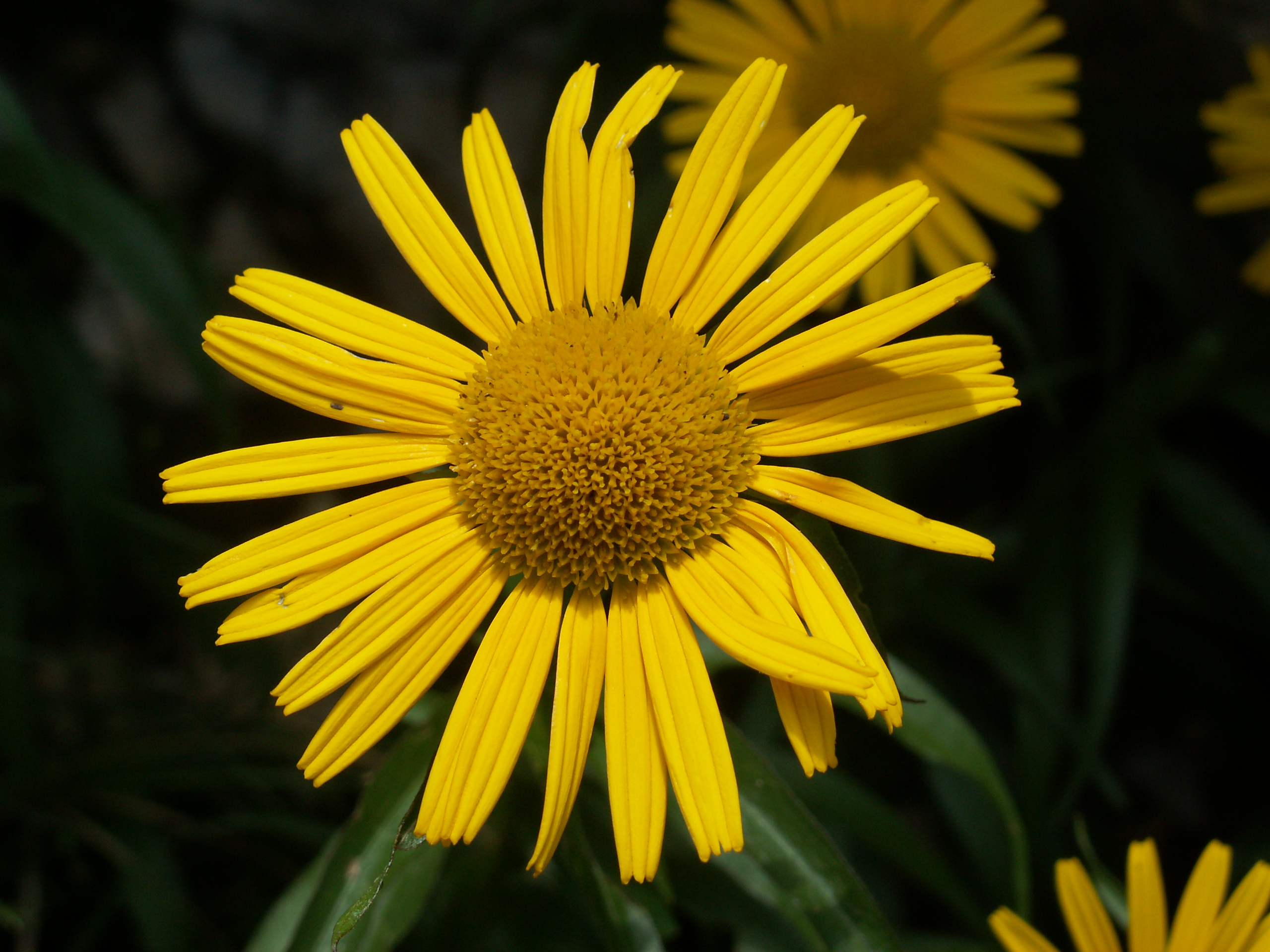
Buphtalme à feuilles de saule
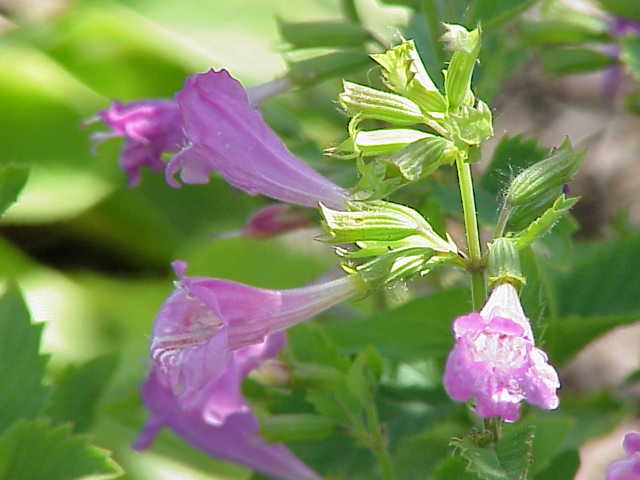
Calament à grandes fleurs
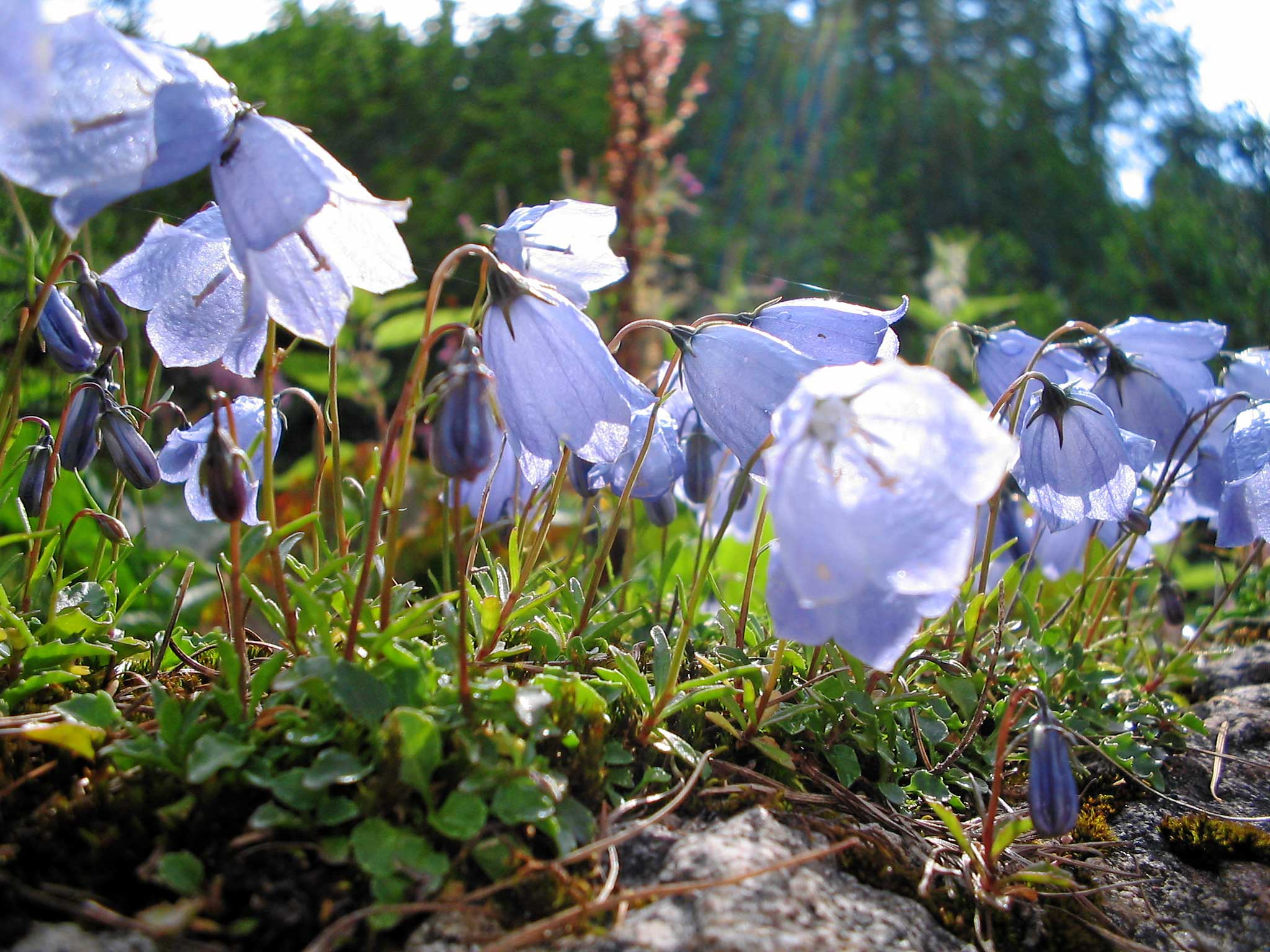
Campanule à feuilles de Cochléaire
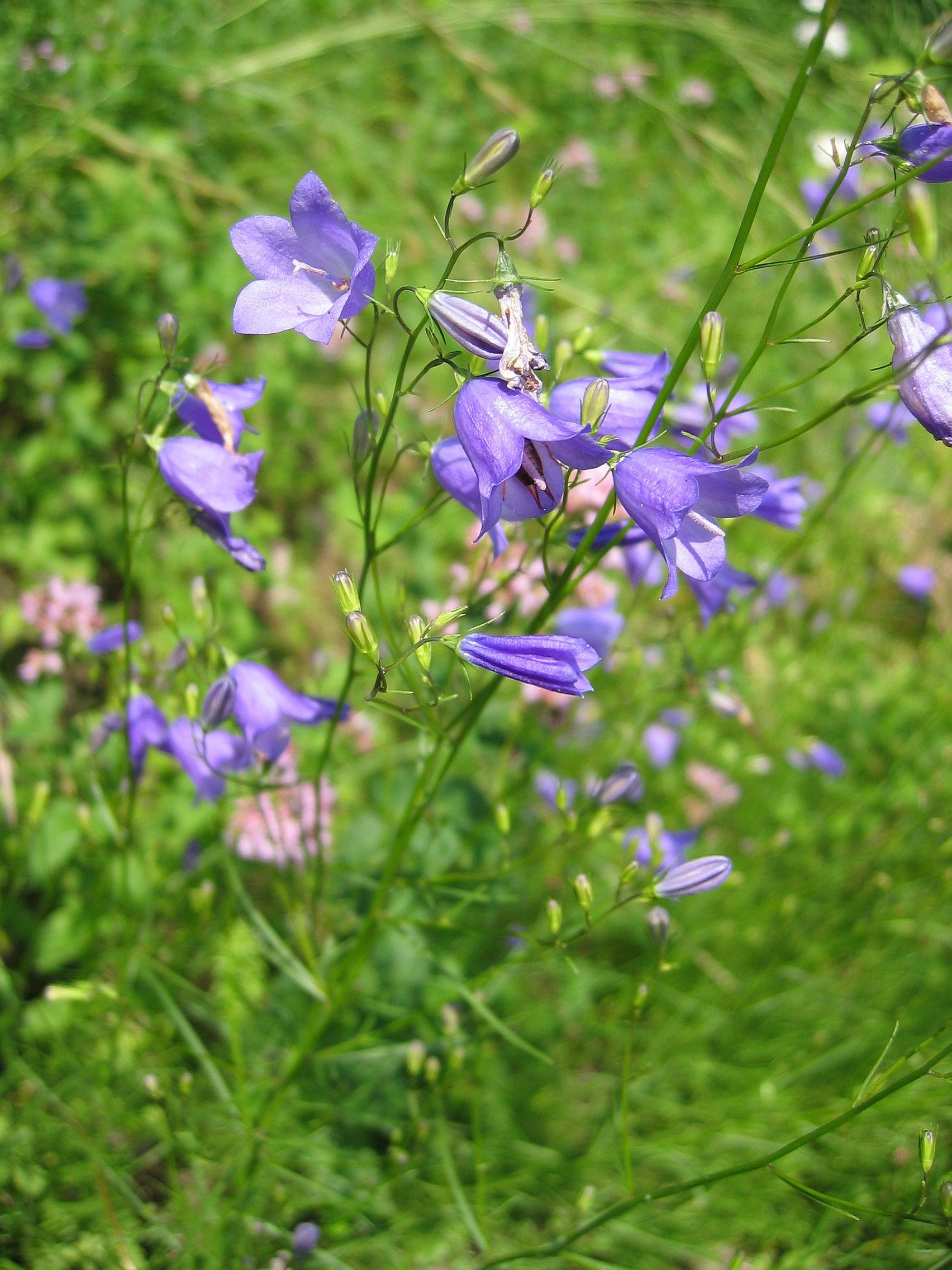
Campanule à feuilles rondes
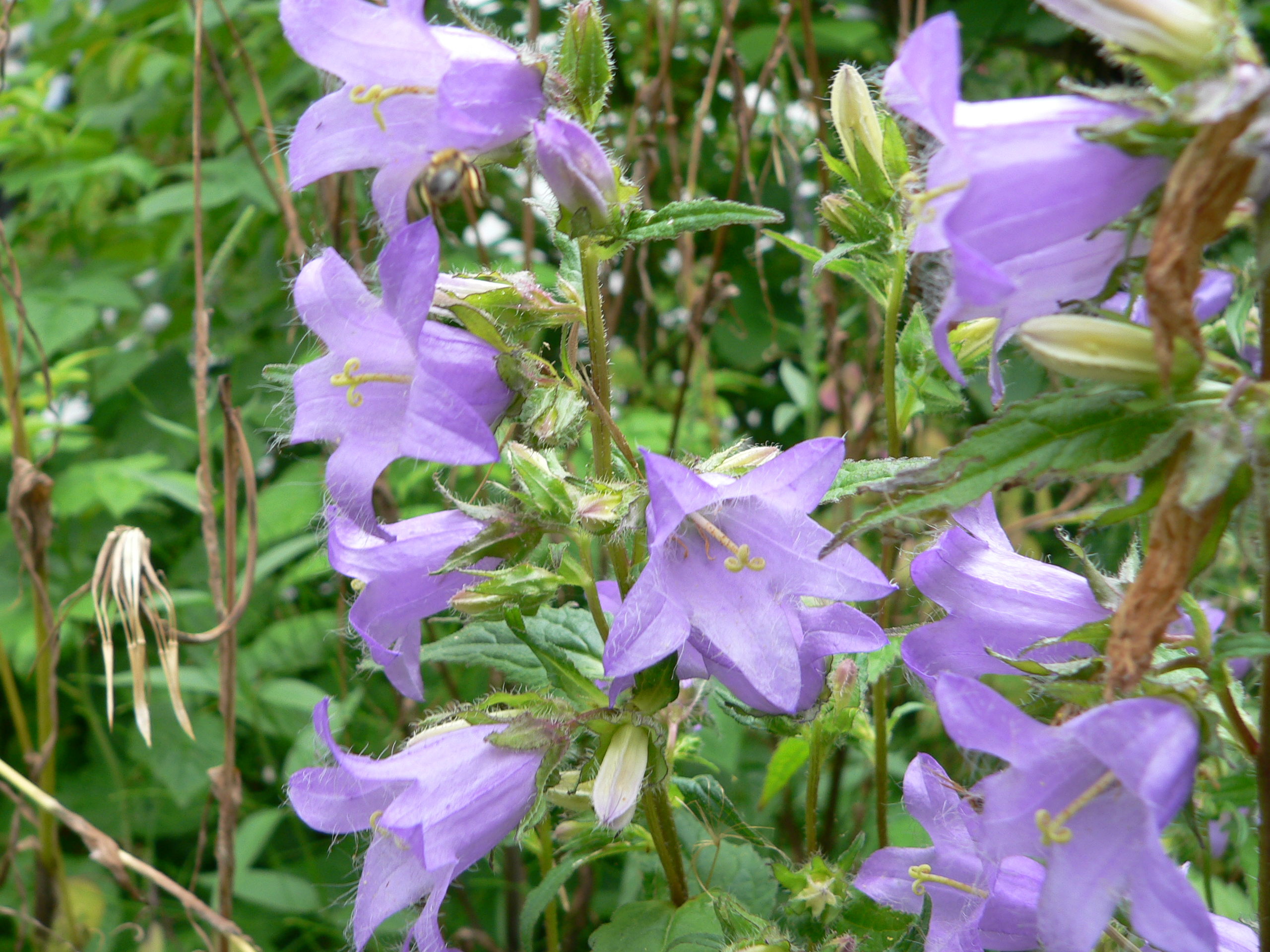
Campanule gantelée
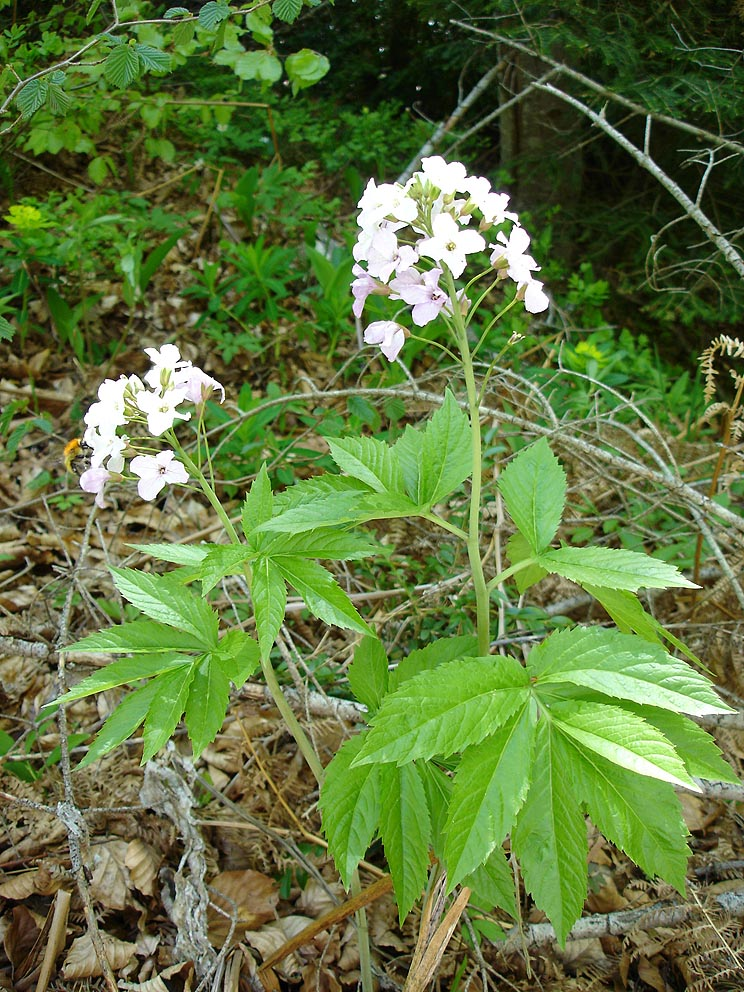
Cardamine à sept folioles
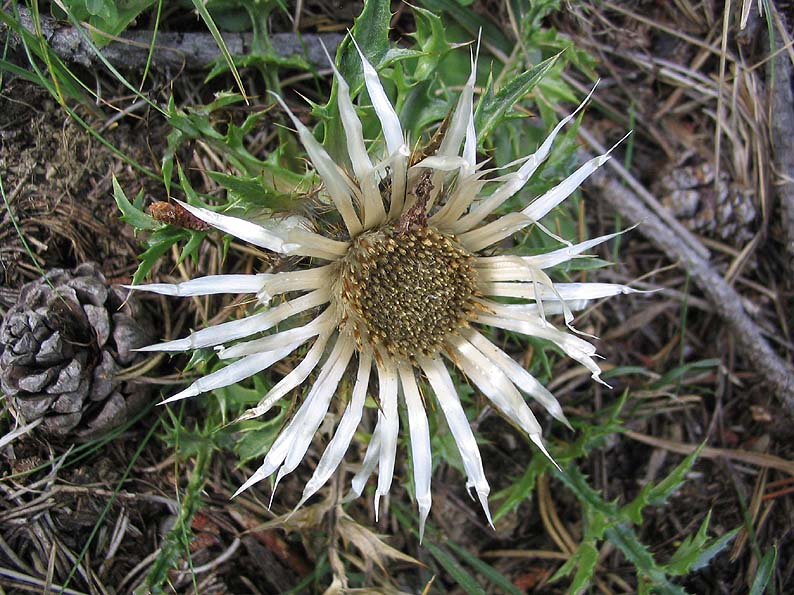
Carline acaule
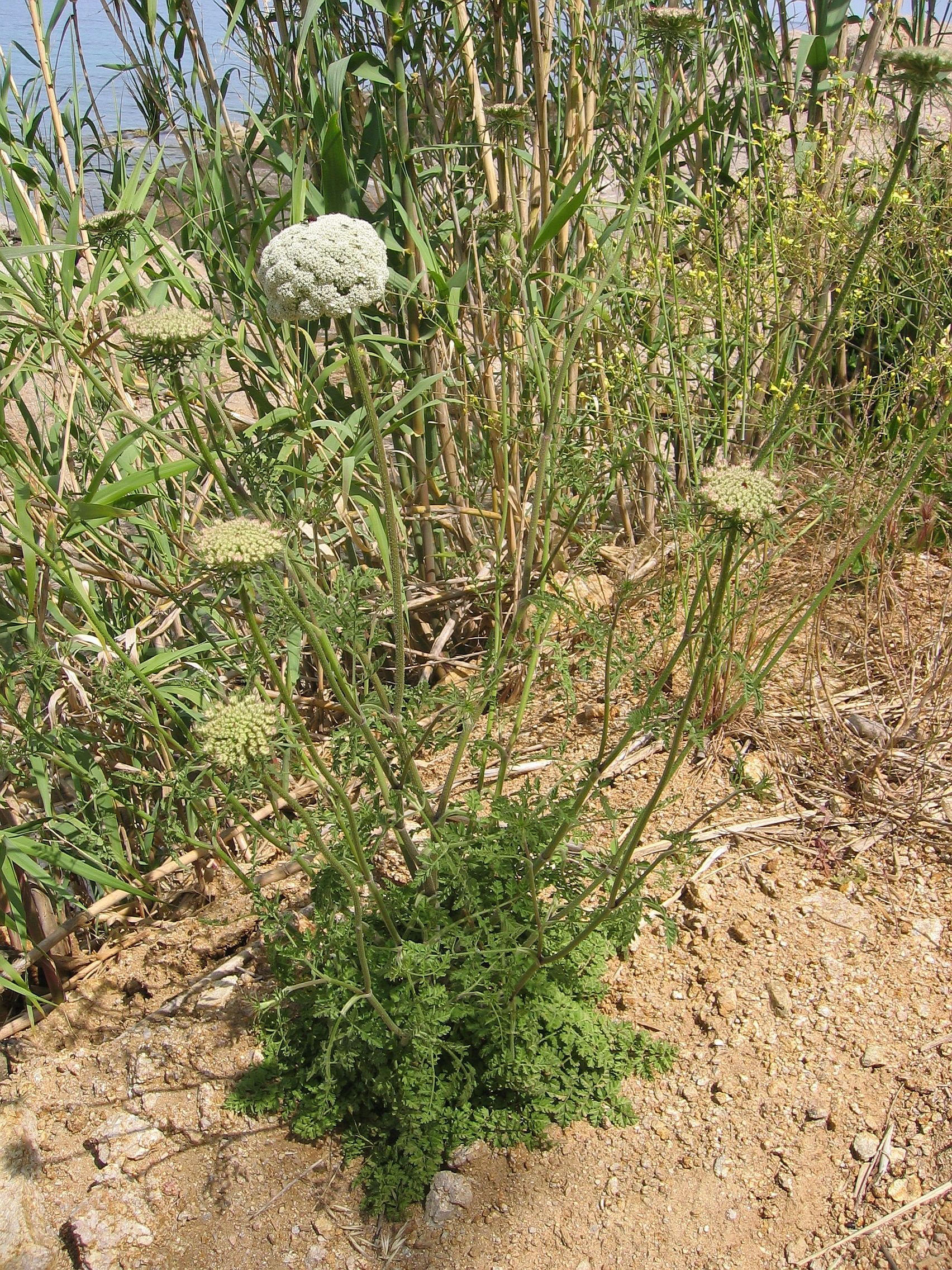
Carotte sauvage
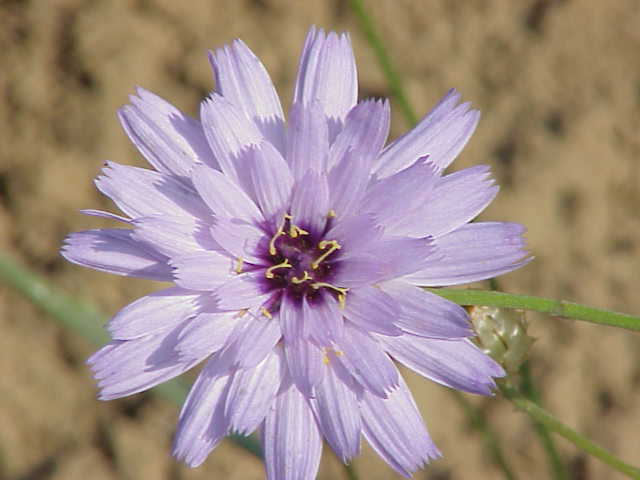
Catananche bleue
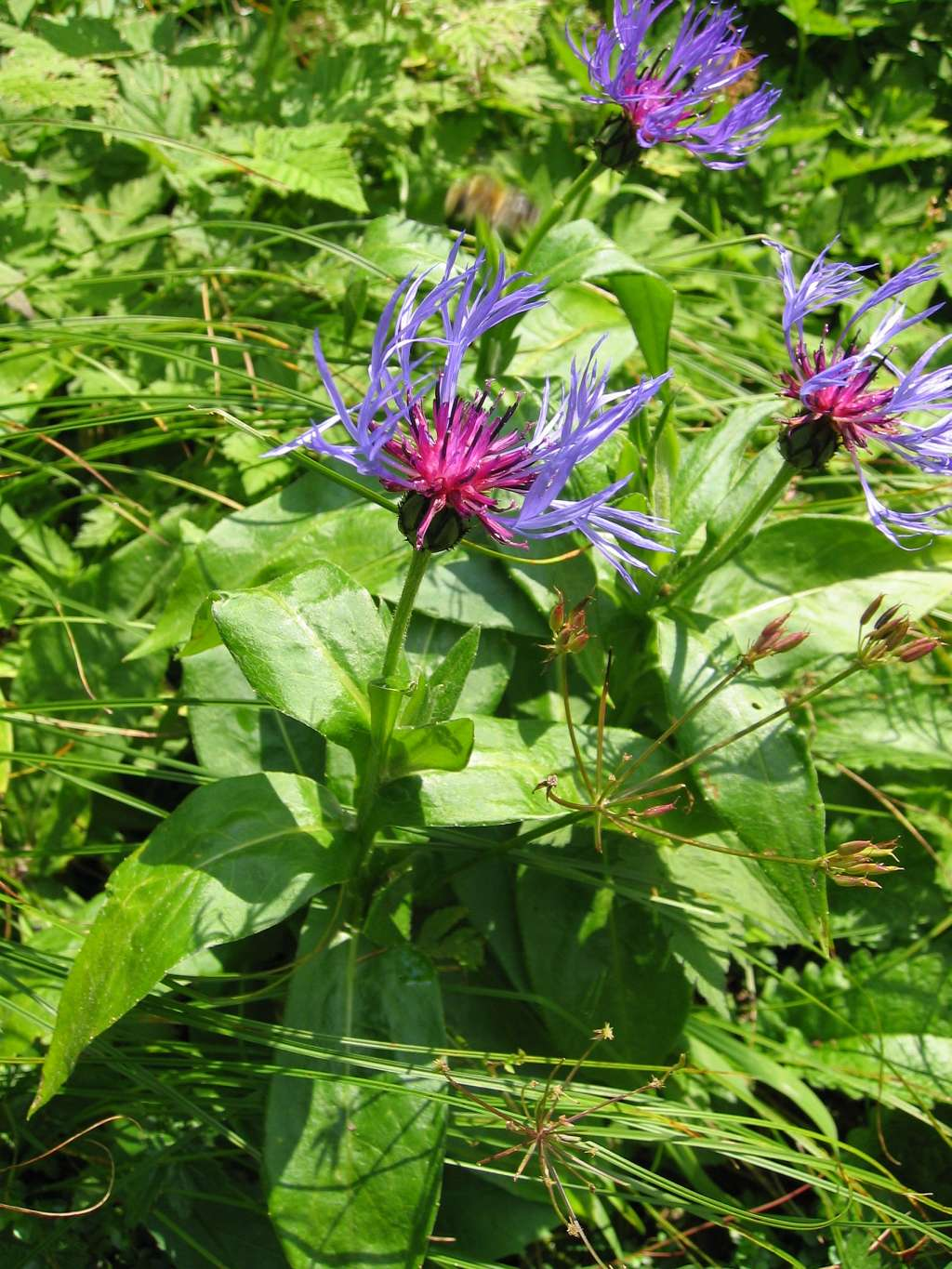
Centaurée des montagnes
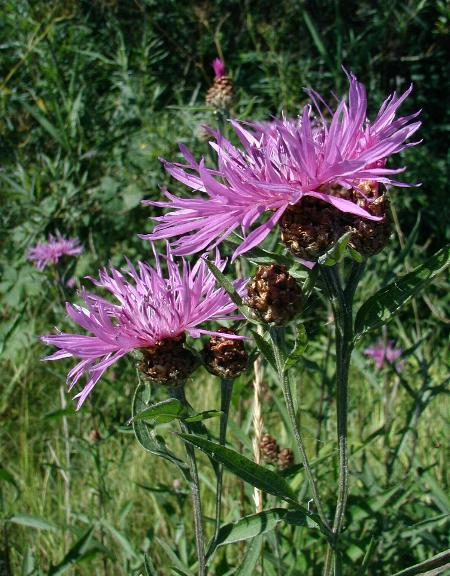
Centaurée Jacée
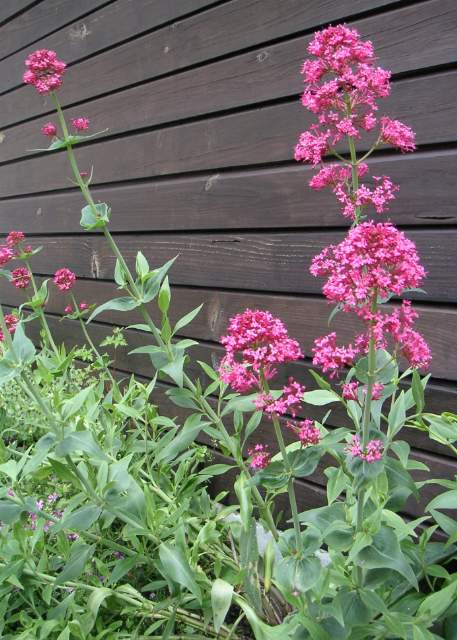
Centranthe rouge
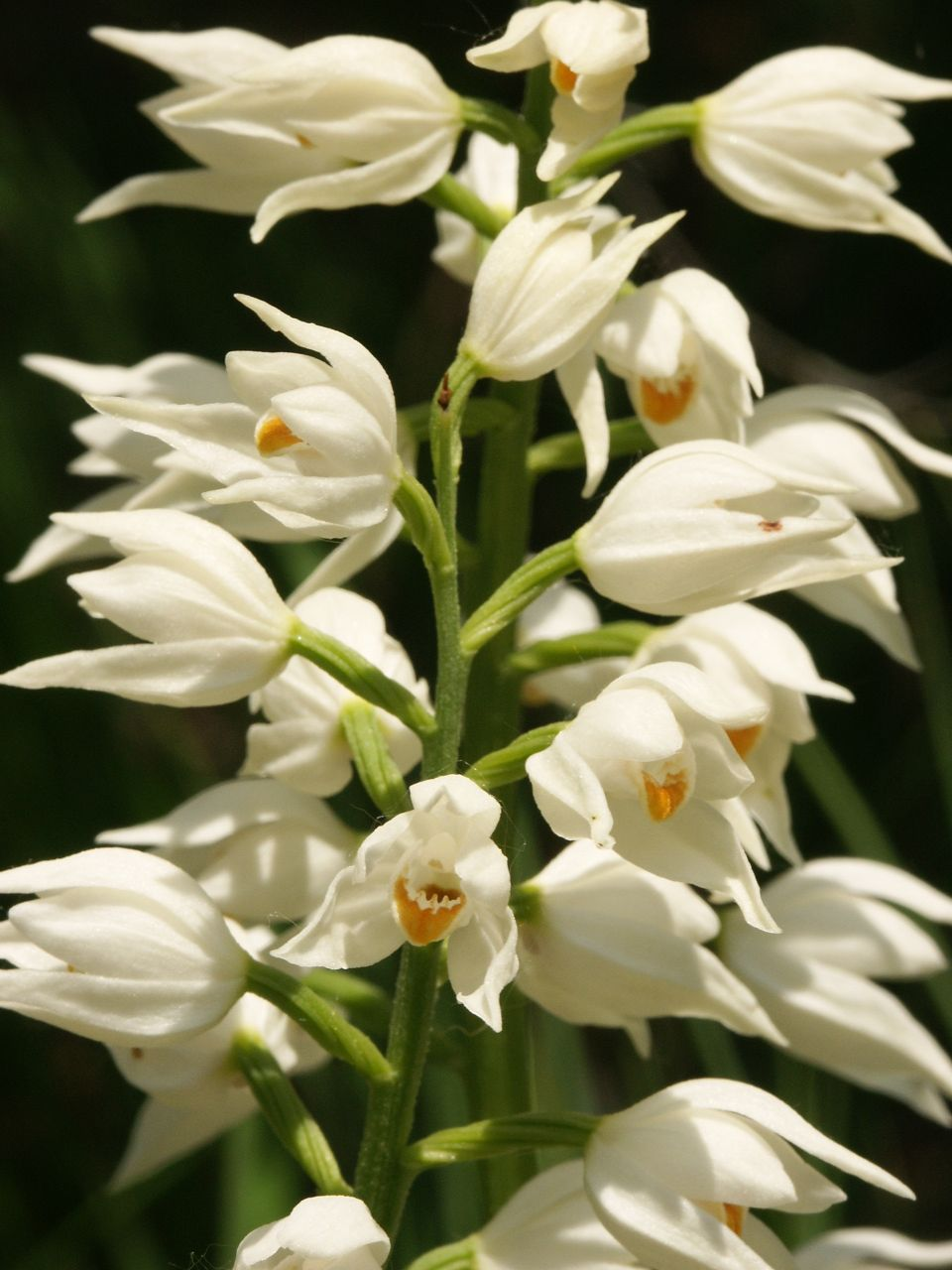
Céphalanthère à feuilles étroites
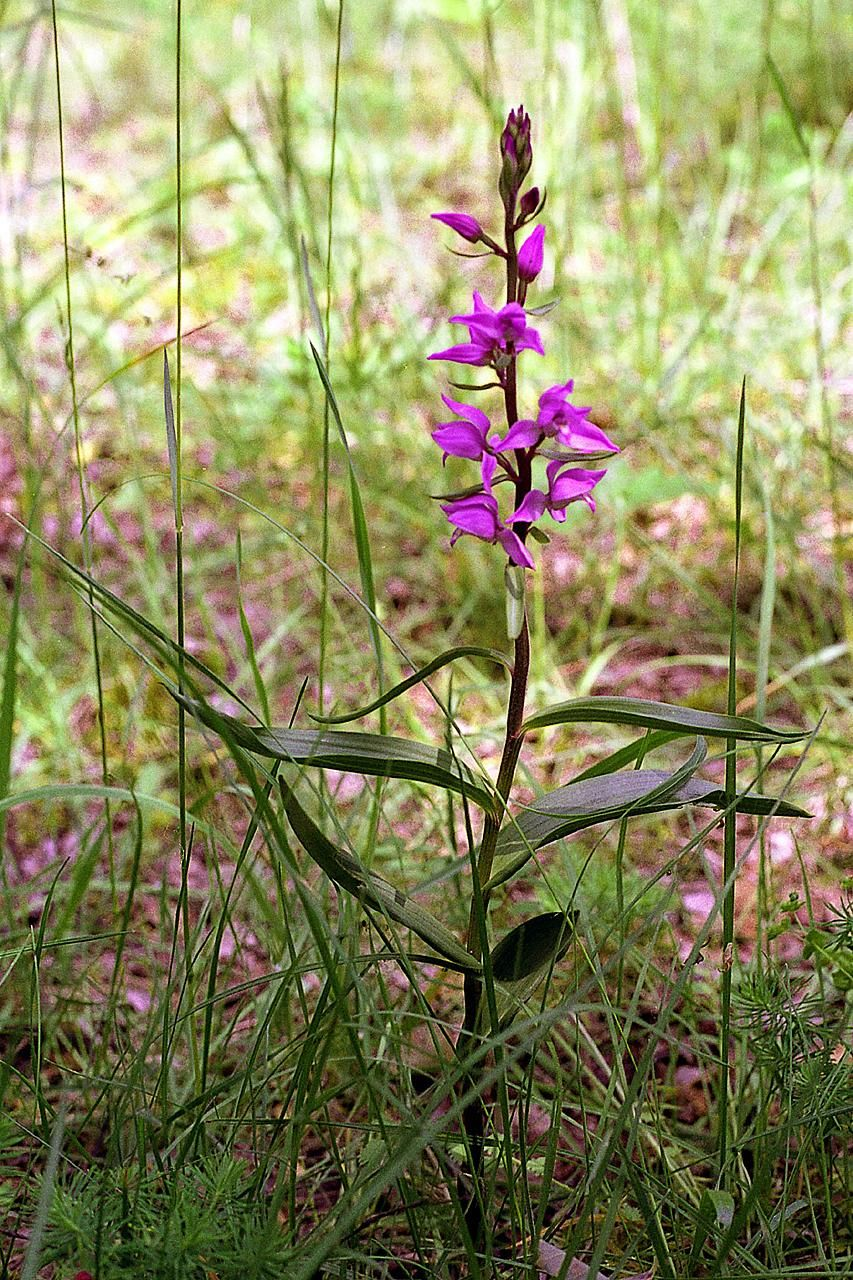
Céphalanthère rouge
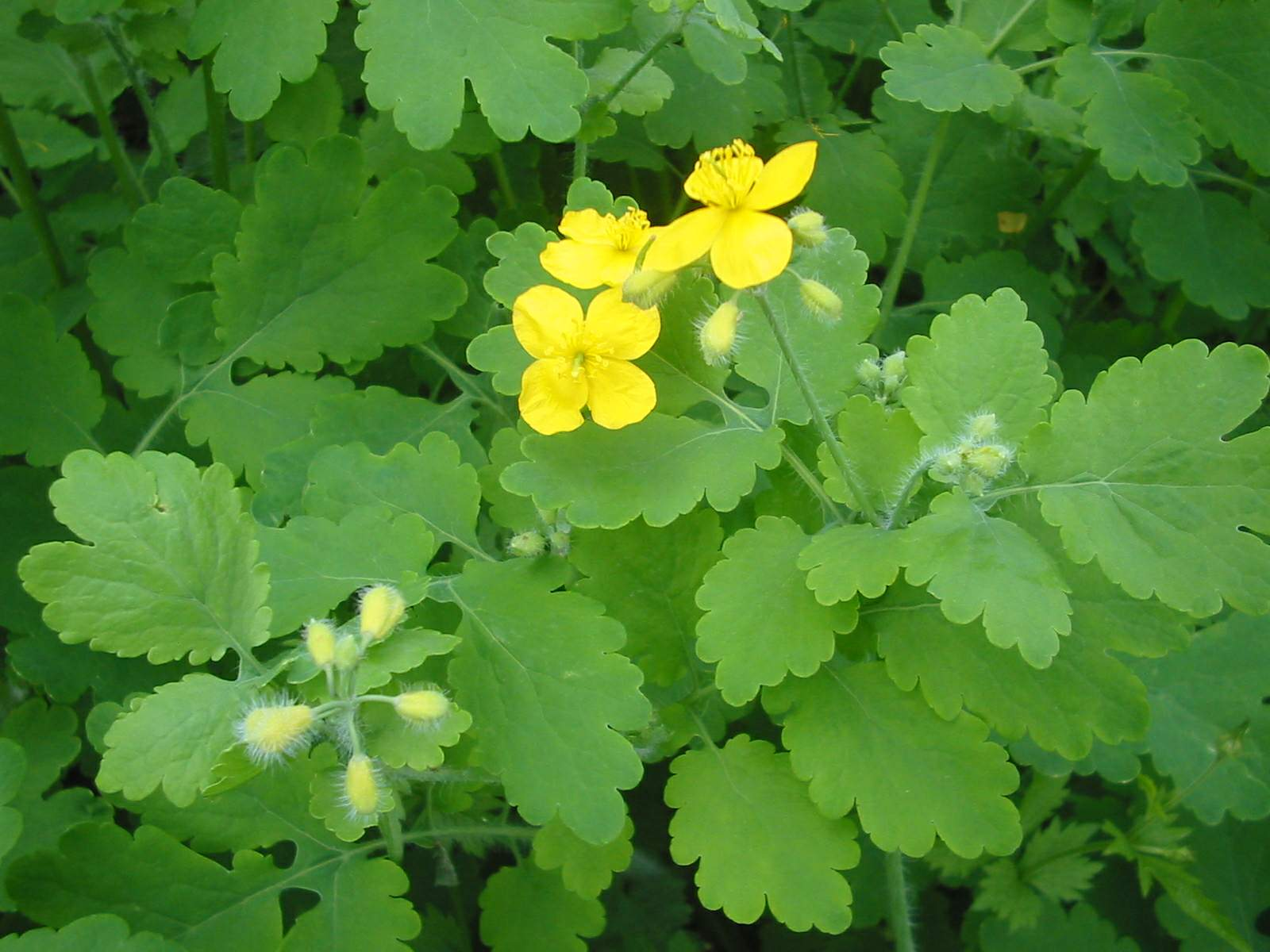
Chélidoine
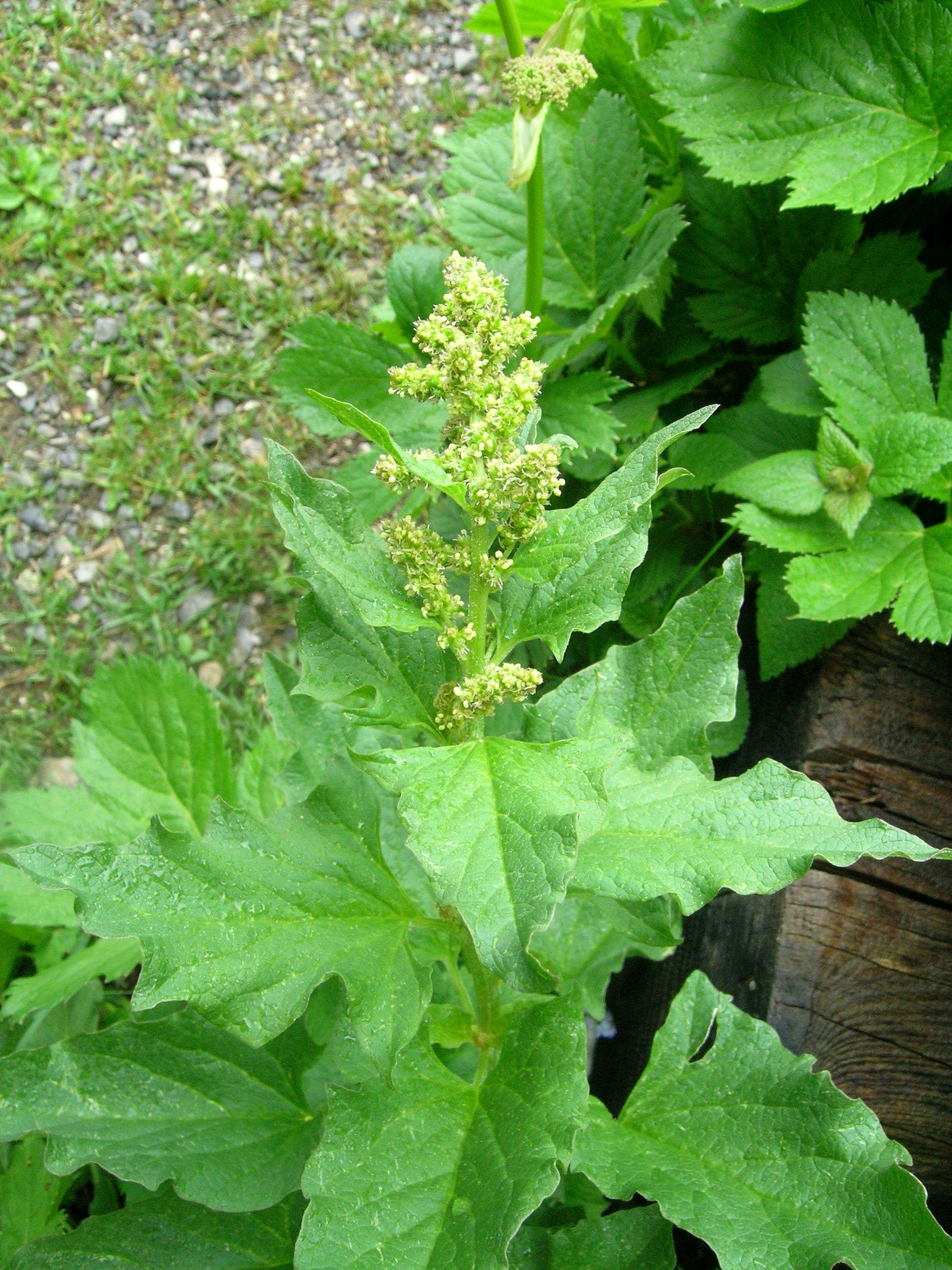
Chénopode Bon-Henri
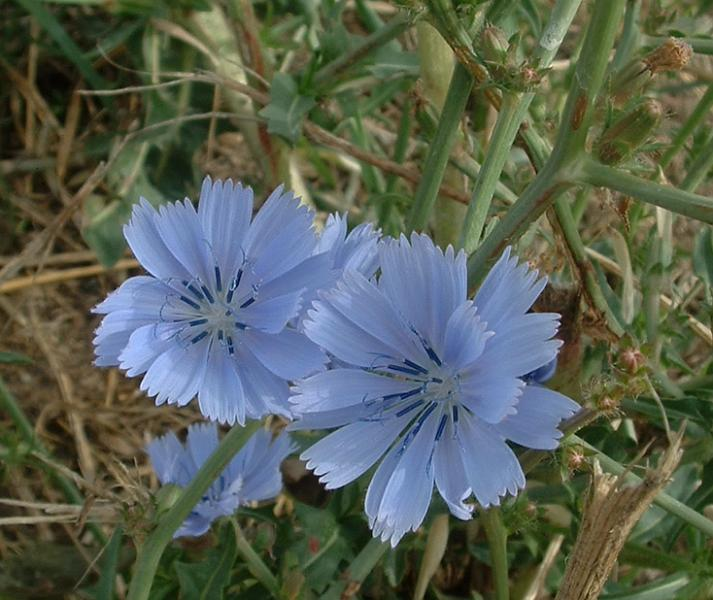
Chicorée sauvage
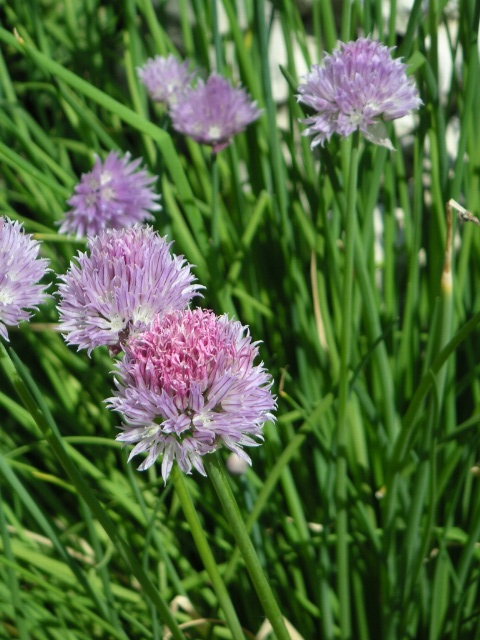
Ciboulette
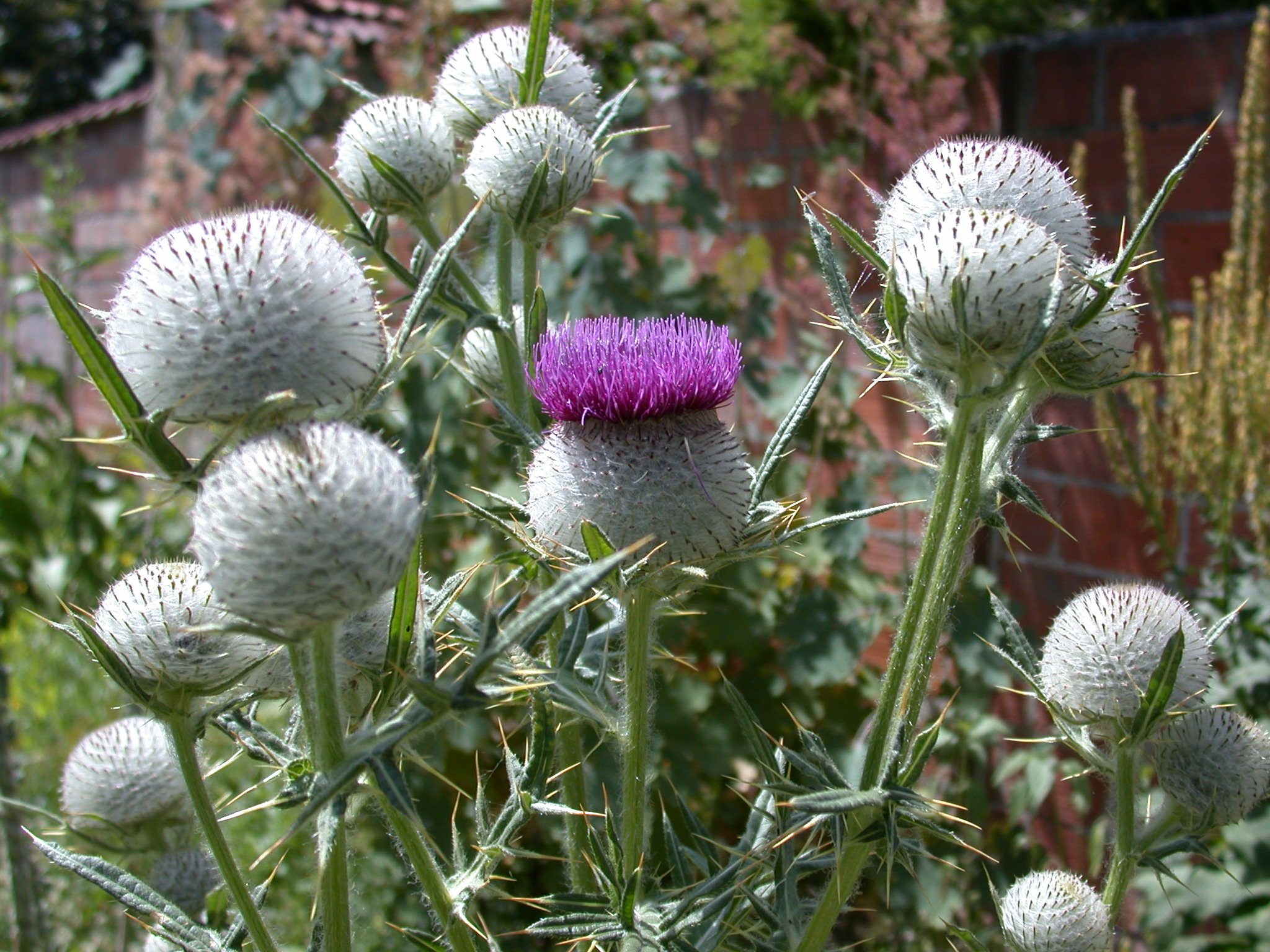
Cirse laineux
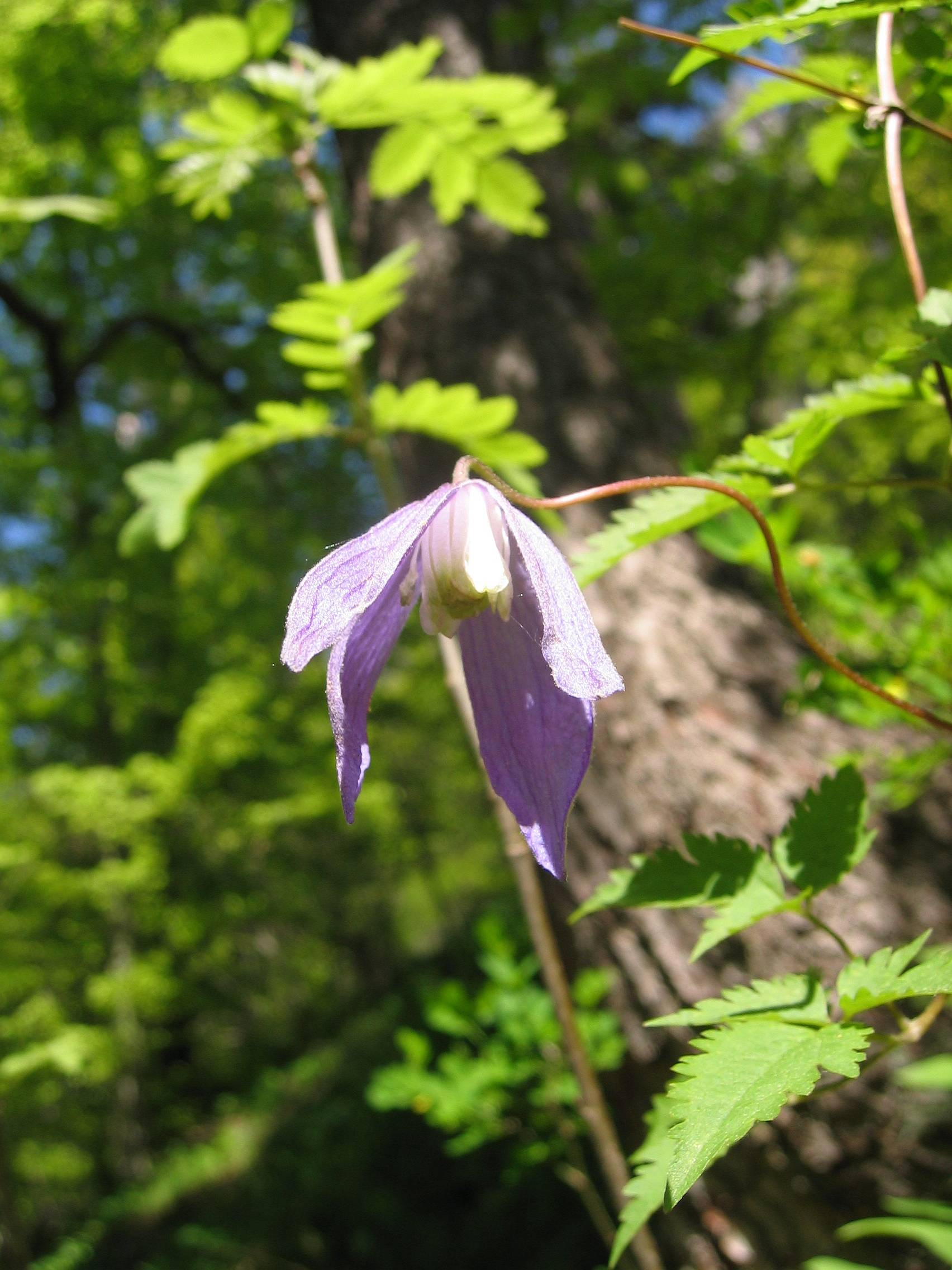
Clématite des Alpes
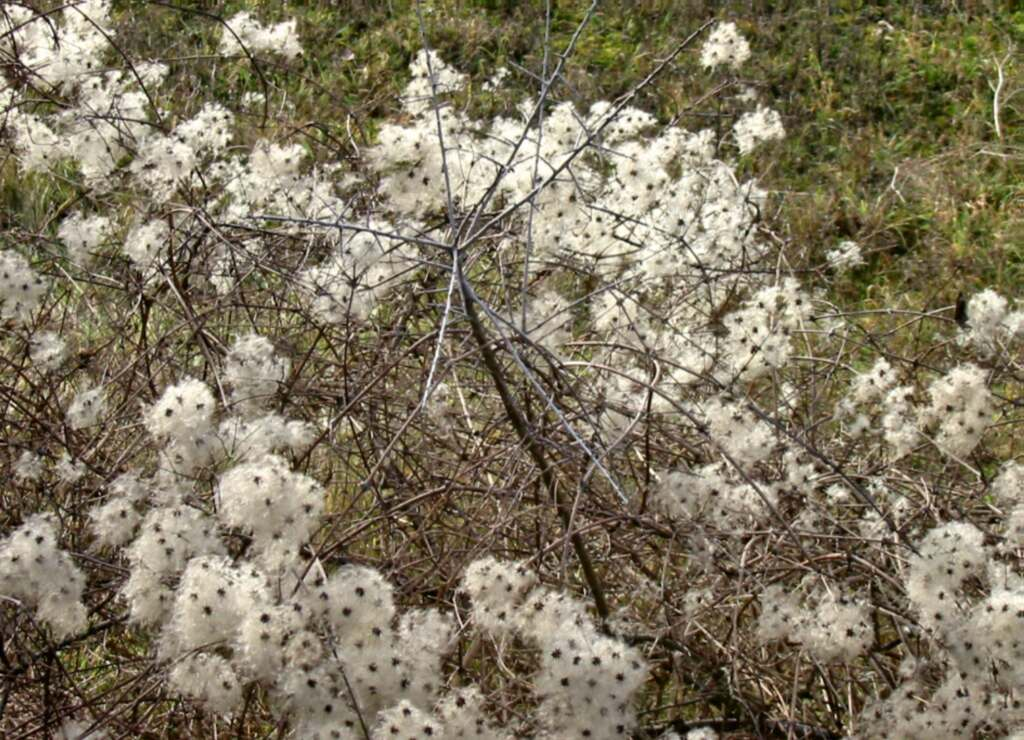
Clématite des haies
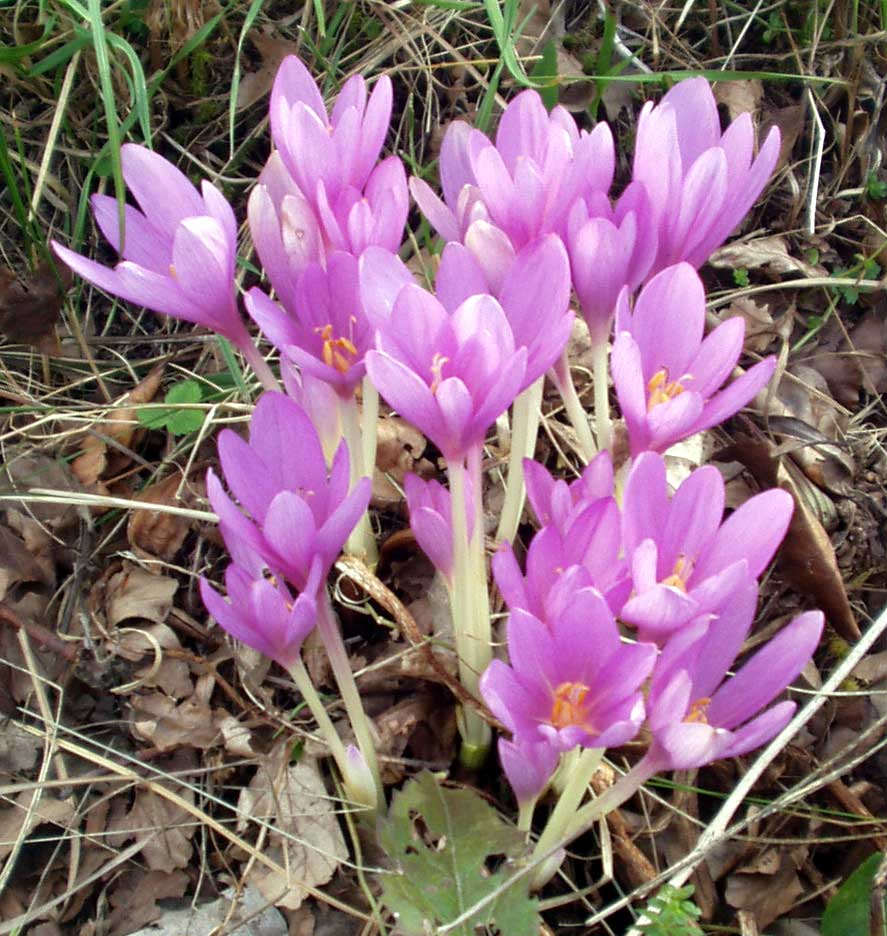
Colchique d'automne
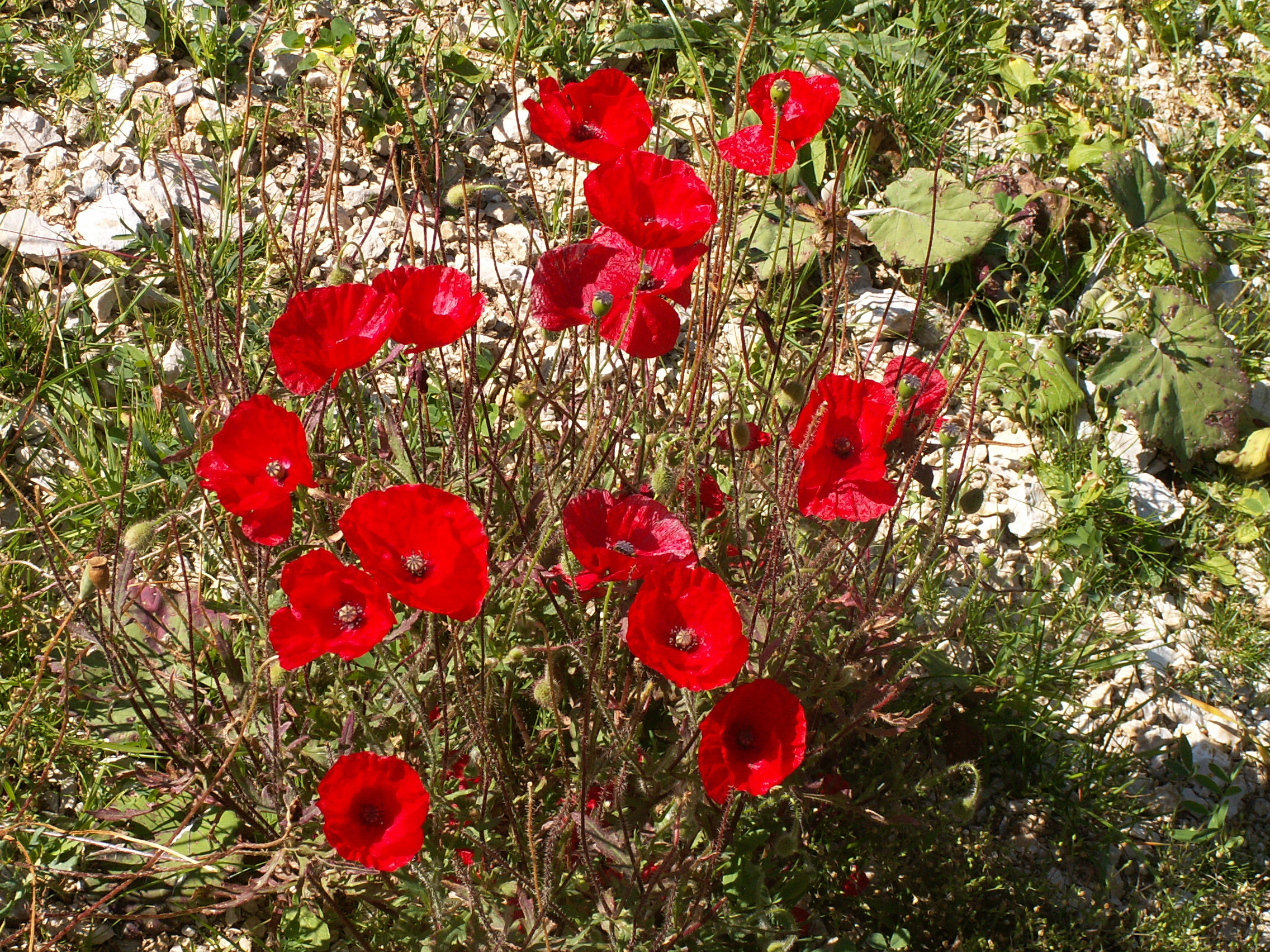
Coquelicot
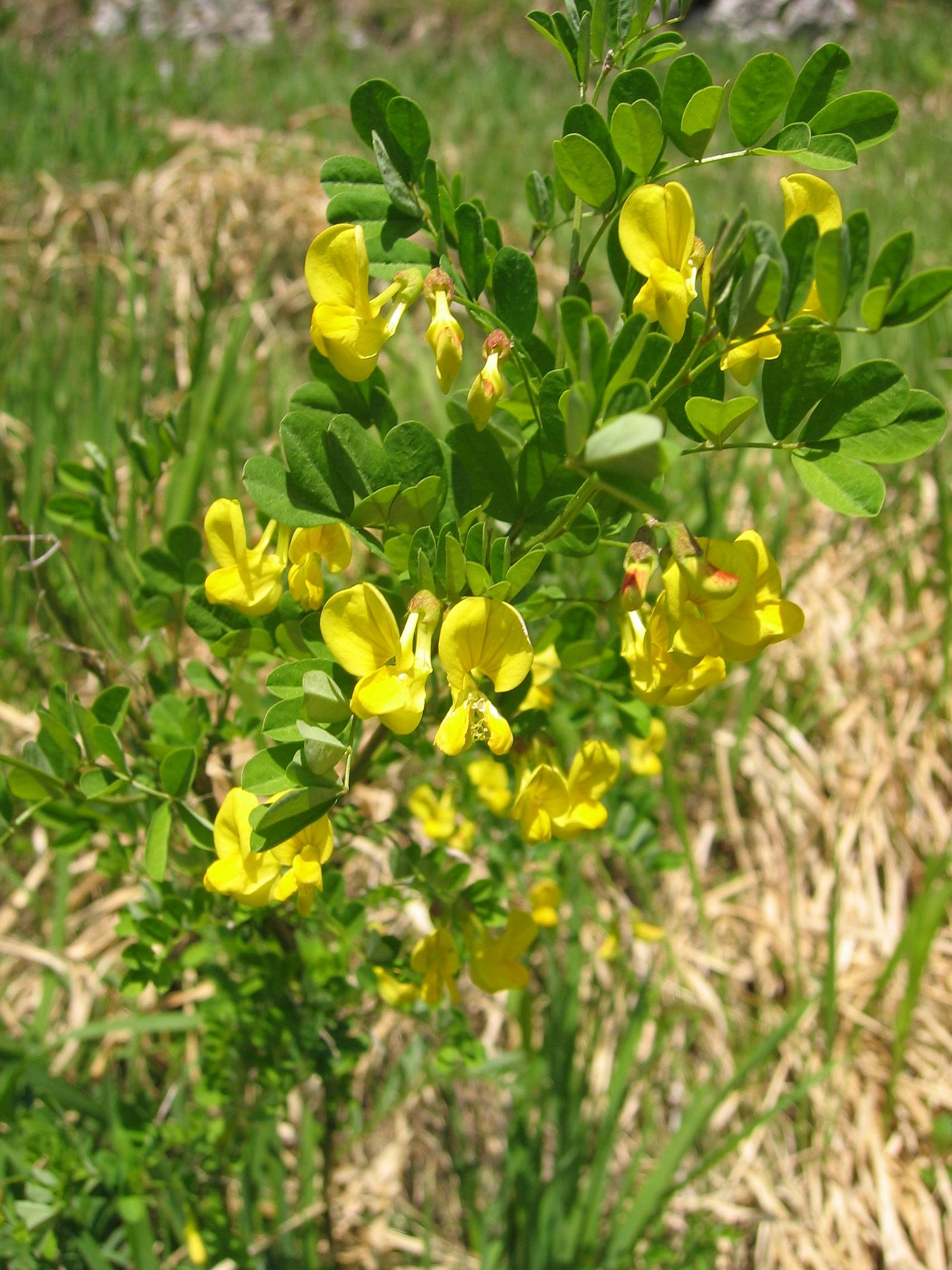
Coronille des jardins
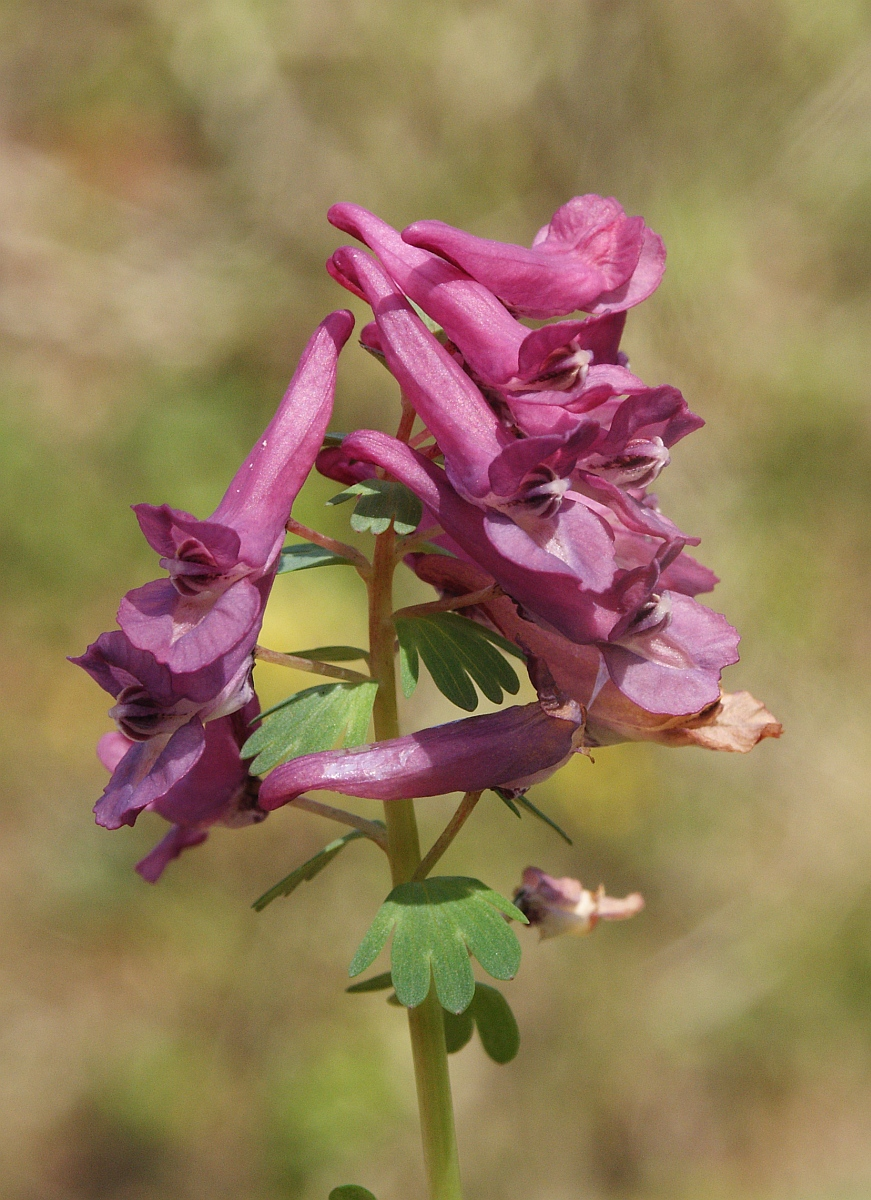
Corydale à bulbe plein
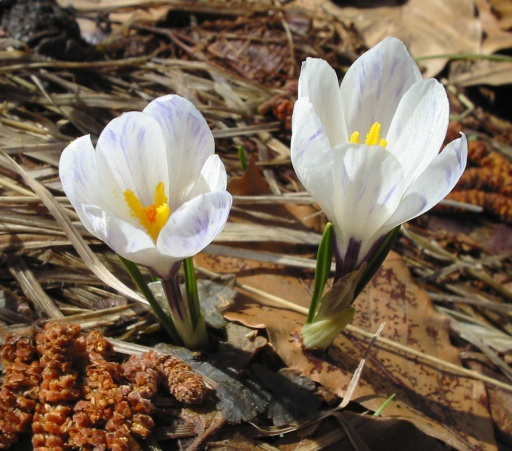
Crocus printanier
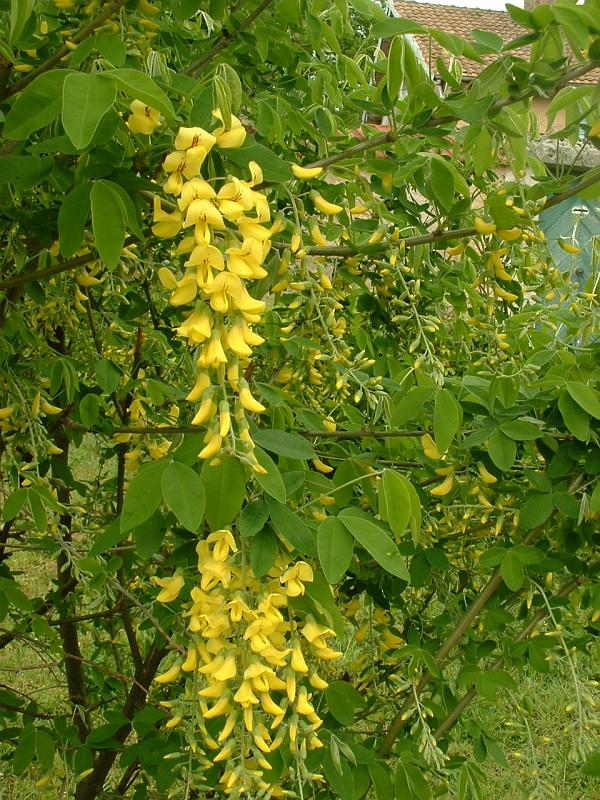
Cytise
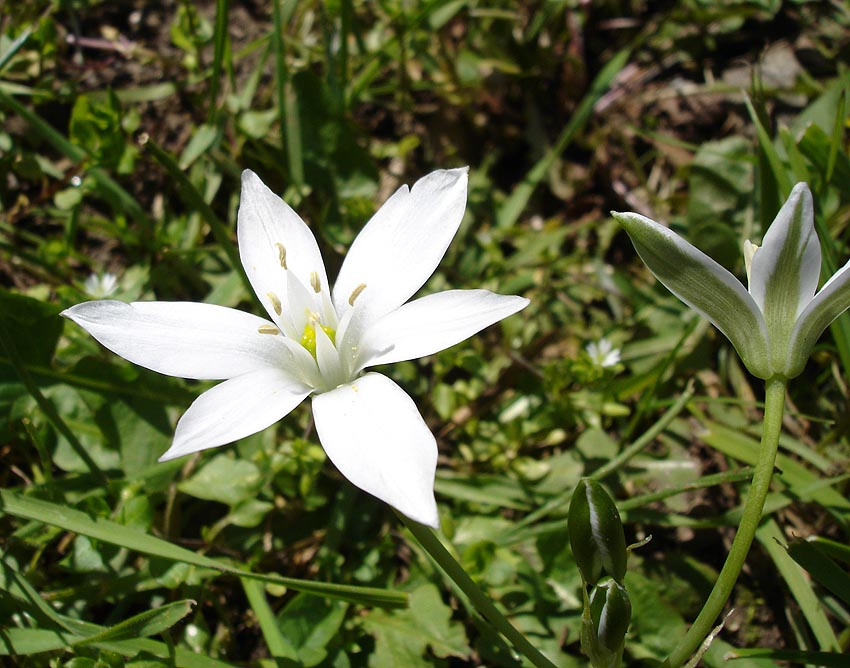
Dame de onze heures
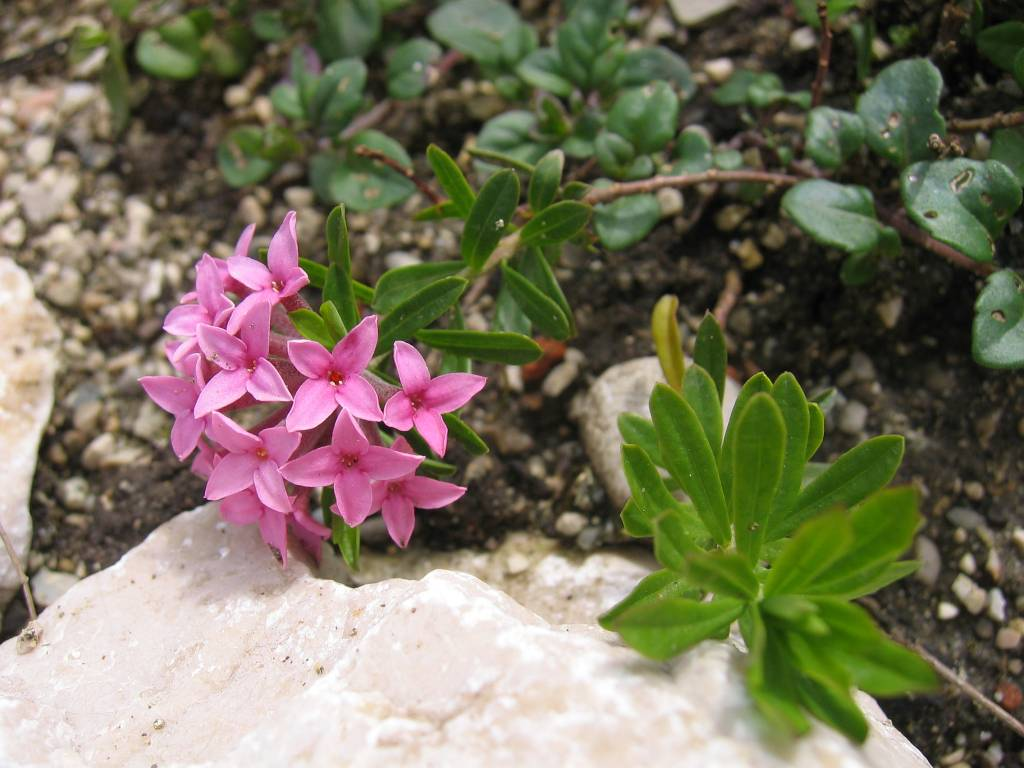
Daphné camélée
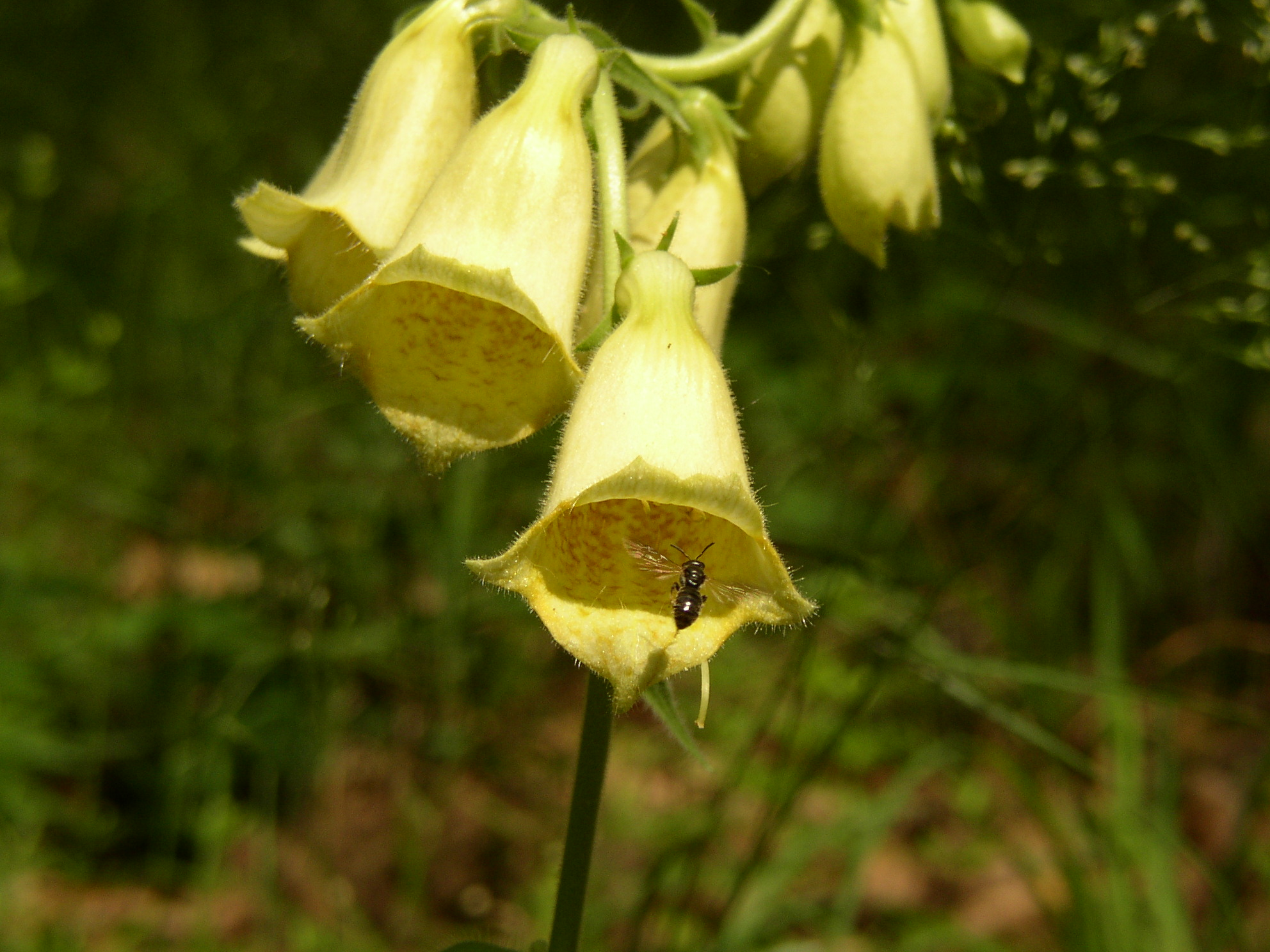
Digitale à grandes fleurs
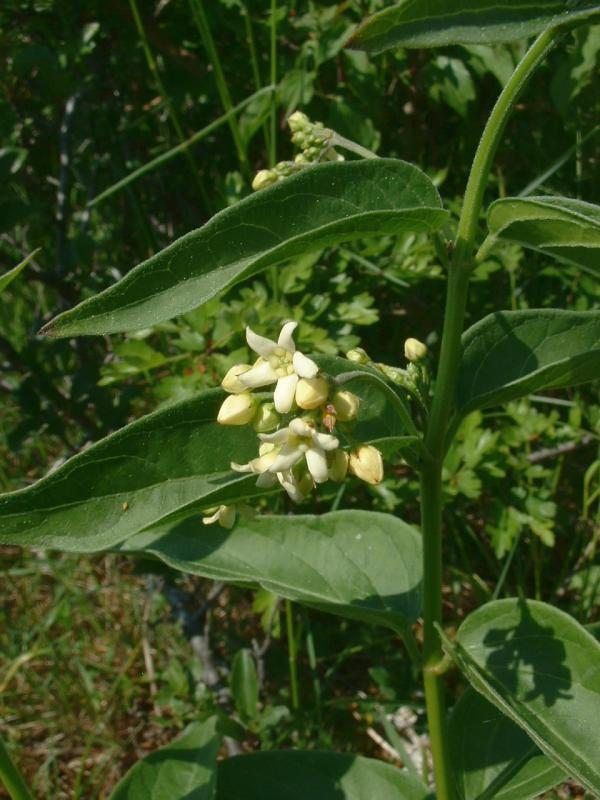
Dompte-venin officinal
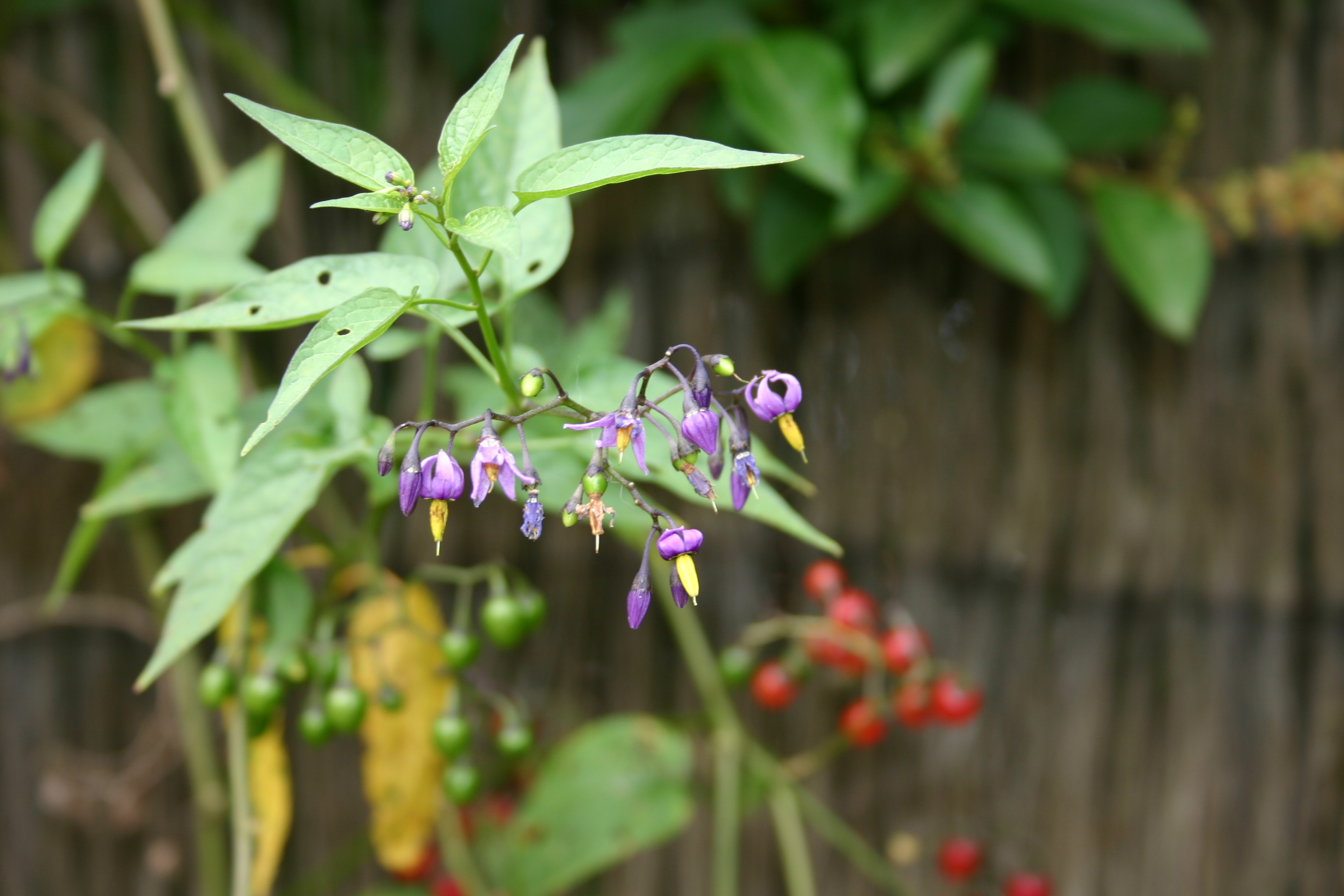
Douce-amère
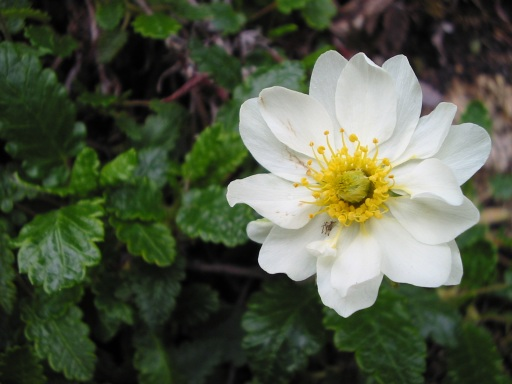
Dryade à huit pétales
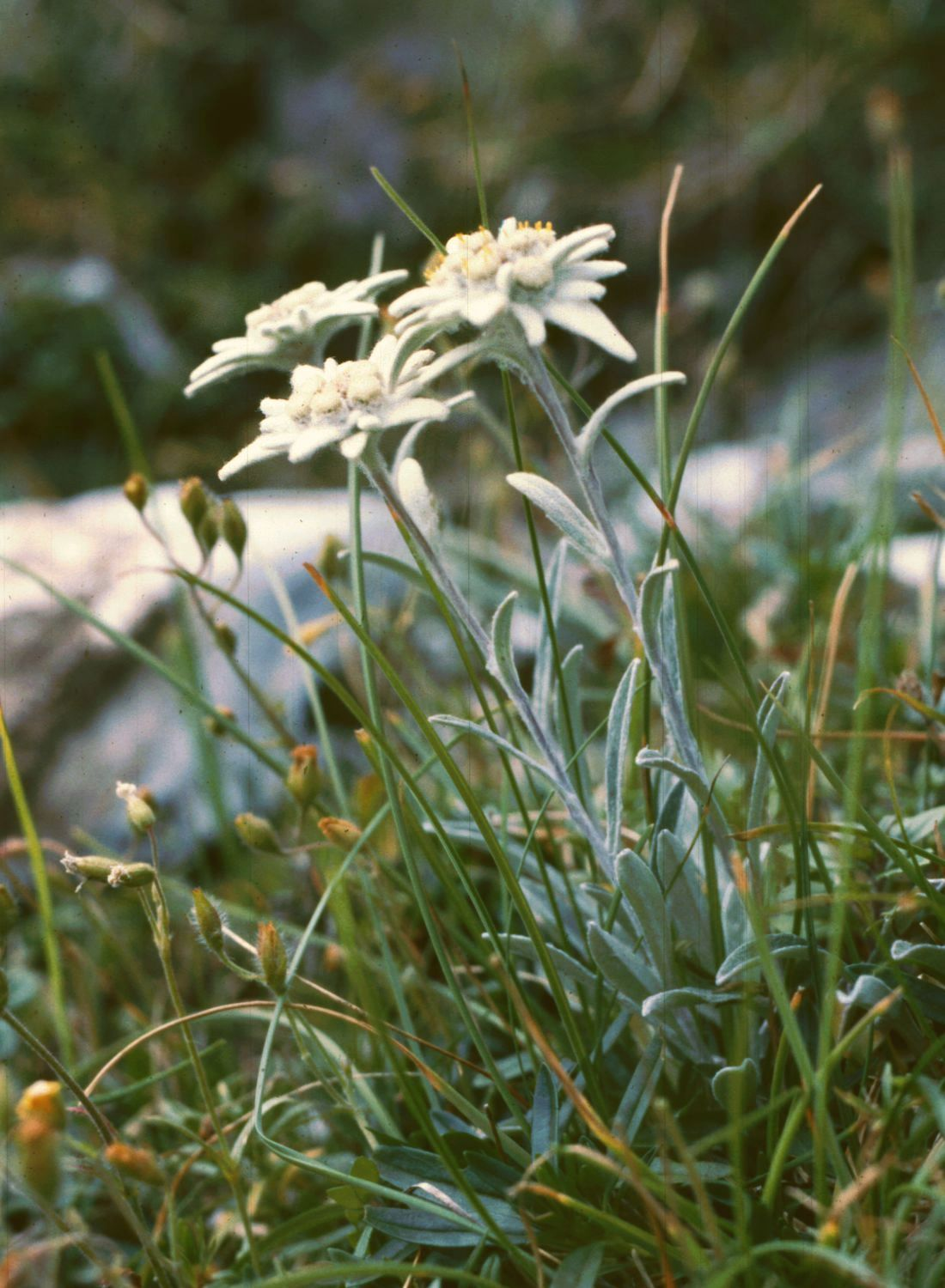
Edelweiss
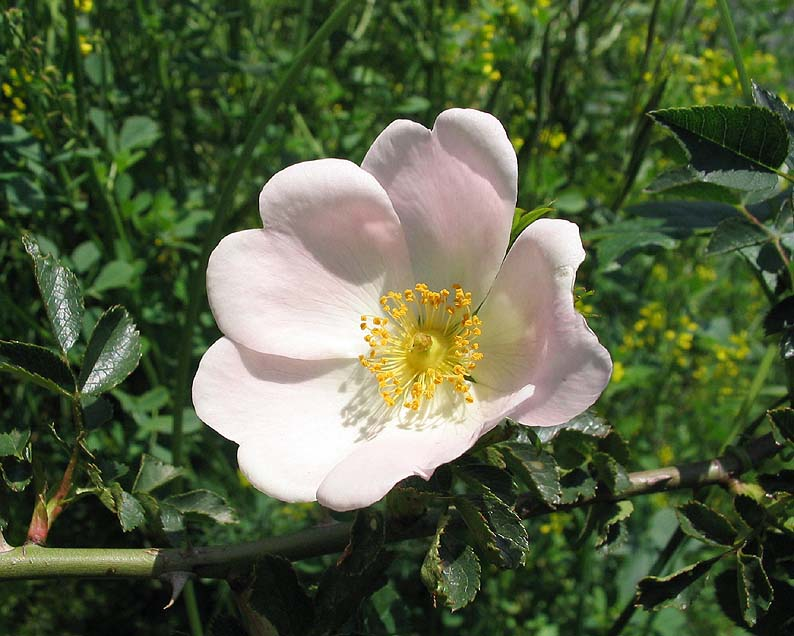
Églantier
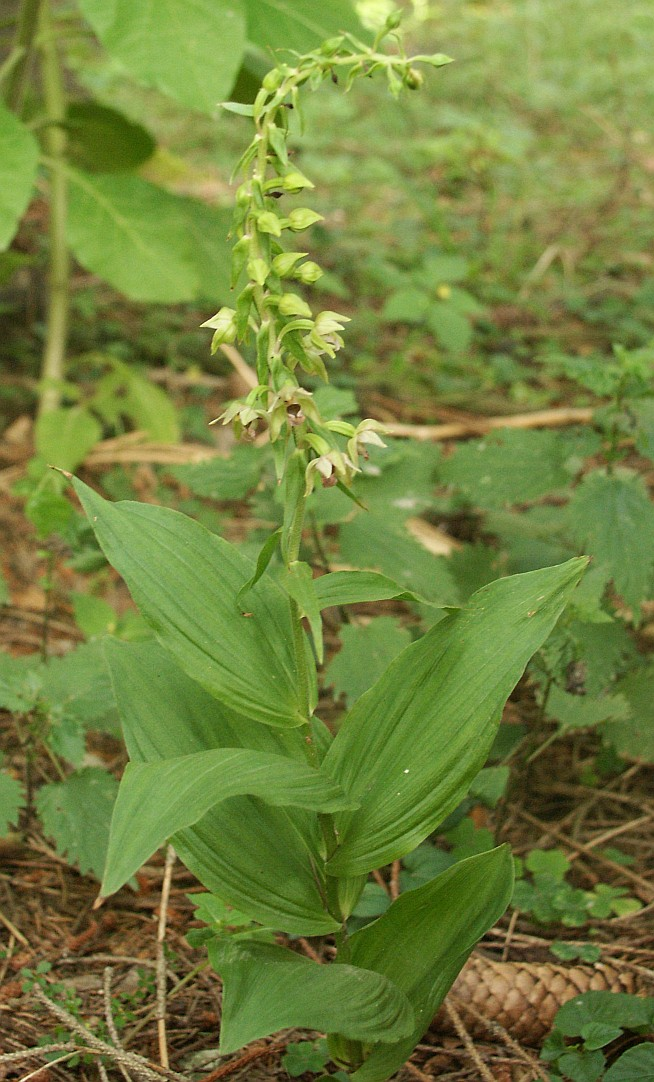
Épipactis à larges feuilles
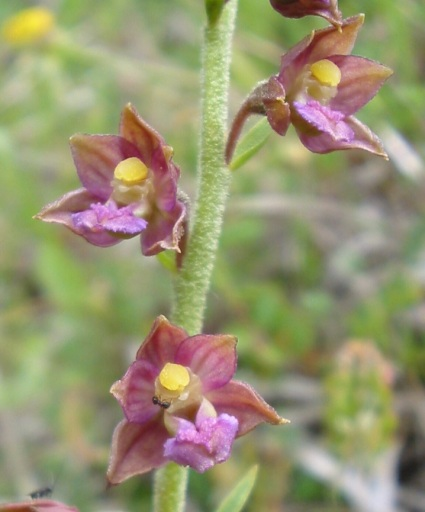
Épipactis pourpre noirâtre
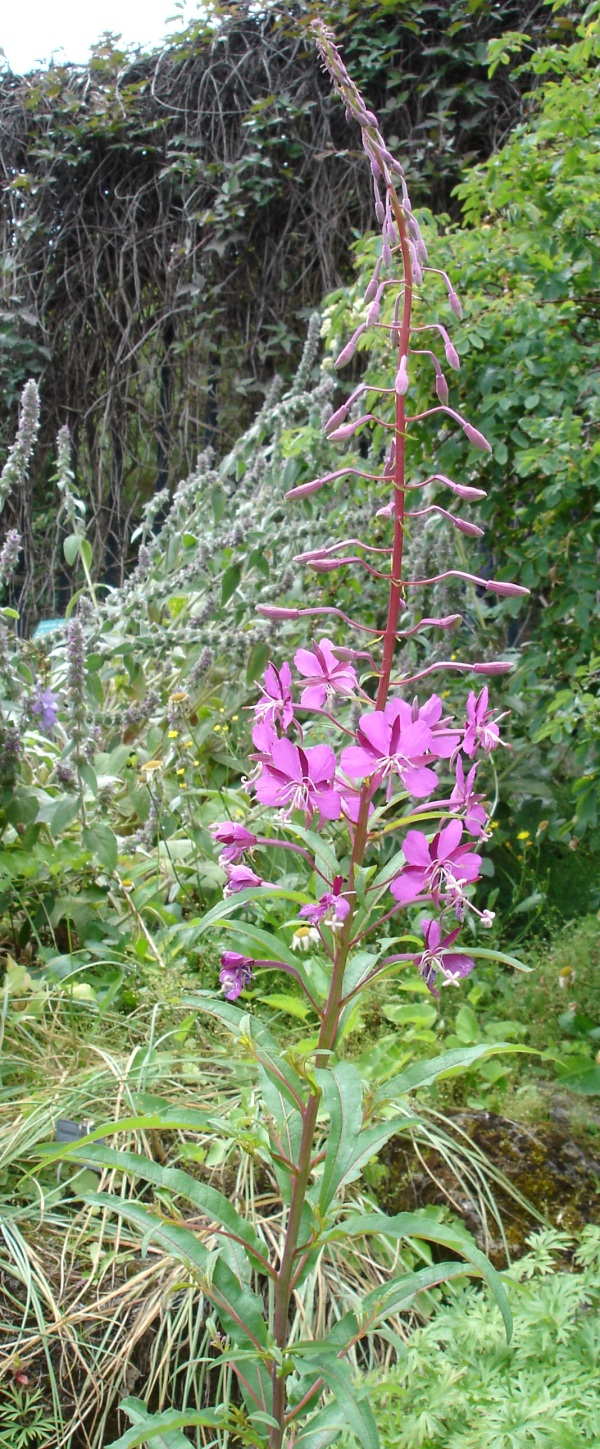
Épilobe en épi
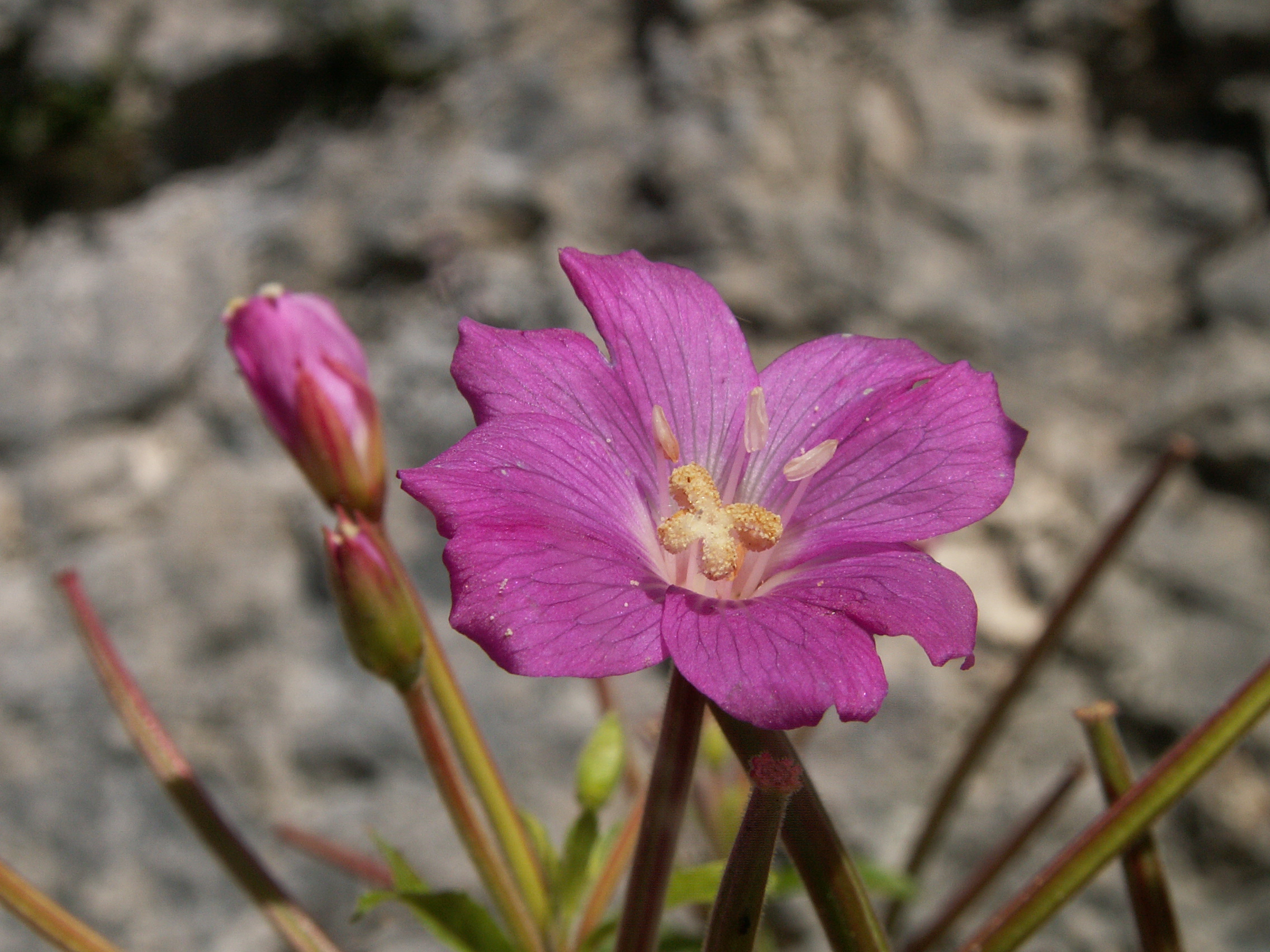
Épilobe des montagnes
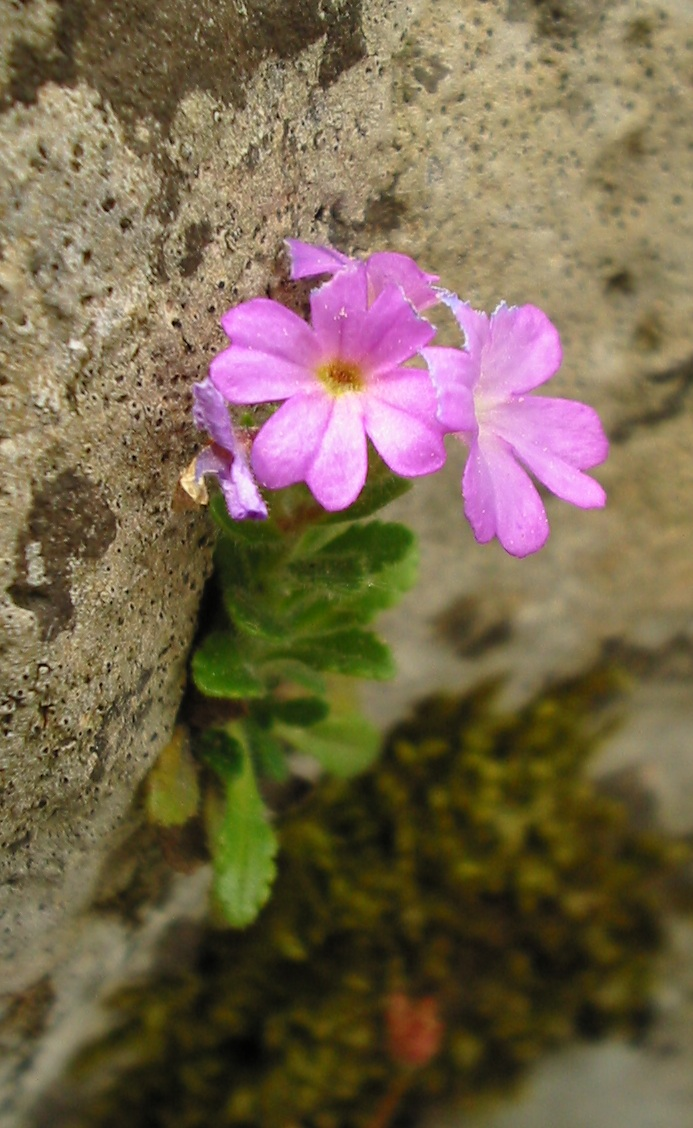
Érine des Alpes
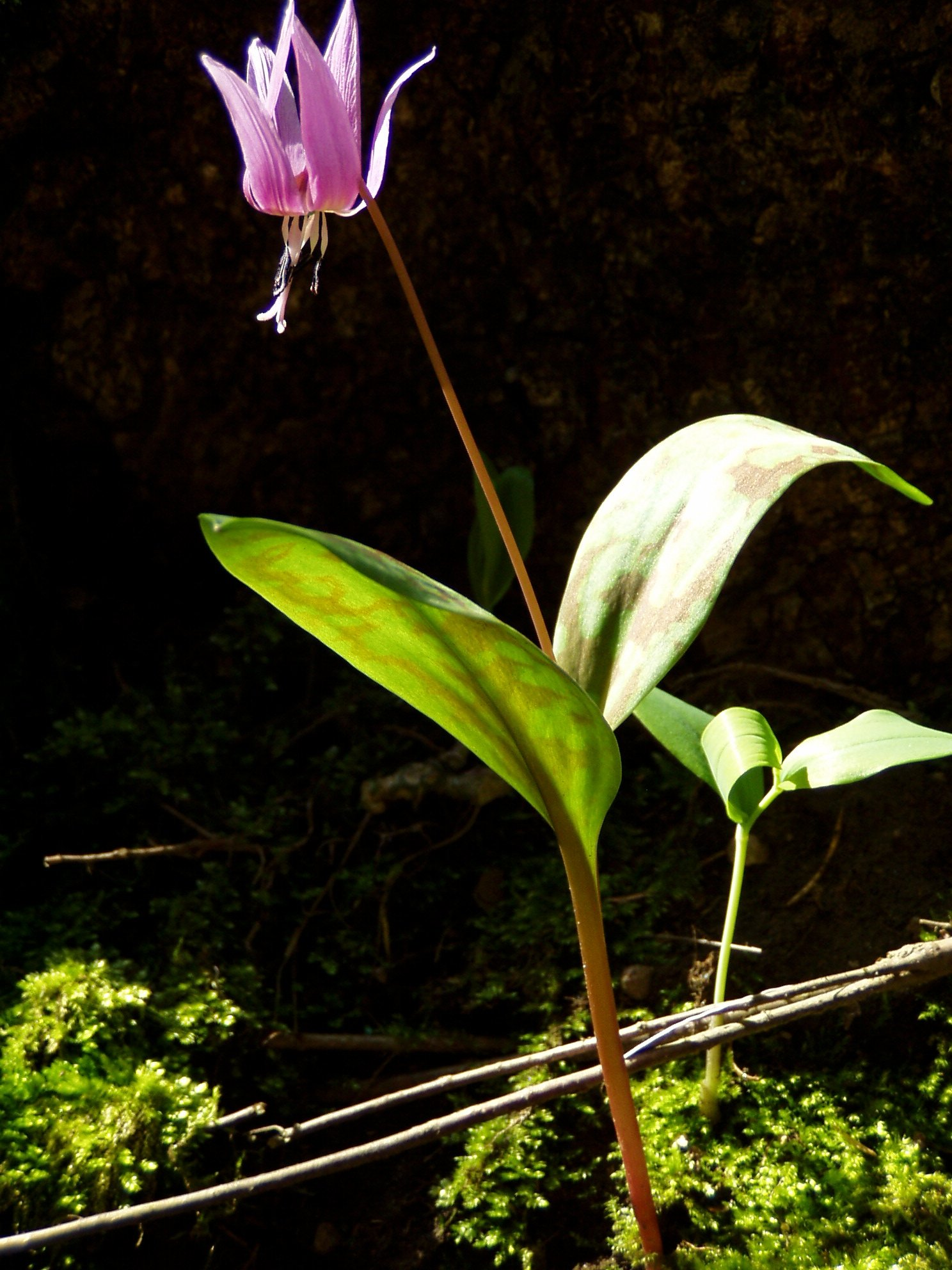
Érythronium Dent-de-chien
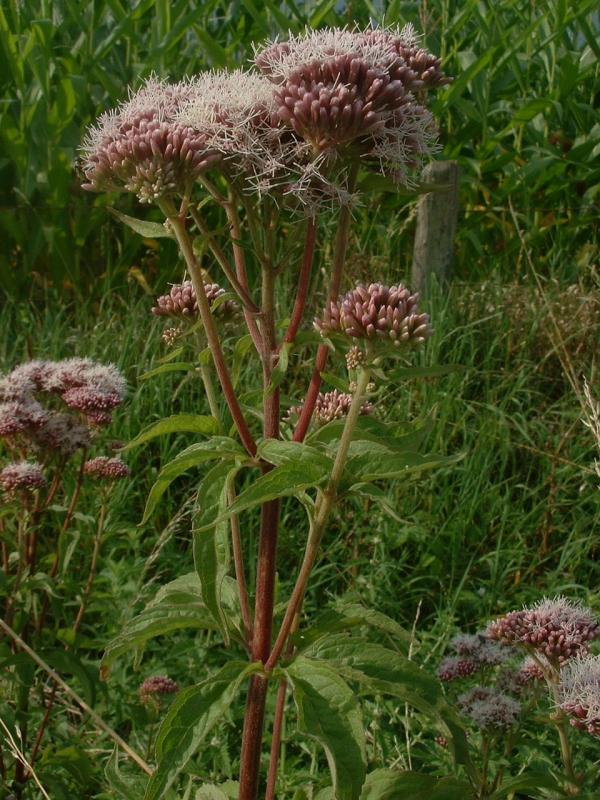
Eupatoire à feuilles de chanvre
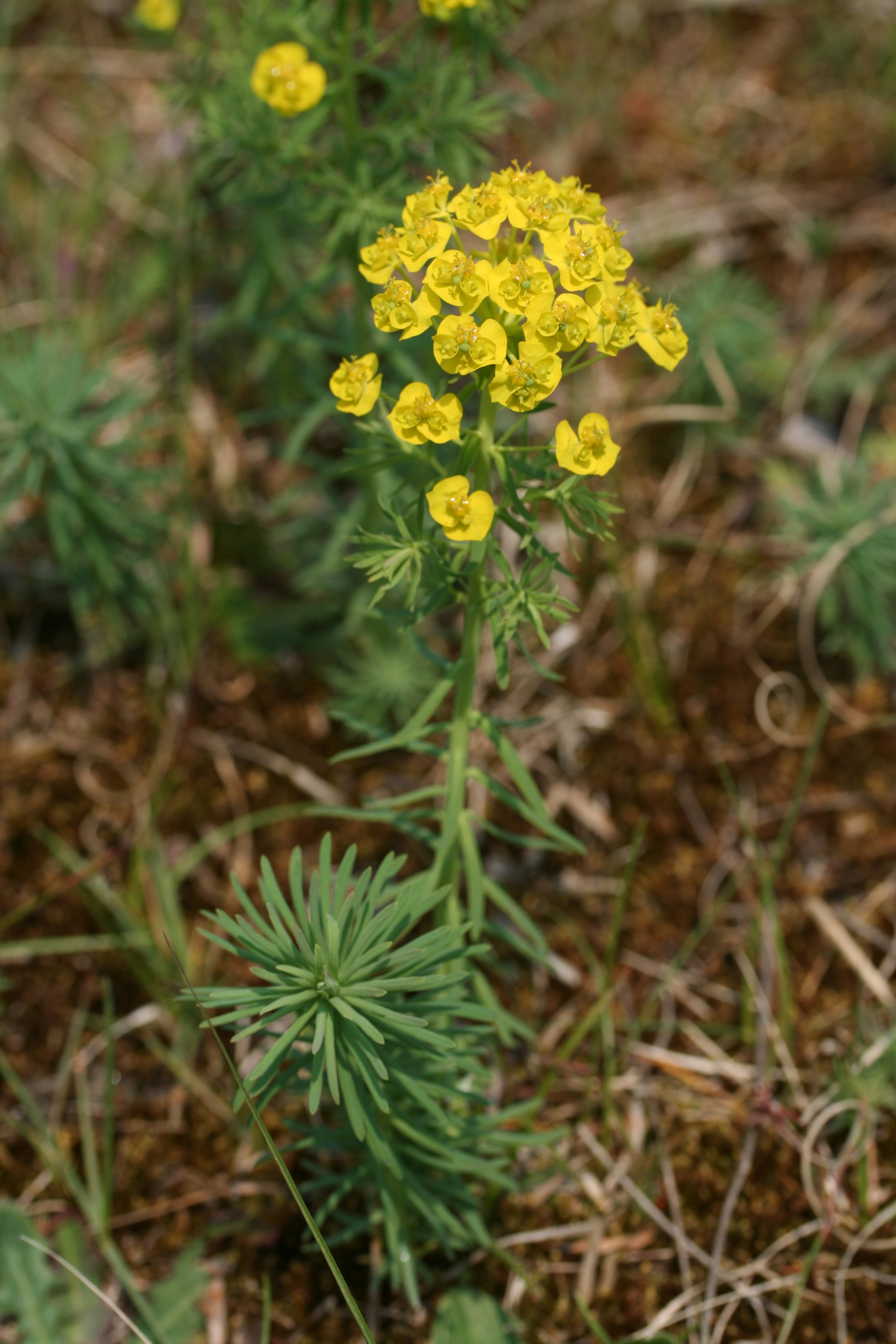
Euphorbe petit cyprès
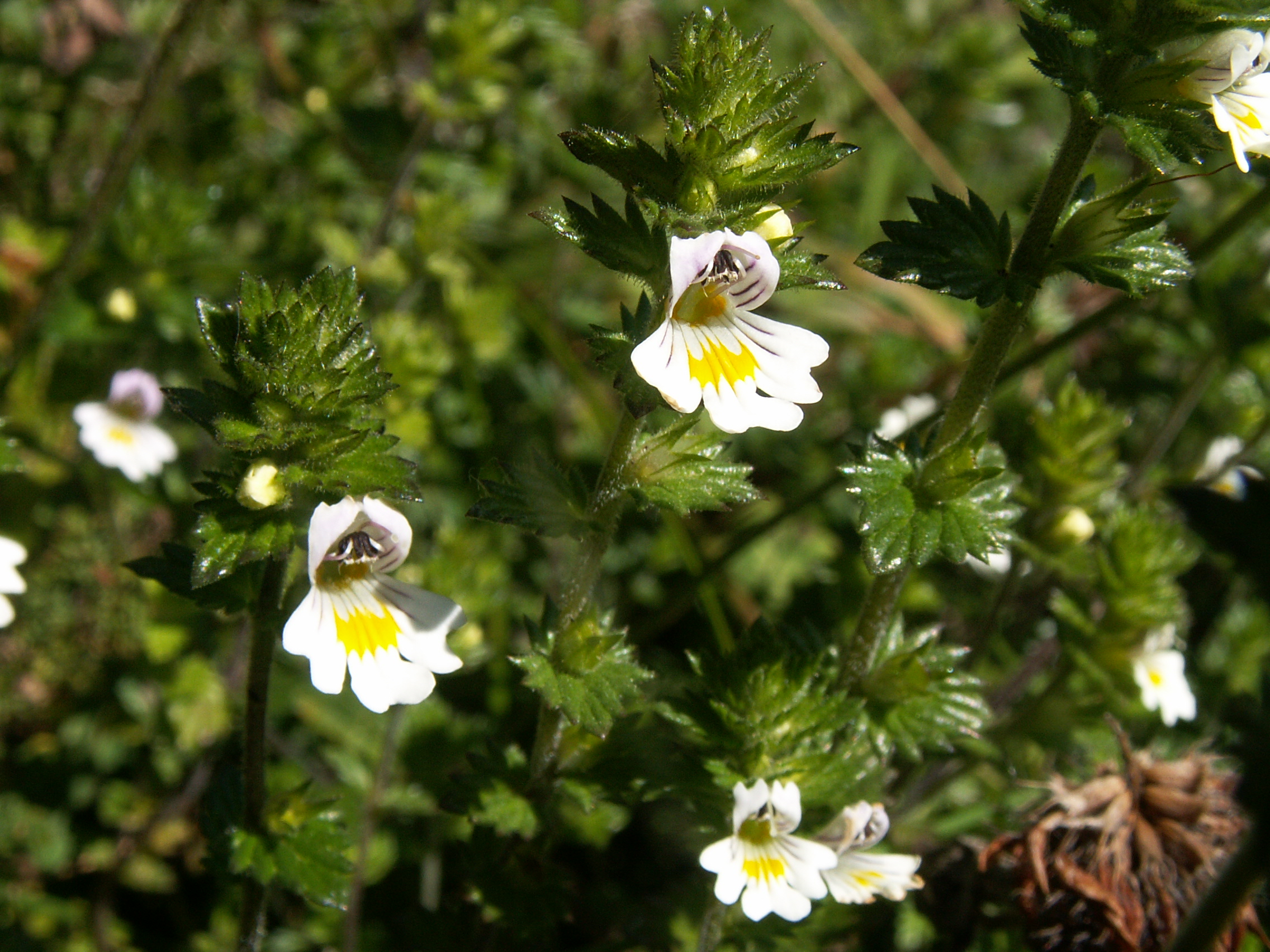
Euphraise officinale
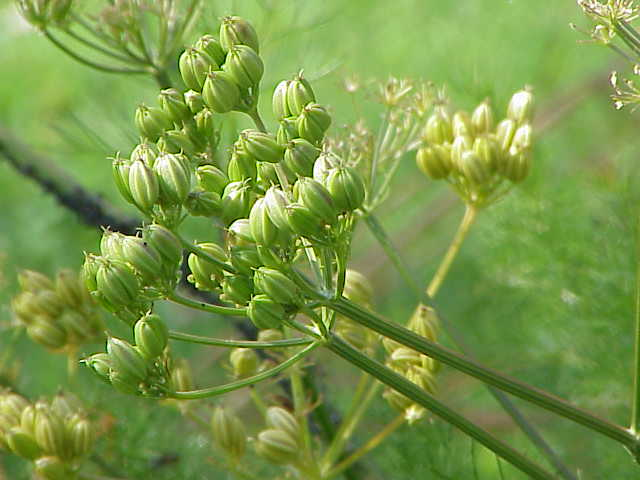
Fenouil des Alpes
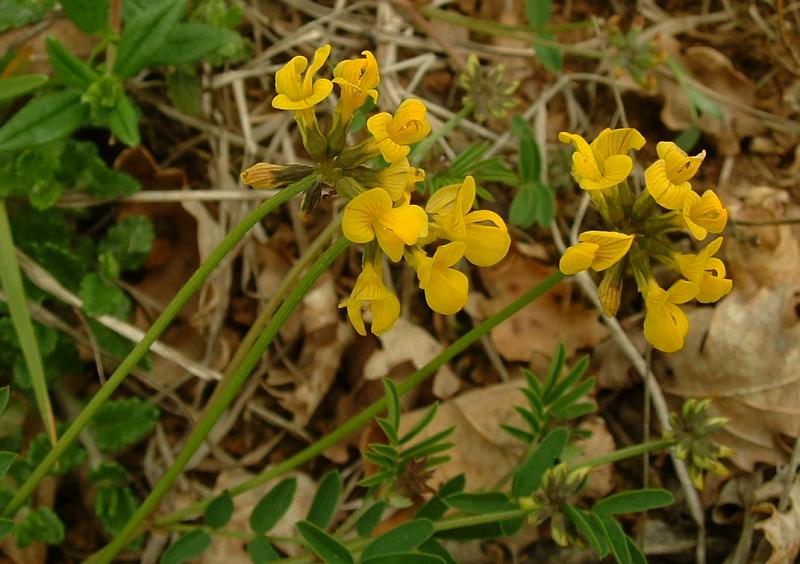
Fer à cheval
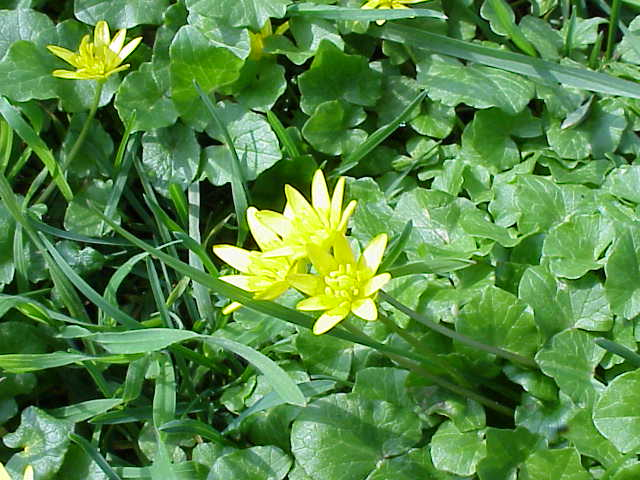
Ficaire
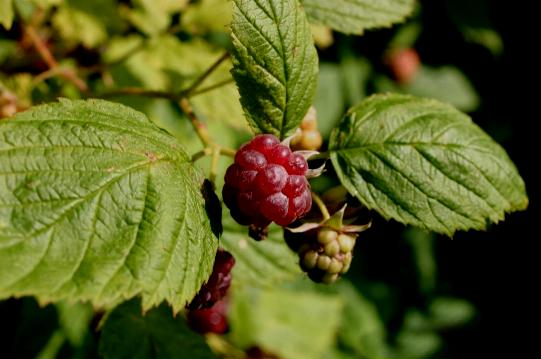
Framboisier
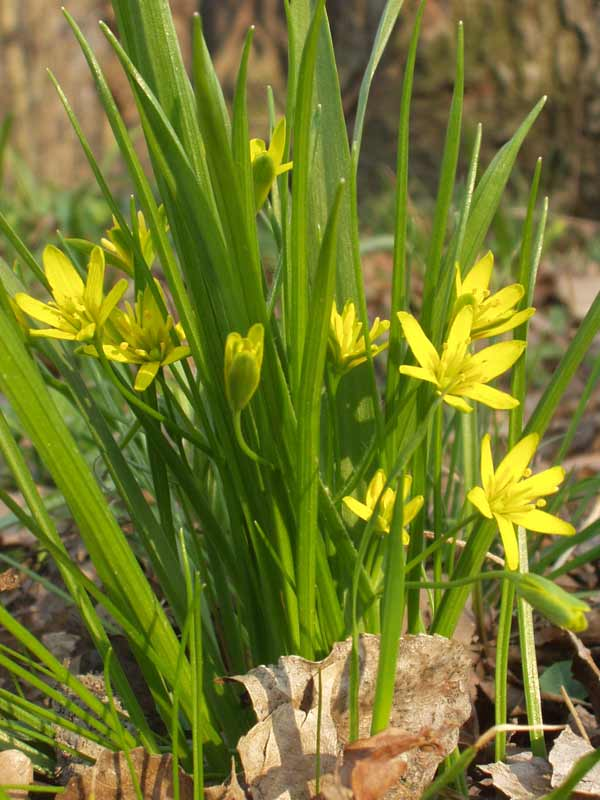
Gagée jaune
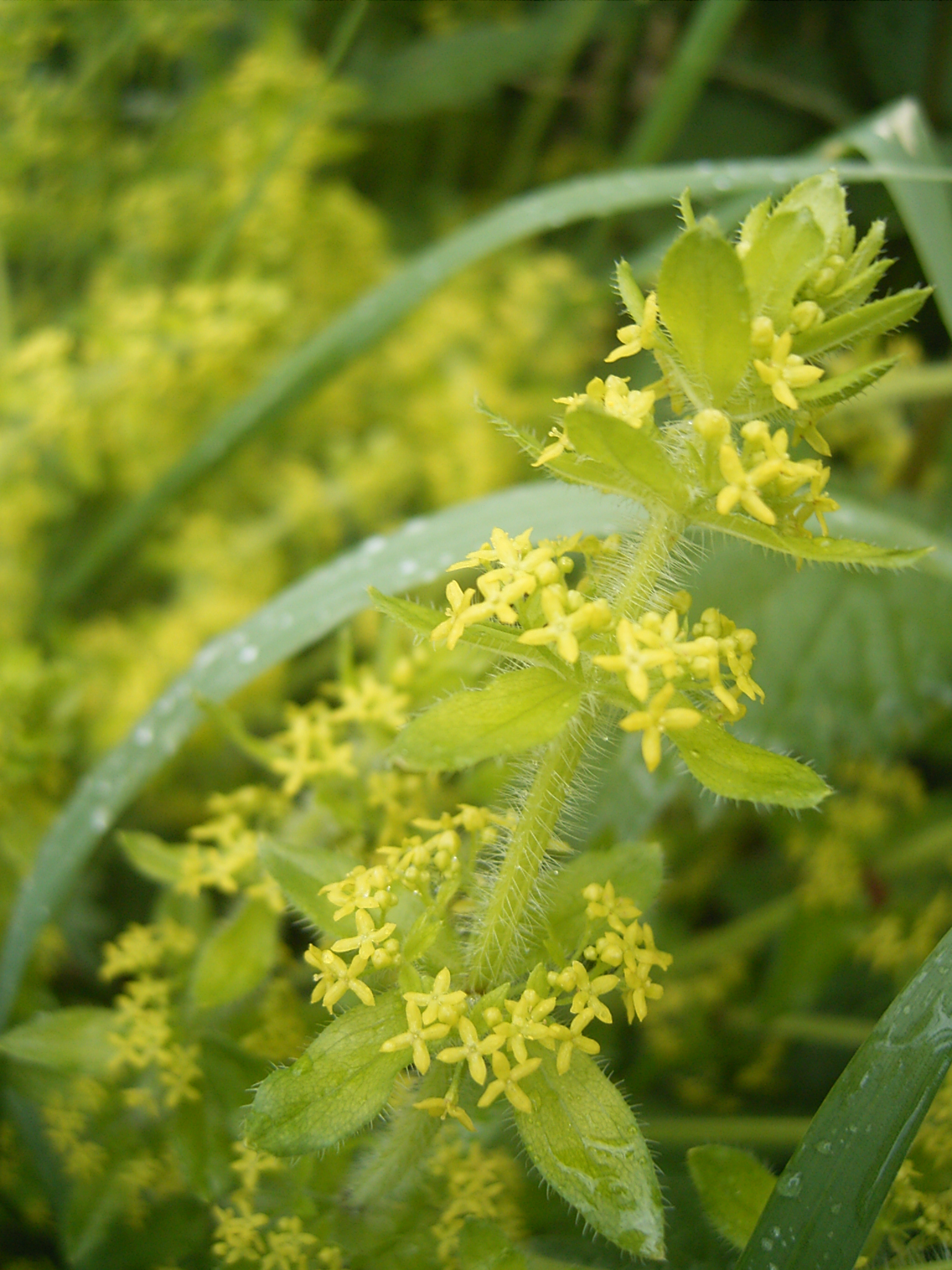
Gaillet croisette
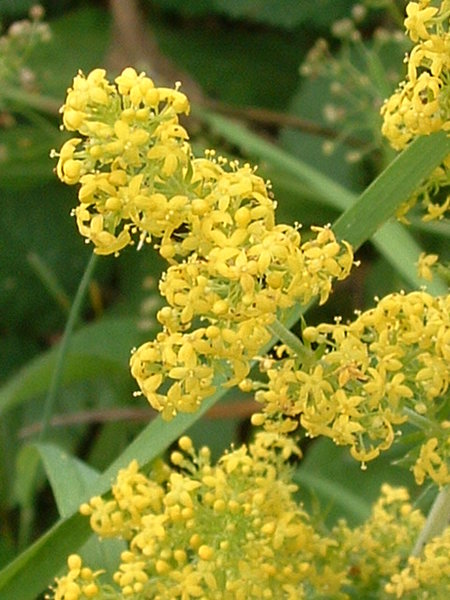
Gaillet jaune
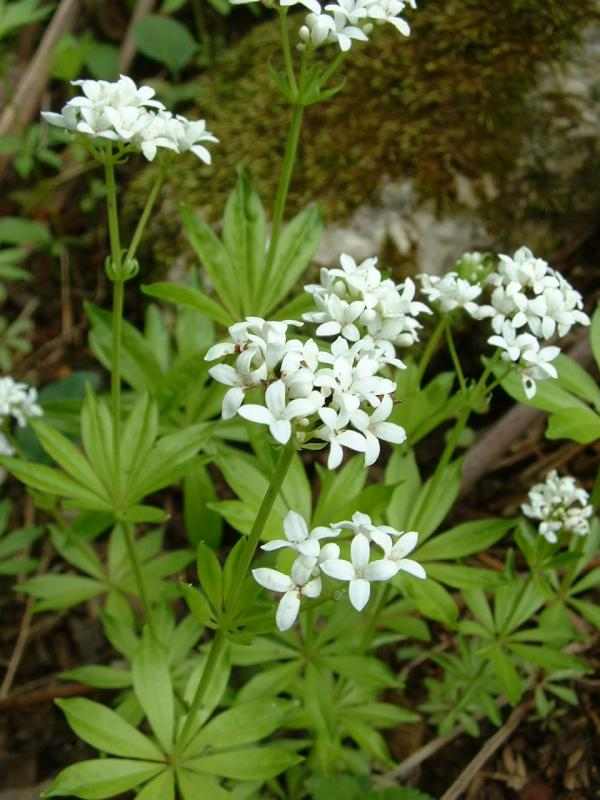
Gaillet odorant
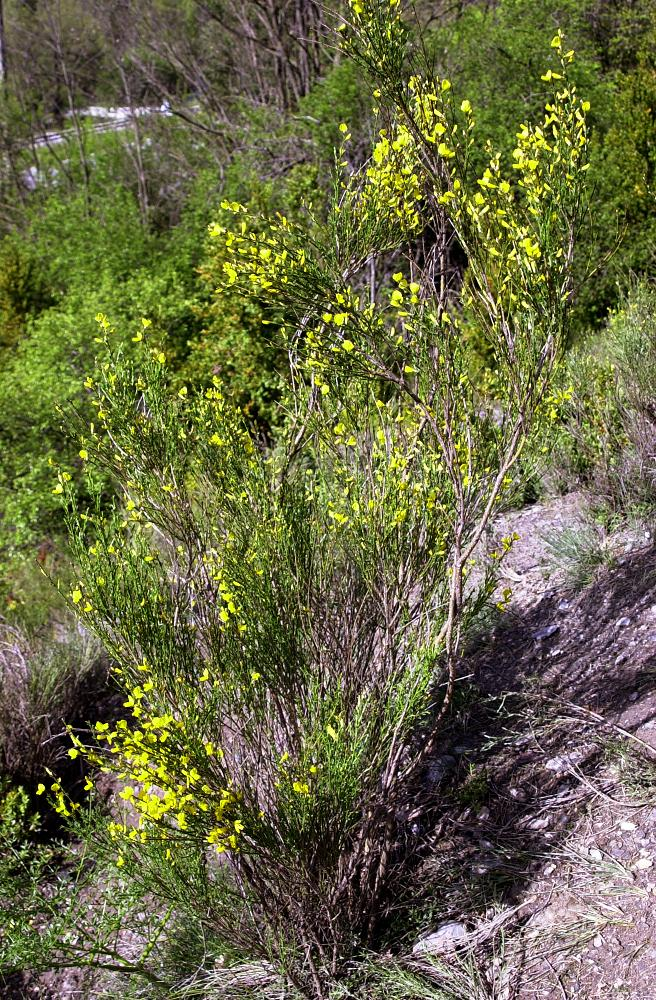
Genêt cendré
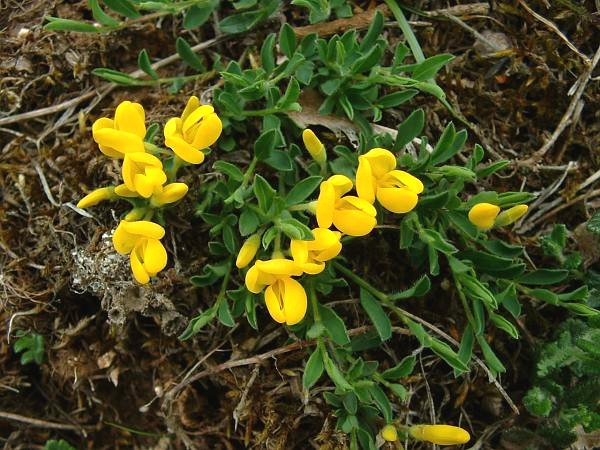
Genêt velu
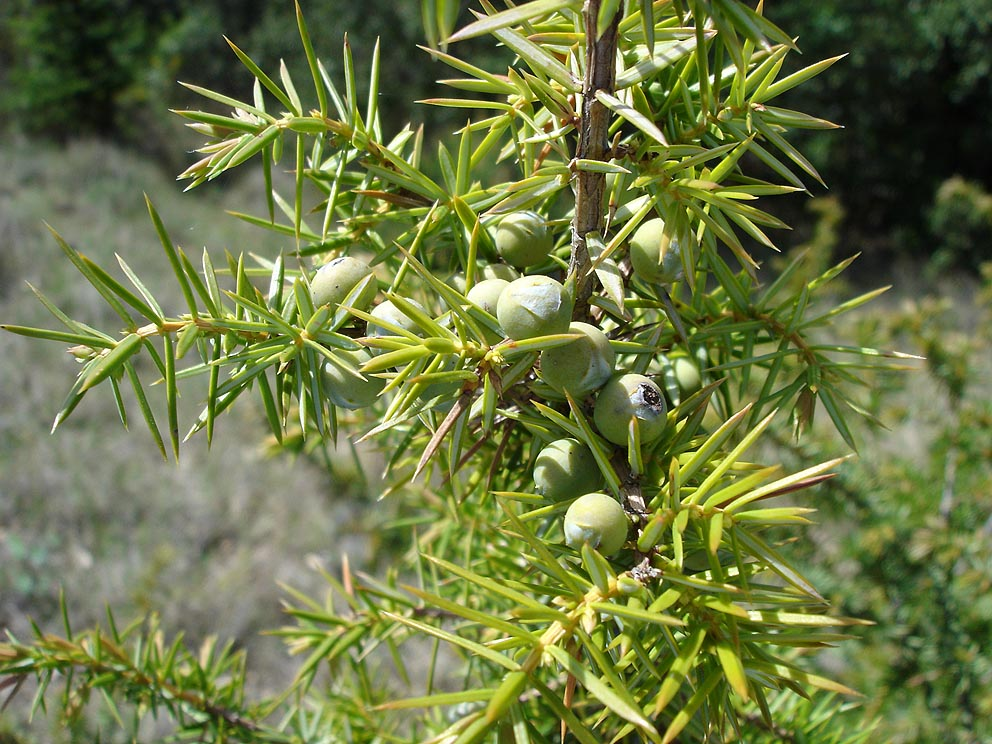
Genévrier commun
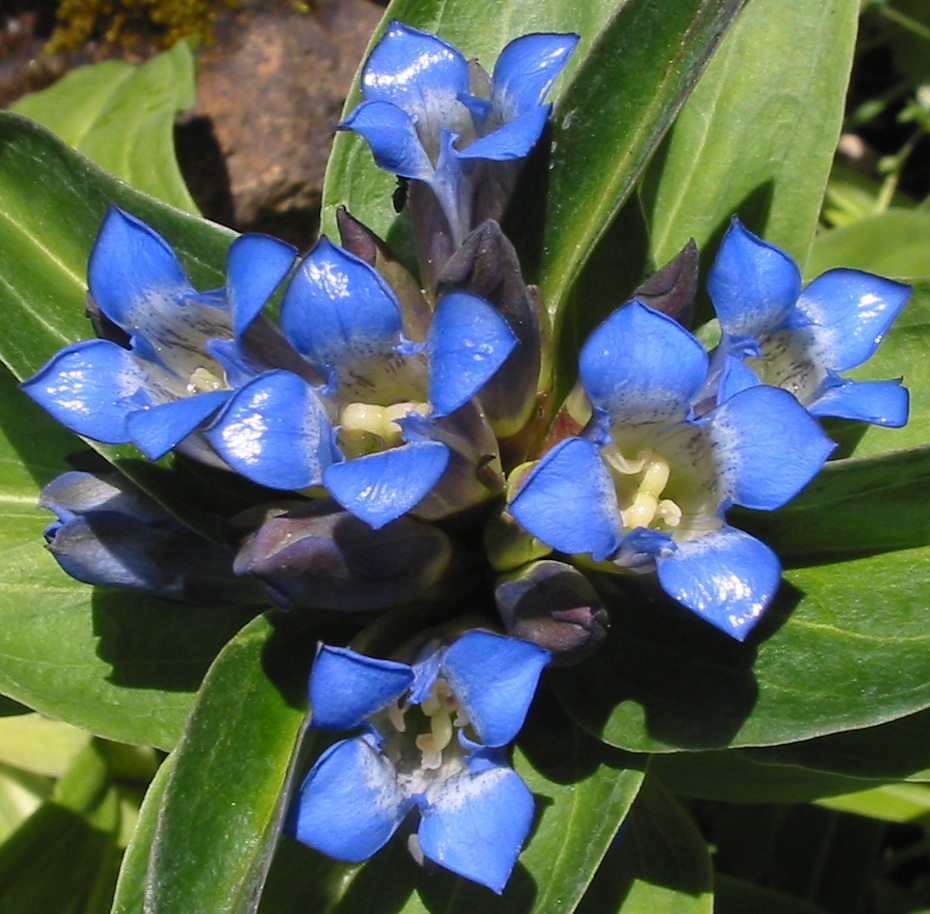
Gentiane croisette
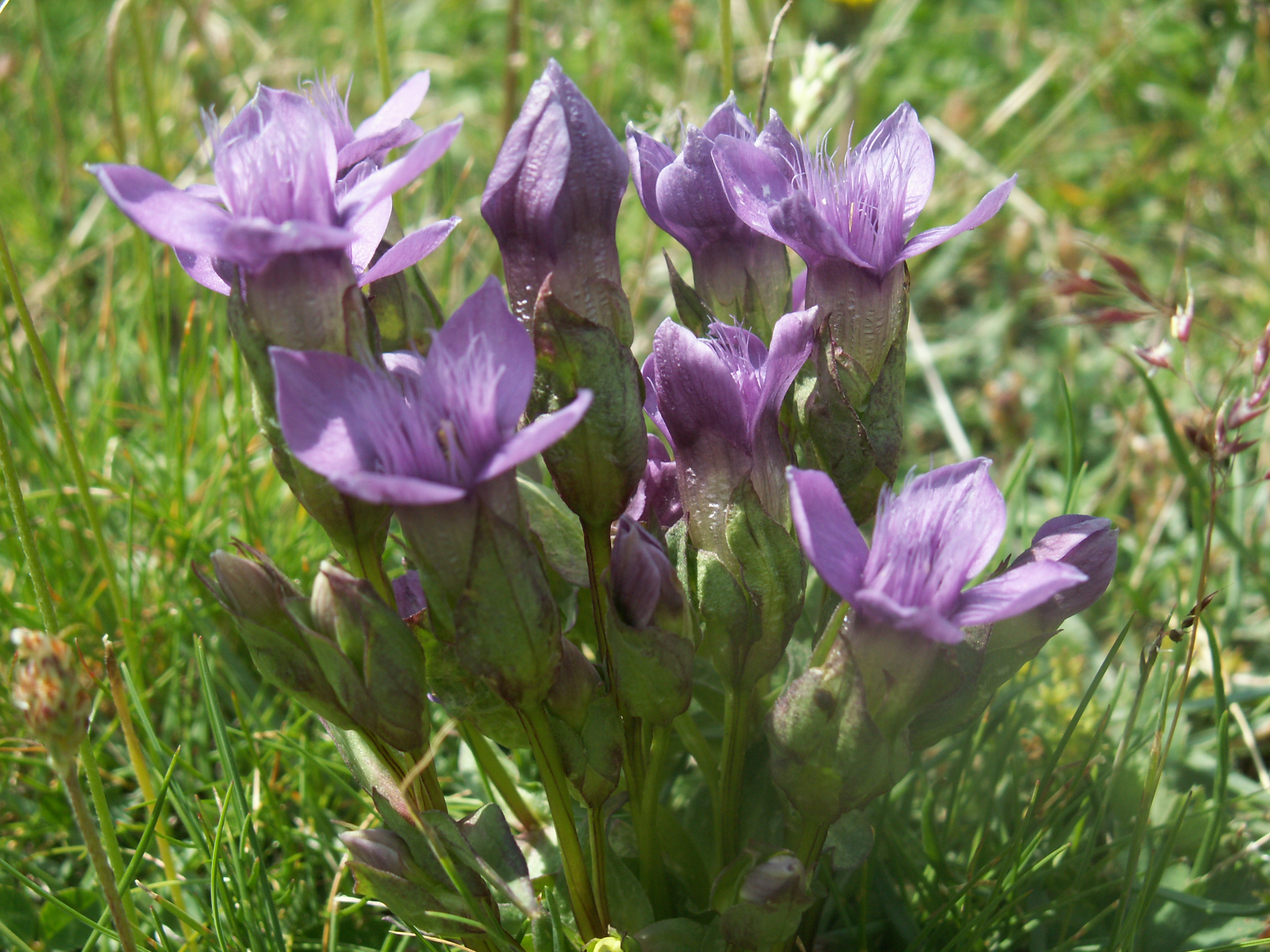
Gentiane des champs
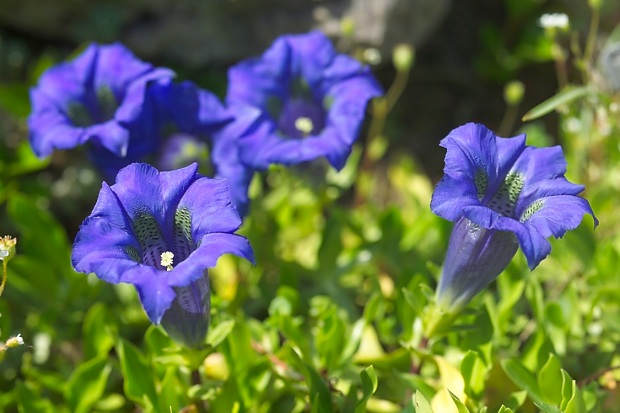
Gentiane de Koch
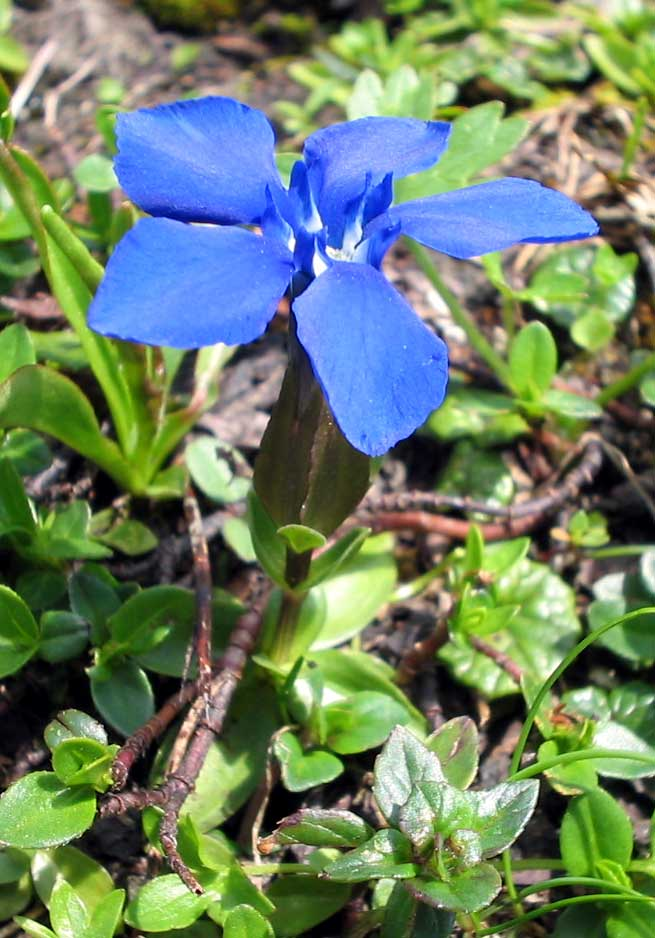
Gentiane printanière
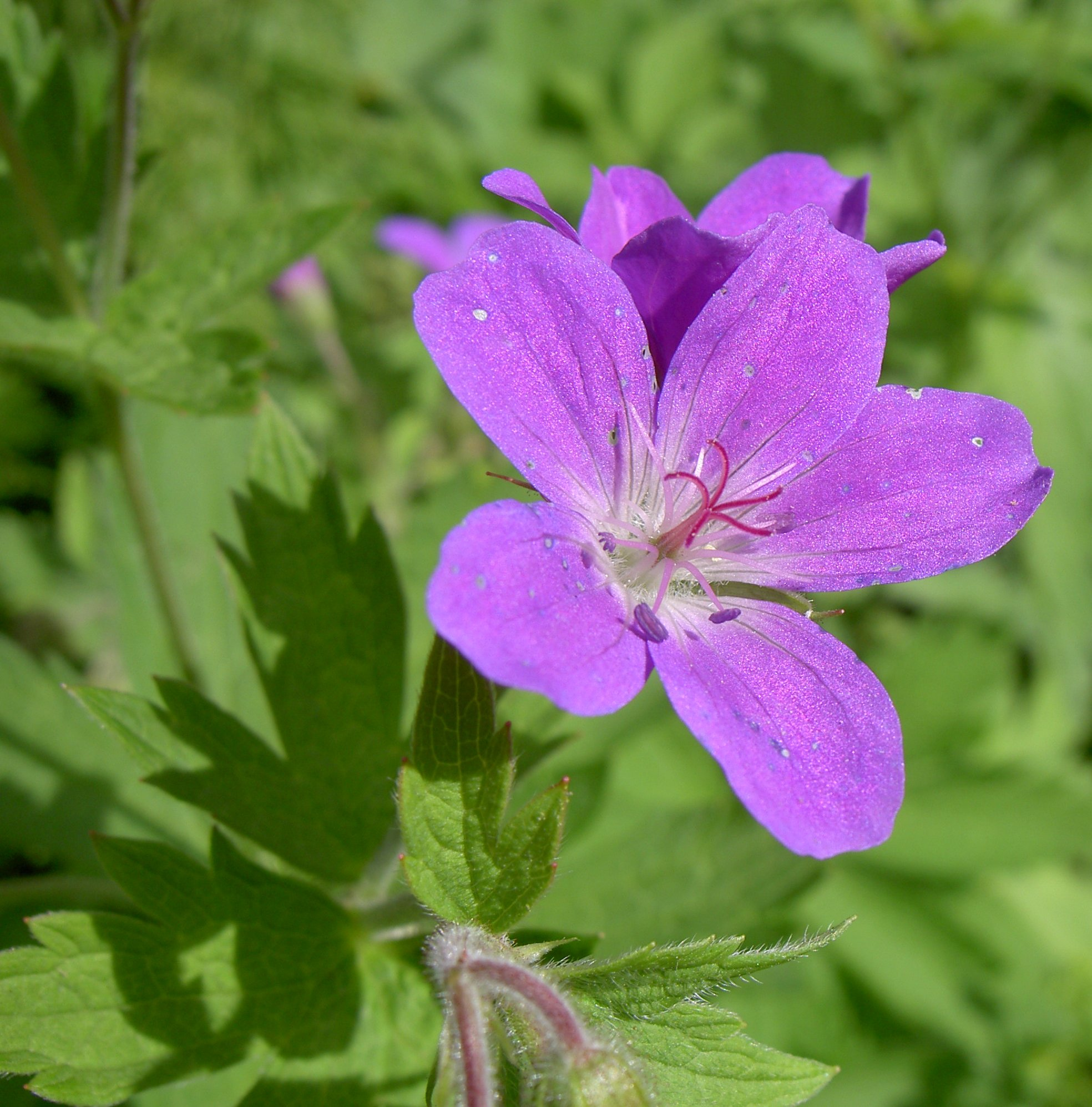
Géranium des bois
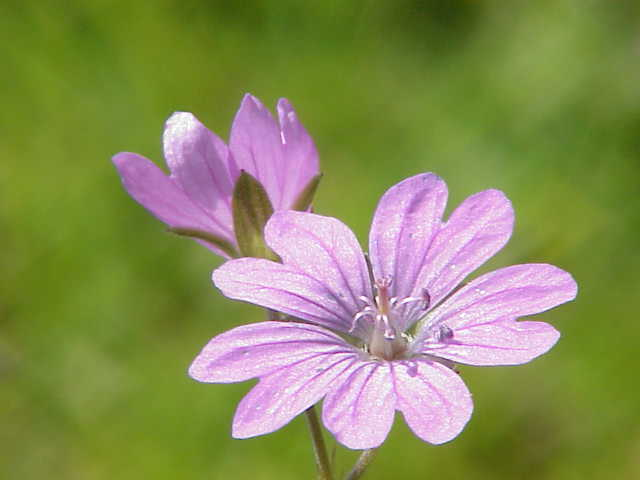
Géranium des Pyrénées
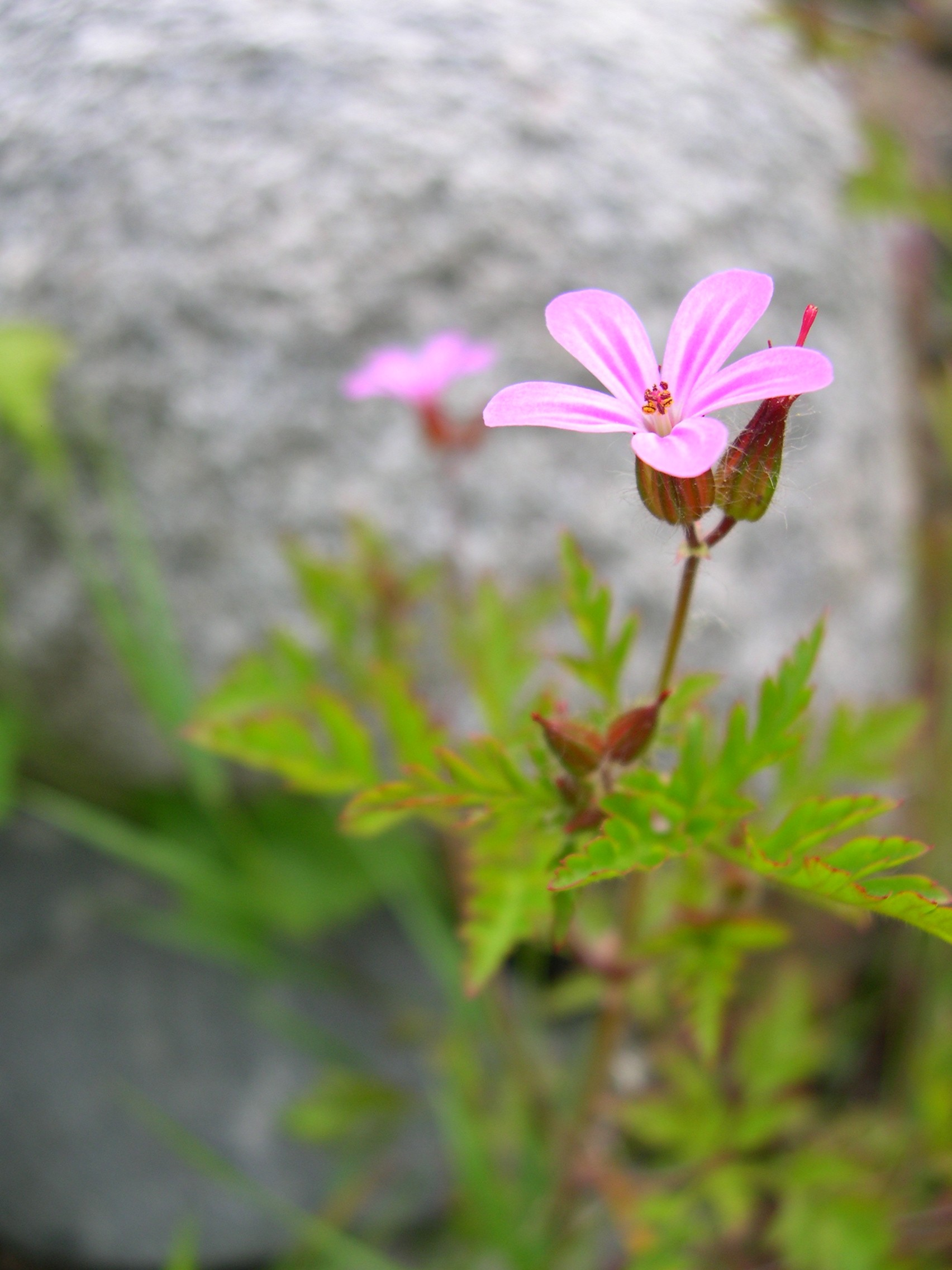
Géranium Herbe à Robert
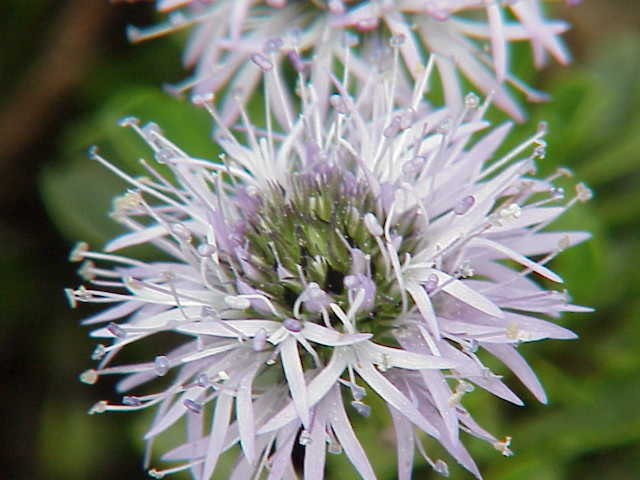
Globulaire à feuilles en cœur
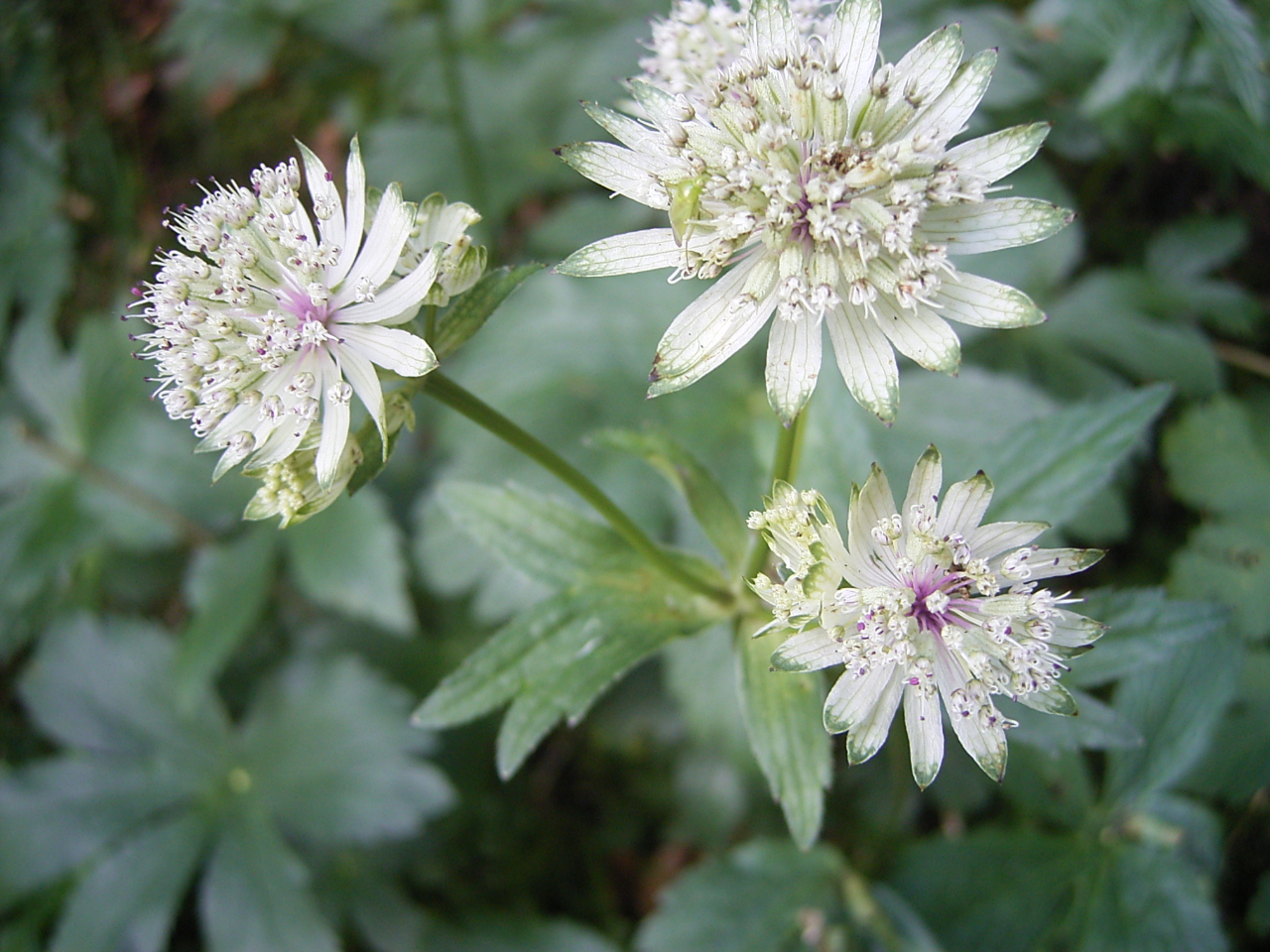
Grande astrance
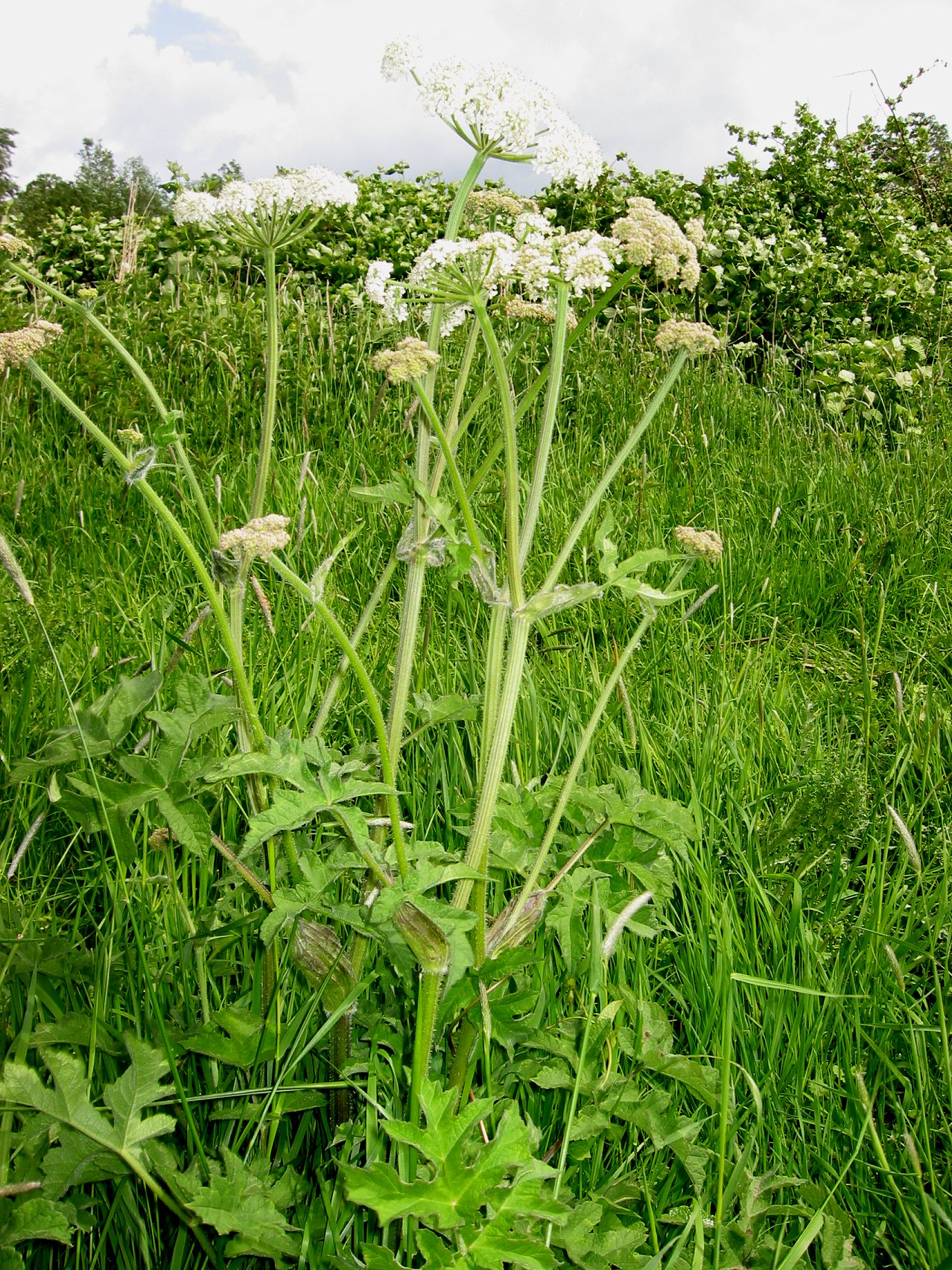
Grande Berce
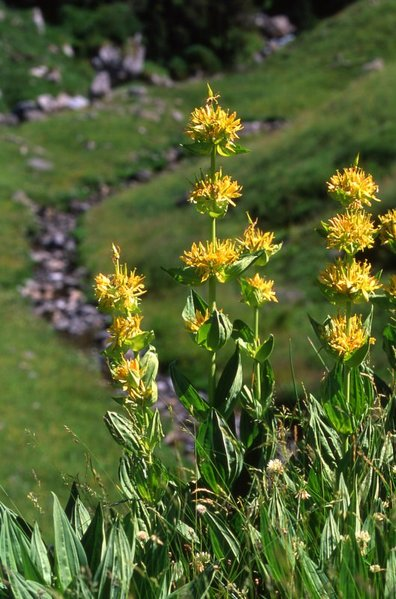
Grande gentiane
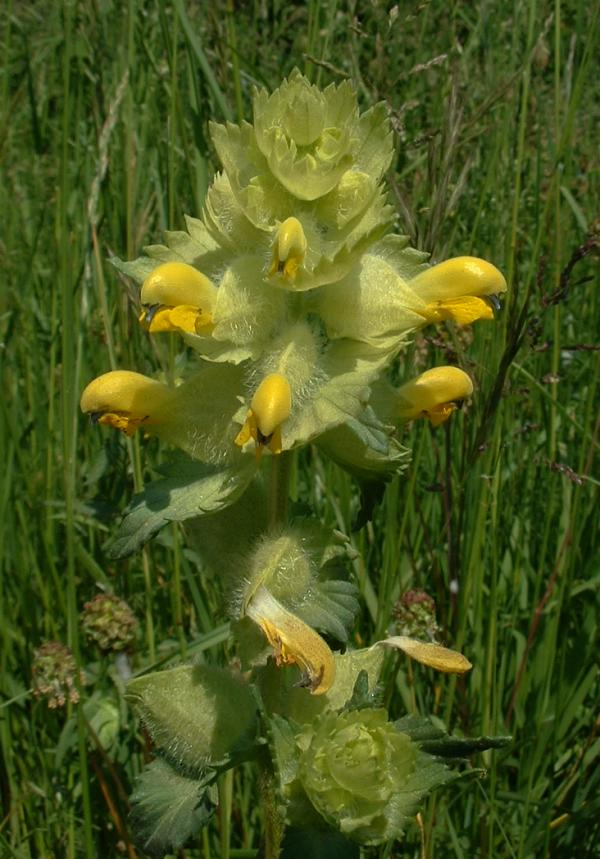
Grand Rhinanthe
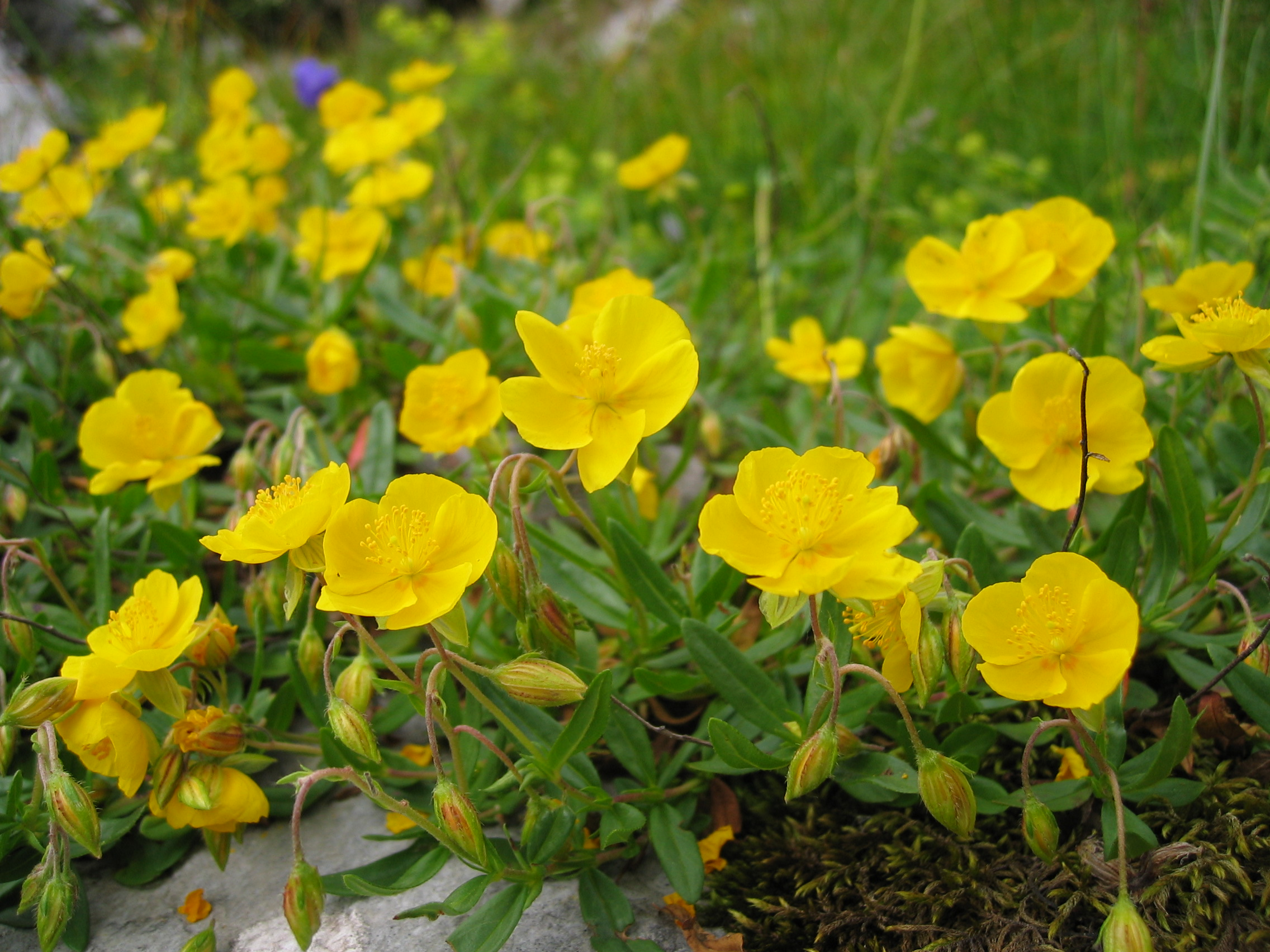
Hélianthème à grandes fleurs
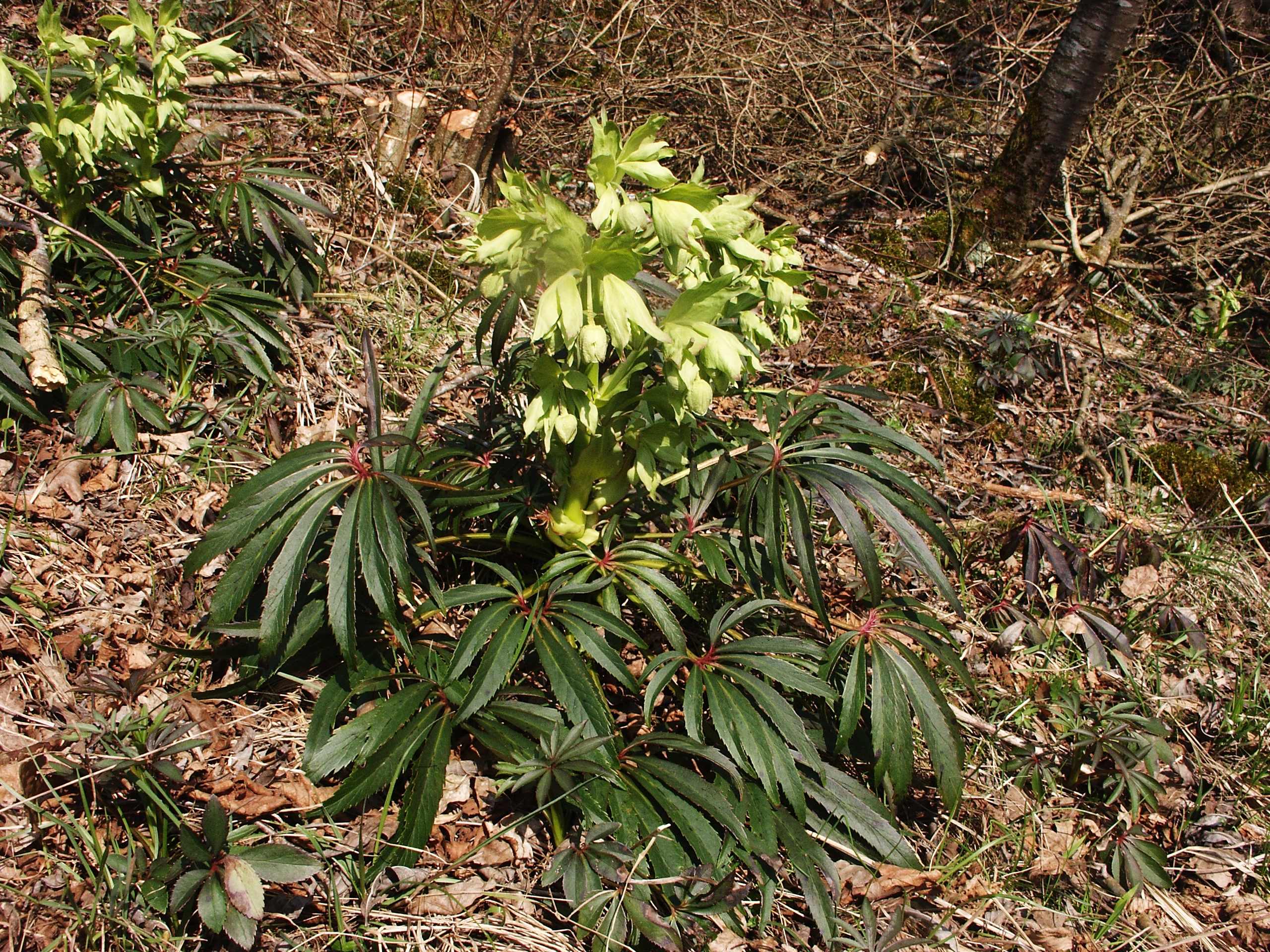
Hellébore fétide
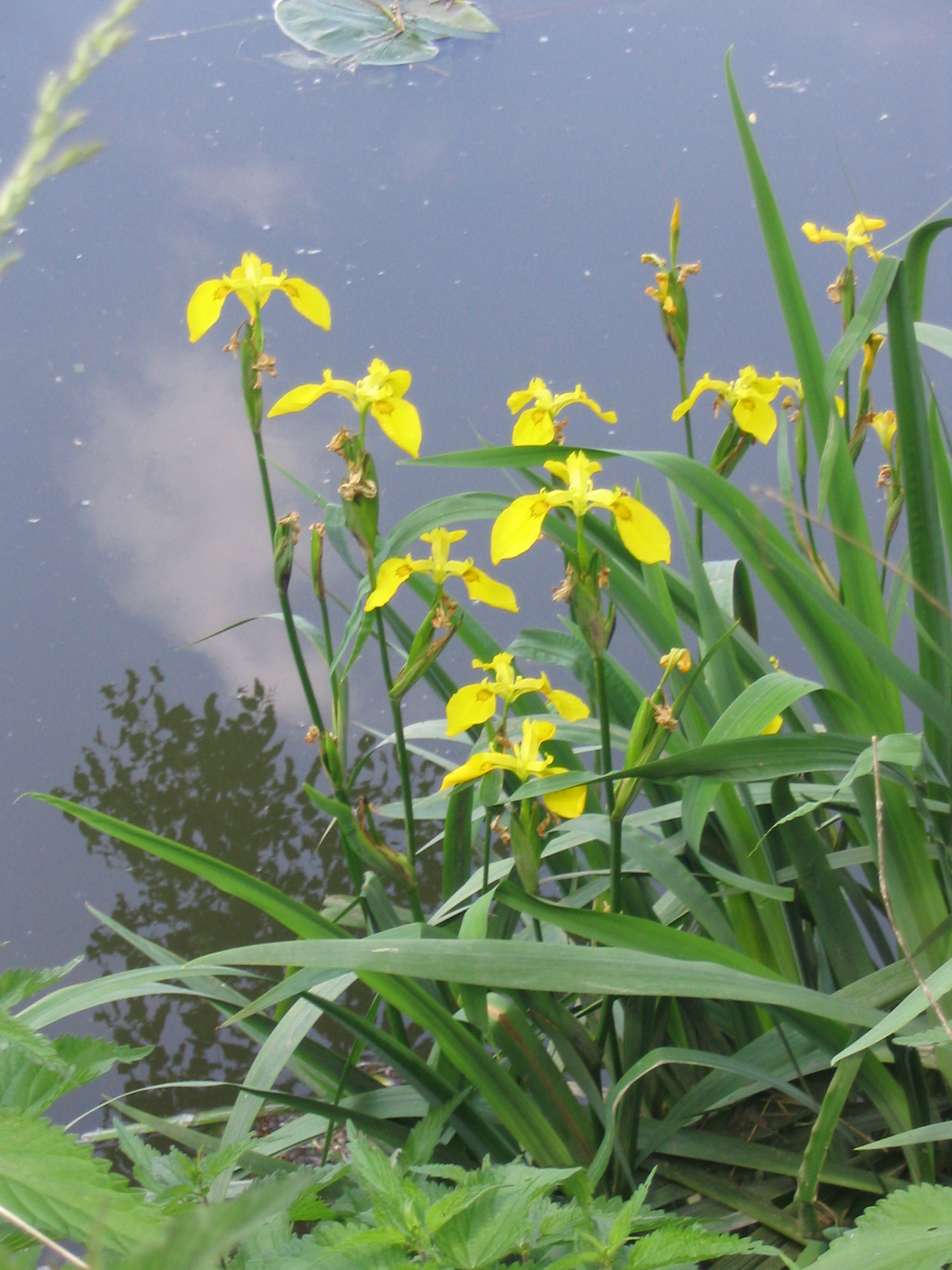
Iris jaune
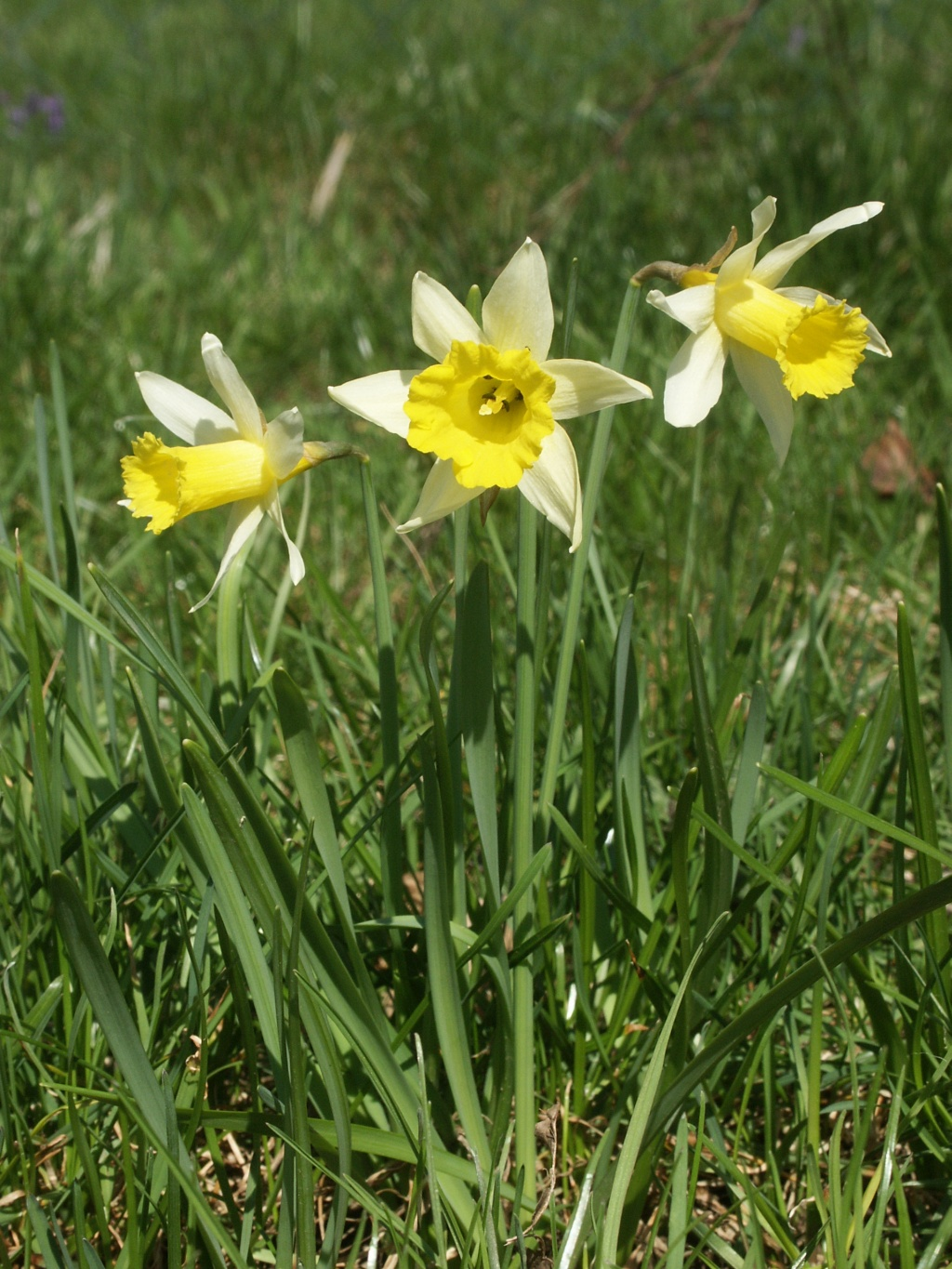
Jonquille
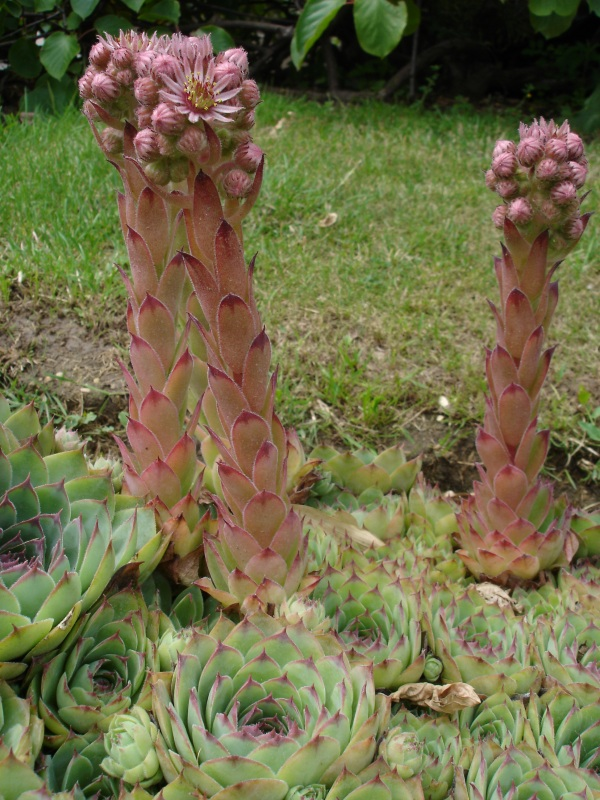
Joubarbe des toits
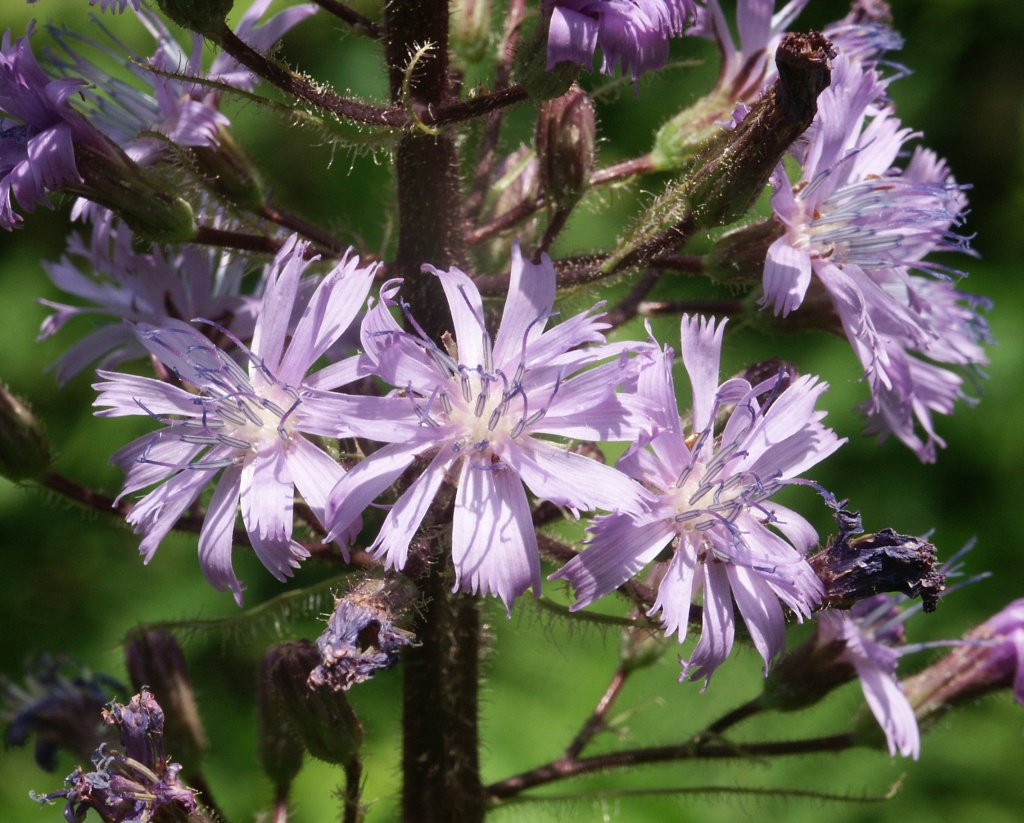
Laitue des Alpes
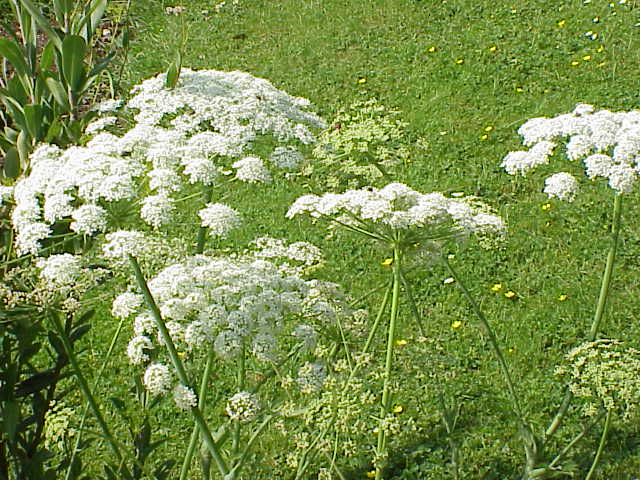
Laser à feuilles larges
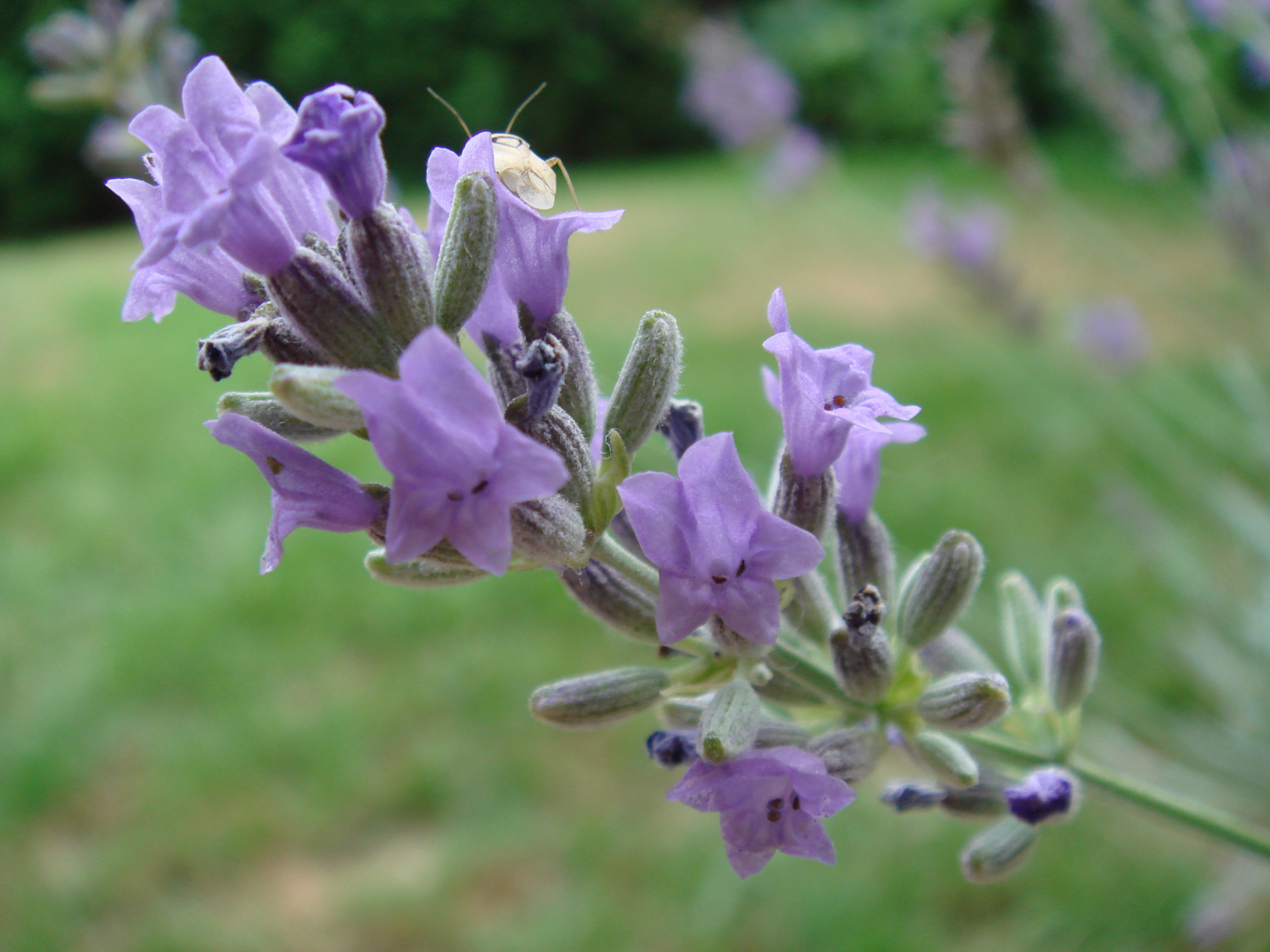
Lavande
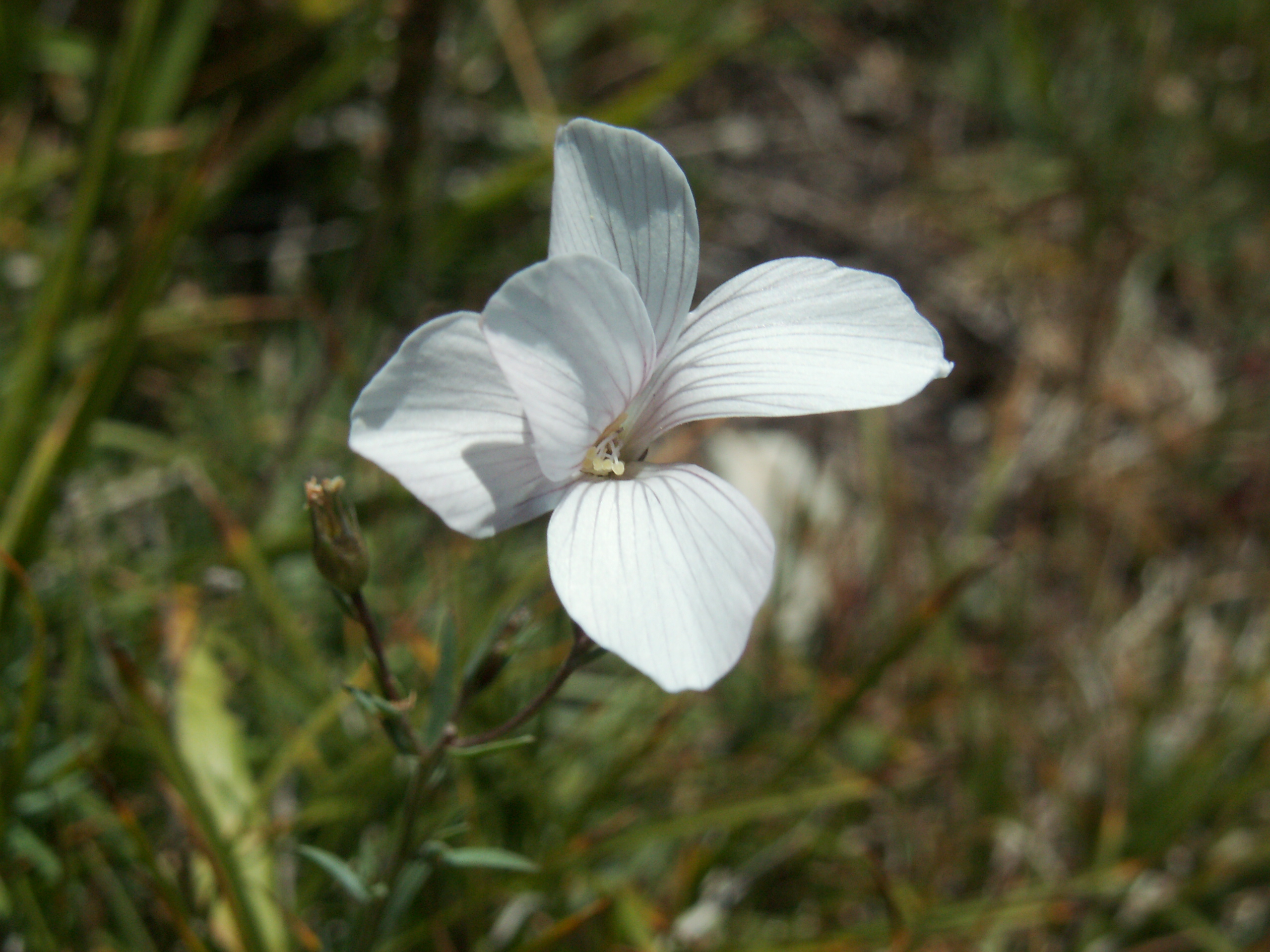
Lin sous-arbrisseau
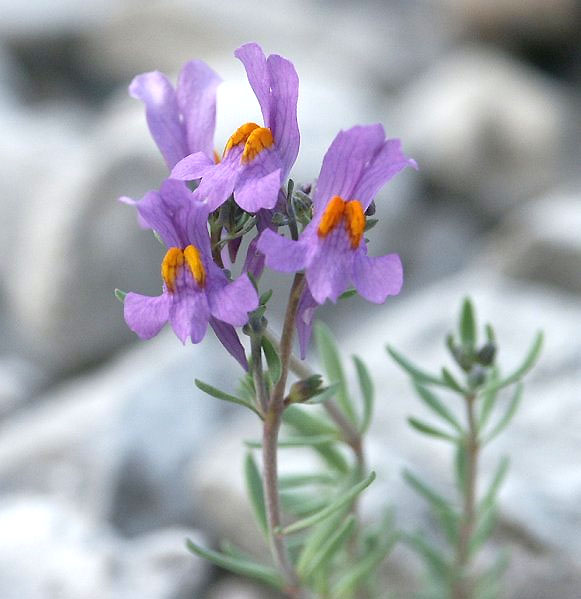
Linaire des Alpes
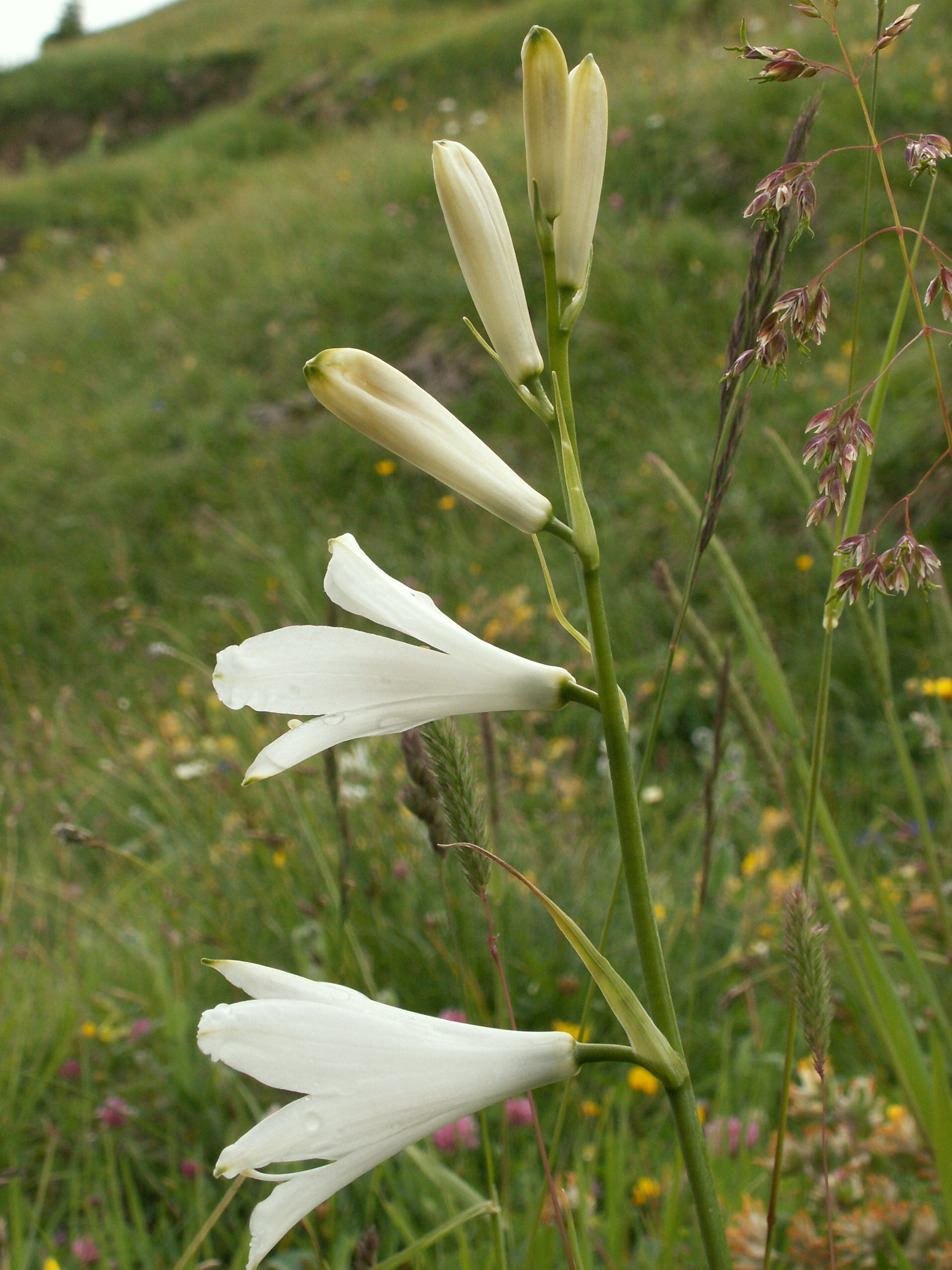
Lis de saint Bruno
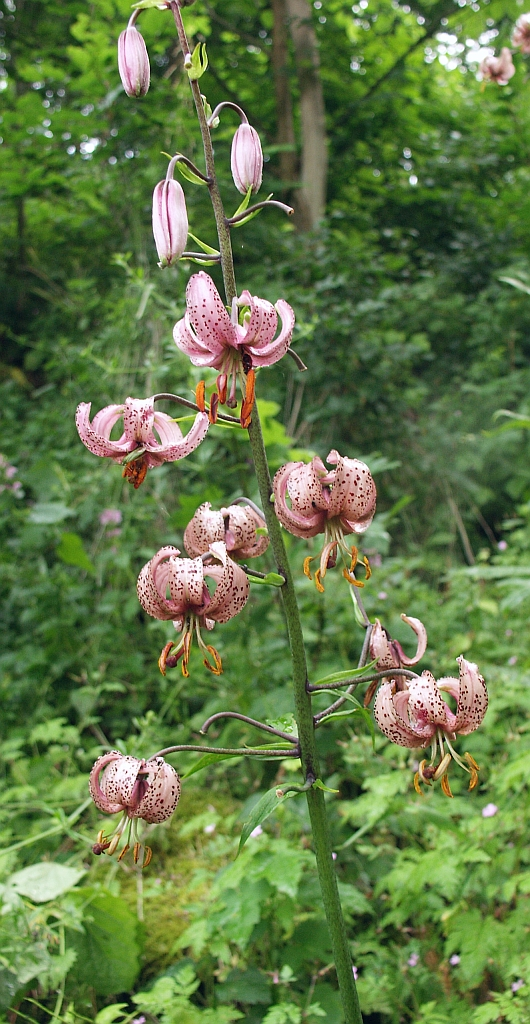
Lis Martagon
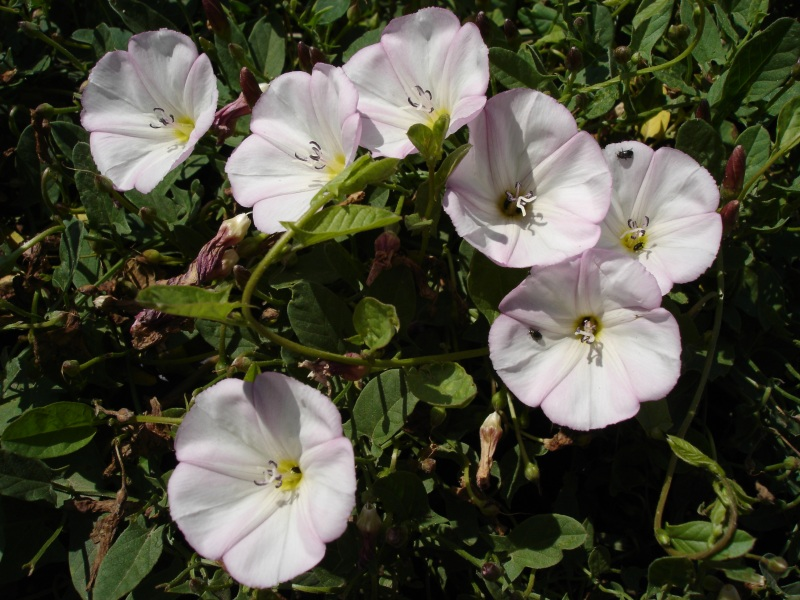
Liseron des champs
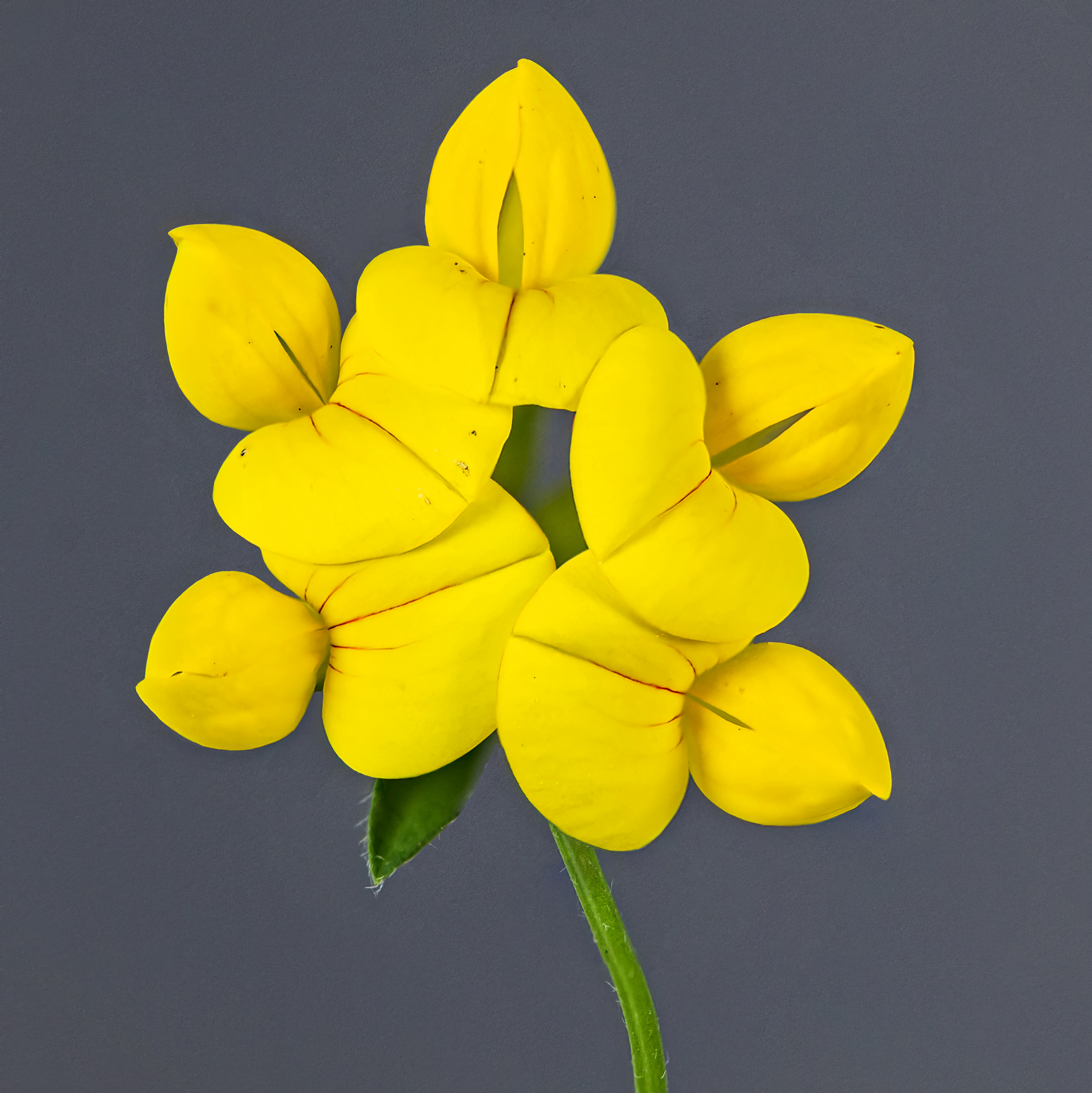
Lotier corniculé
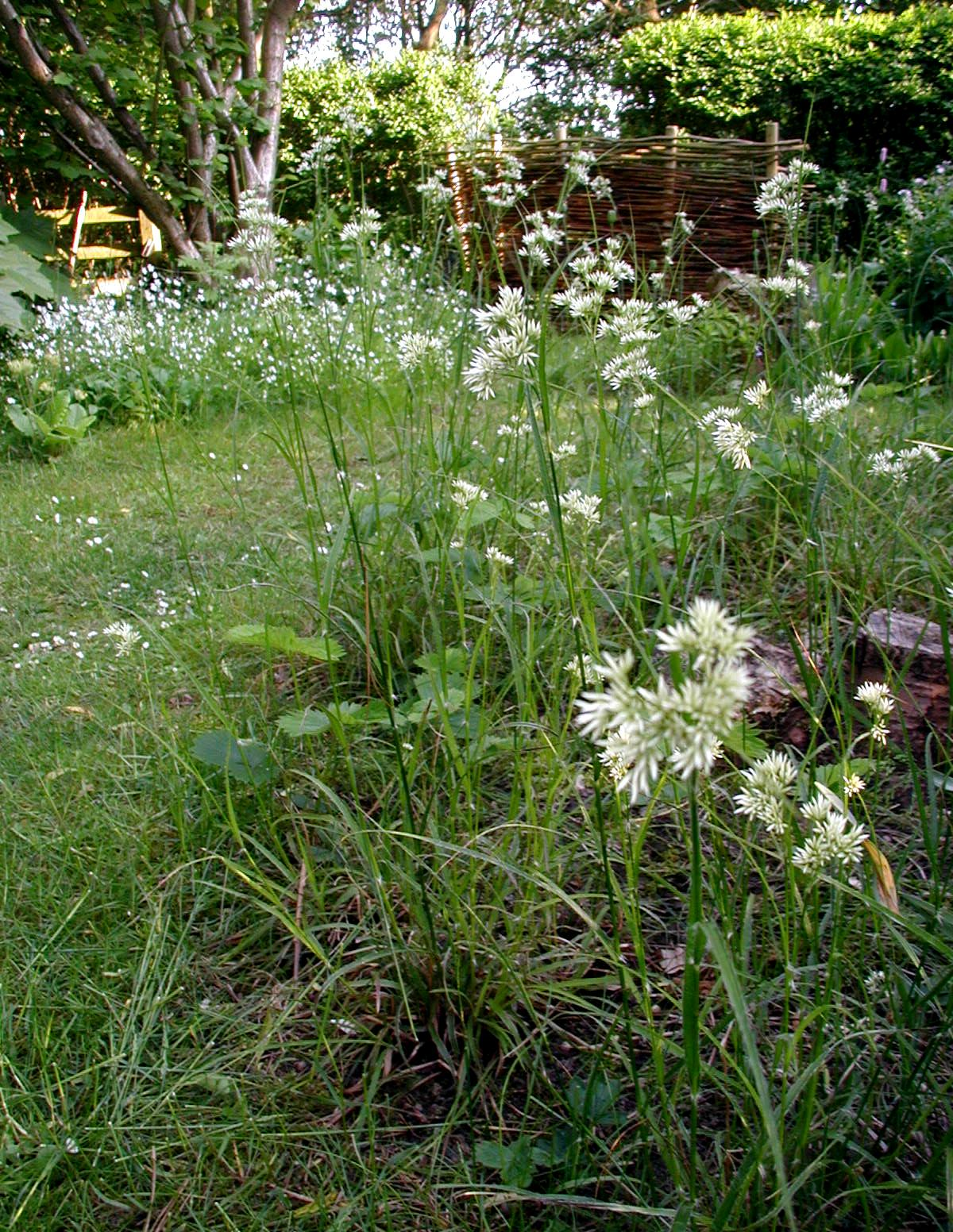
Luzule nivale
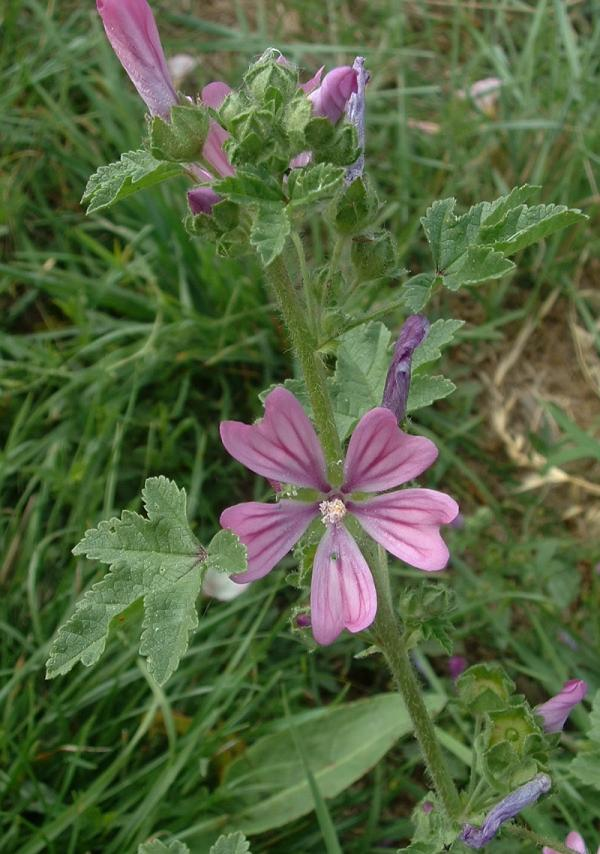
Mauve sylvestre
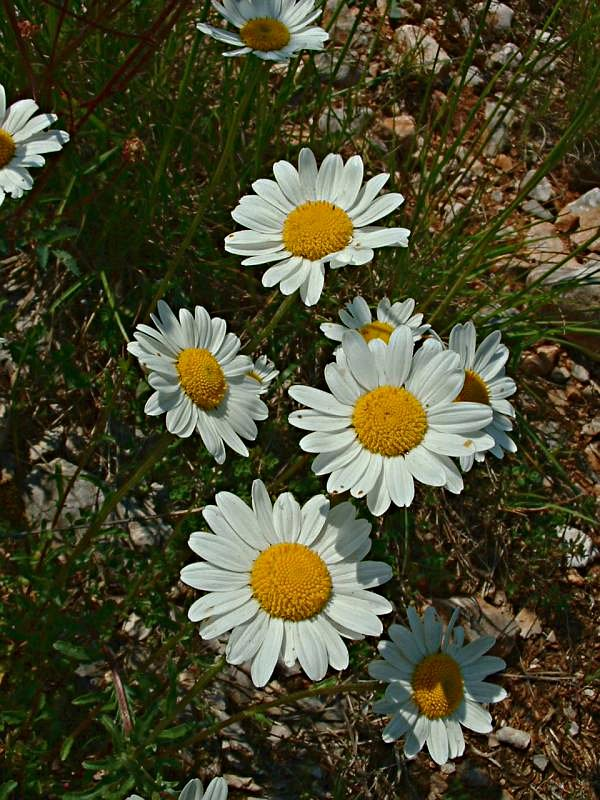
Marguerite
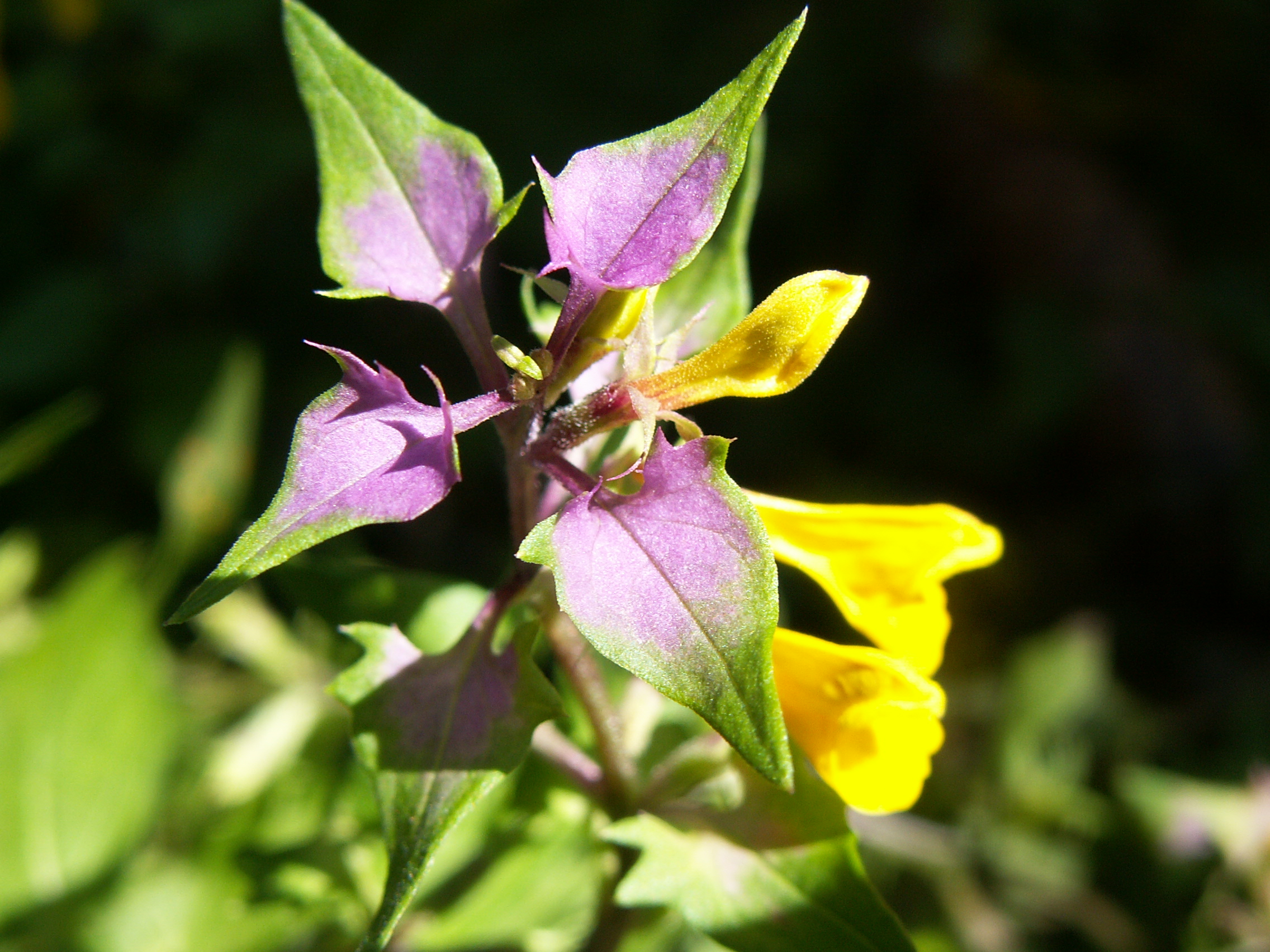
Mélampyre des bois
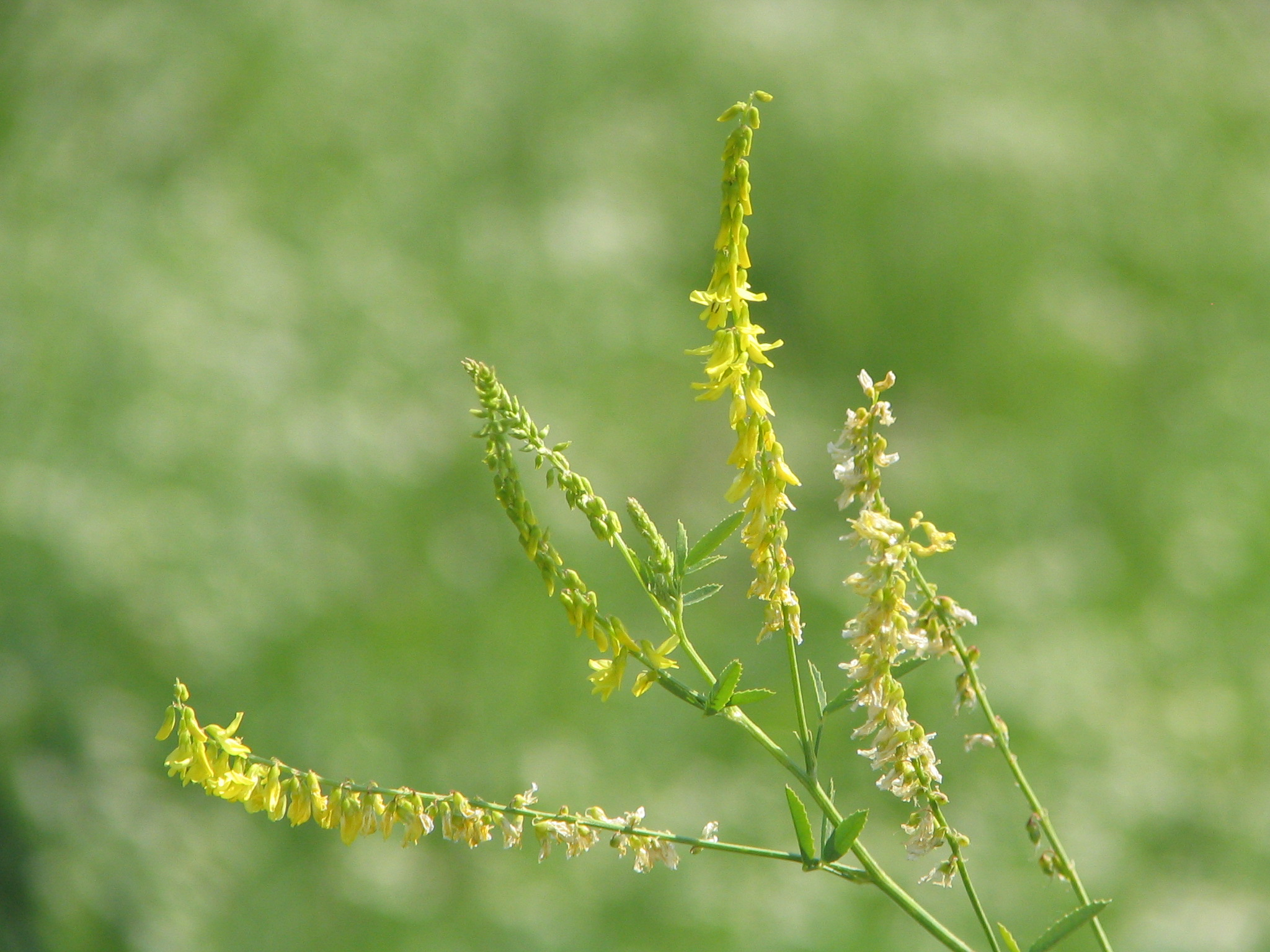
Mélilot officinal
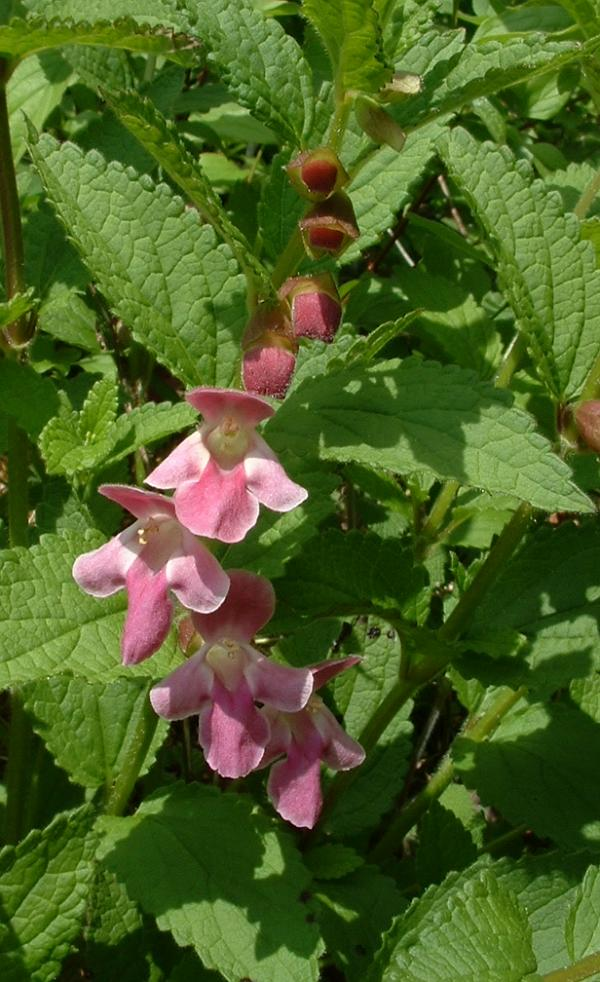
Mélitte à feuilles de mélisse
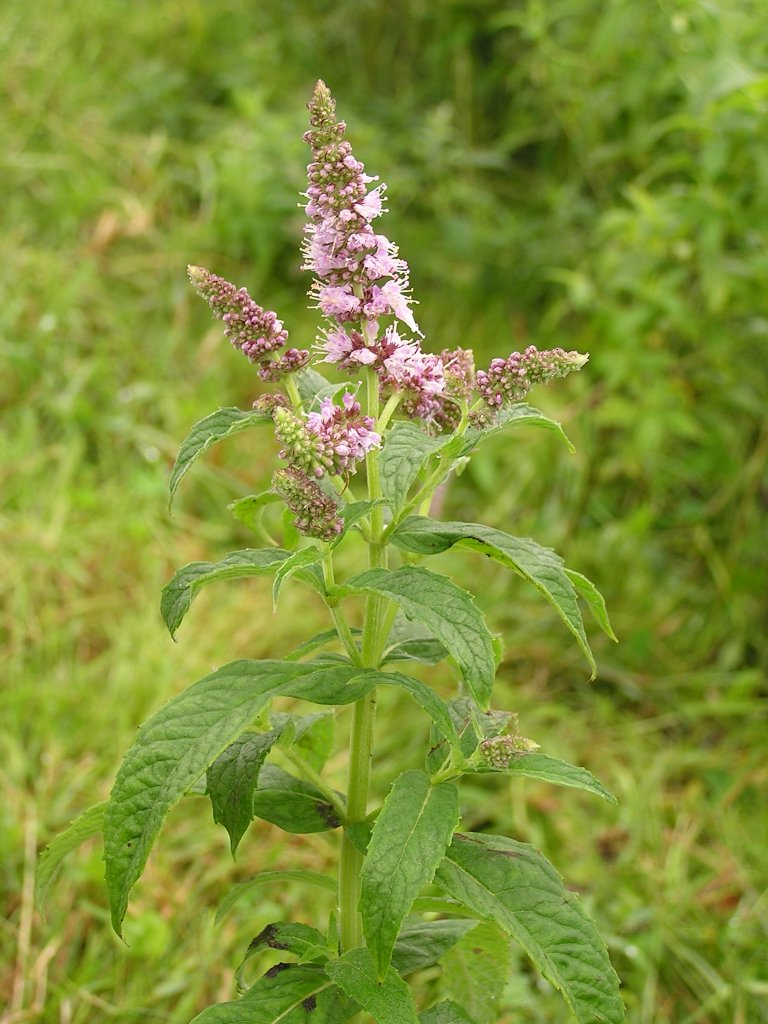
Menthe à feuilles longues
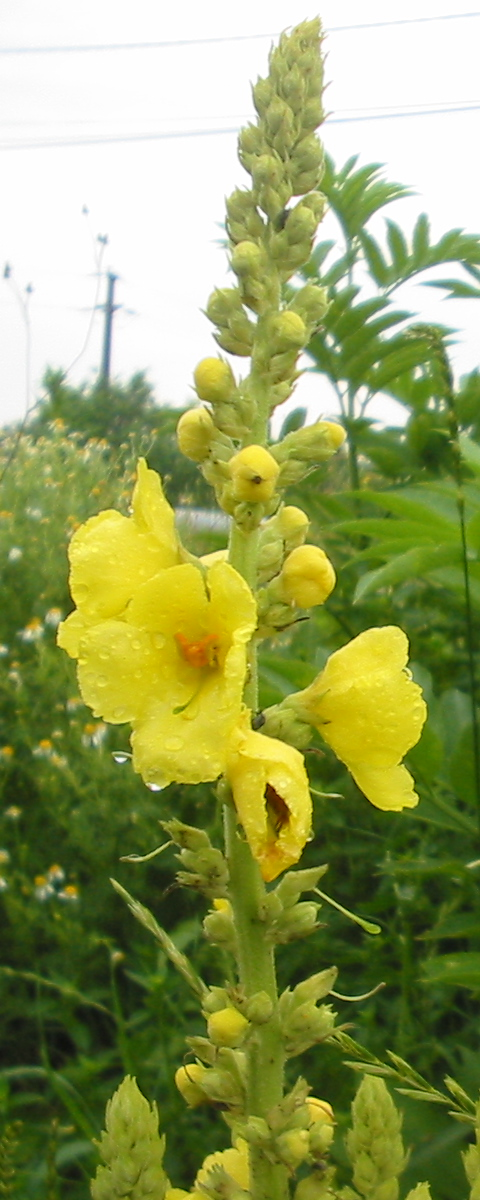
Molène Bouillon-blanc
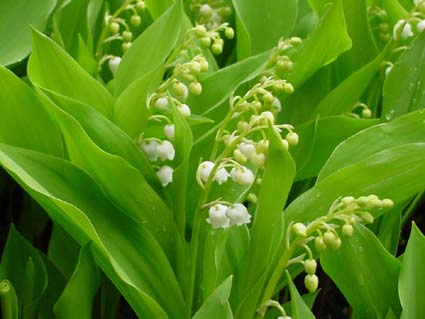
Muguet de mai
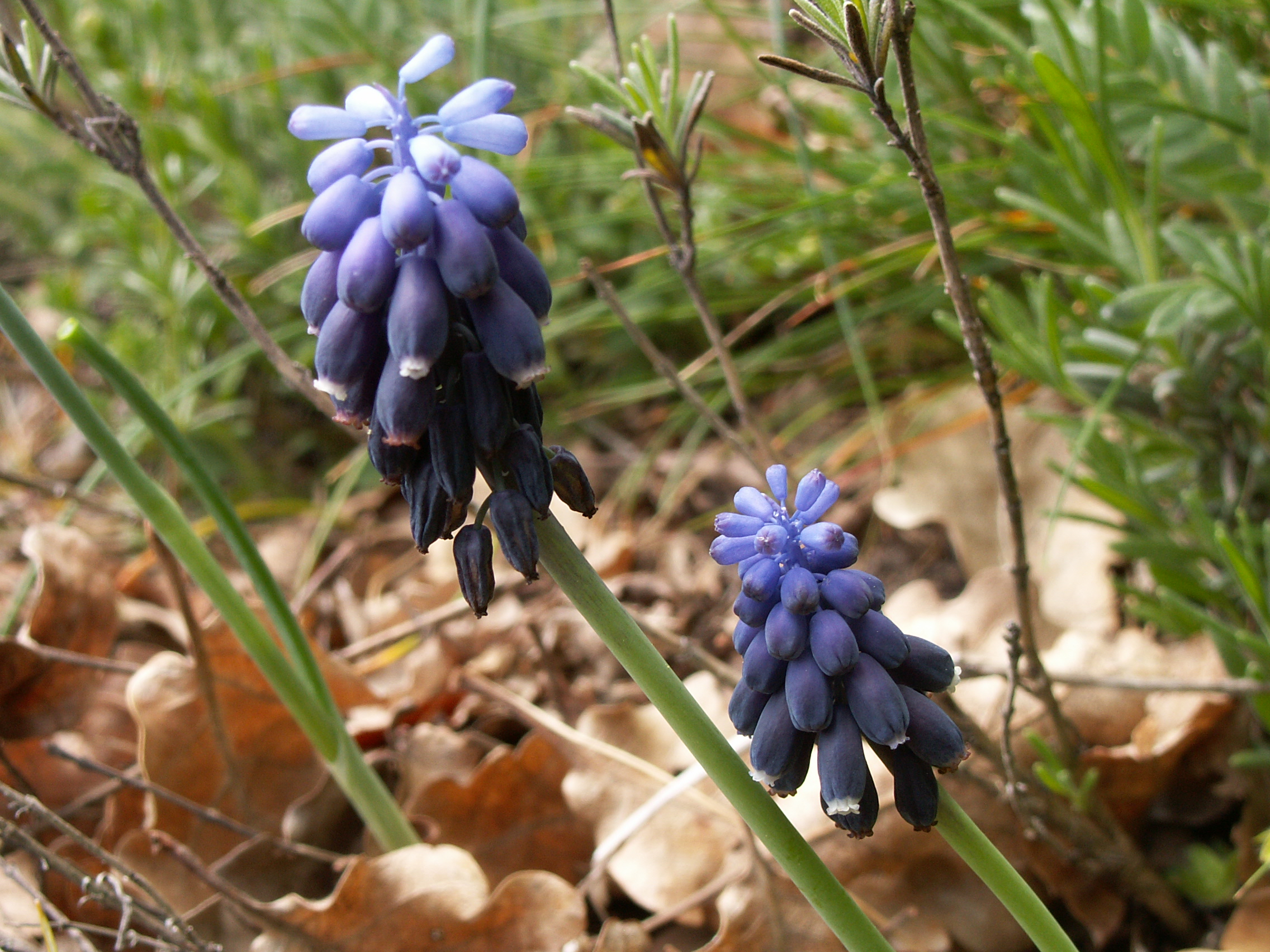
Muscari à grappe
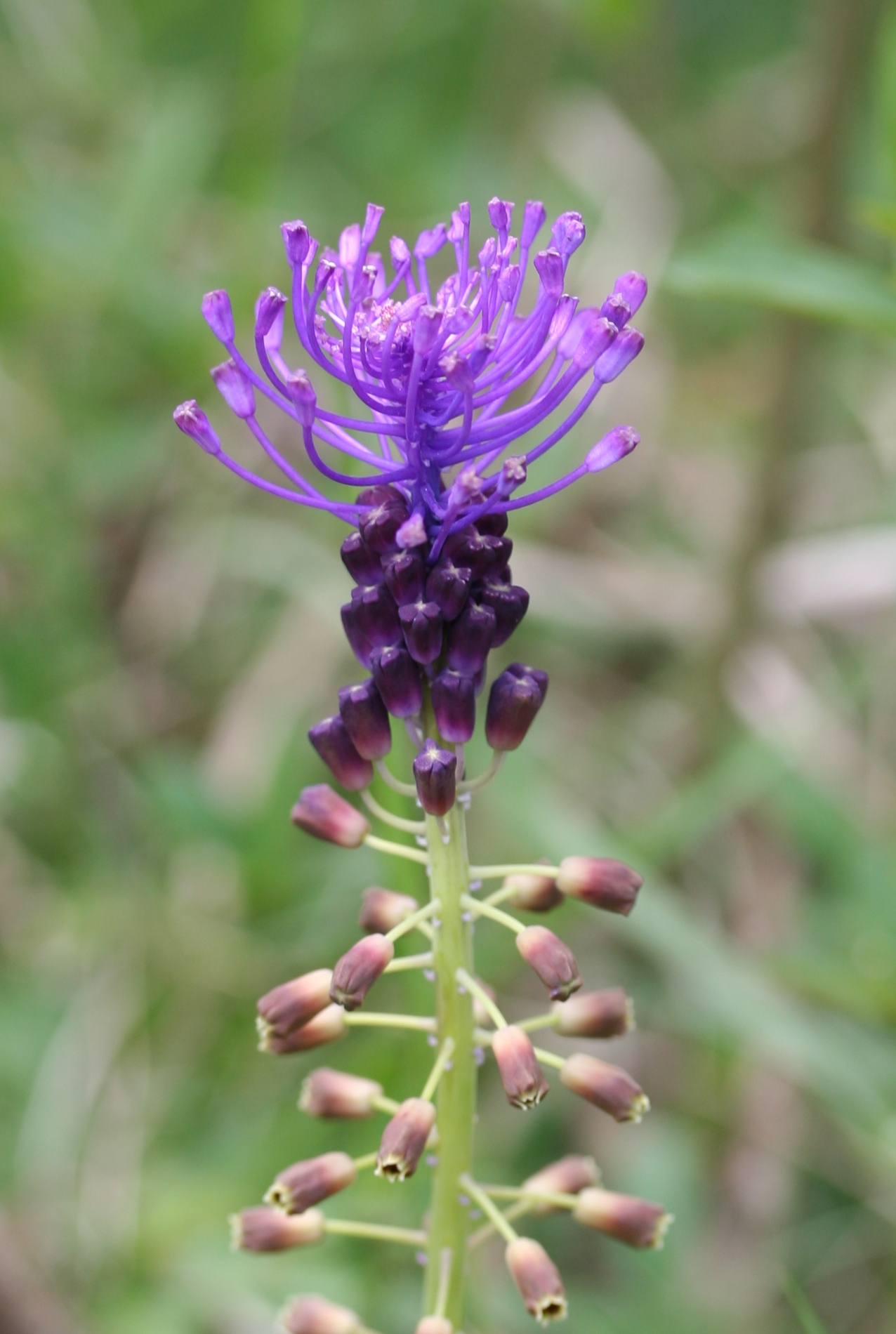
Muscari à toupet
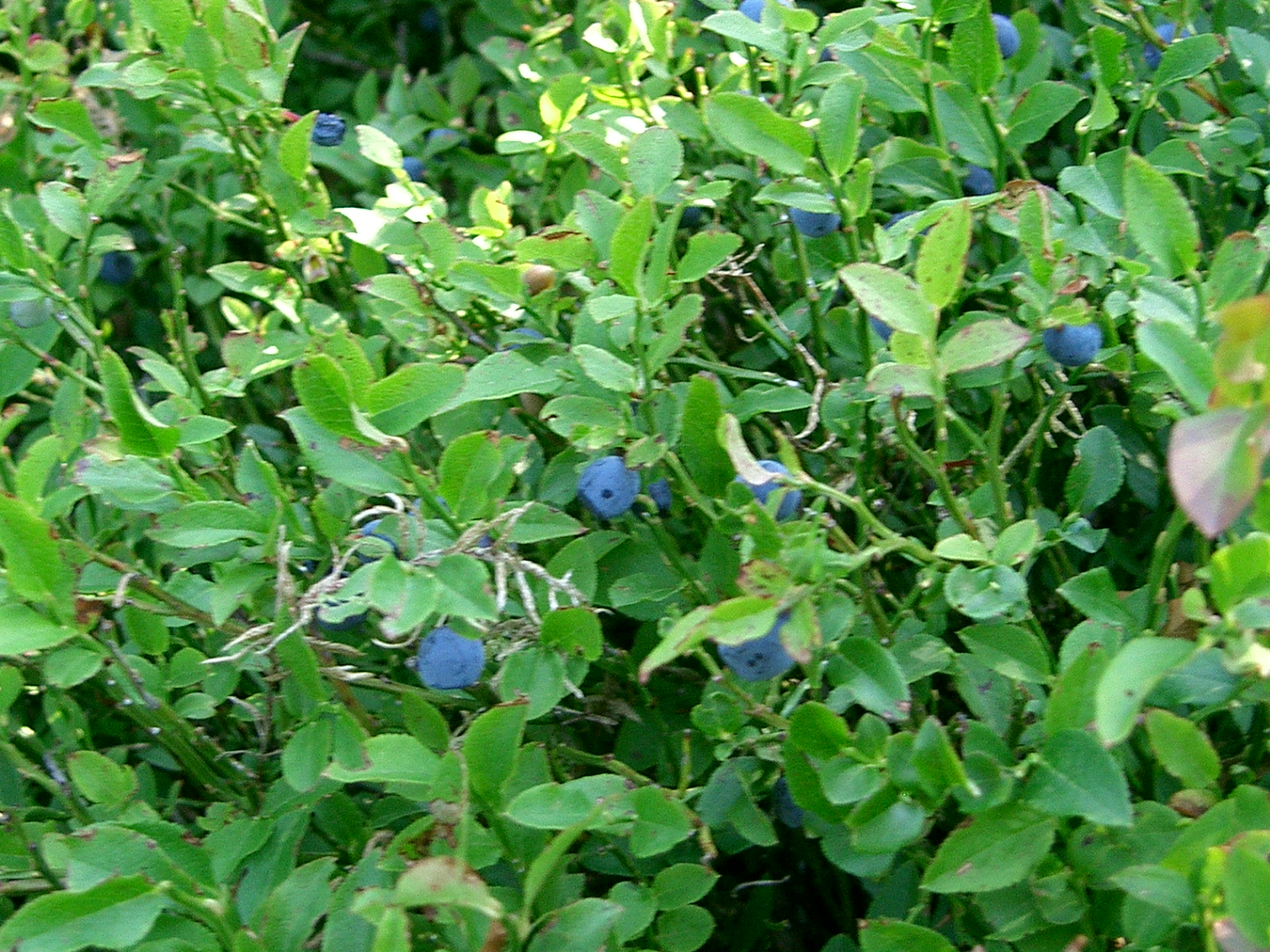
Myrtille
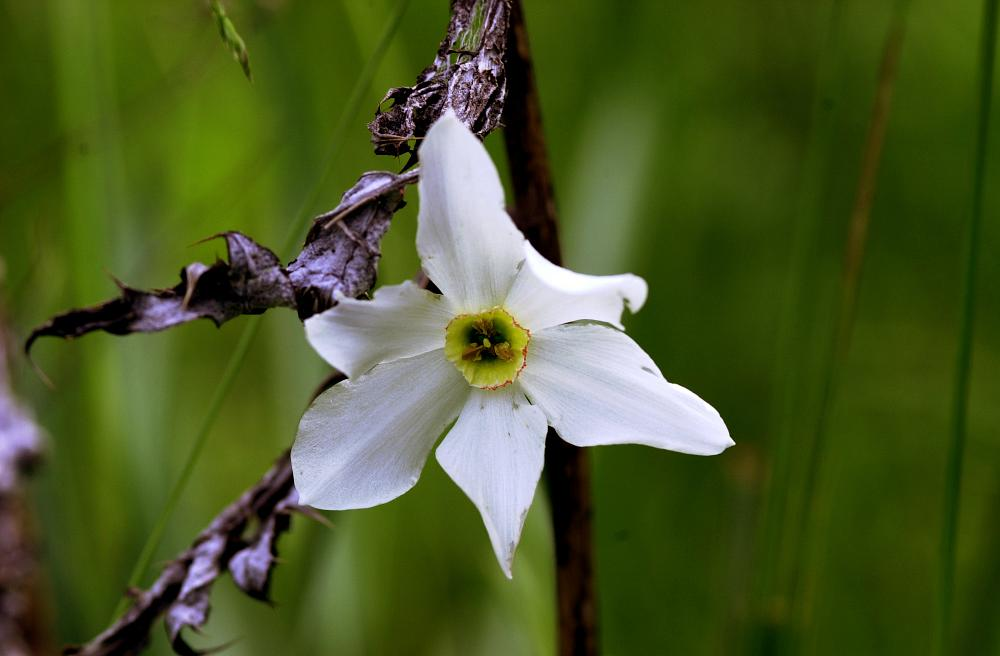
Narcisse des poètes
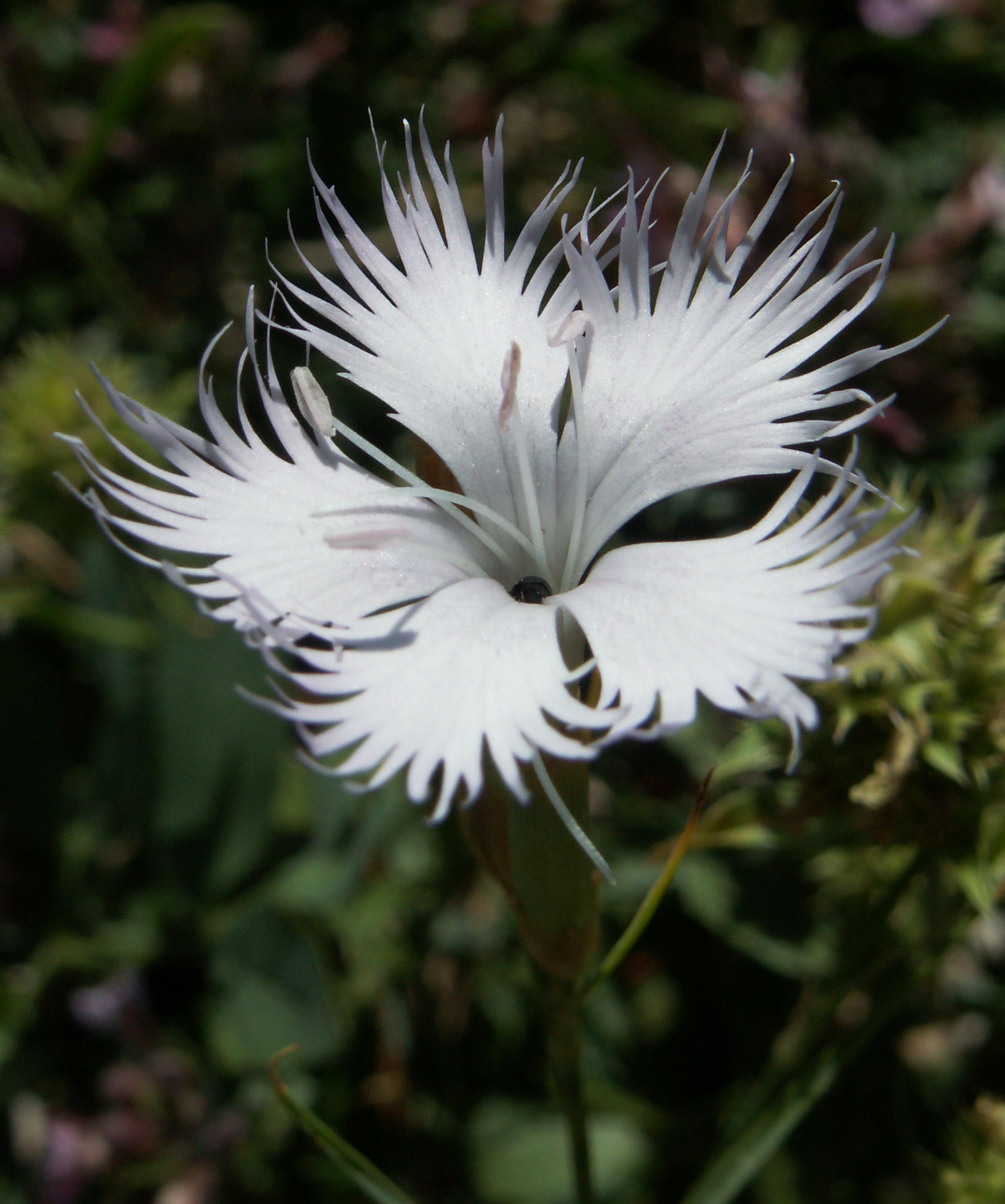
Œillet de Montpellier
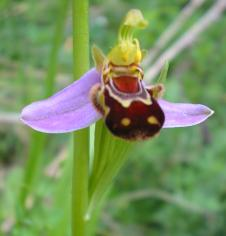
Ophrys abeille
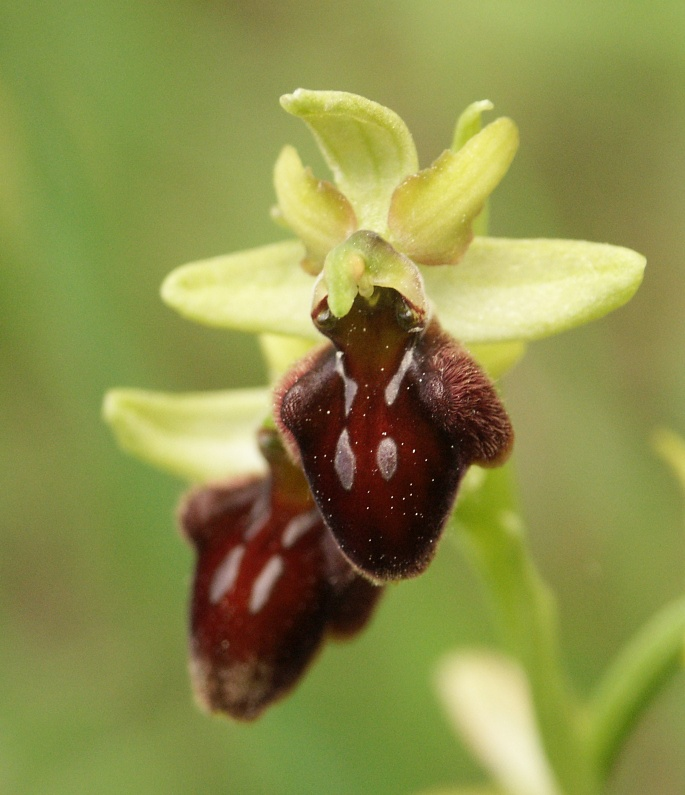
Ophrys araignée
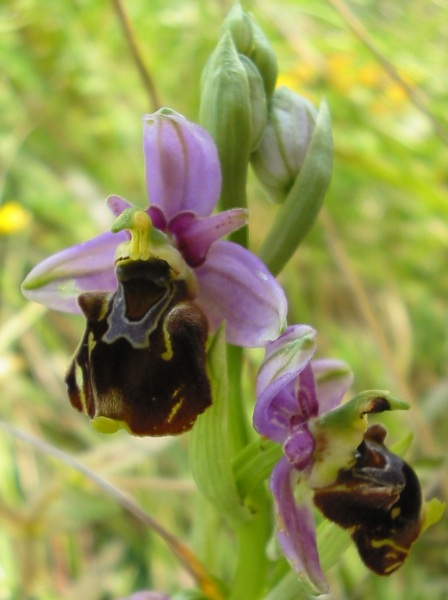
Ophrys bourdon
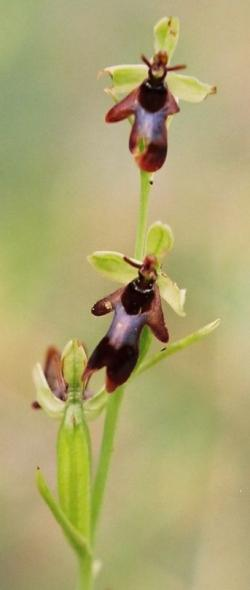
Ophrys mouche
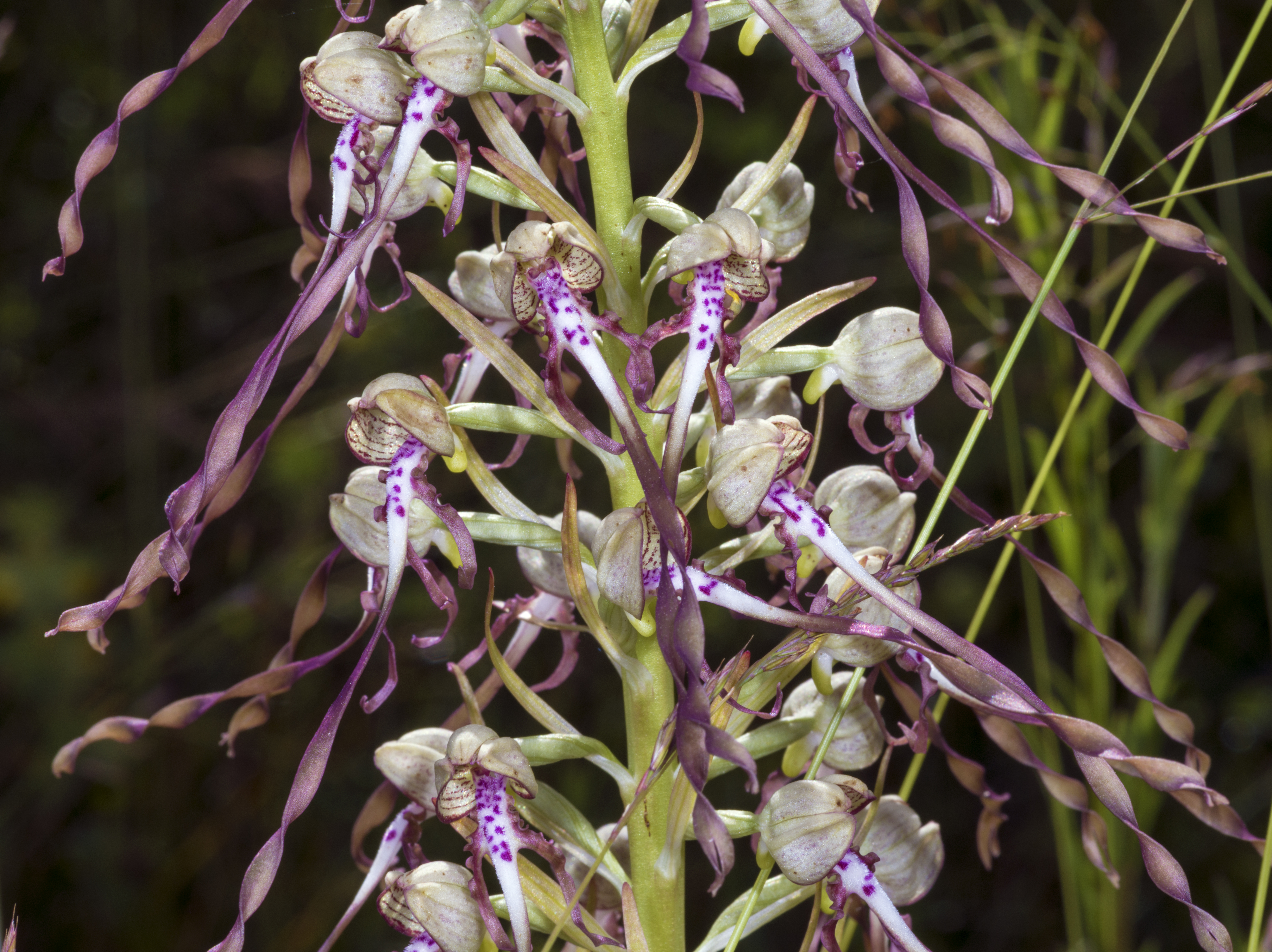
Orchis bouc
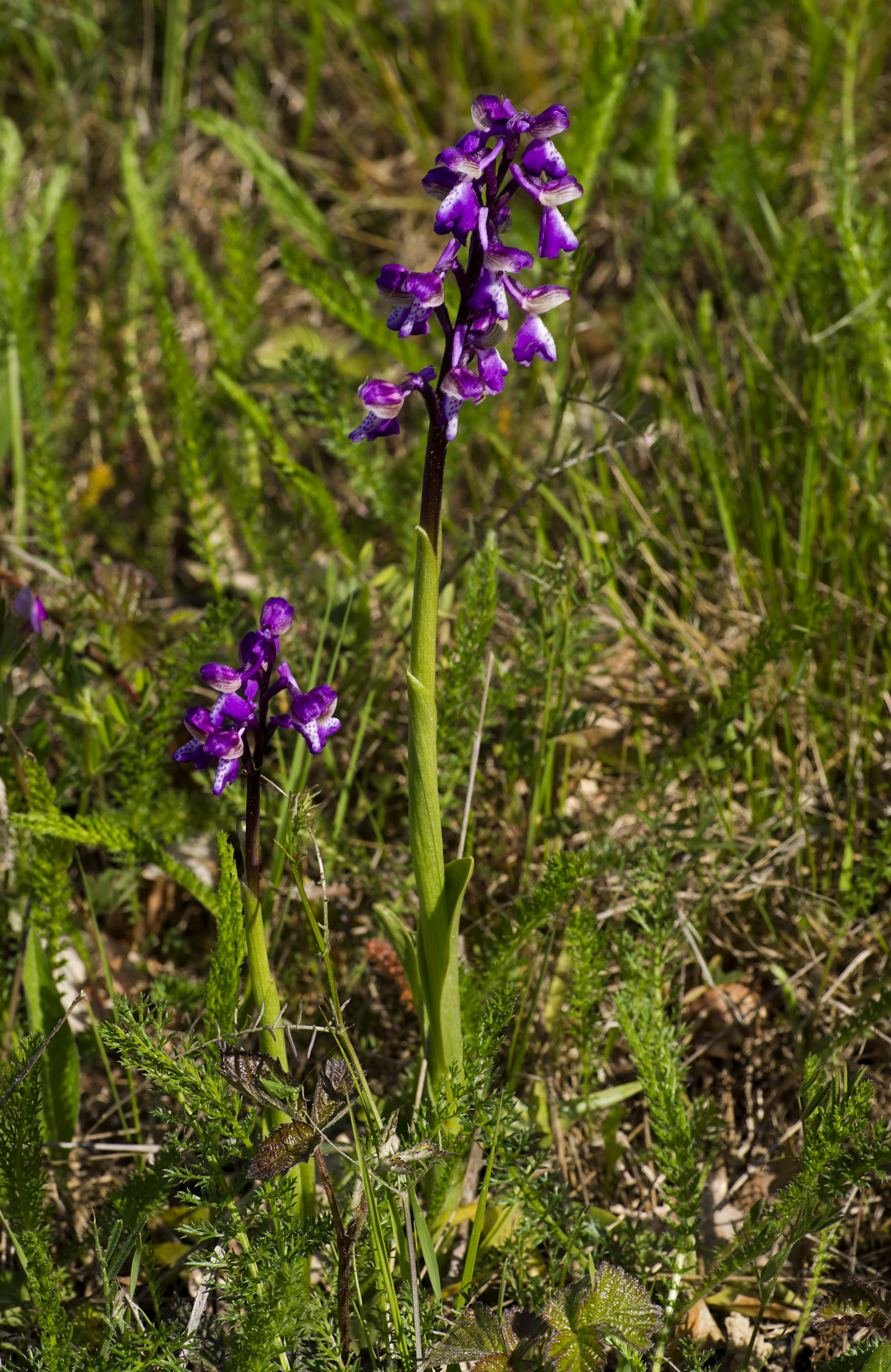
Orchis bouffon
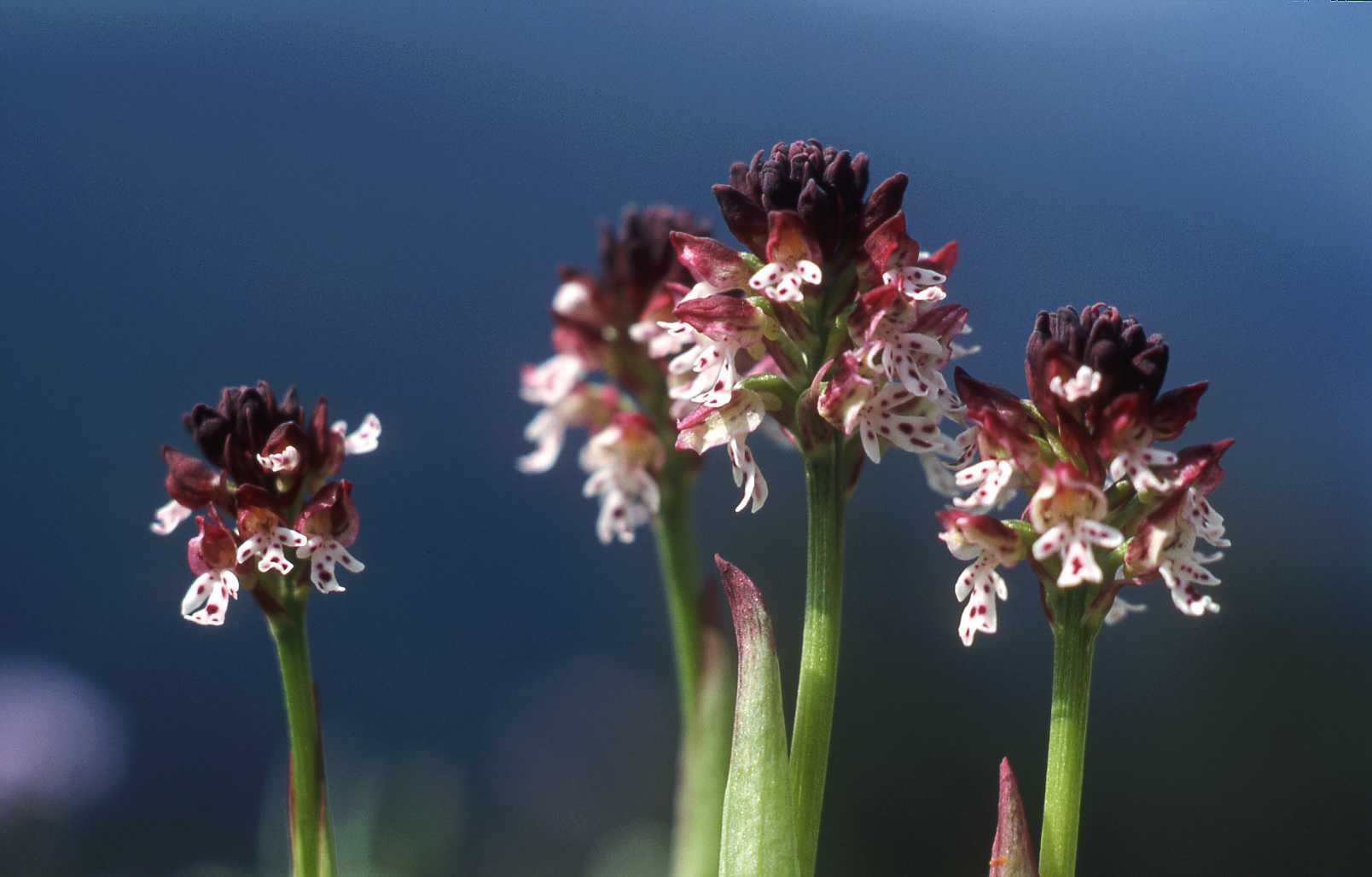
Orchis brûlé
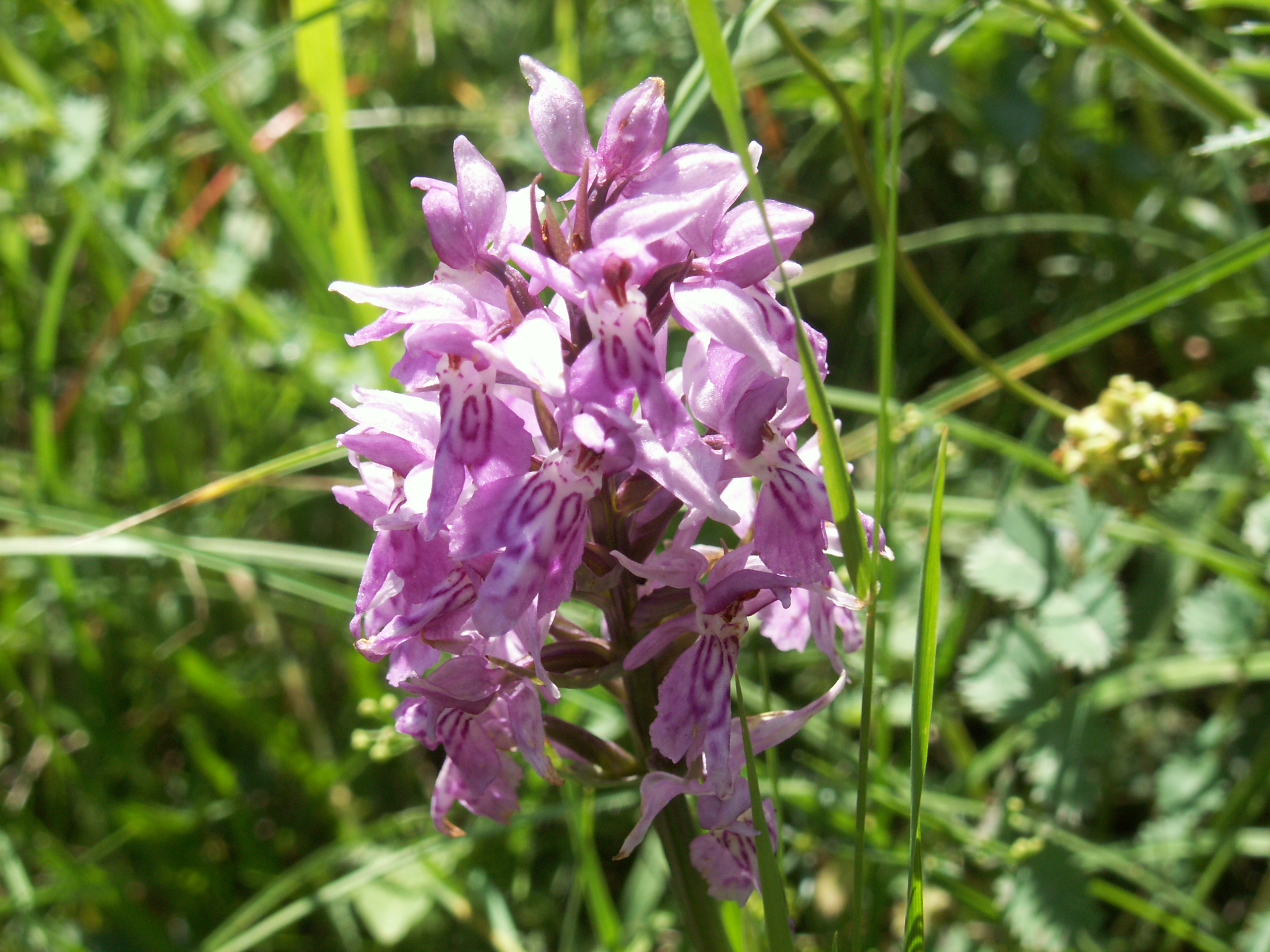
Orchis de Fuchs
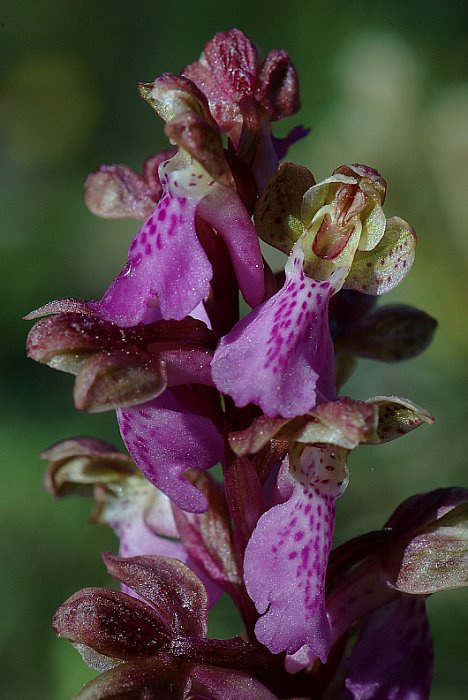
Orchis de Spitzel
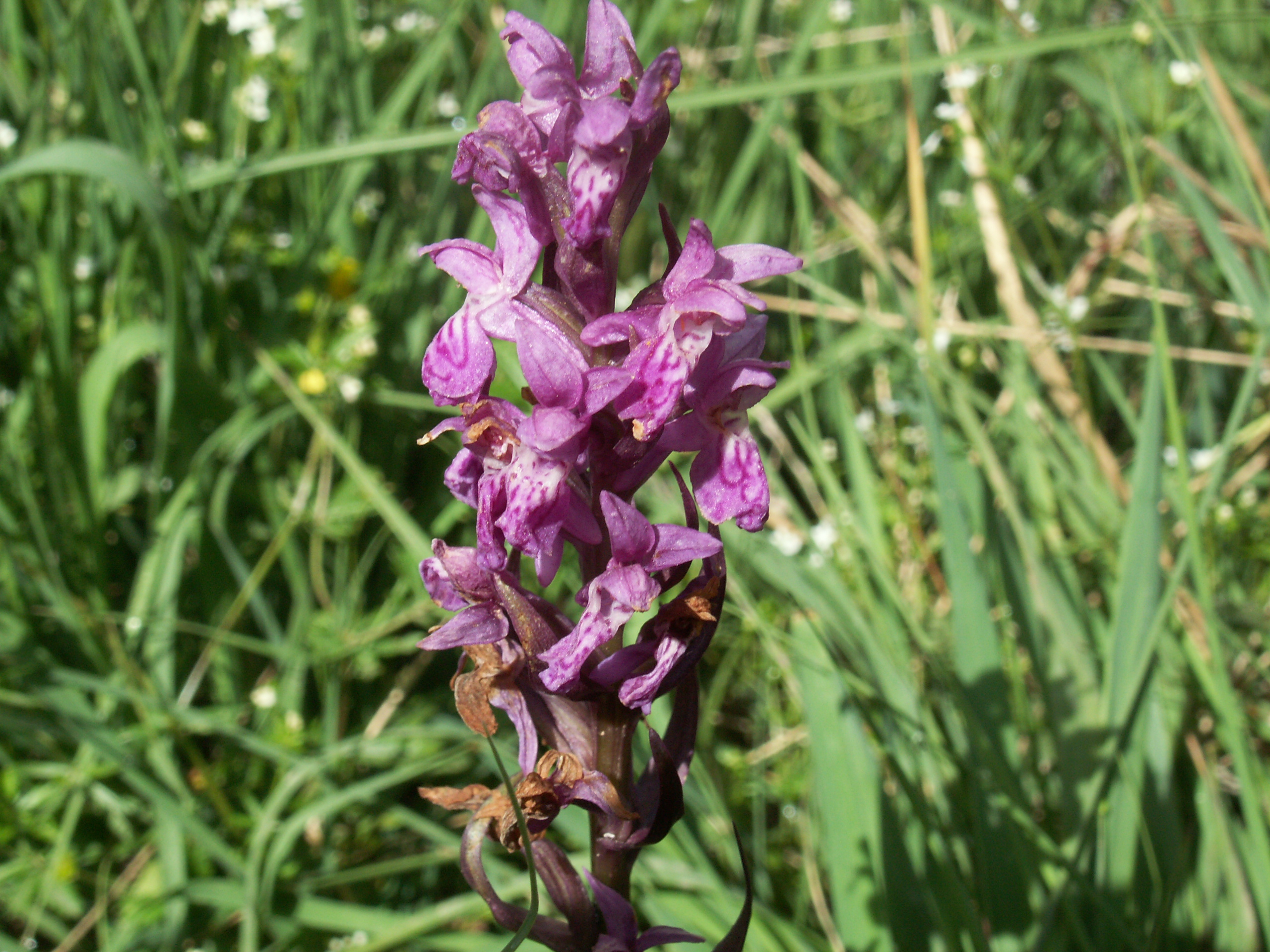
Orchis de Traunsteiner
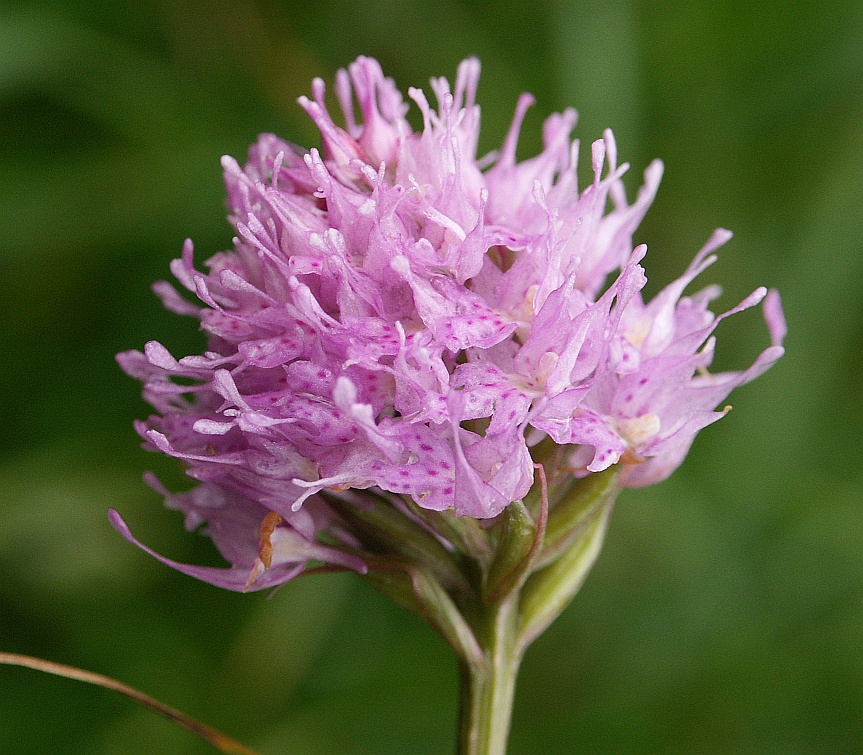
Orchis globuleux
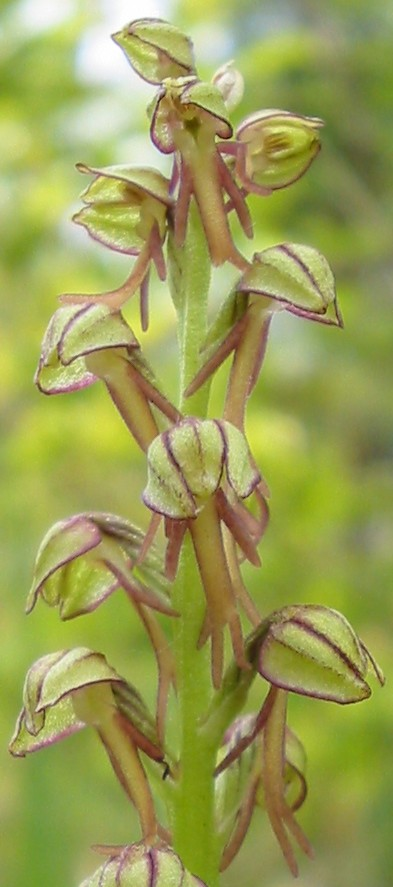
Orchis homme-pendu
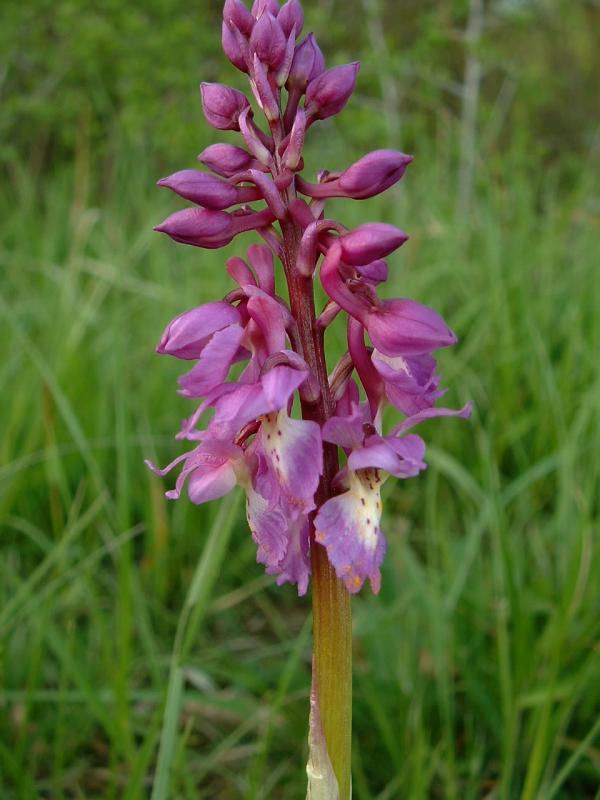
Orchis mâle
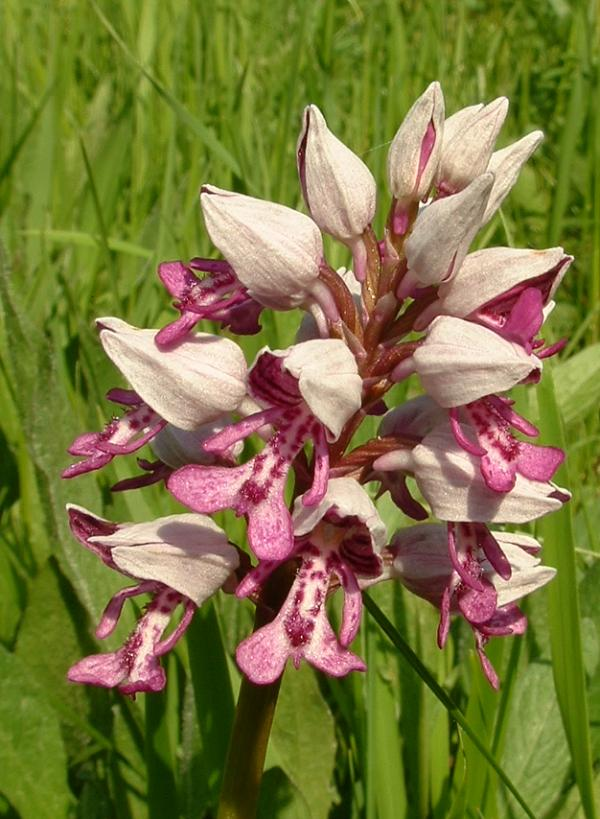
Orchis militaire
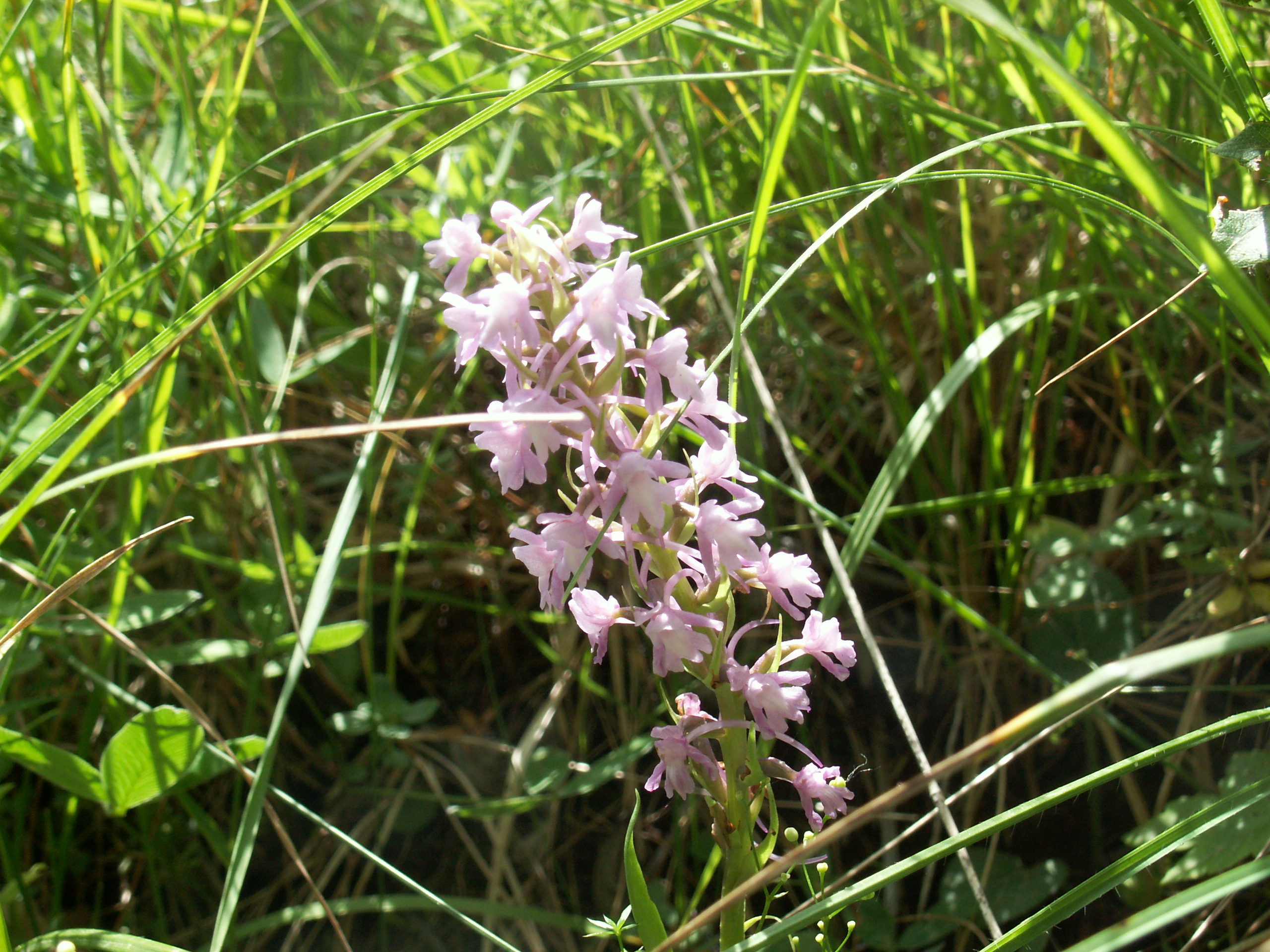
Orchis moucheron
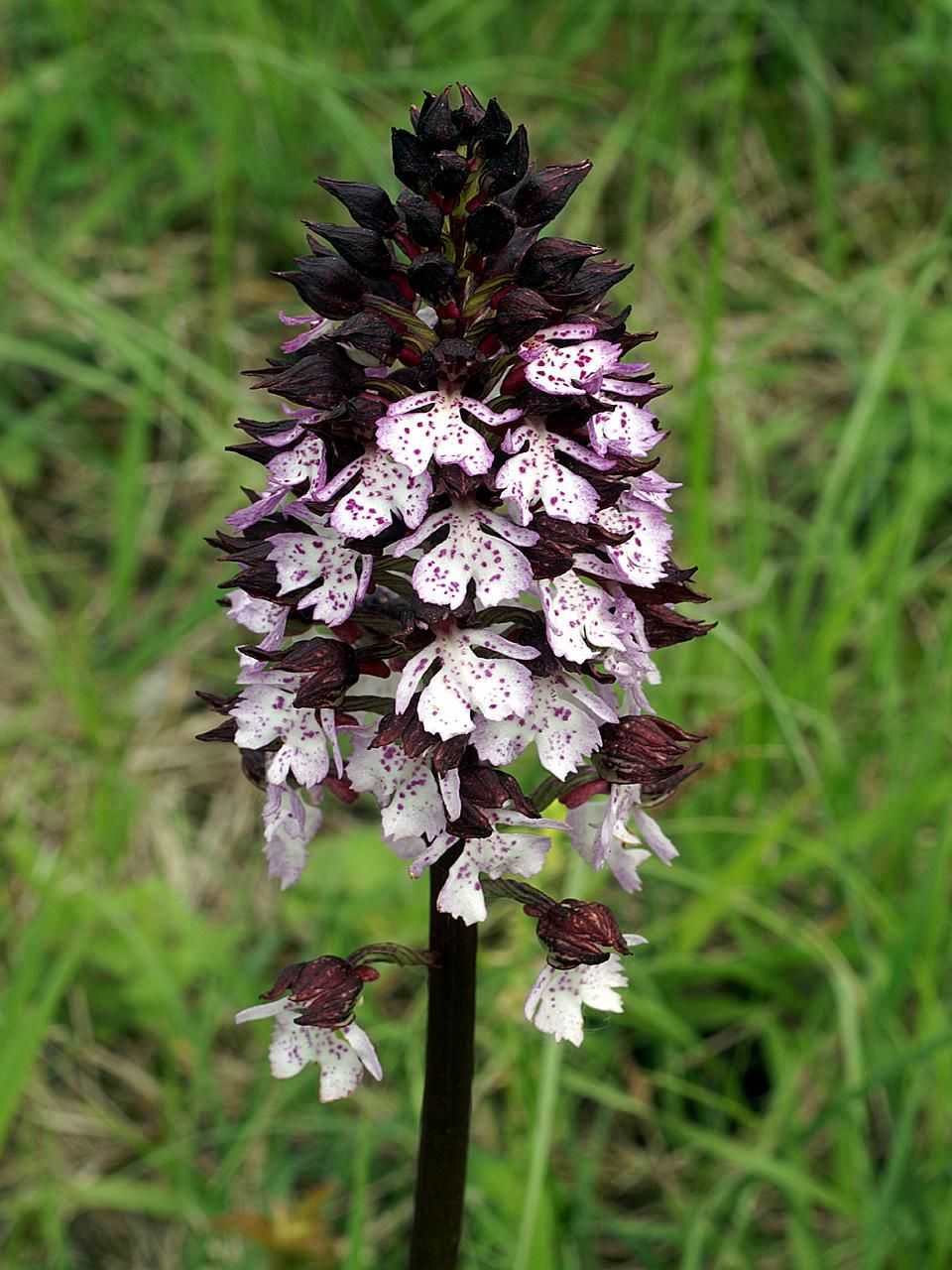
Orchis pourpre
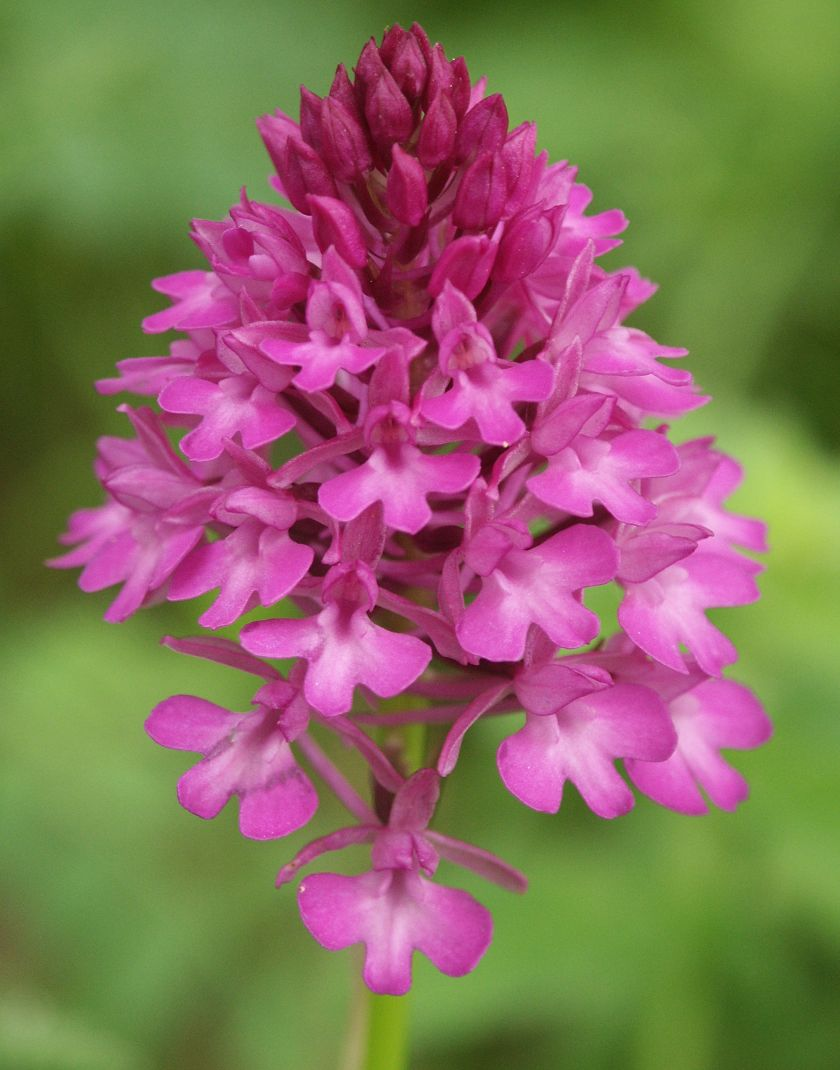
Orchis pyramidal
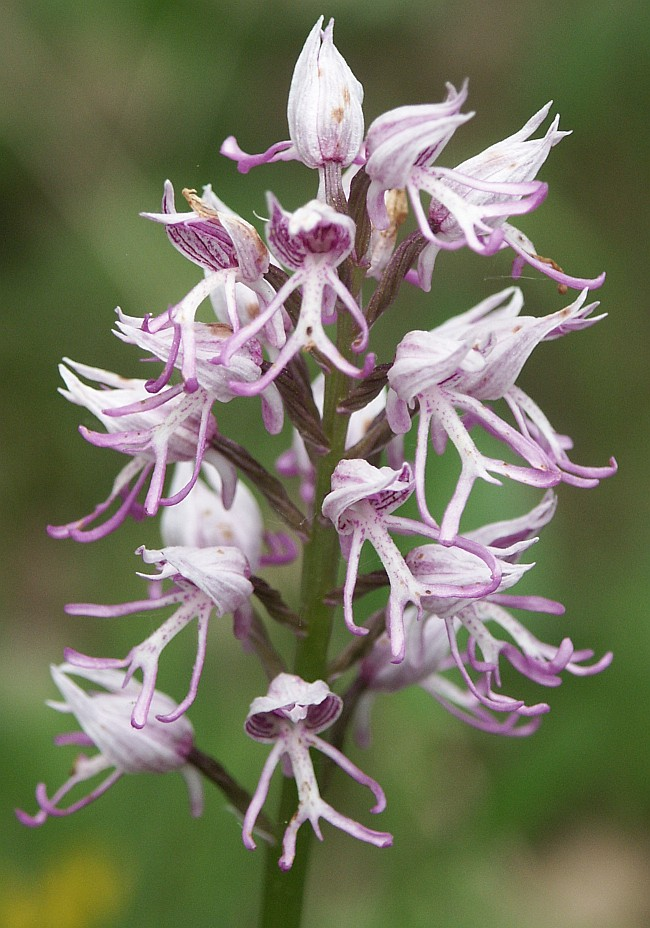
Orchis singe
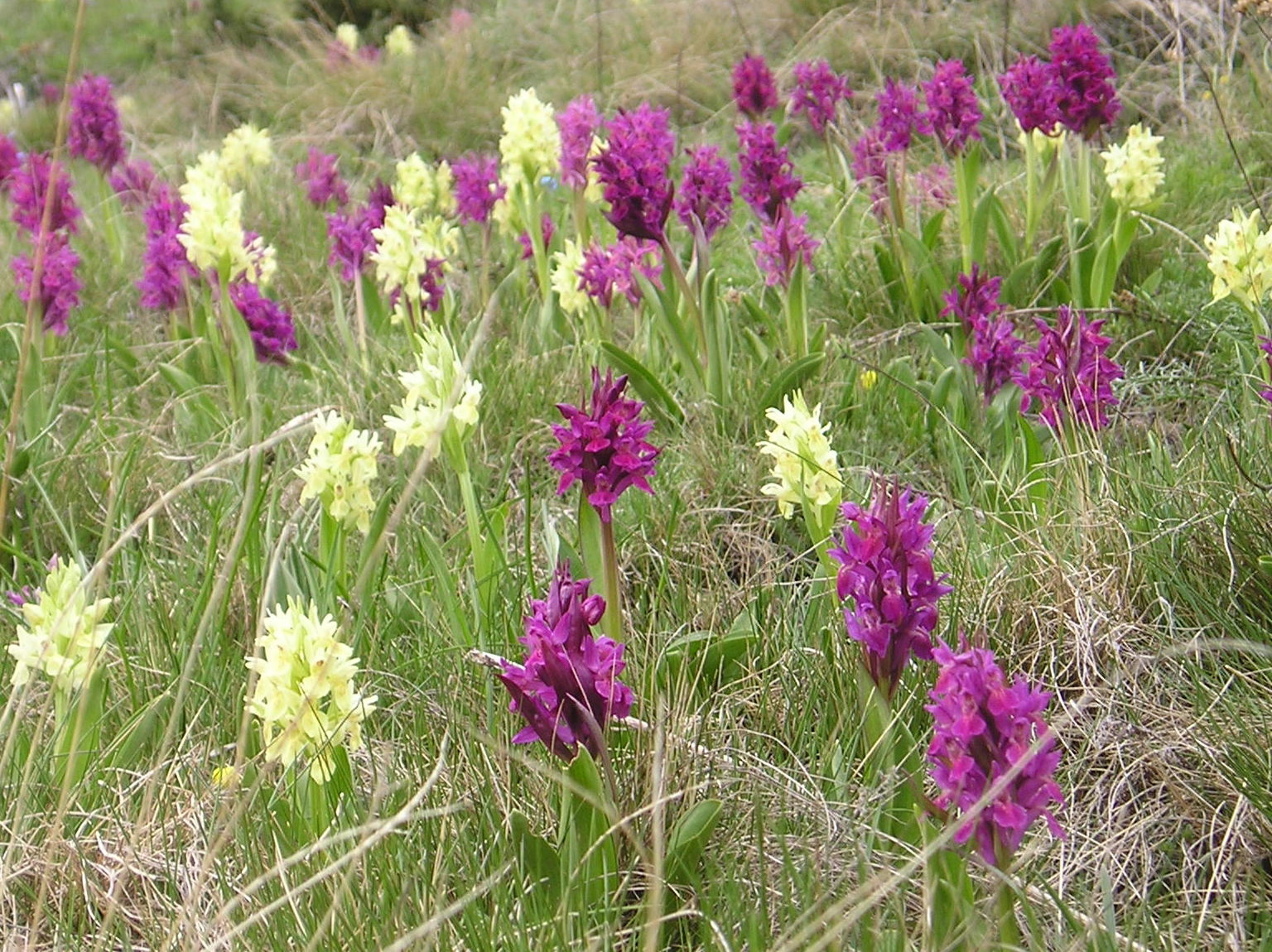
Orchis sureau
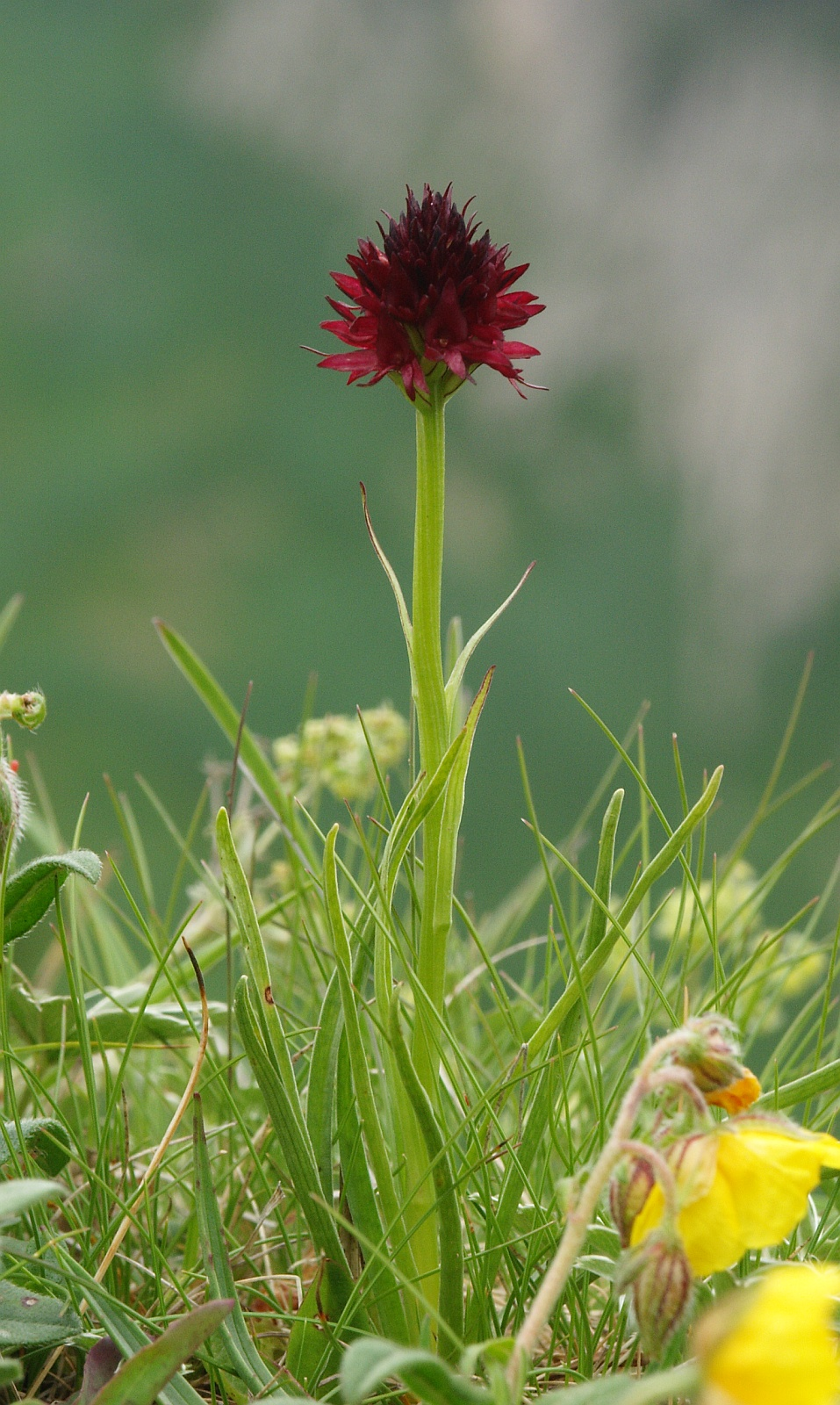
Orchis vanillé
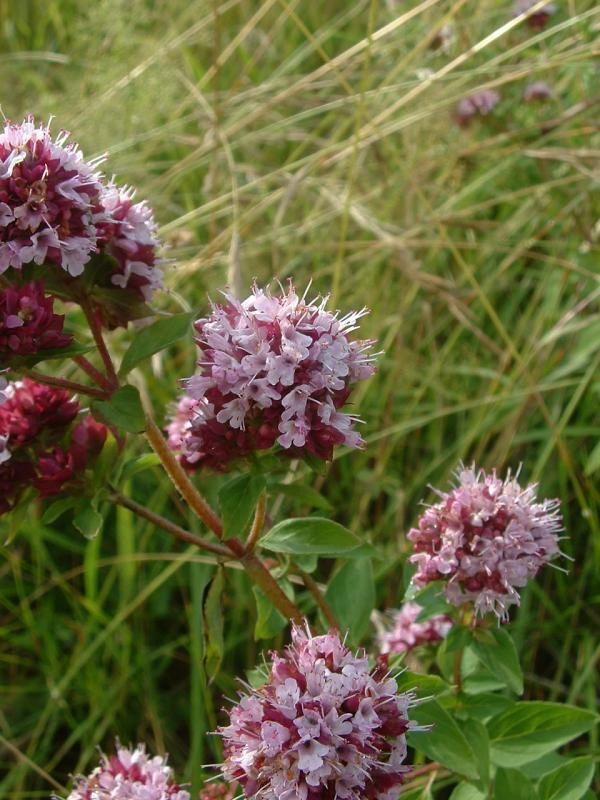
Origan
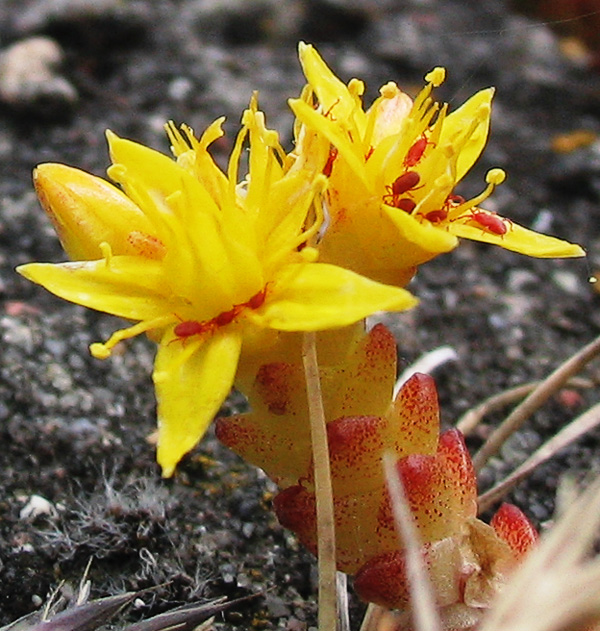
Orpin âcre
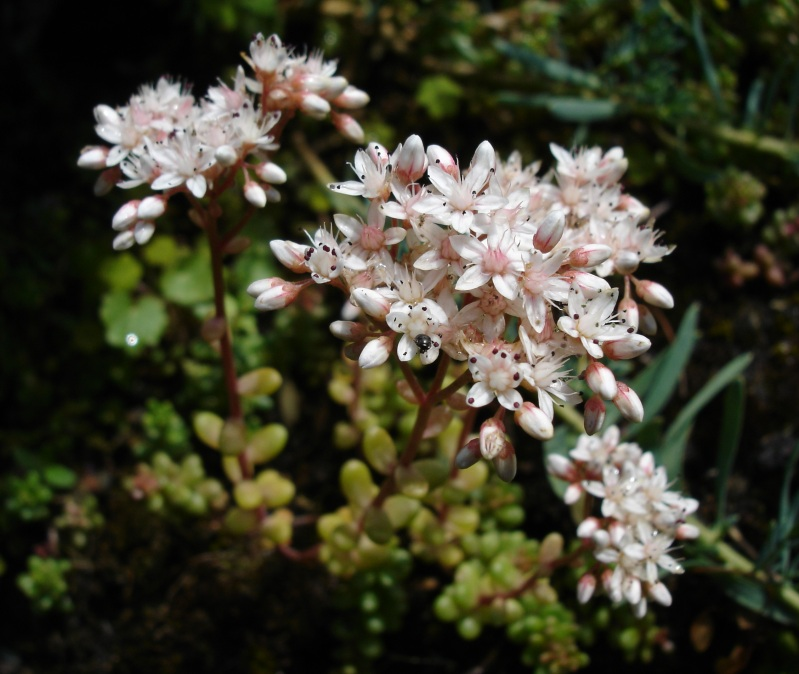
Orpin blanc
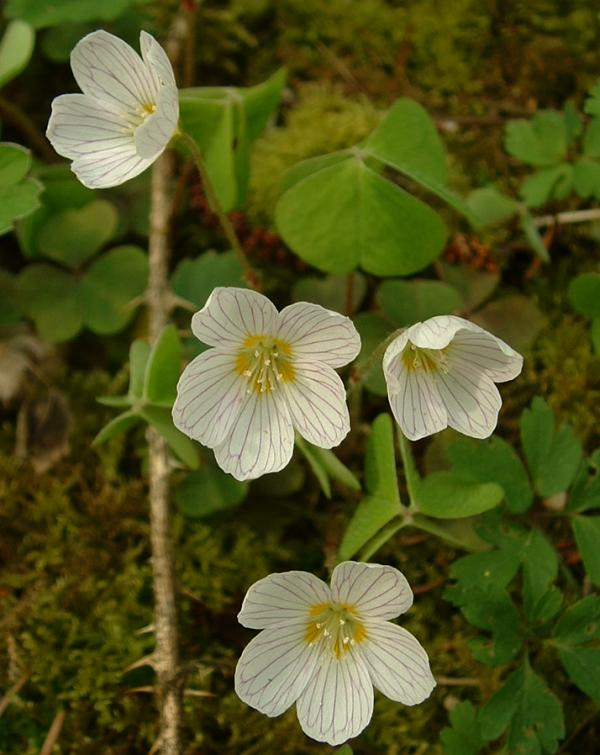
Oxalis petite oseille
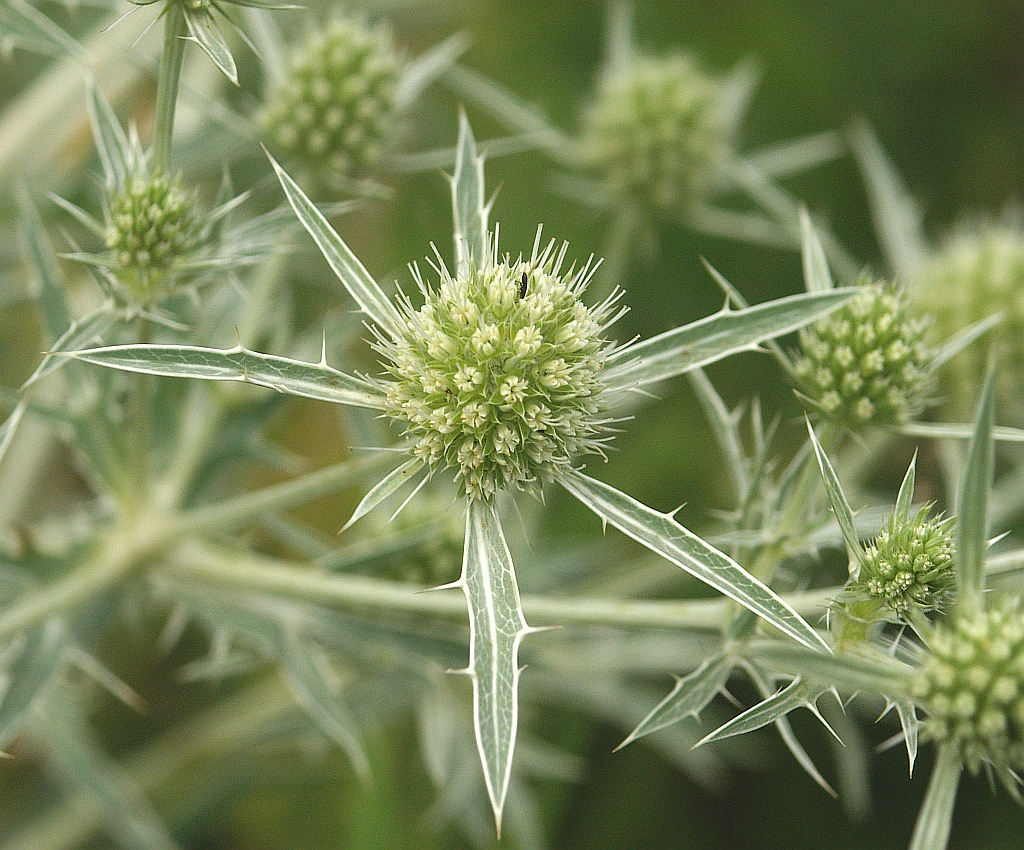
Panicaut champêtre
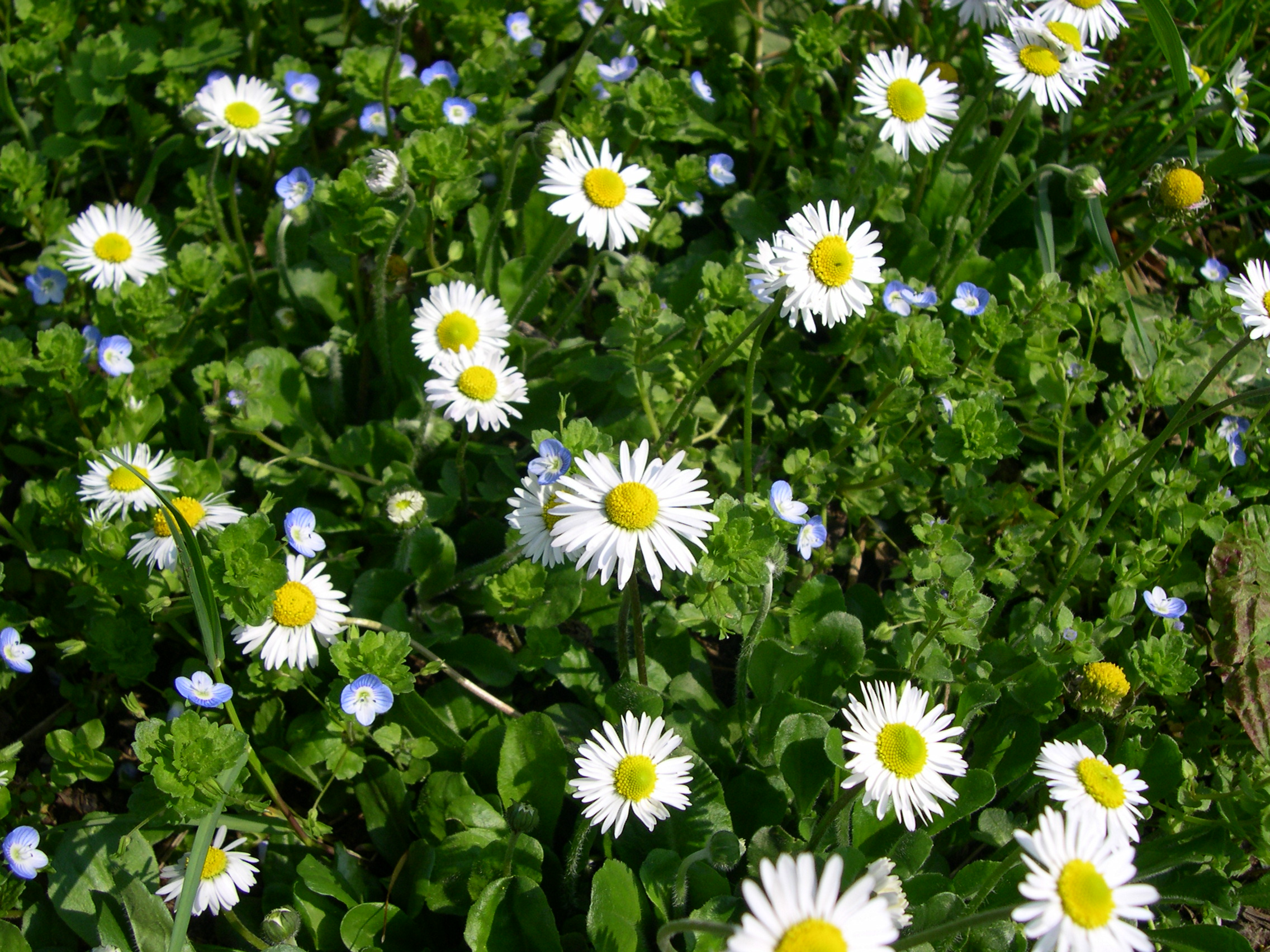
Pâquerette
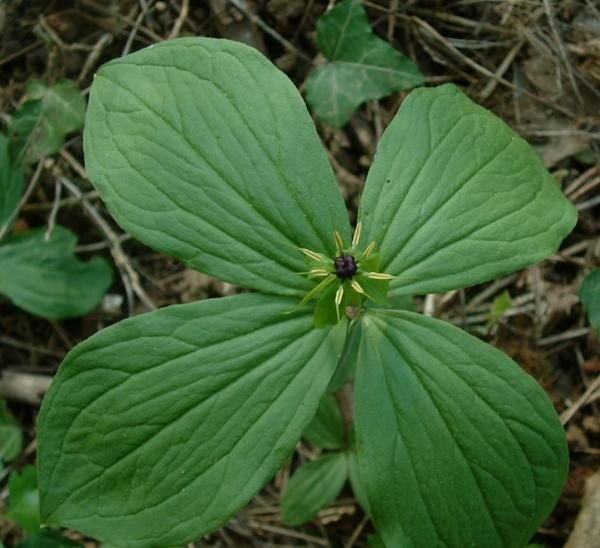
Parisette à quatre feuilles
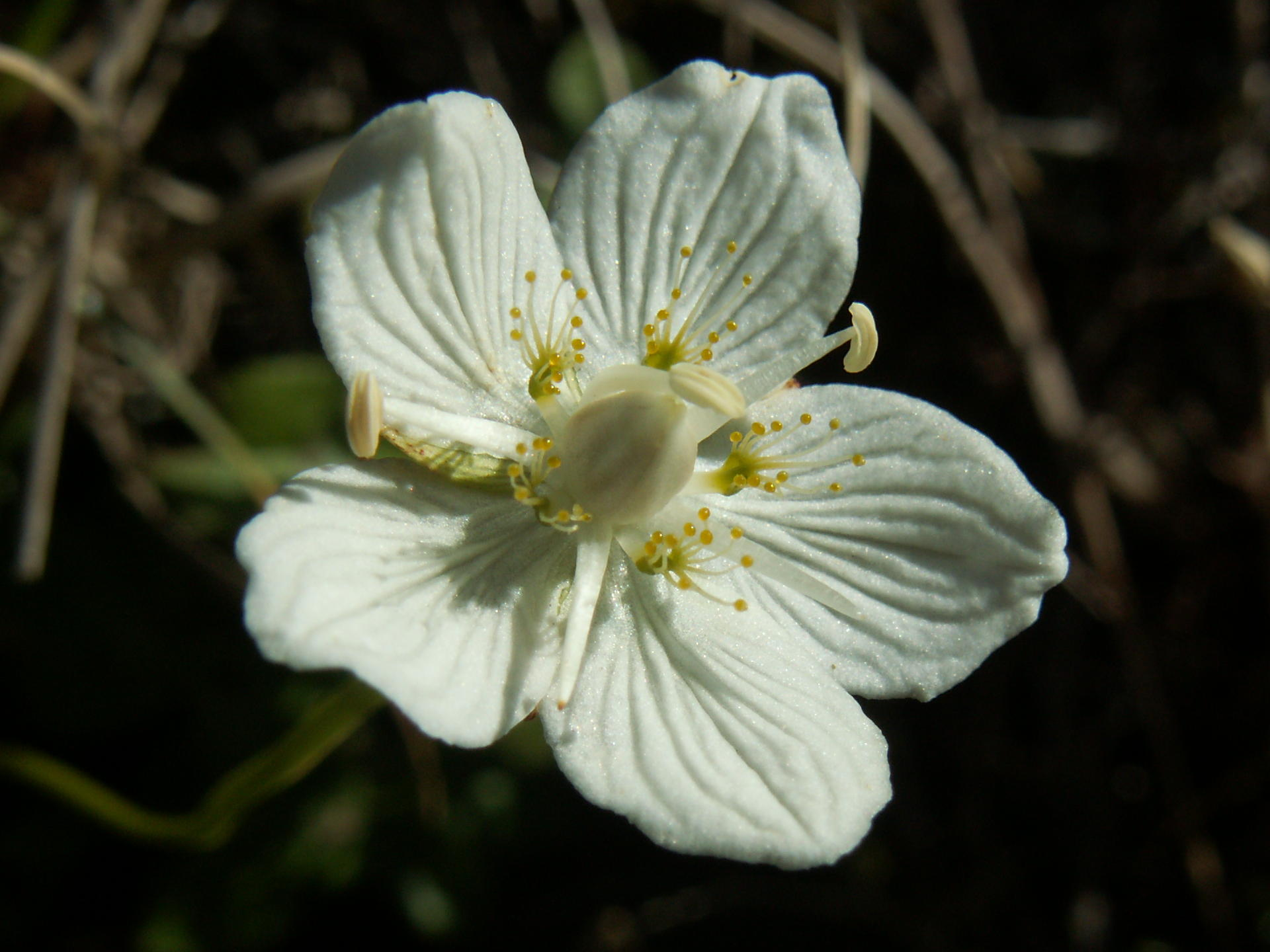
Parnassie des marais
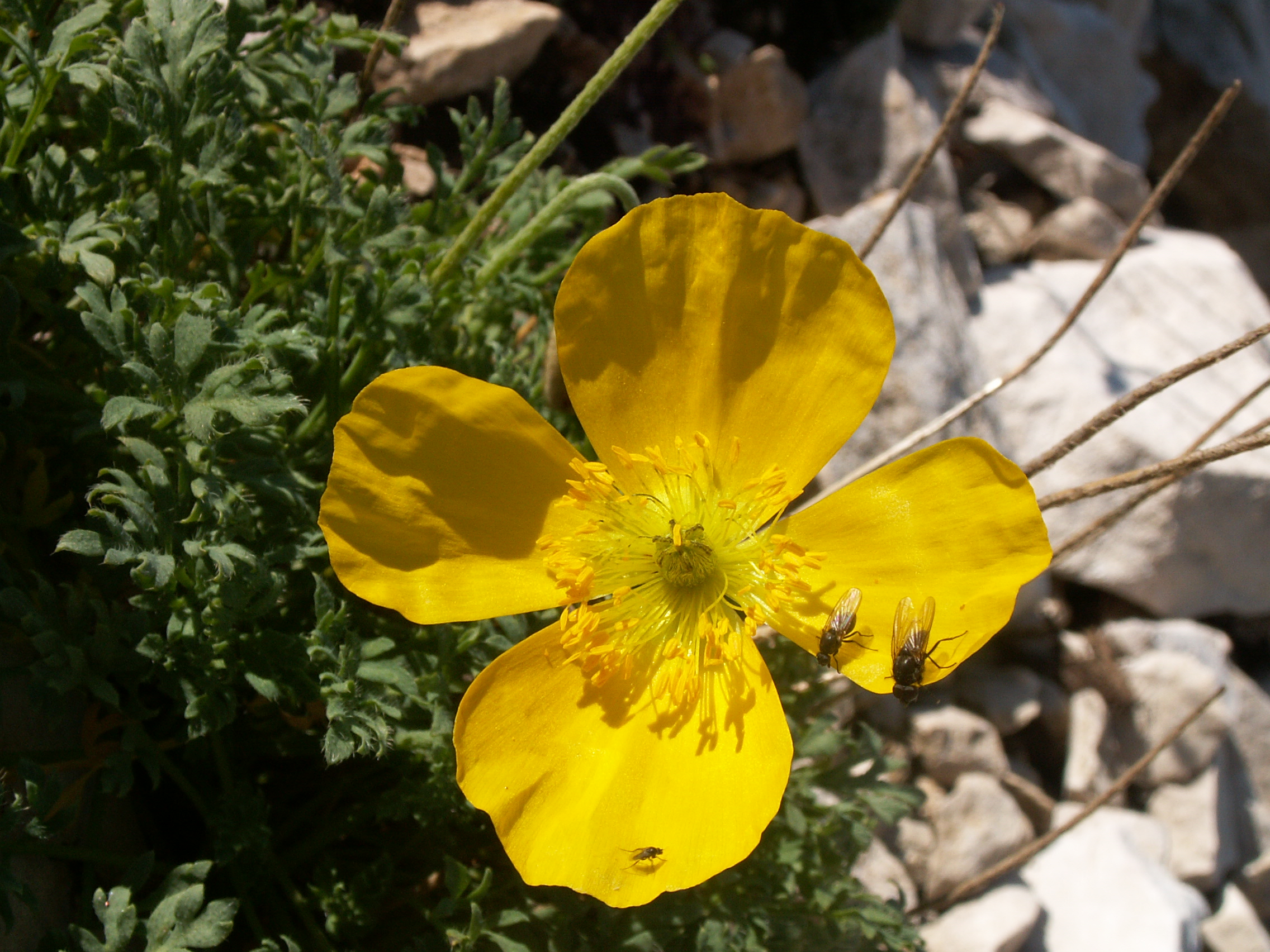
Pavot des Alpes
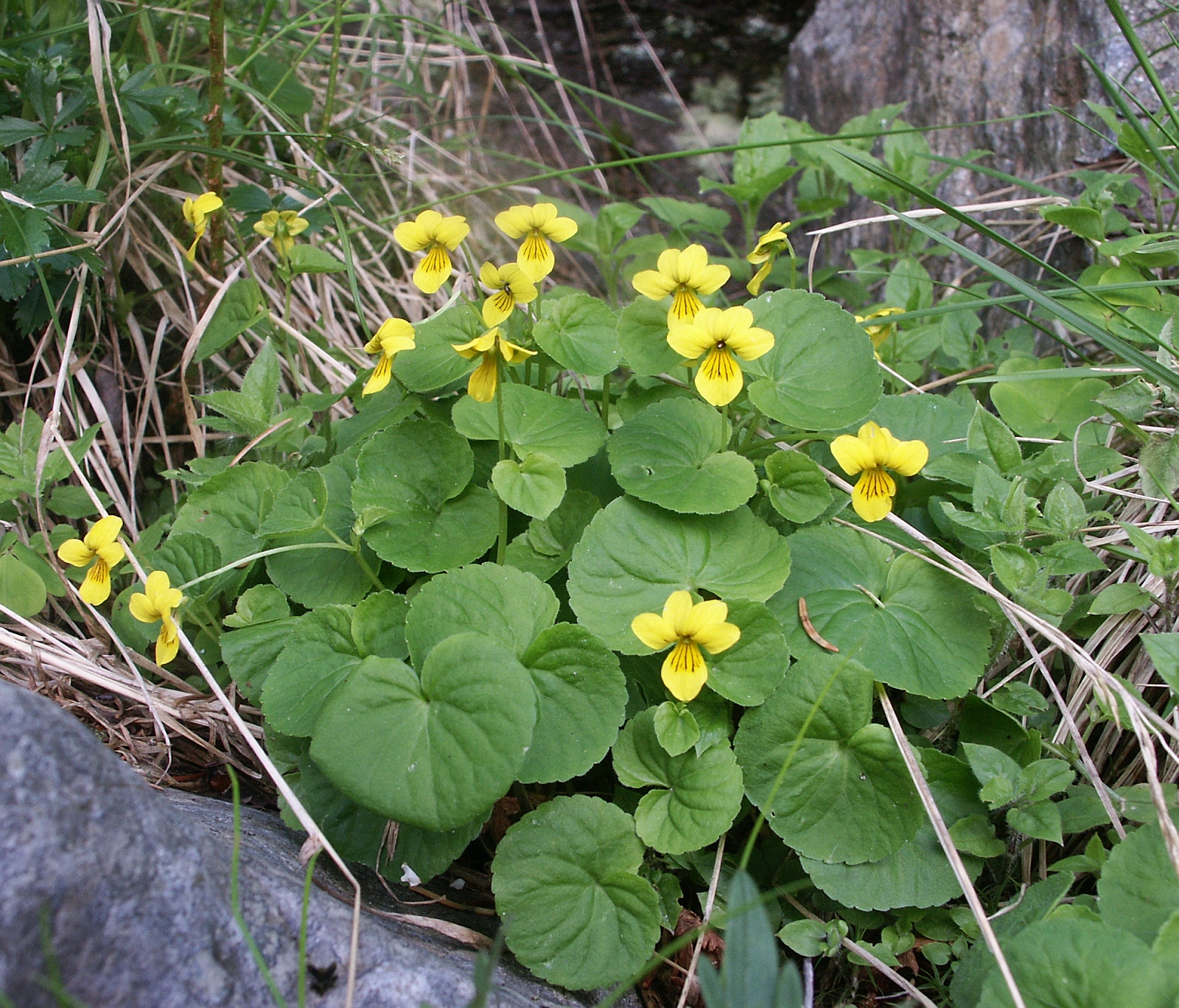
Pensée à deux fleurs
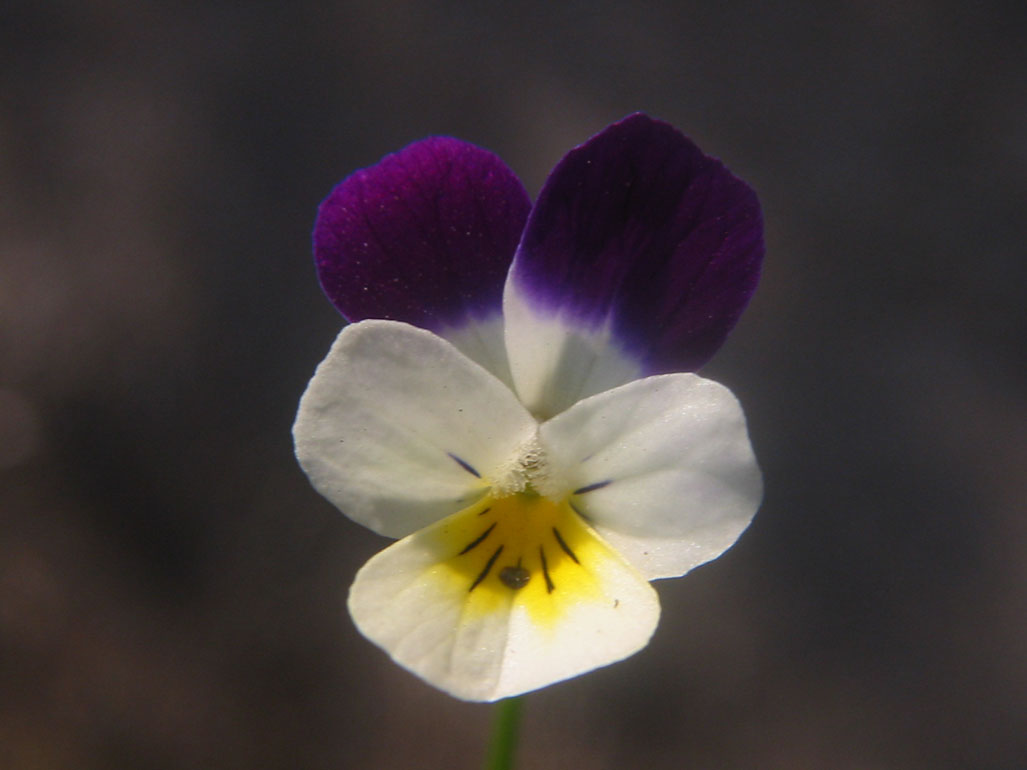
Pensée sauvage
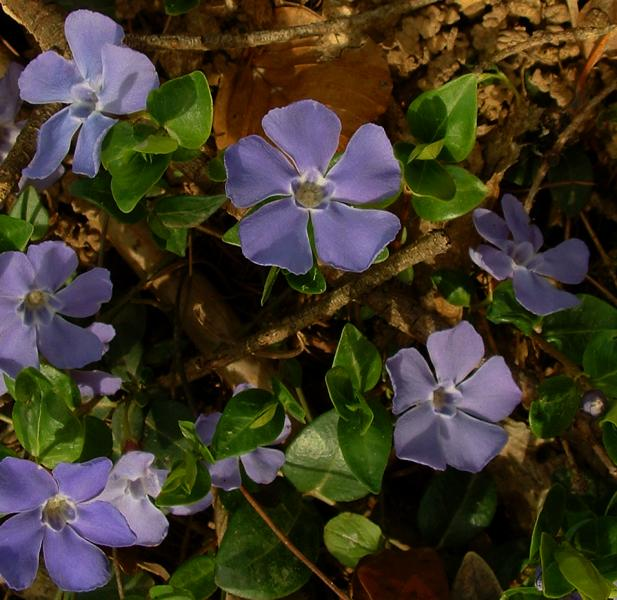
Petite pervenche
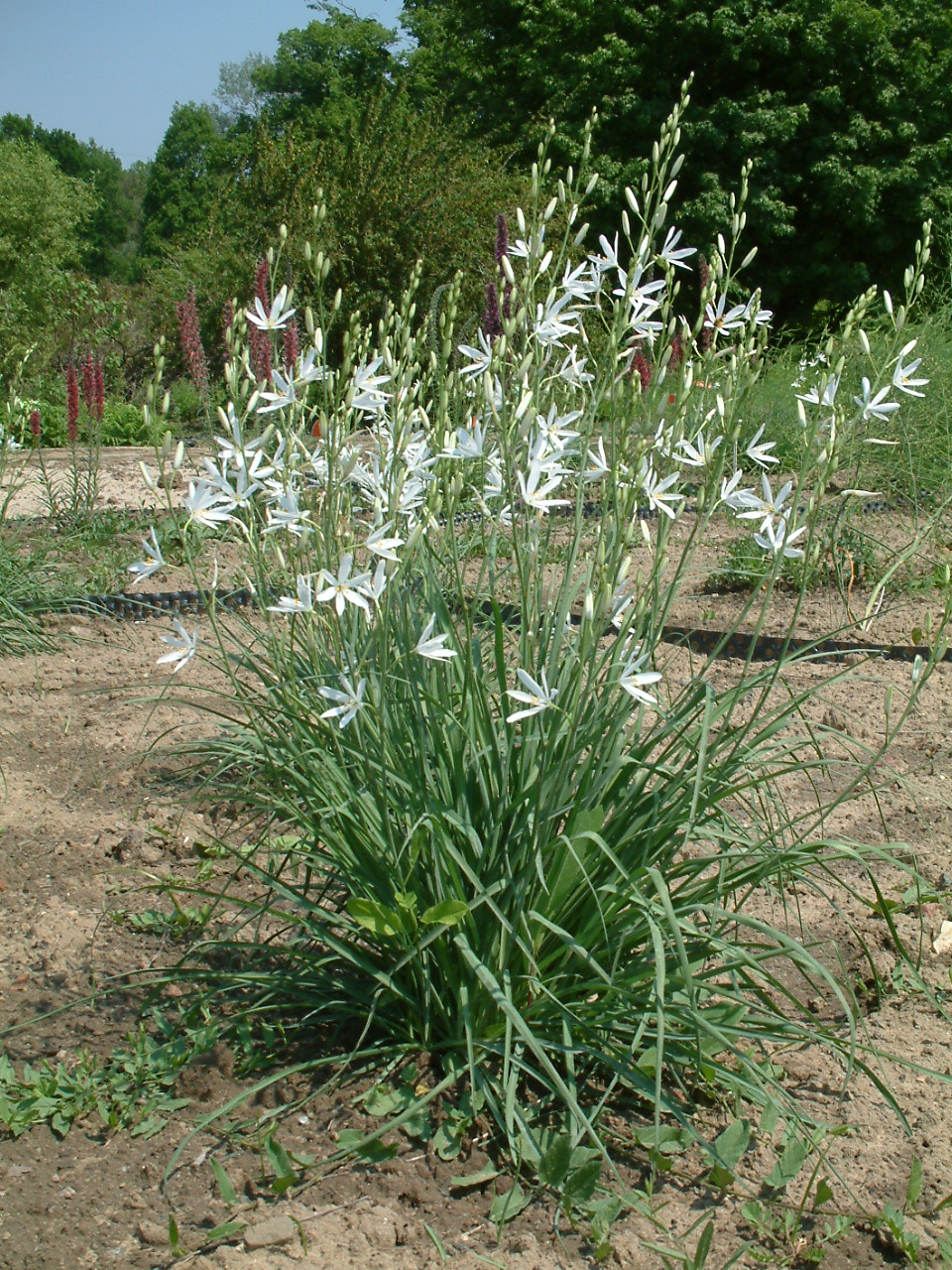
Phalangère à fleurs de Lis
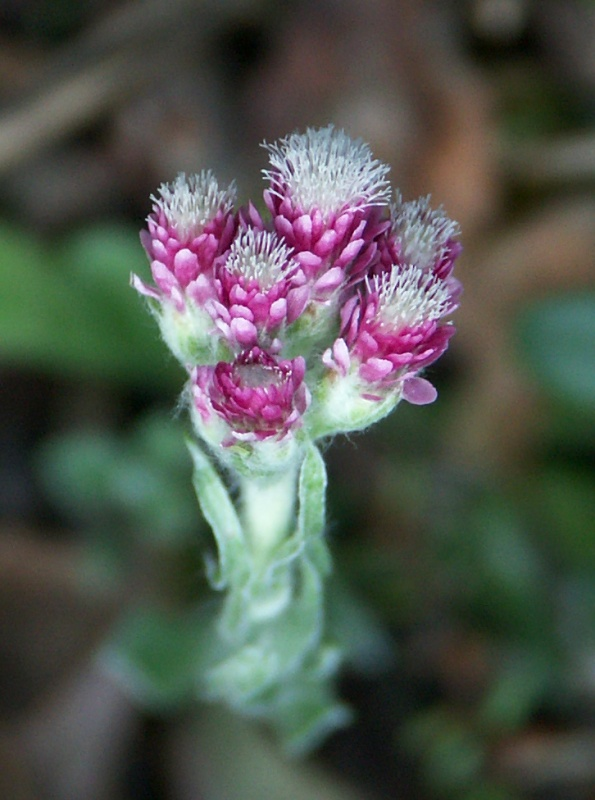
Pied de chat dioïque ou Antennaire dioïque
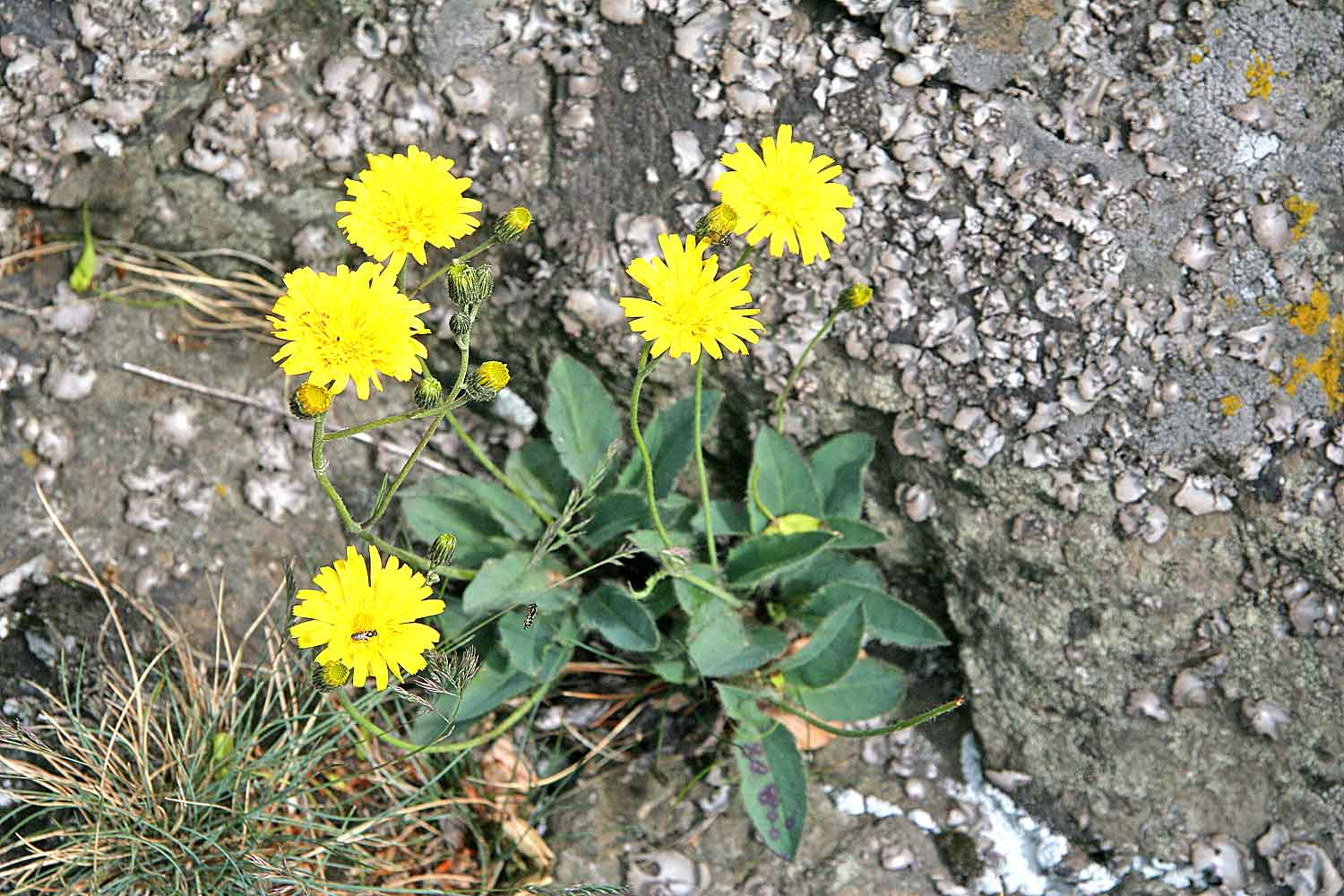
Piloselle
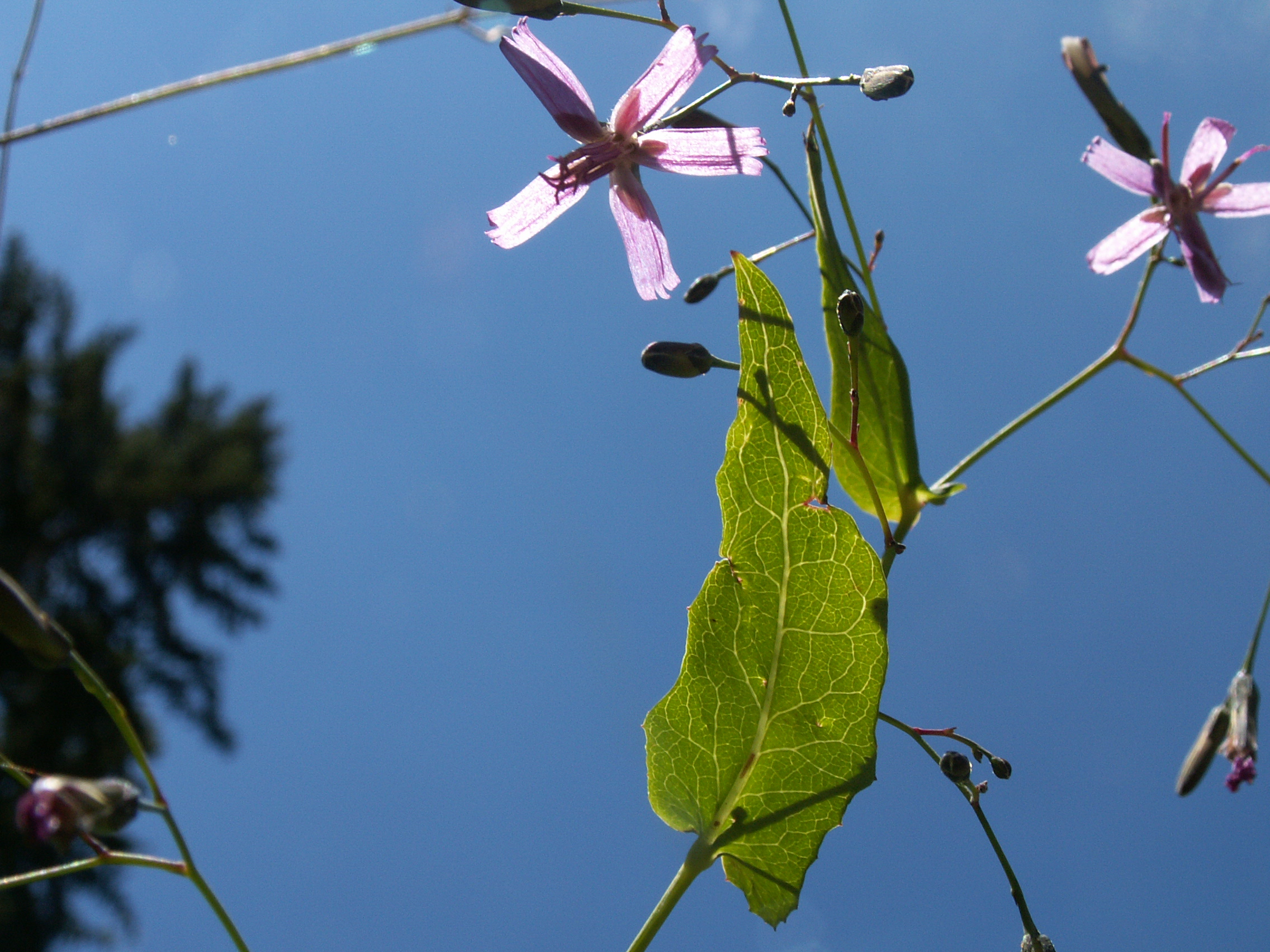
Prénanthe pourpre
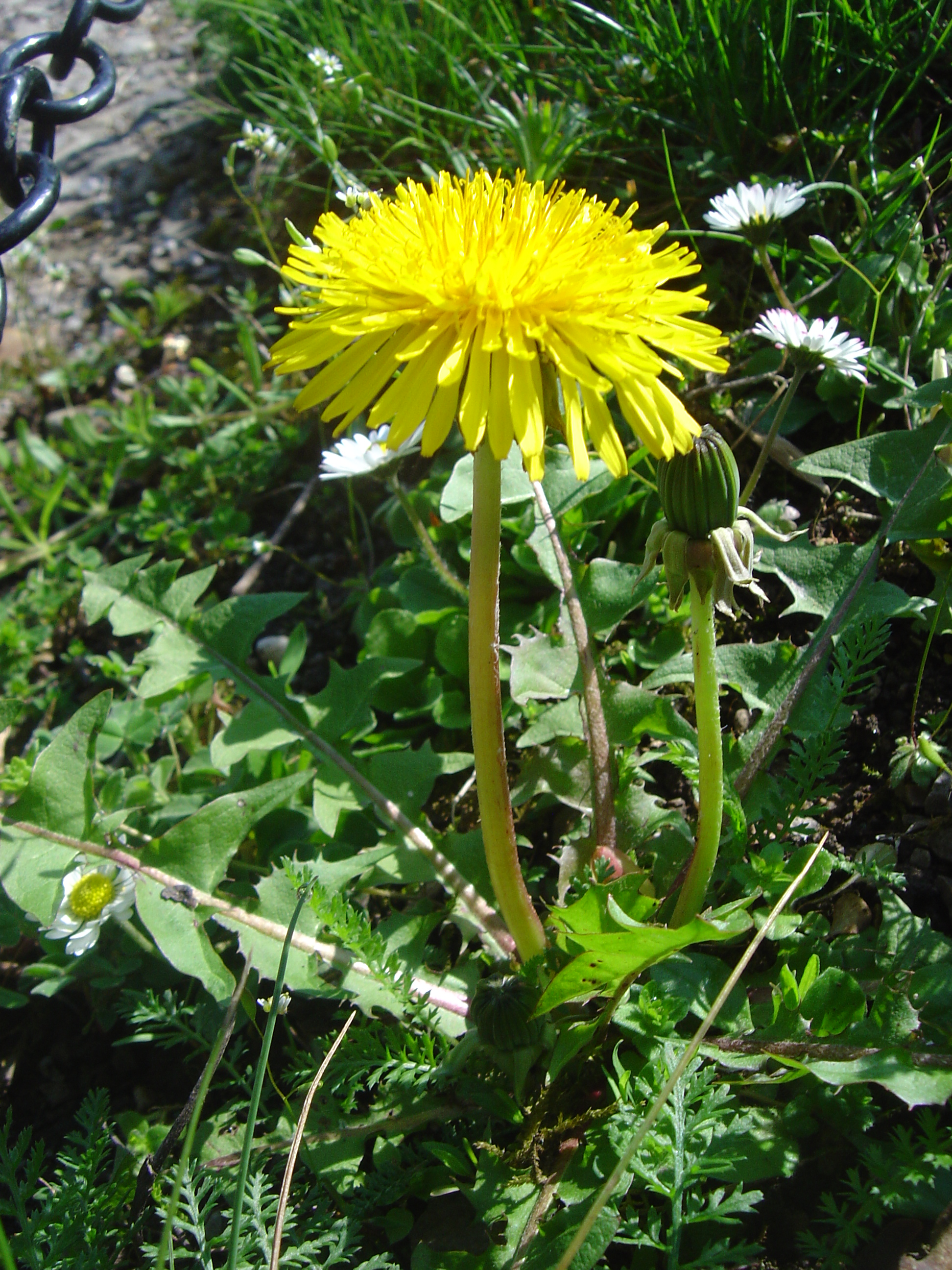
Un pissenlit, sans doute de la section Ruderalia du genre Taraxacum
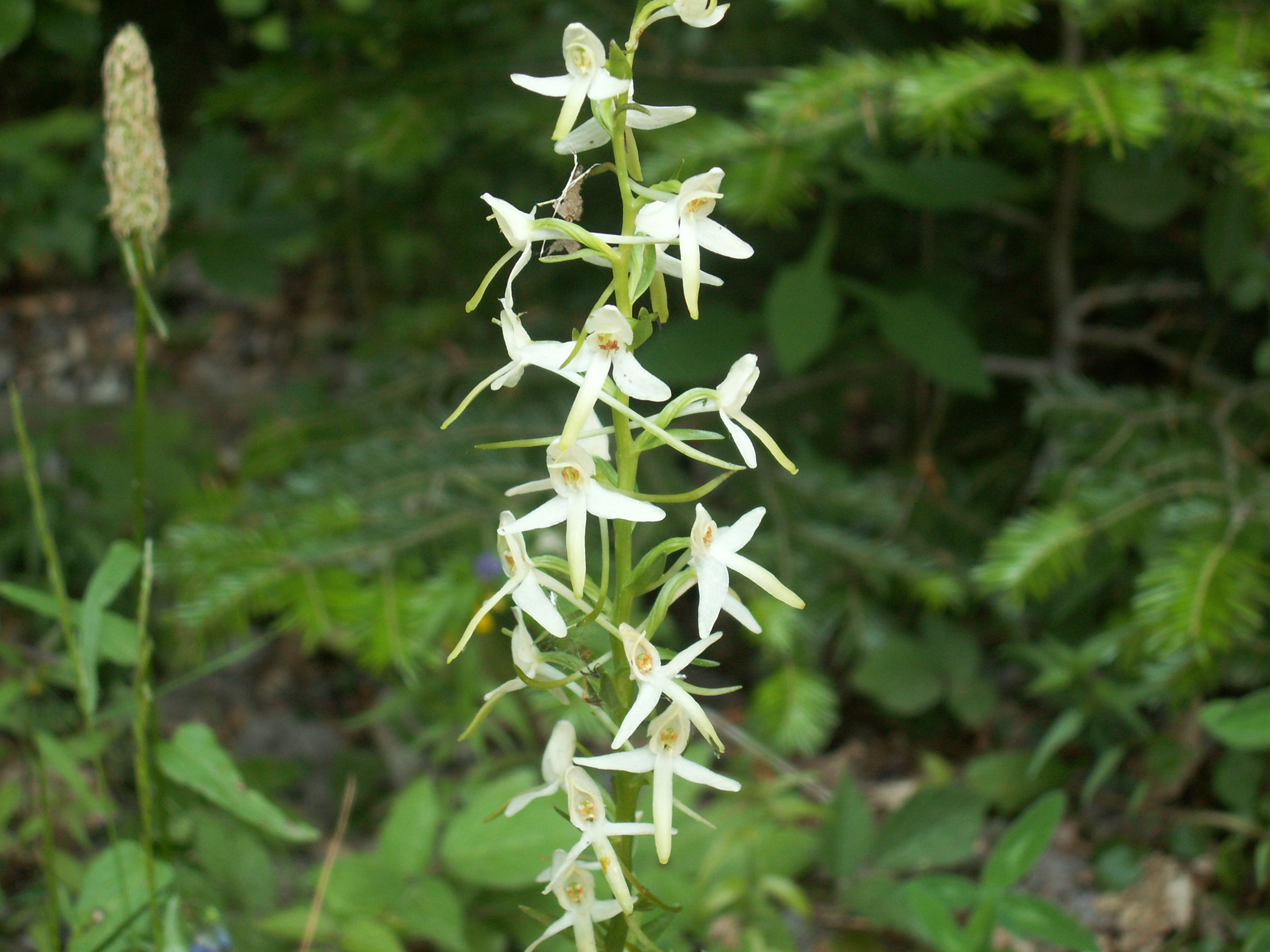
Platanthère à deux feuilles
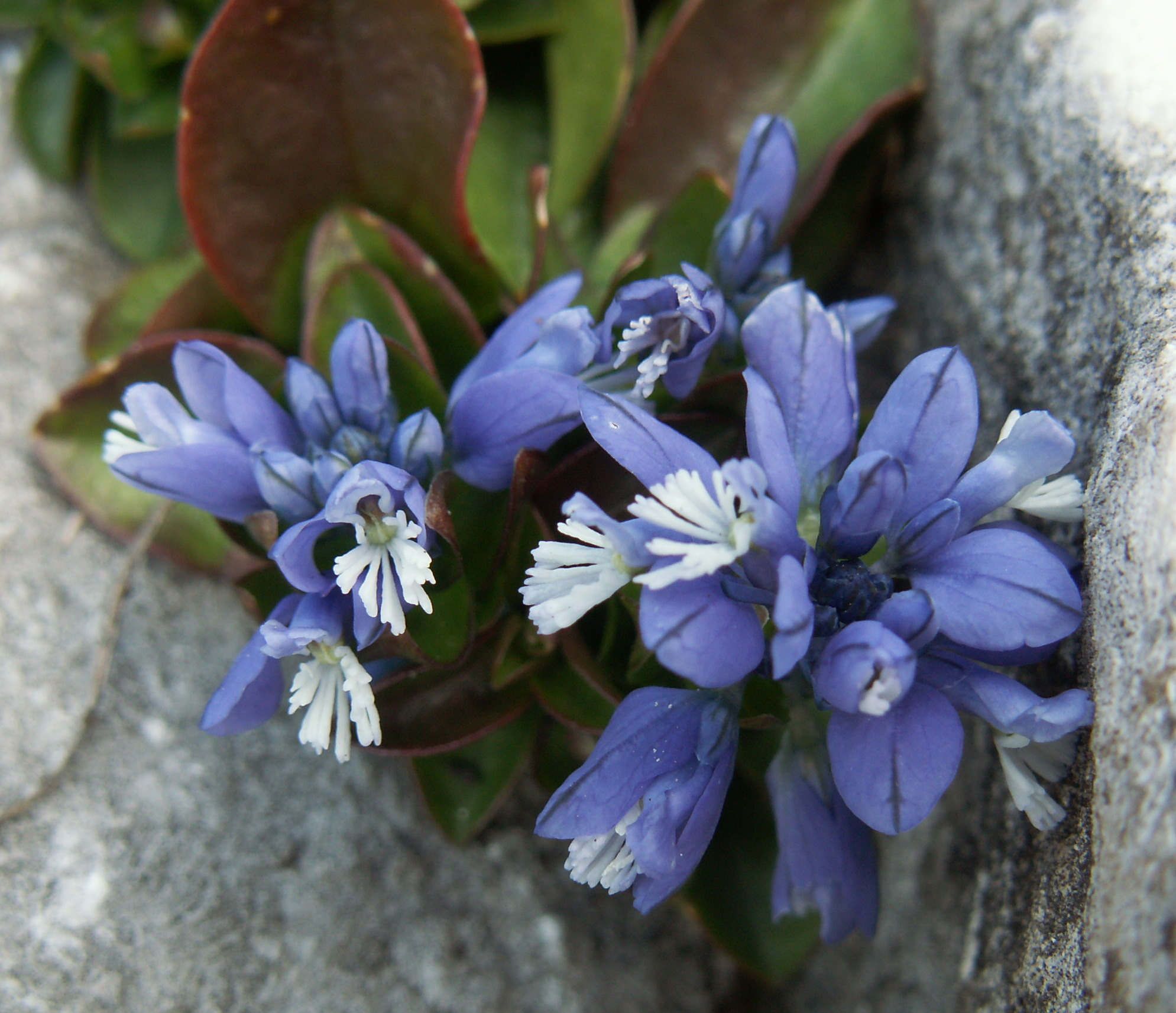
Polygale du calcaire
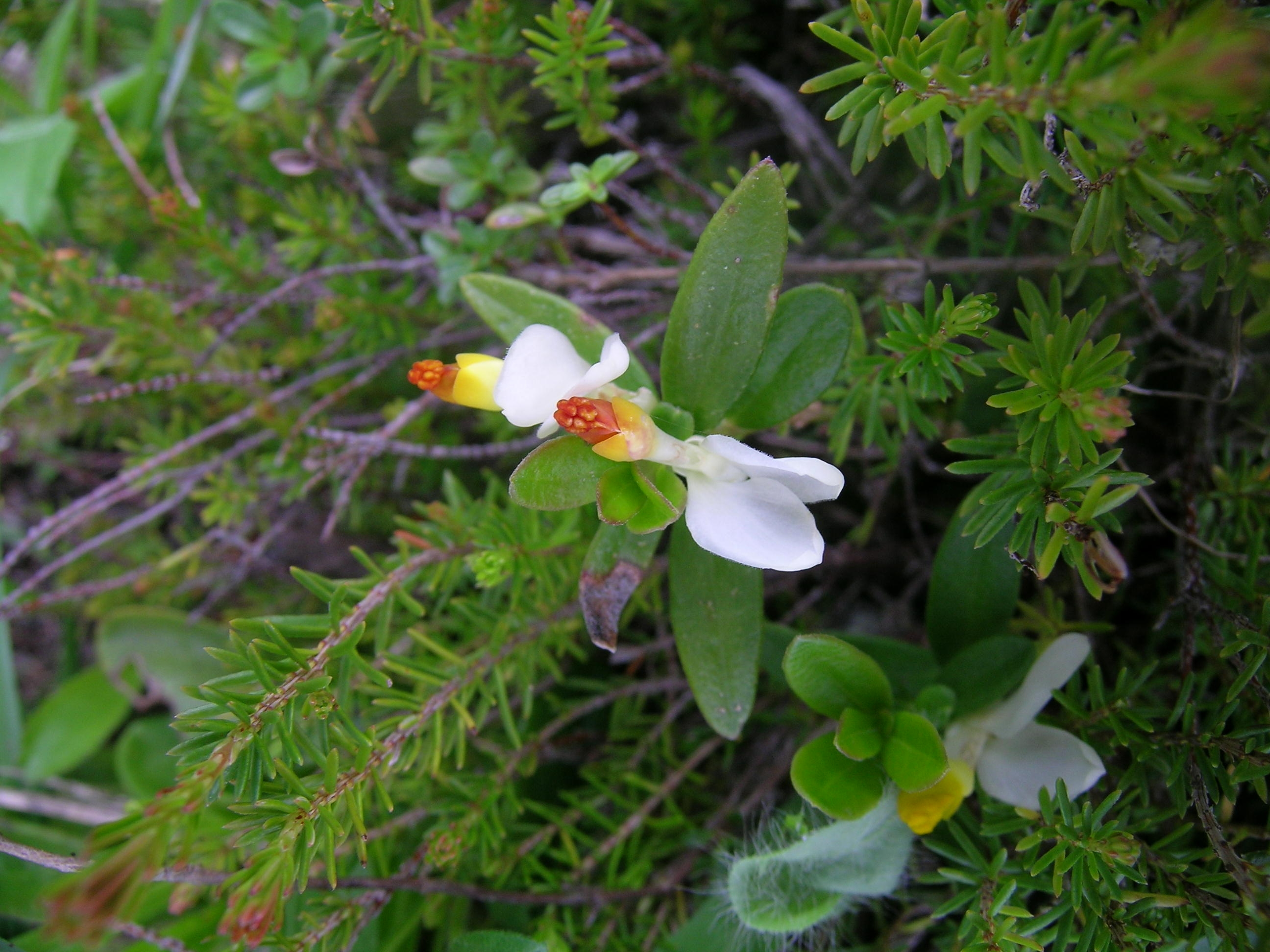
Polygale faux-buis
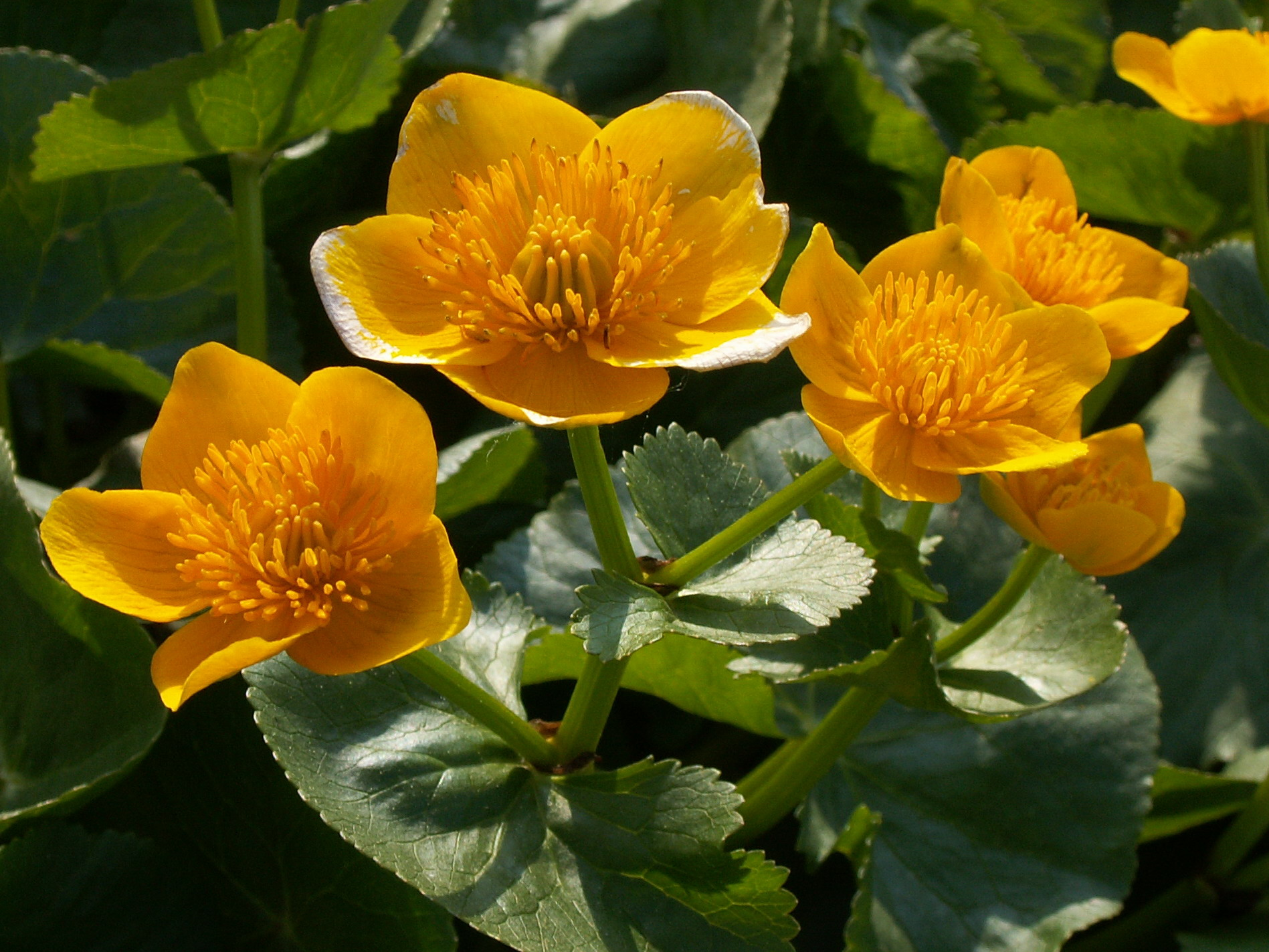
Populage des marais
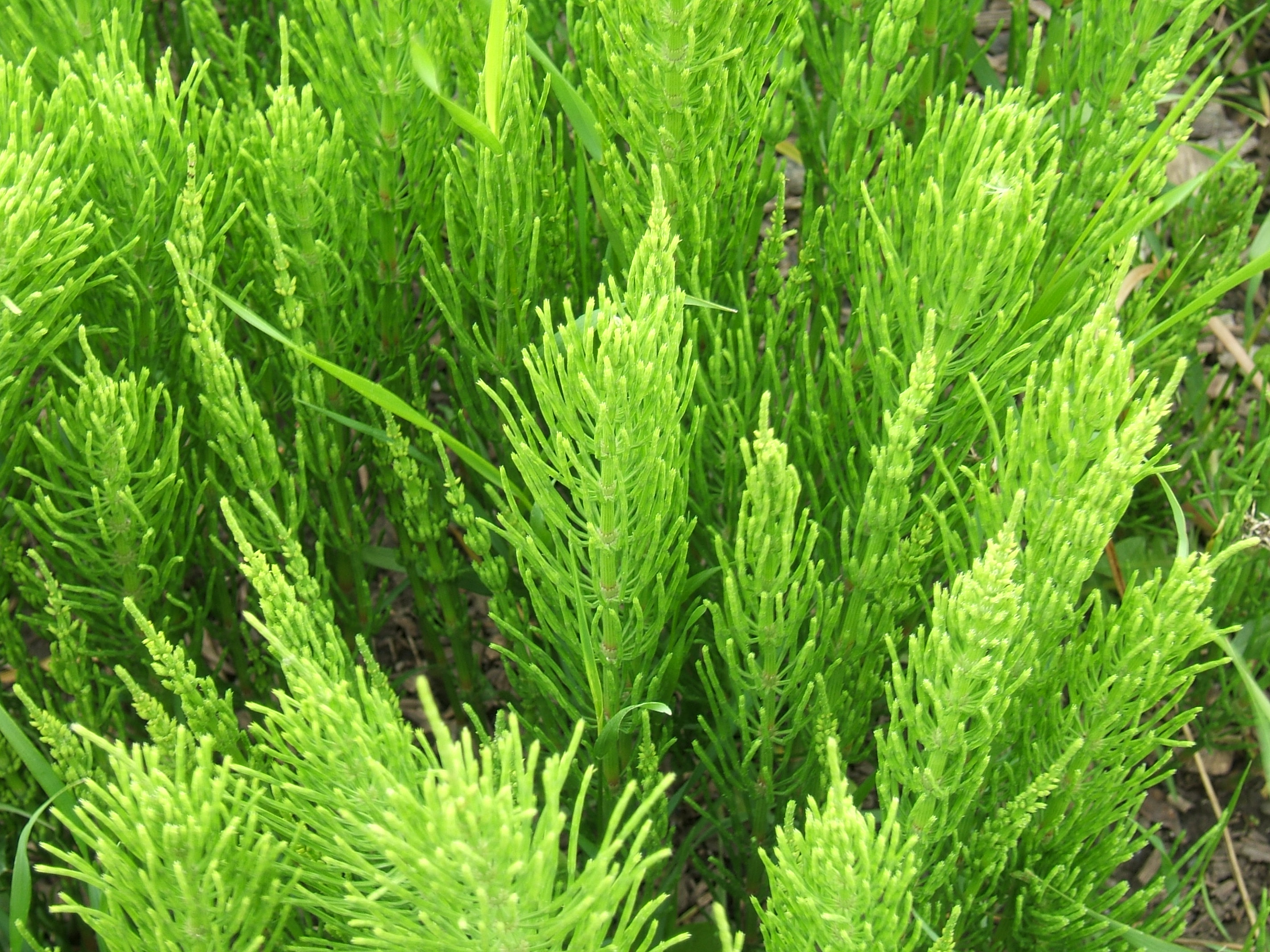
Prêle des champs
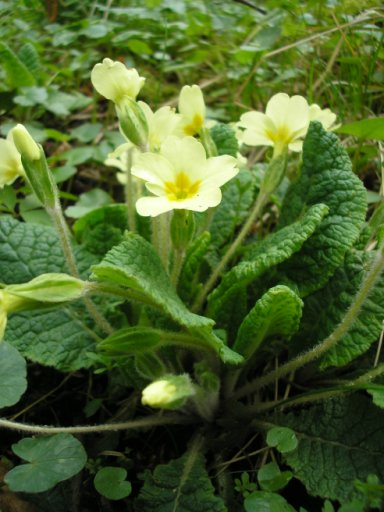
Primevère commune
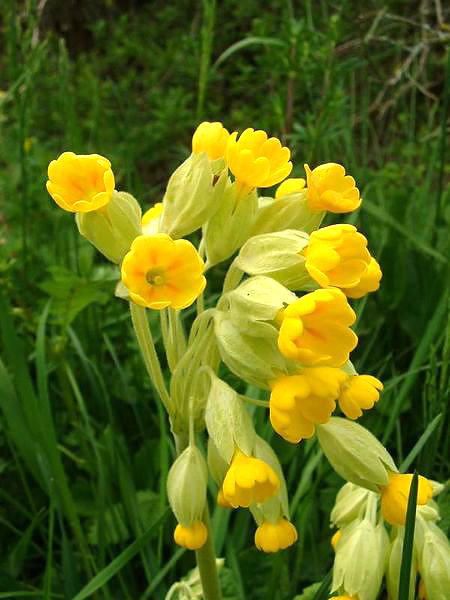
Primevère officinale ou coucou
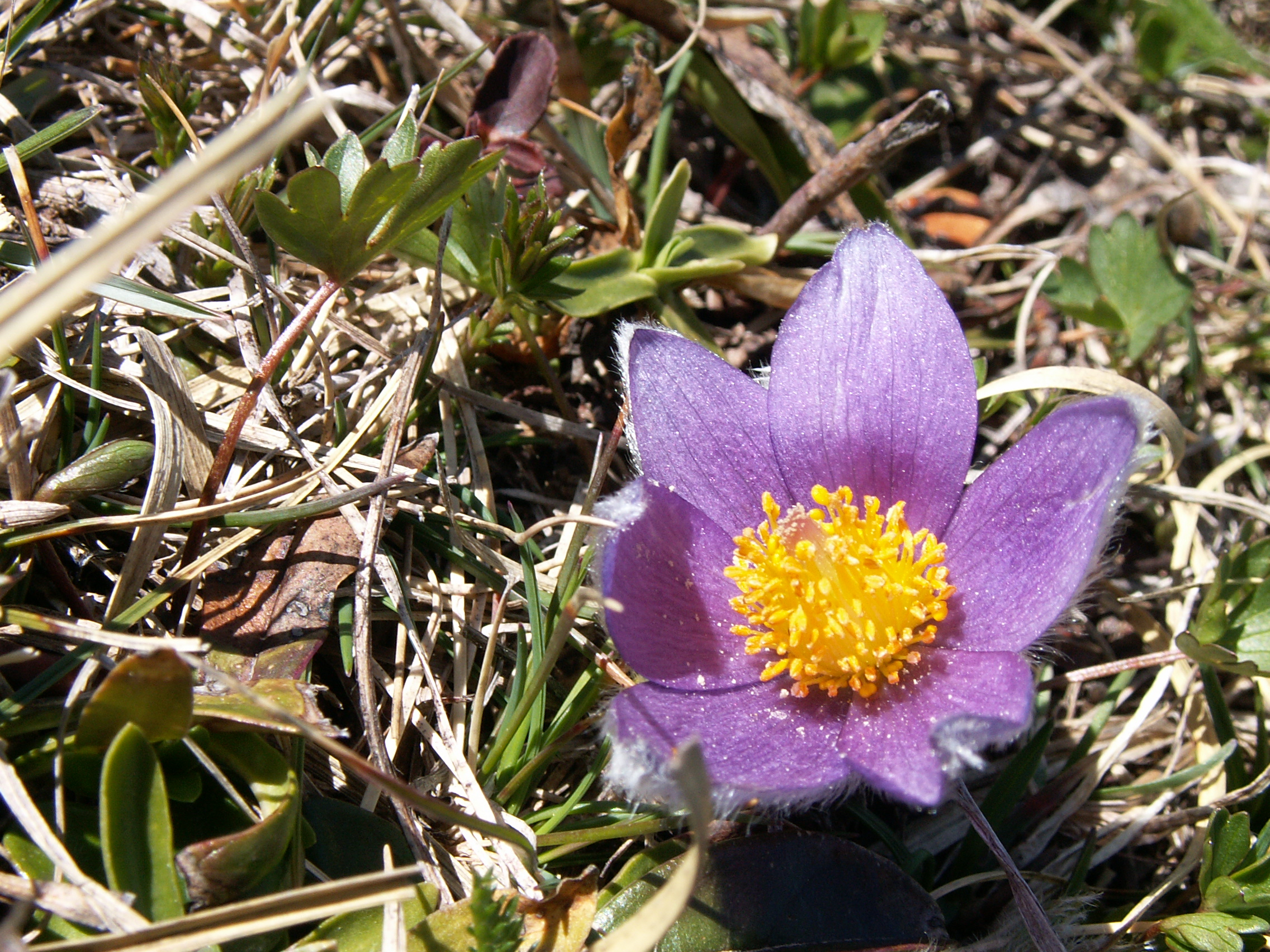
Pulsatille de Haller
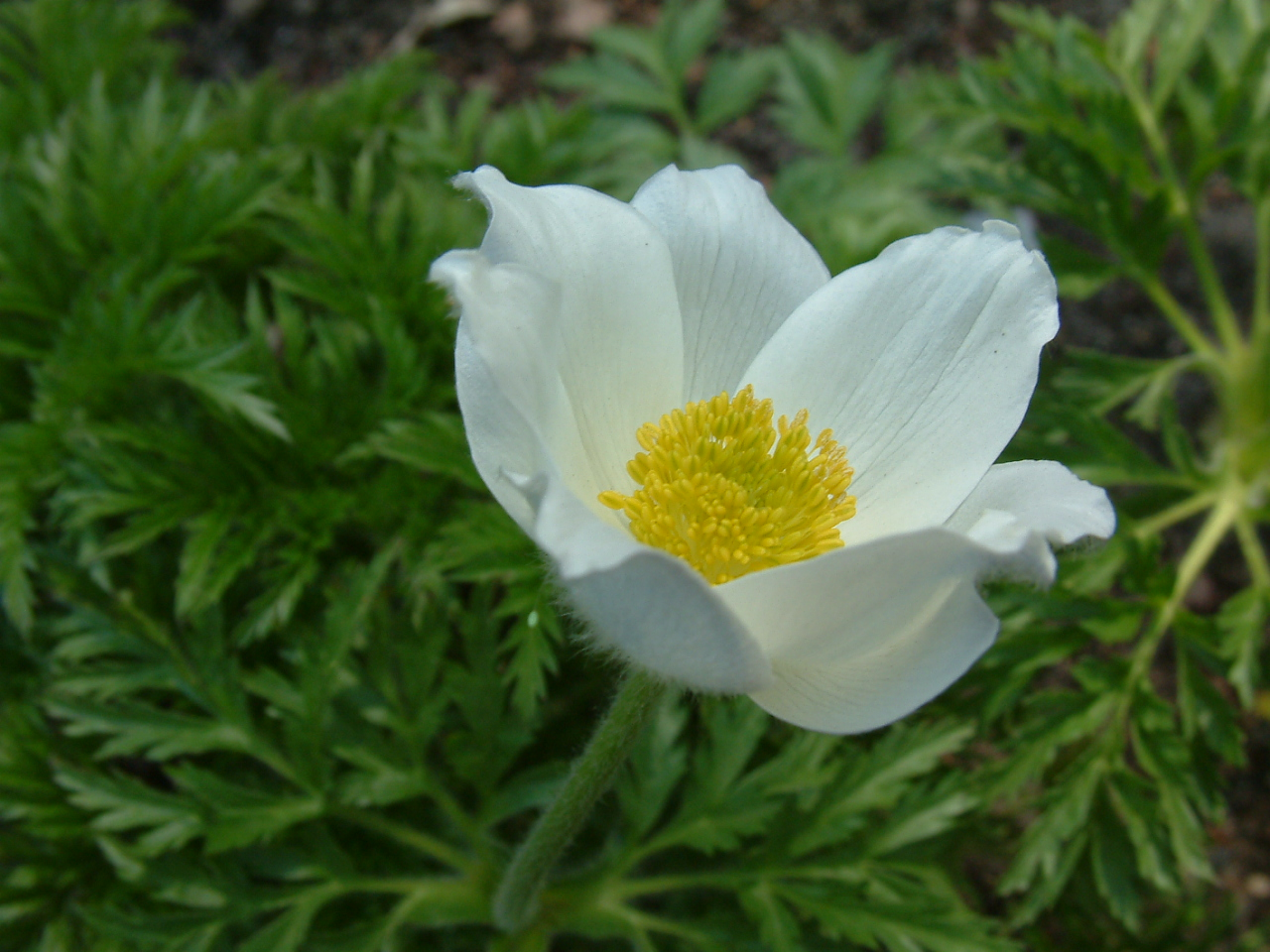
Pulsatille des Alpes
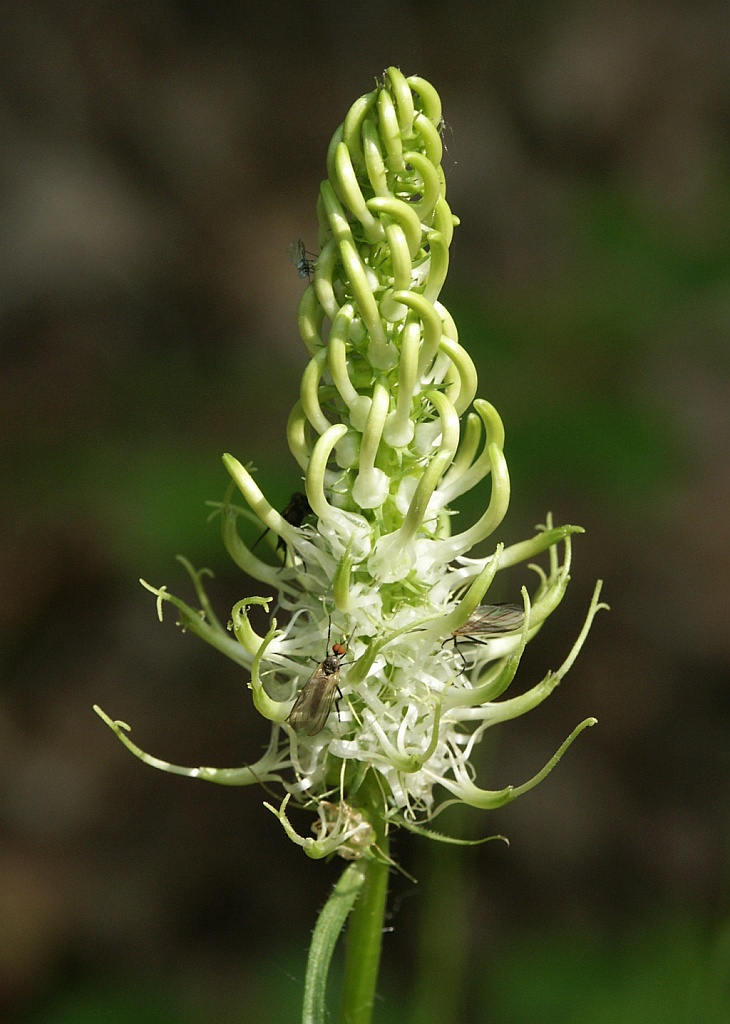
Raiponce en épi
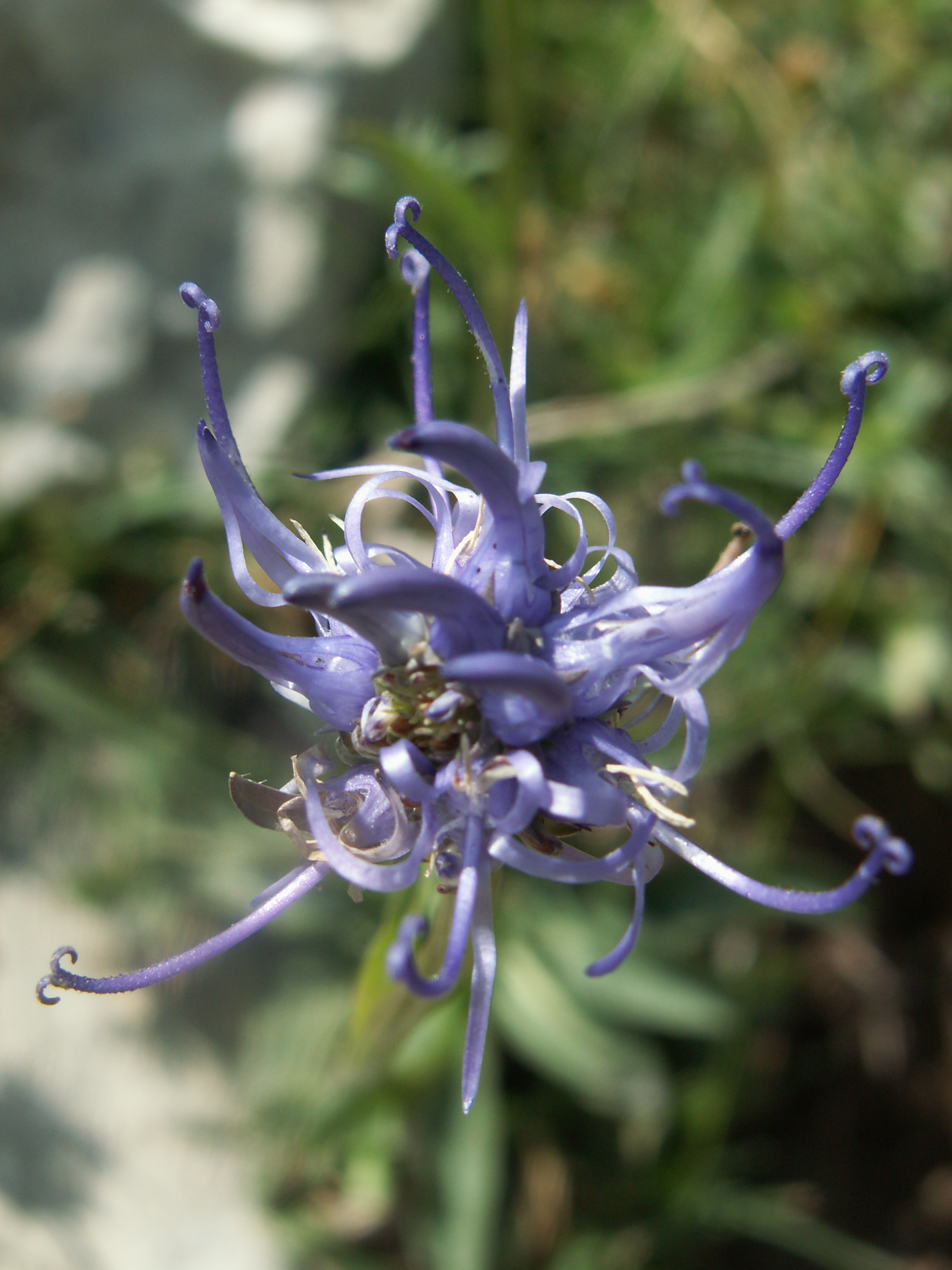
Raiponce hémisphérique
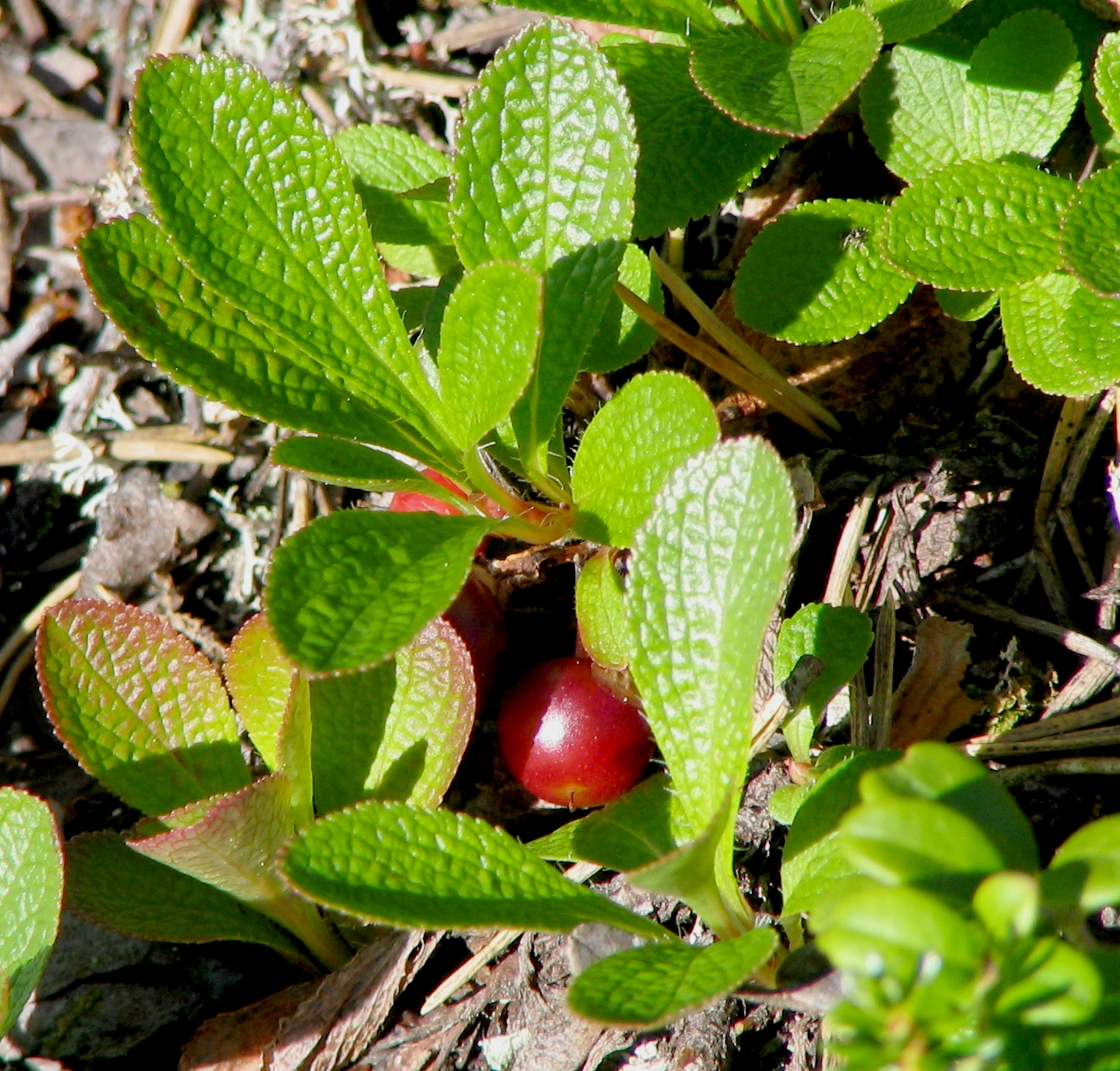
Raisin d'ours des Alpes
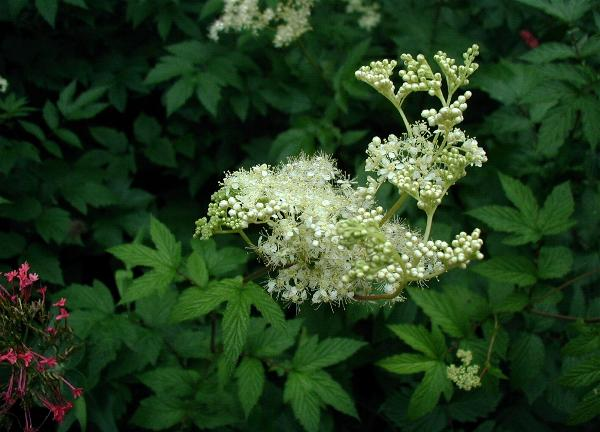
Reine-des-prés
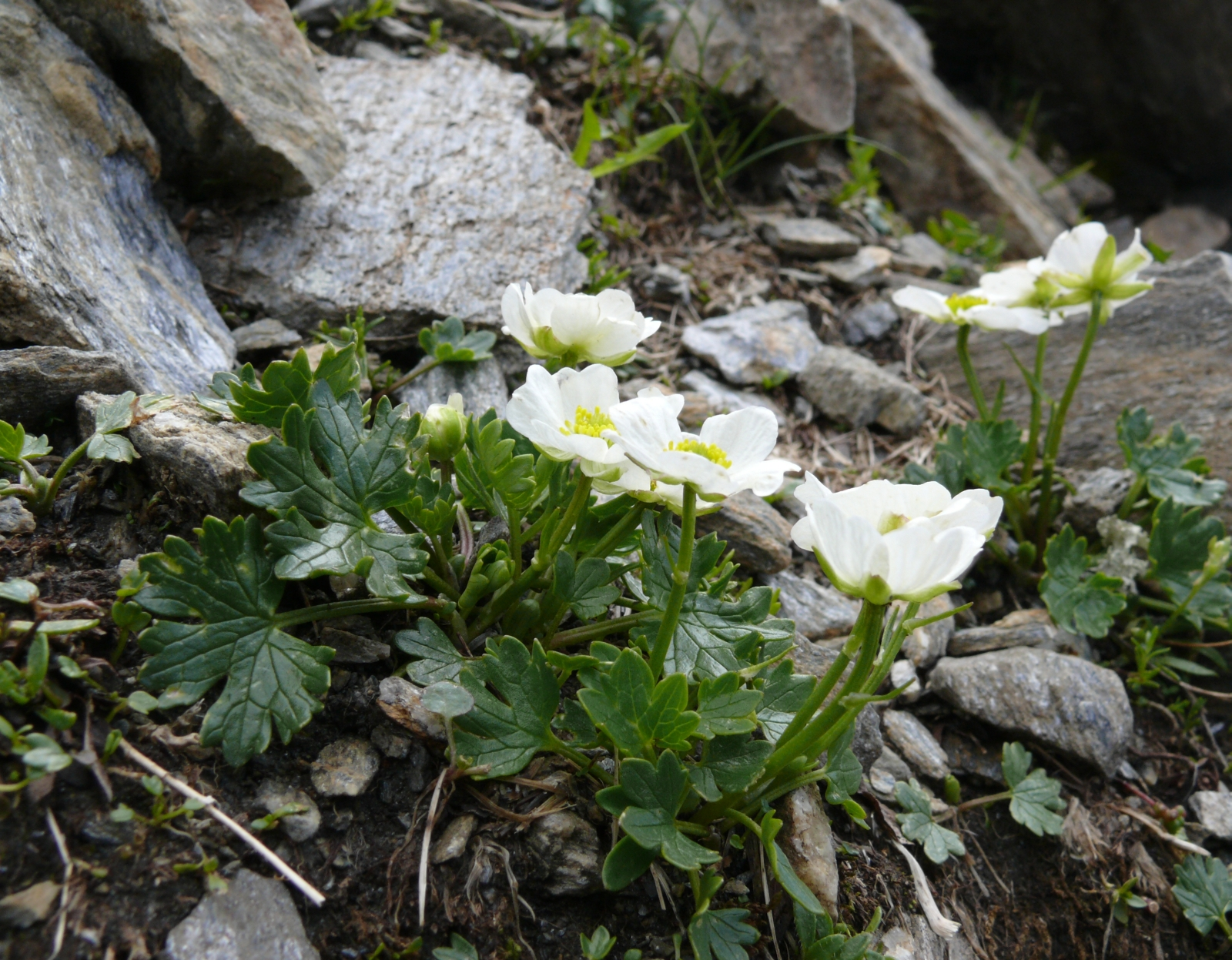
Renoncule alpestre
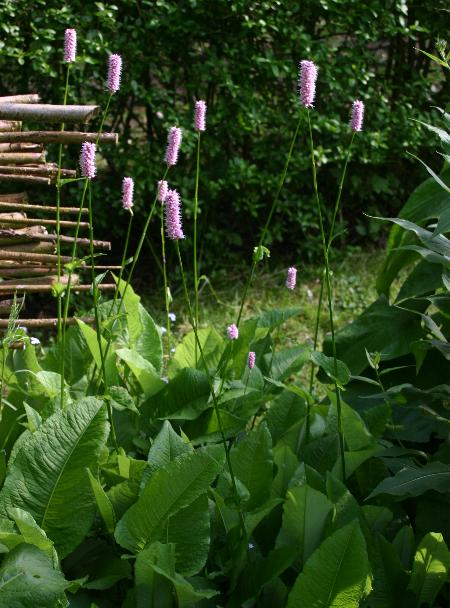
Renouée bistorte
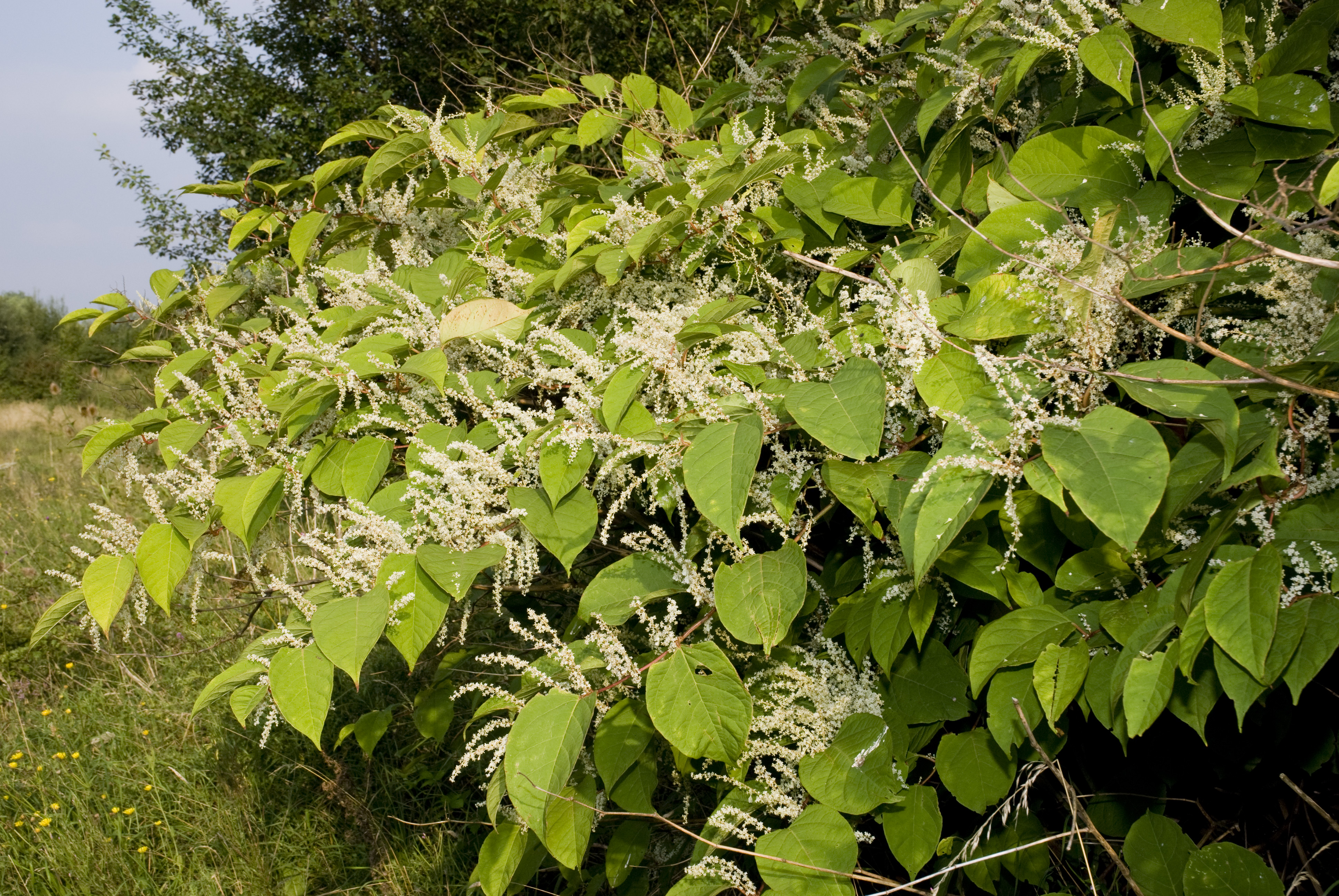
Renouée du Japon
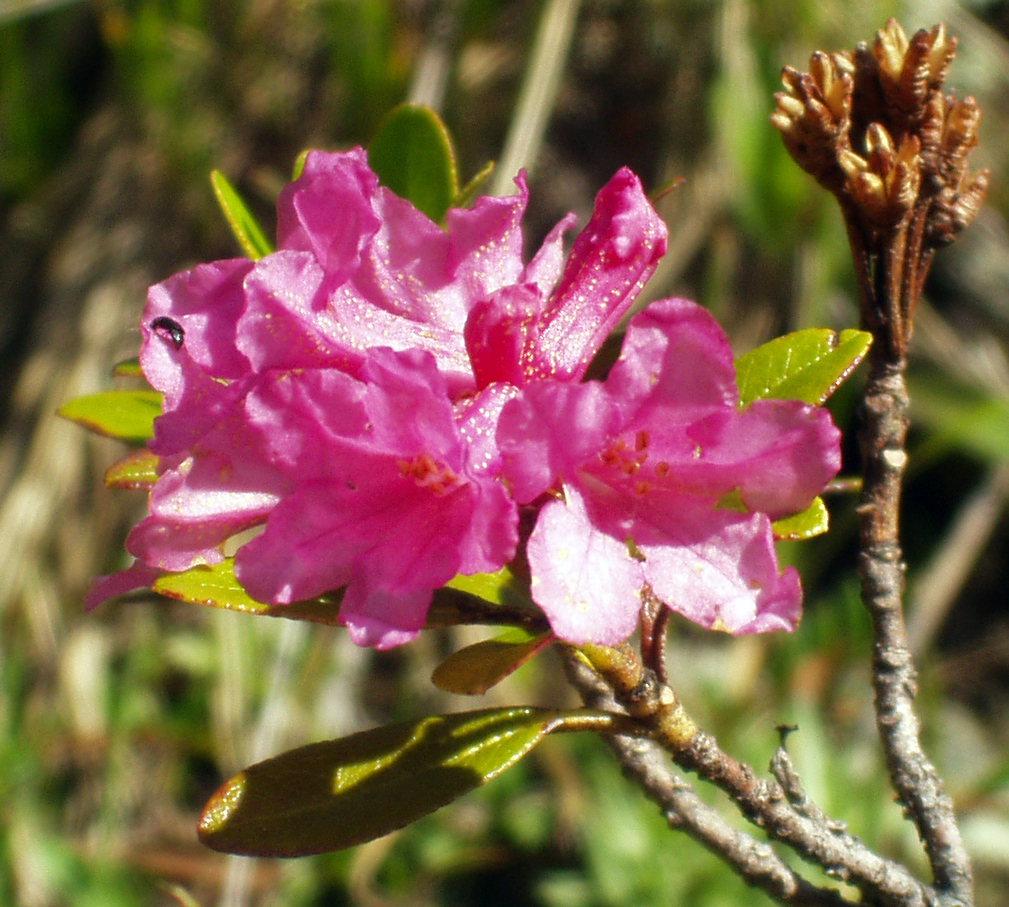
Rhododendron ferrugineux
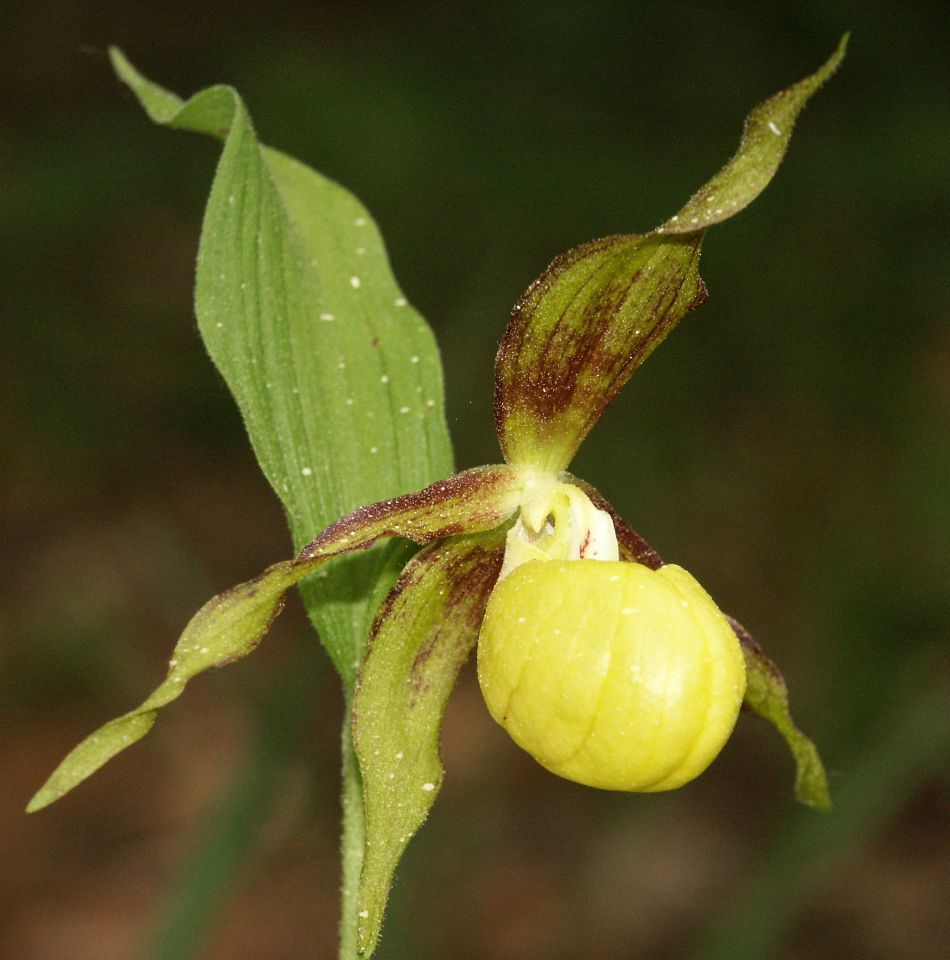
Sabot de Vénus
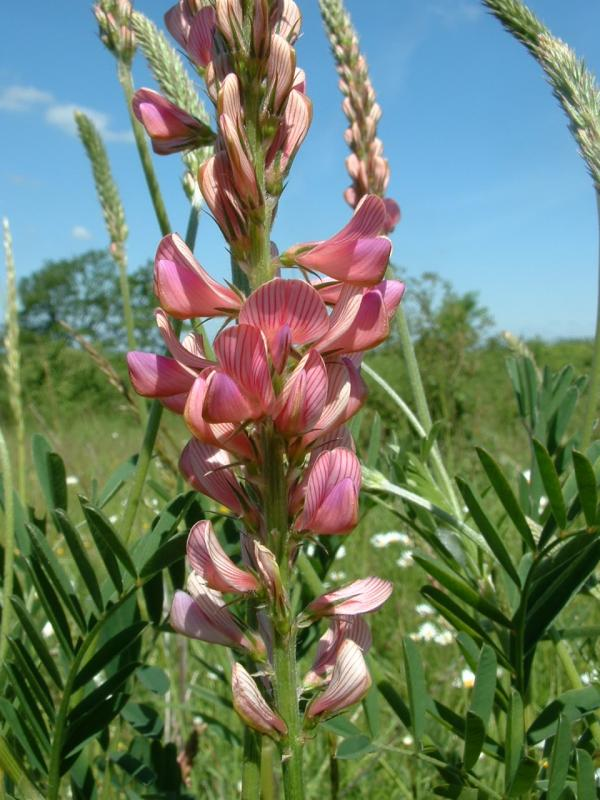
Sainfouin
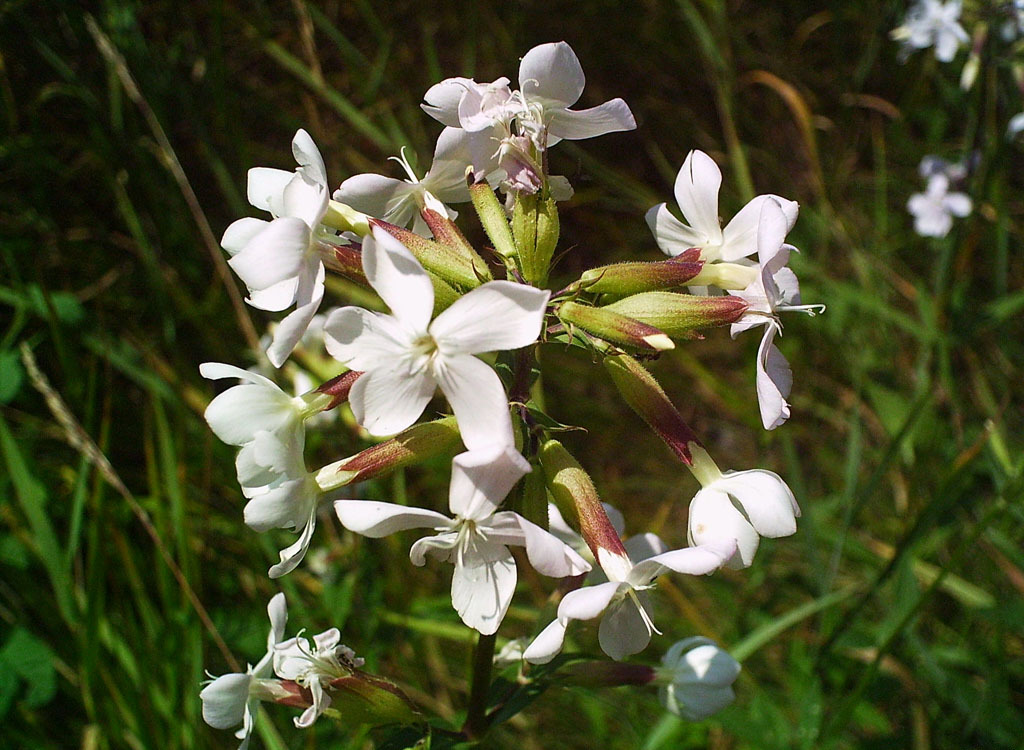
Saponaire officinale
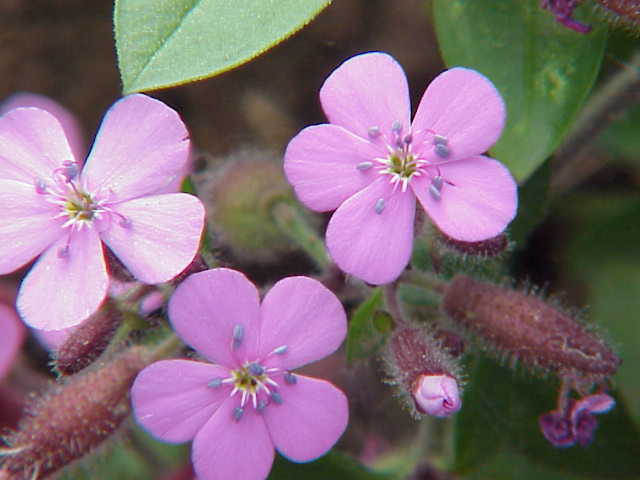
Saponaire de Montpellier ou Saponaire rose
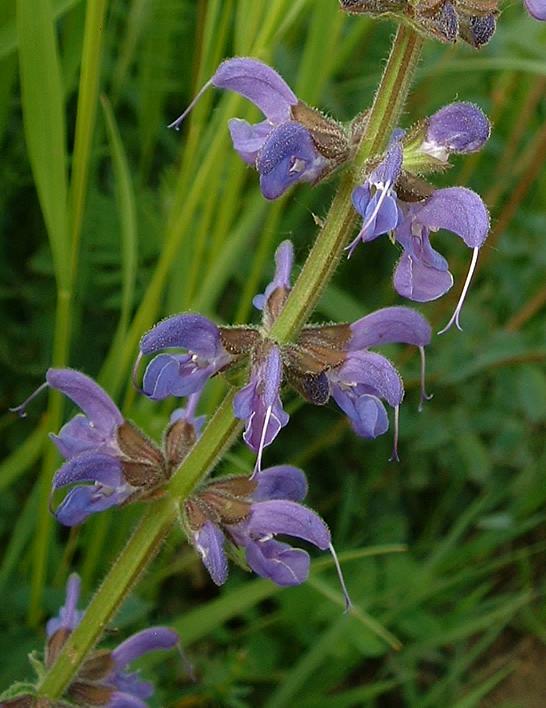
Sauge des prés
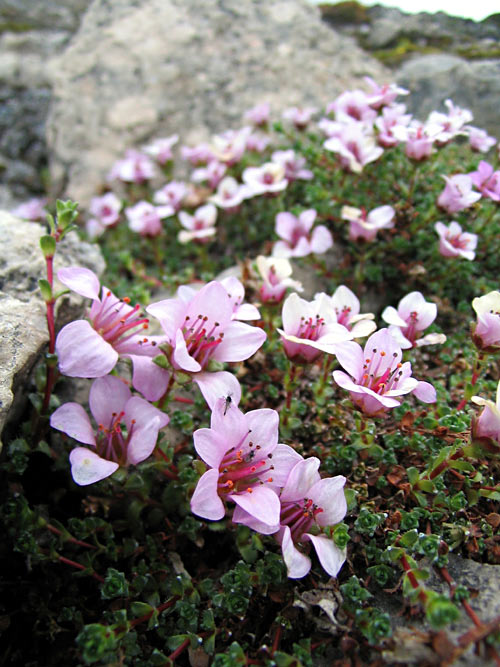
Saxifrage à feuilles opposées
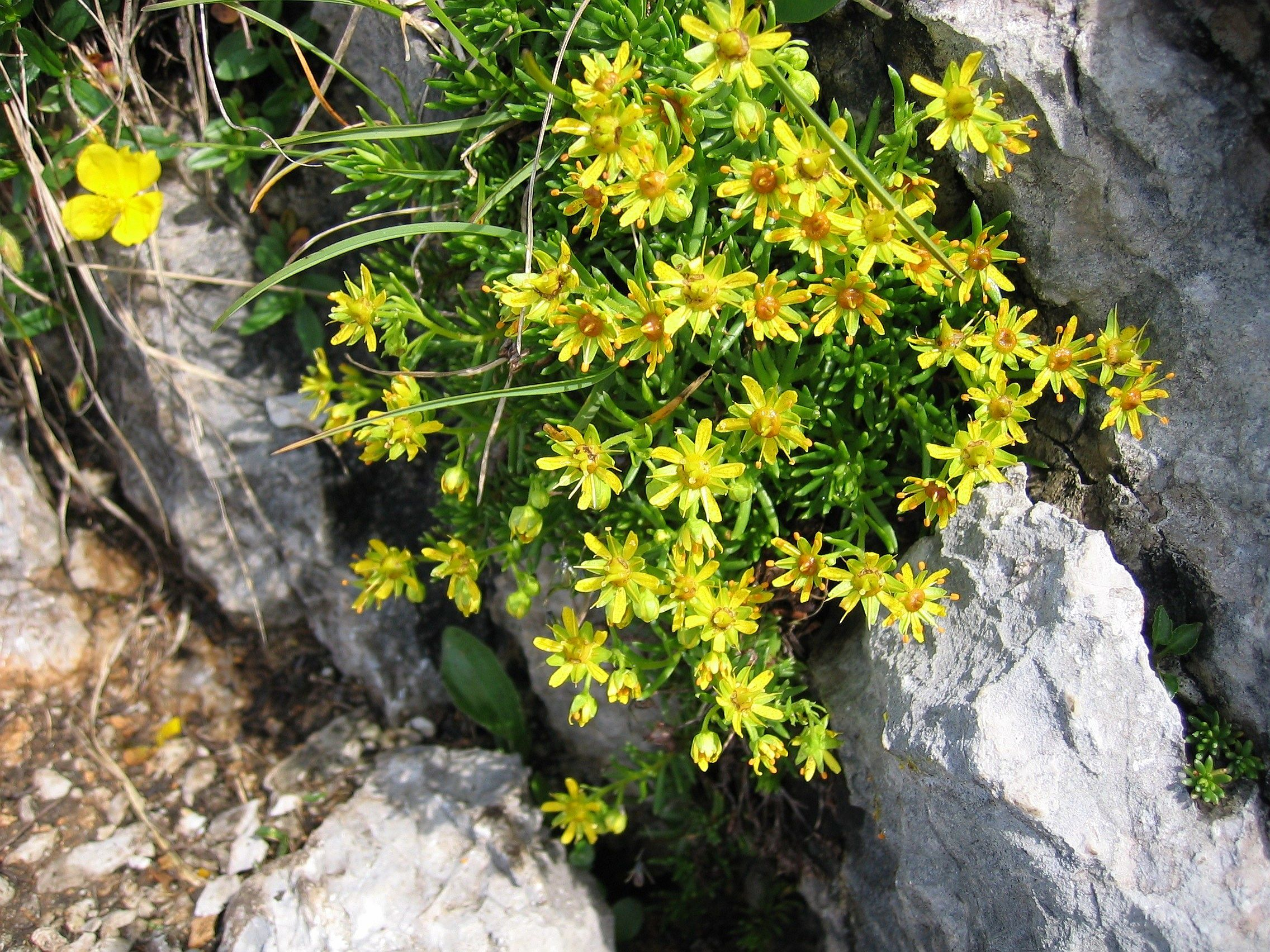
Saxifrage faux Orpin
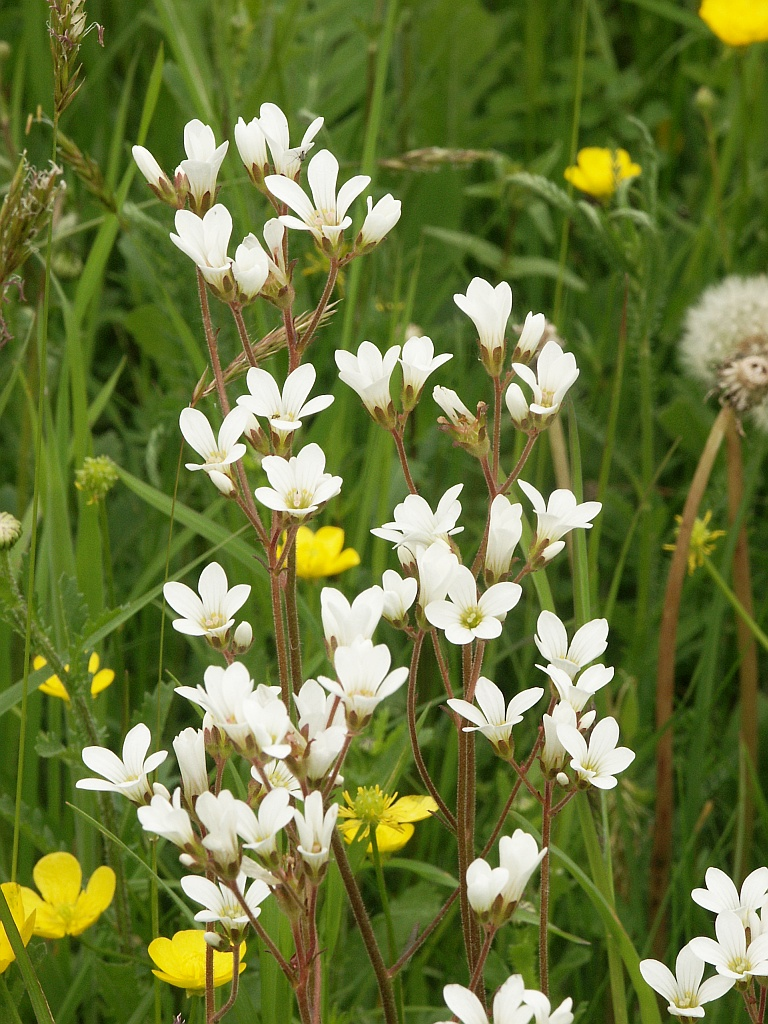
Saxifrage granulée
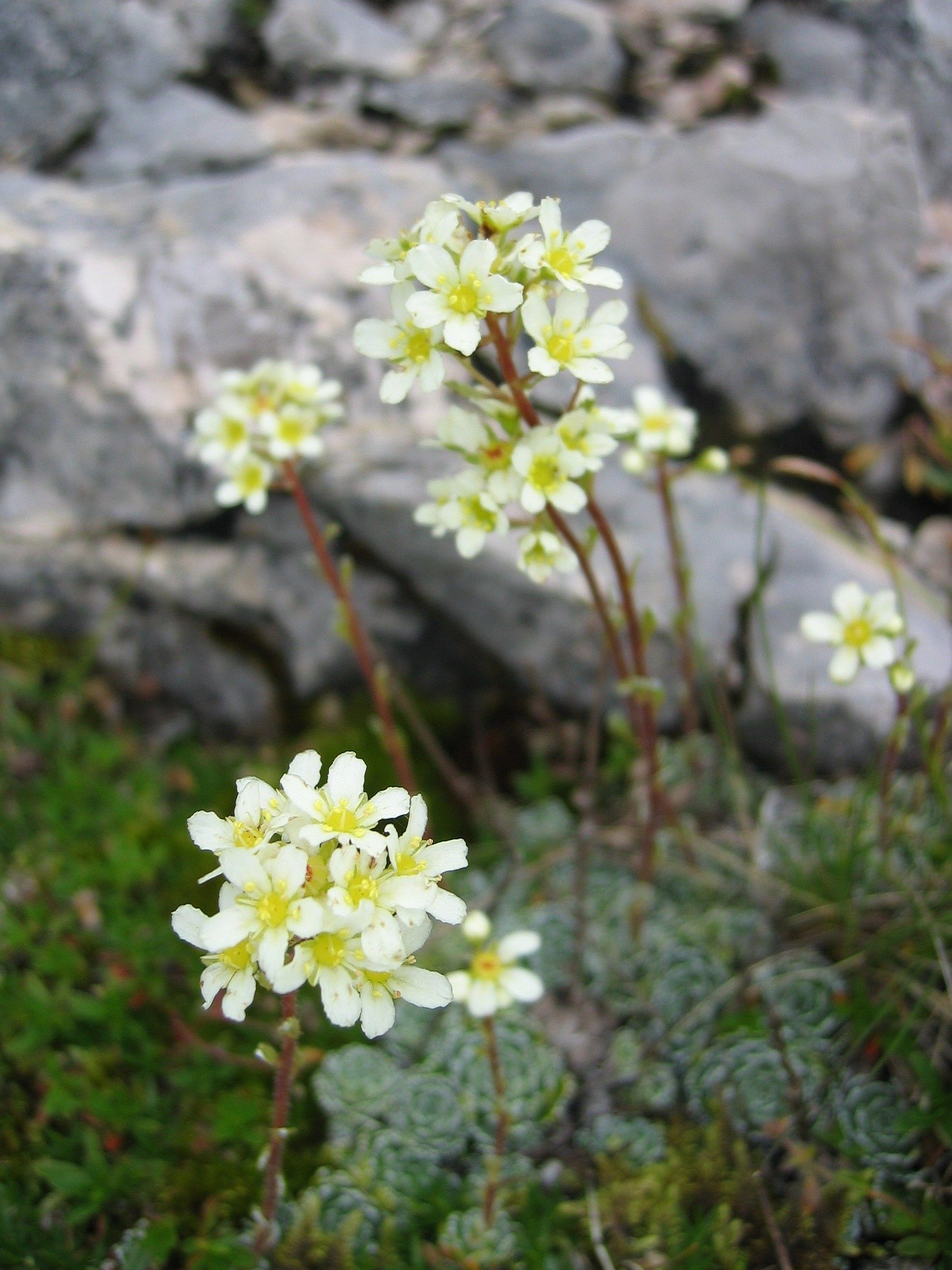
Saxifrage paniculée
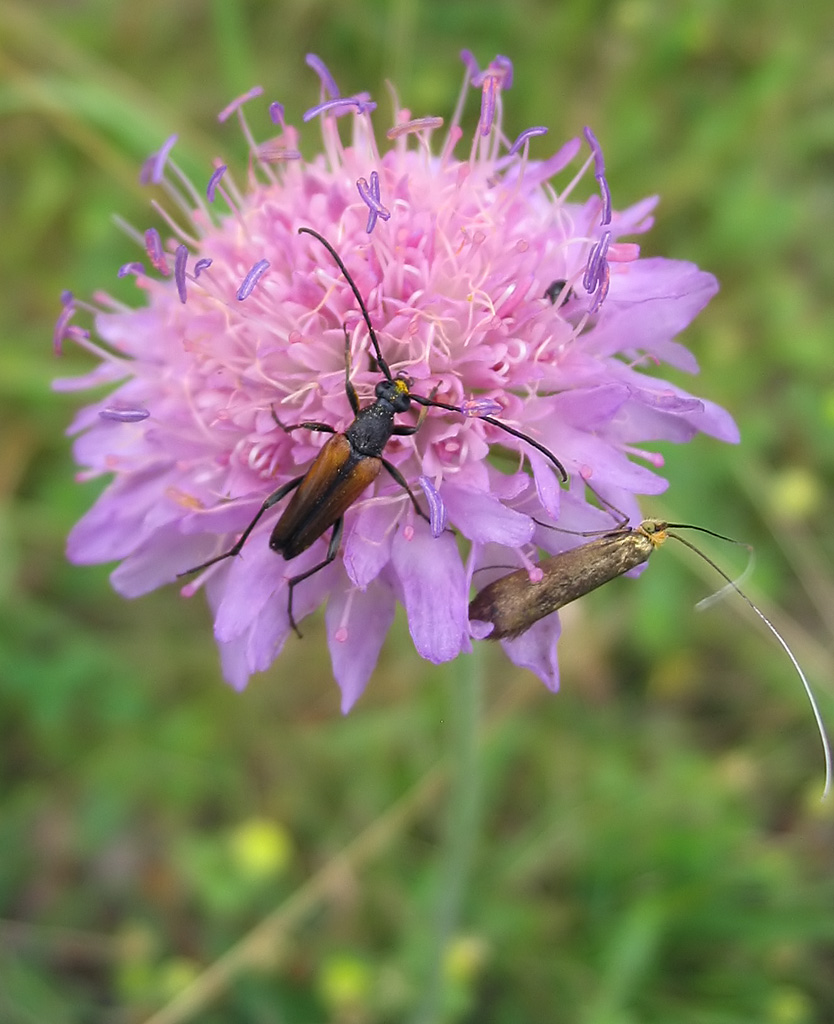
Scabieuse
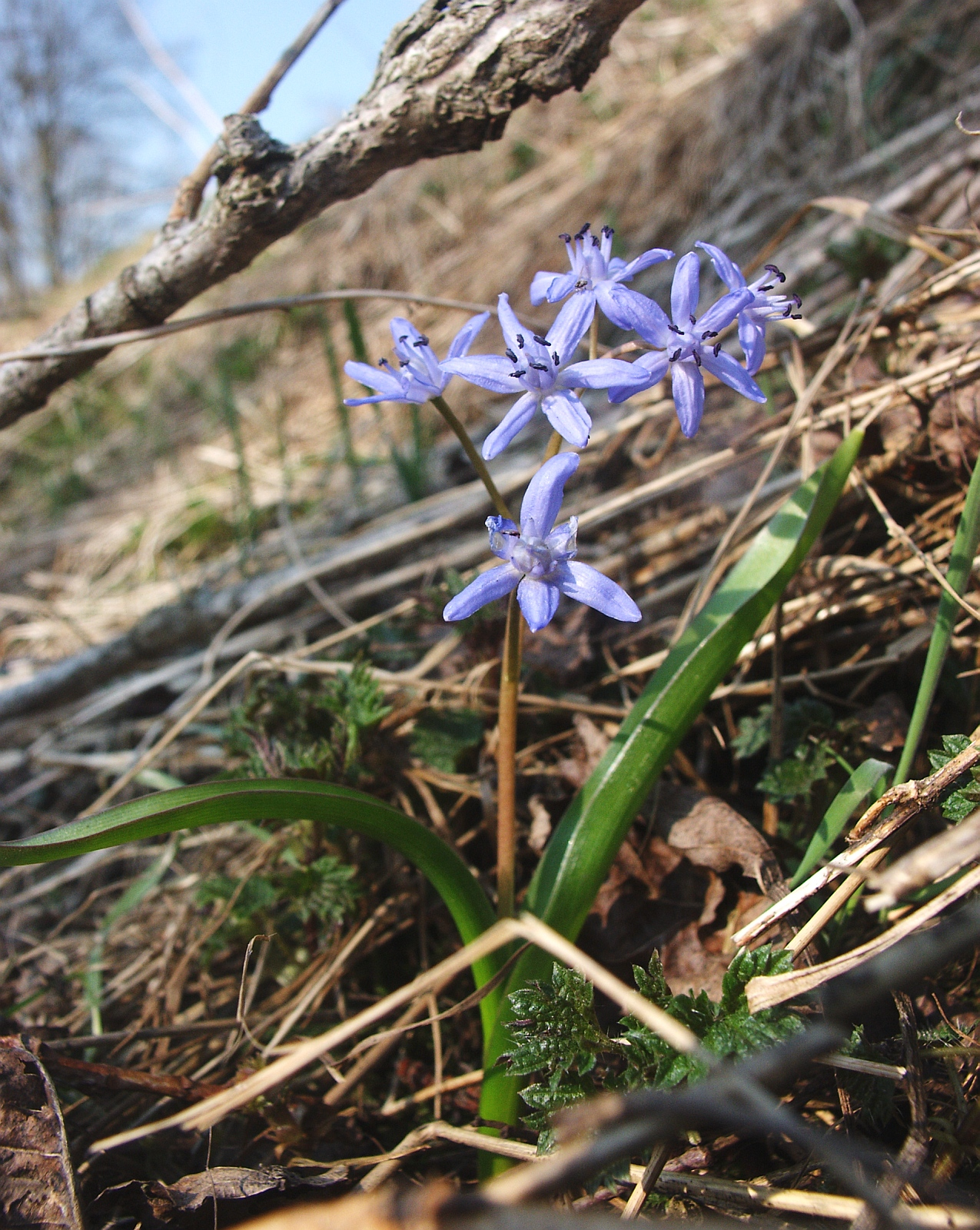
Scille à deux feuilles
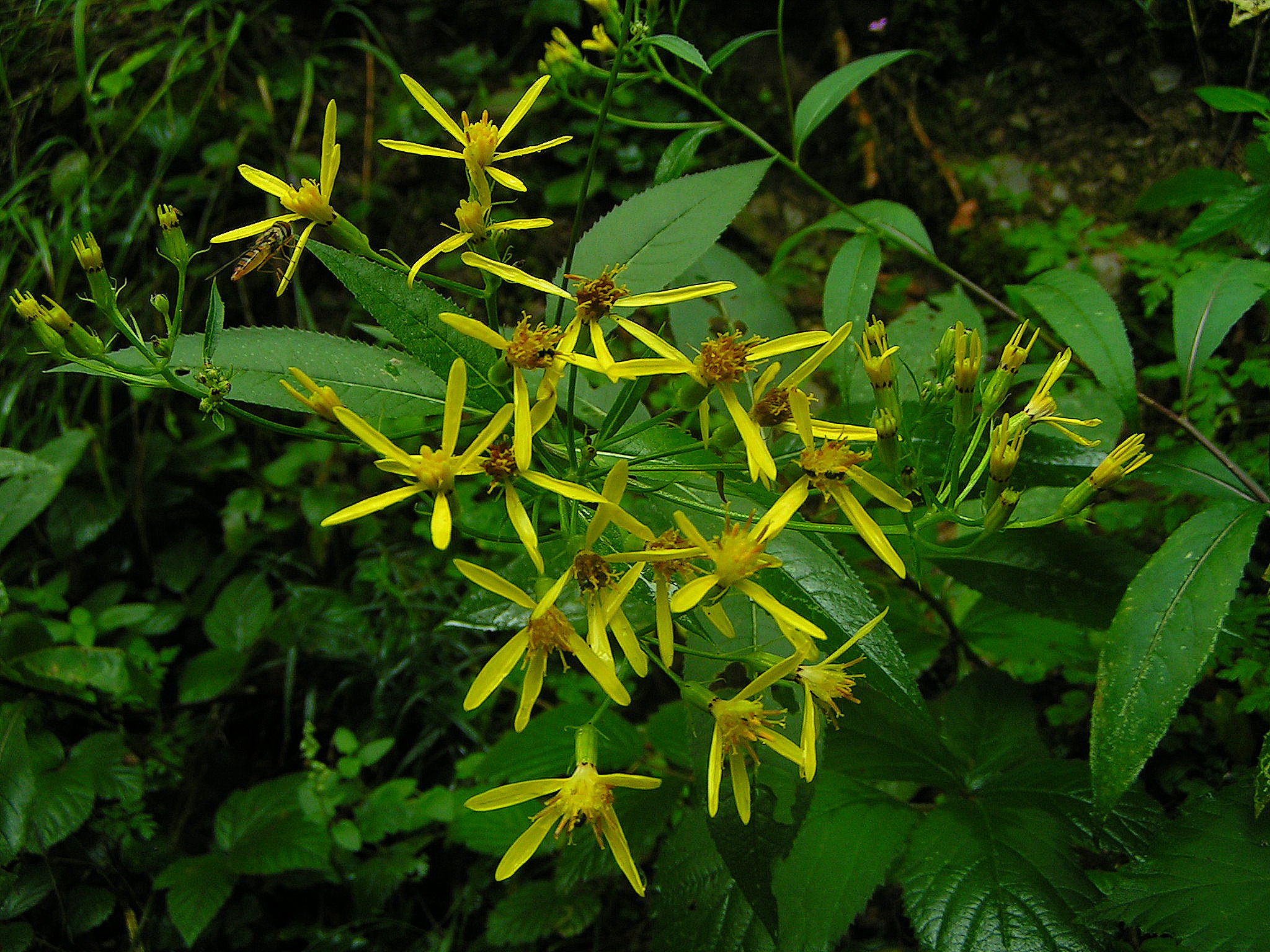
Séneçon de Fuchs
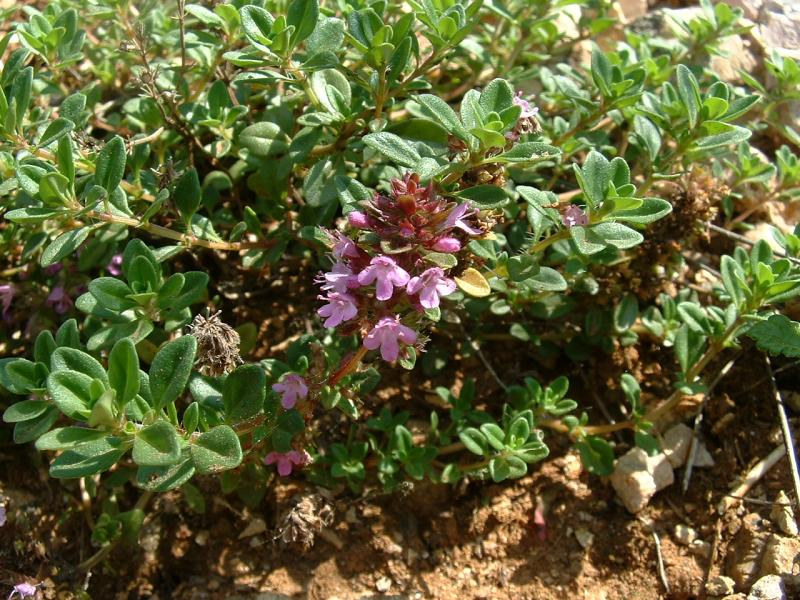
Serpolet
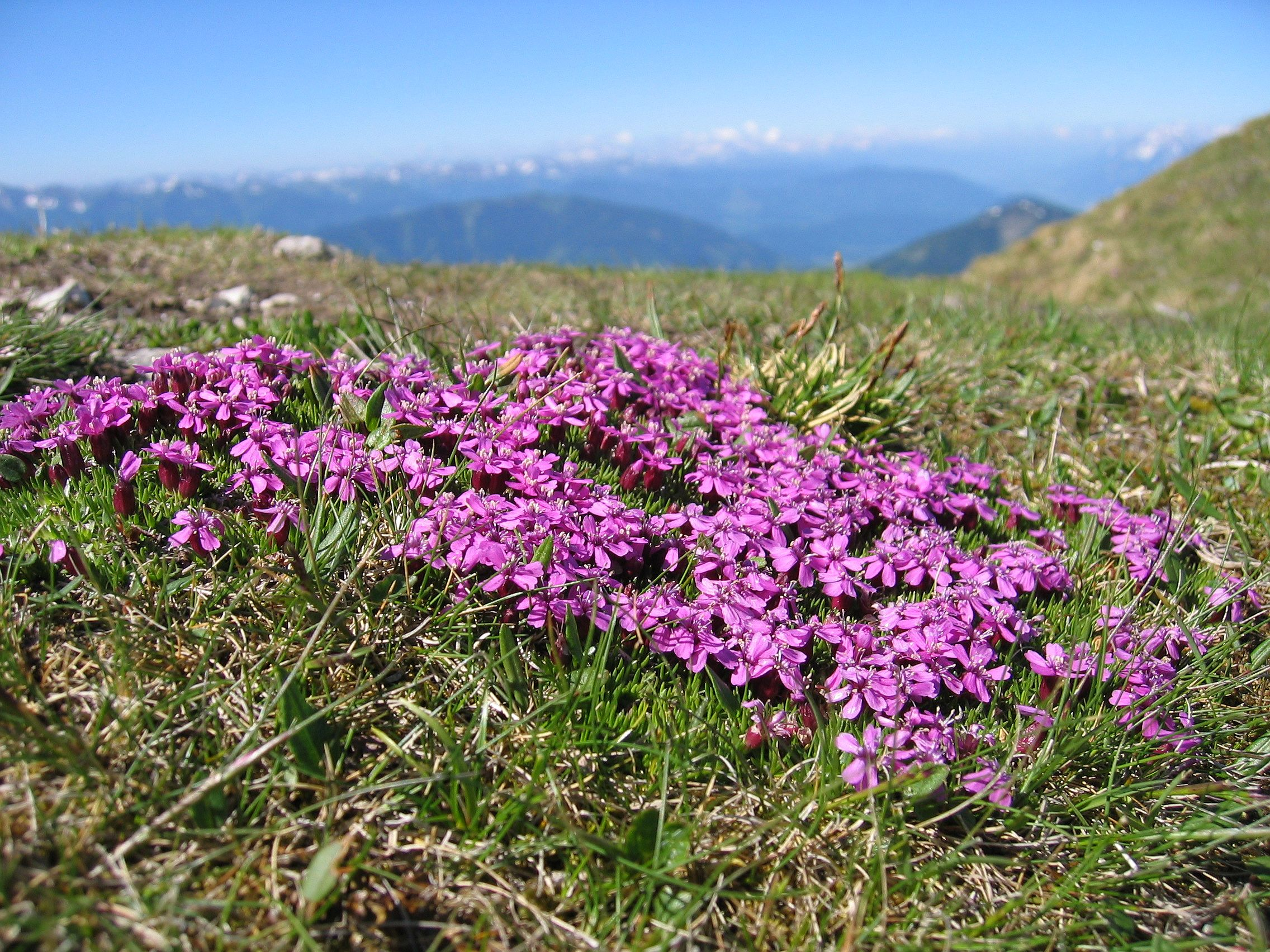
Silène acaule
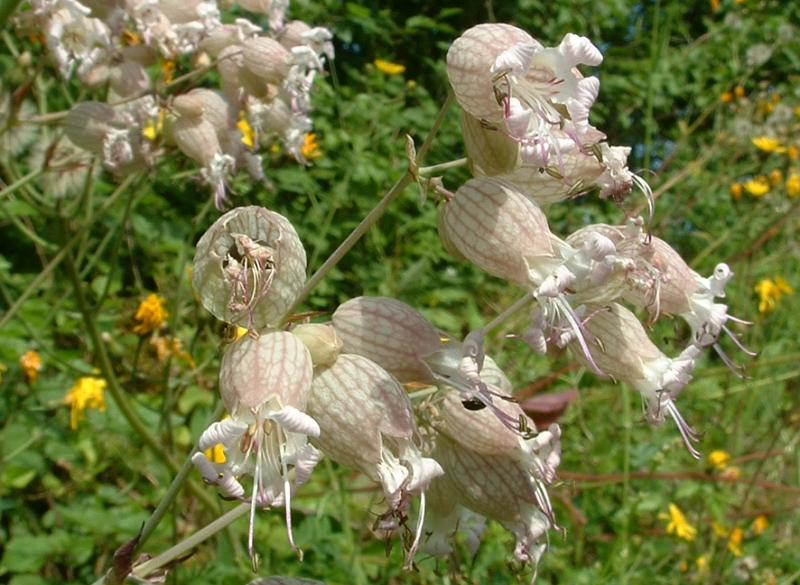
Silène enflé
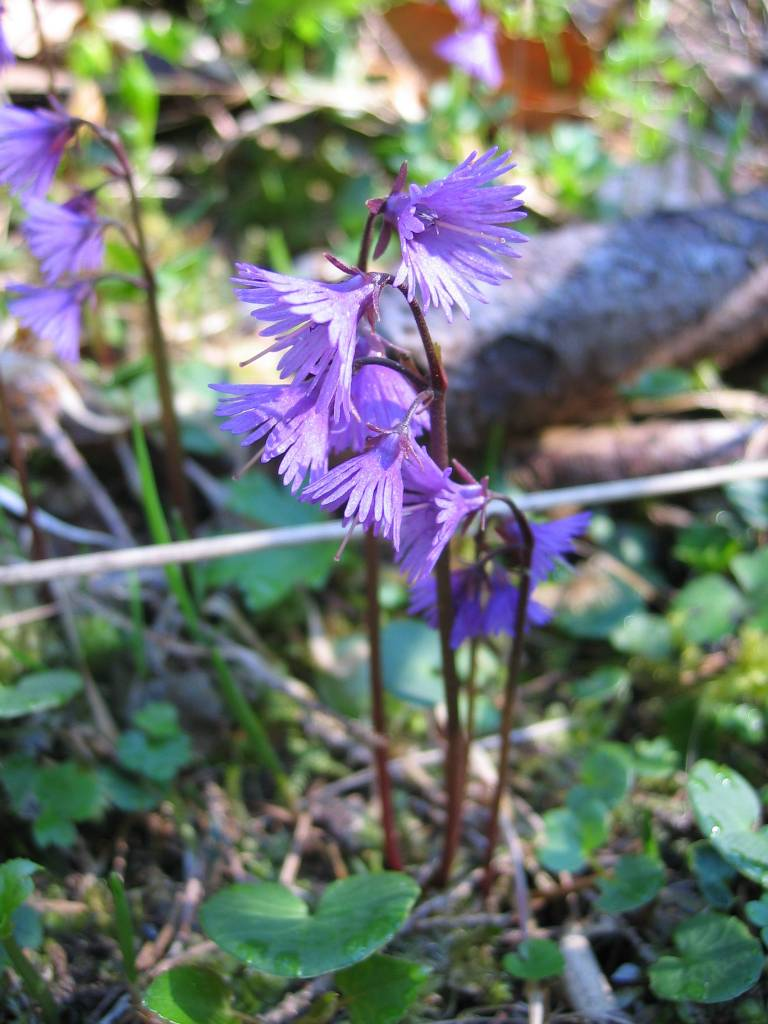
Soldanelle des Alpes
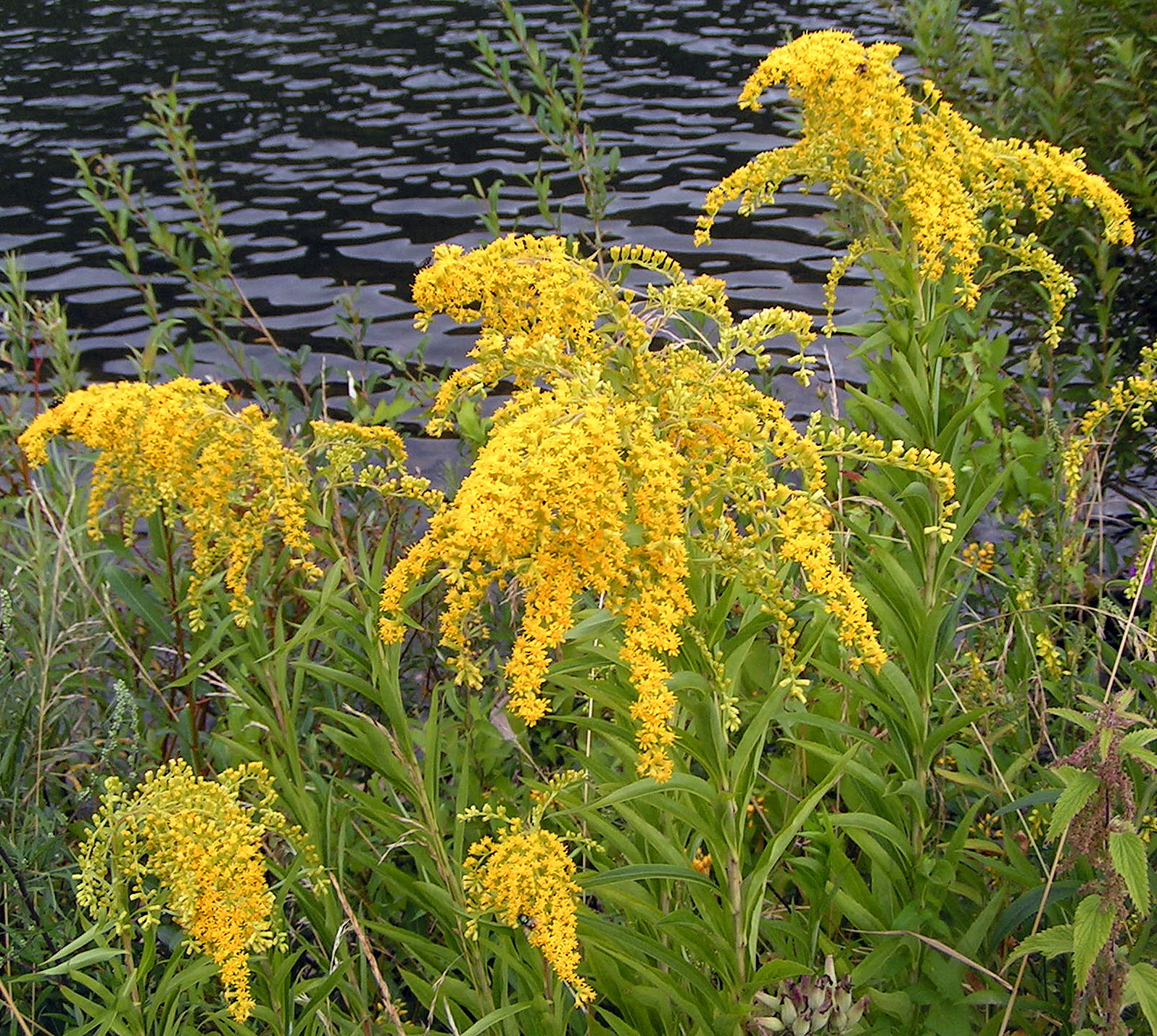
Solidage géant
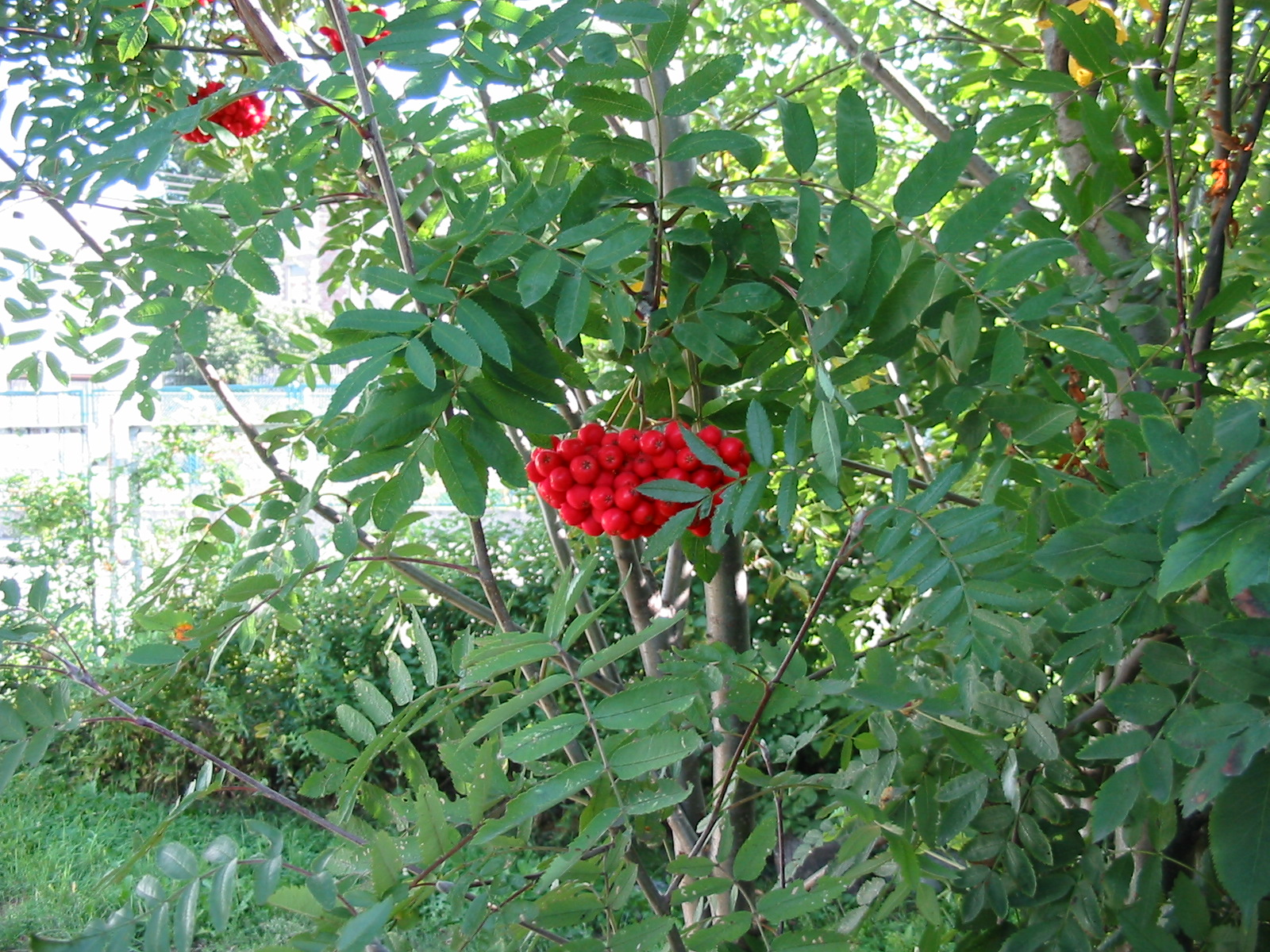
Sorbier des oiseleurs
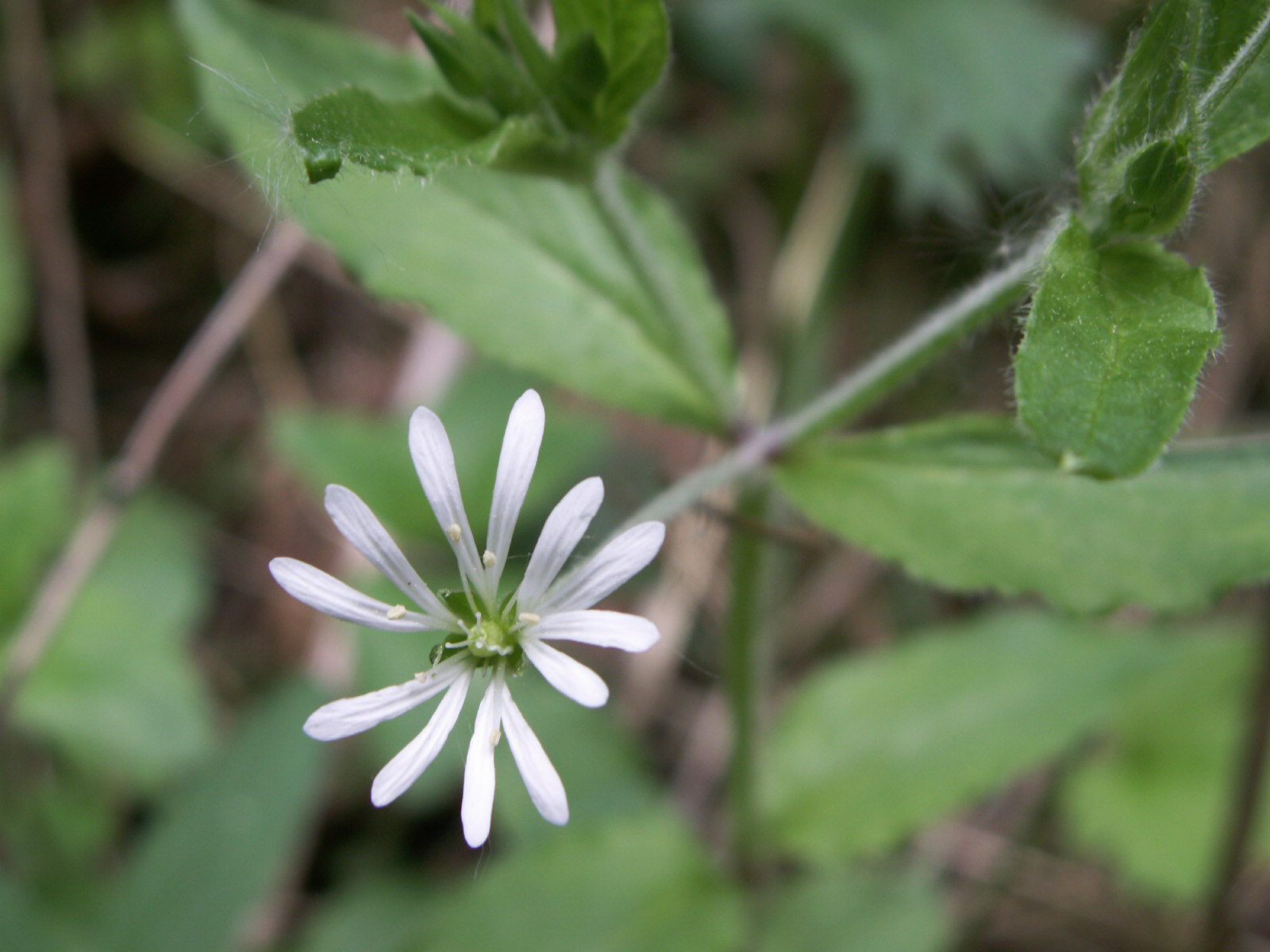
Stellaire des bois
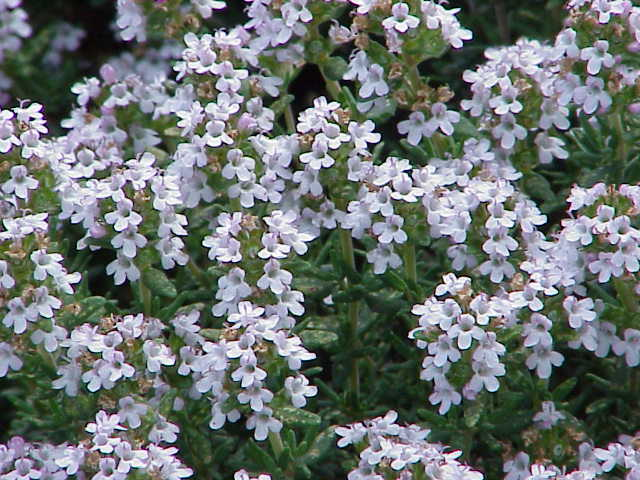
Thym commun
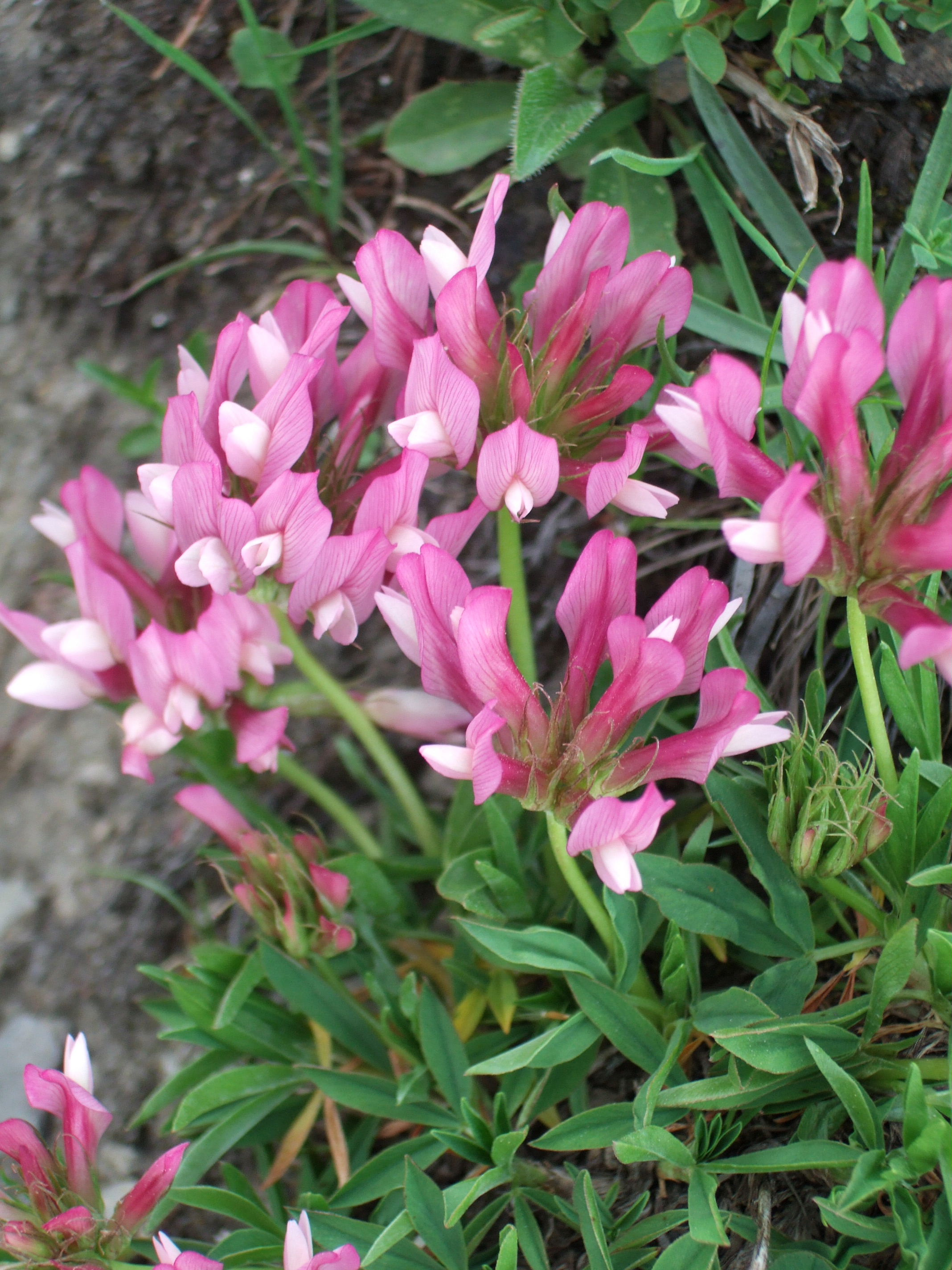
Trèfle des Alpes
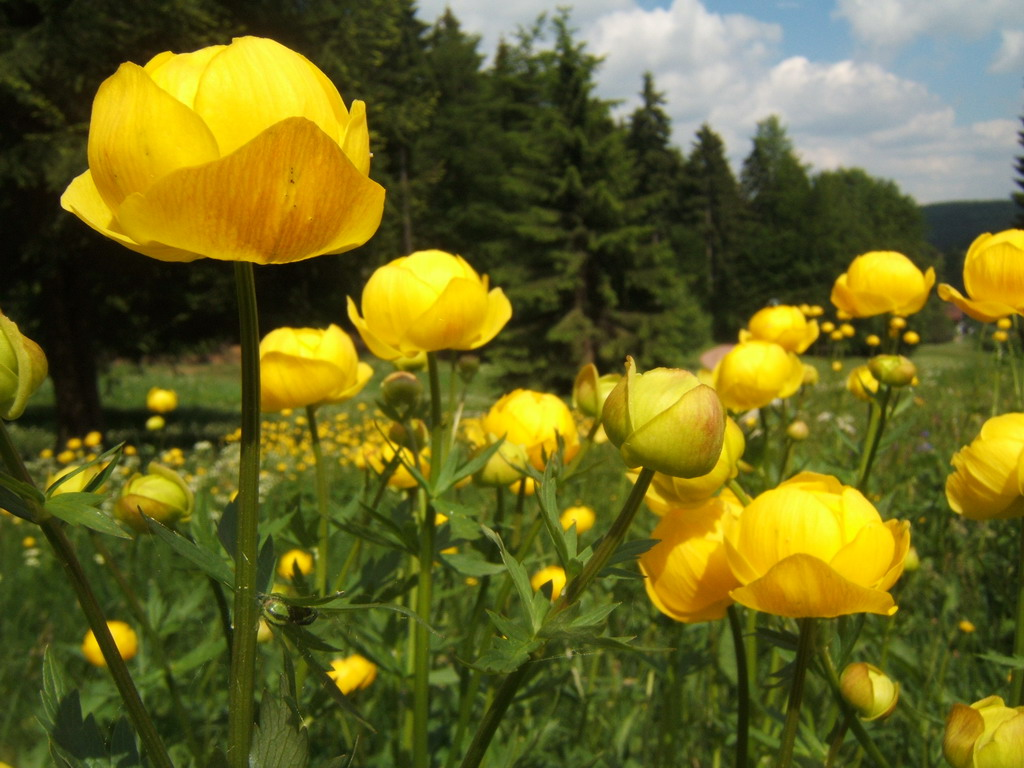
Trolle
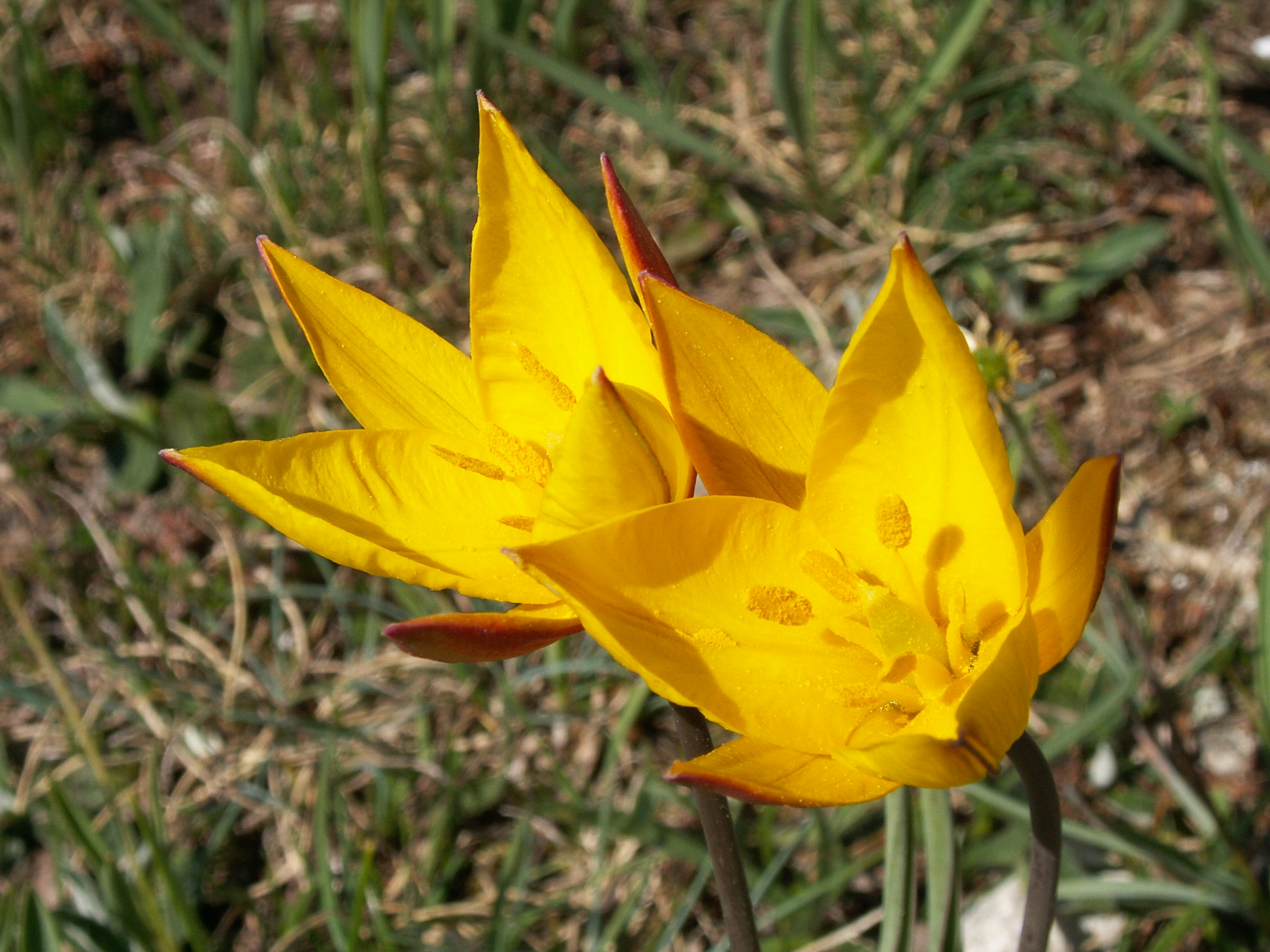
Tulipe sauvage
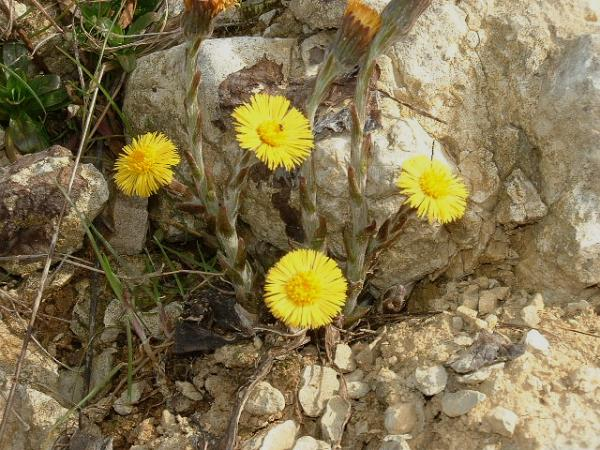
Tussilage
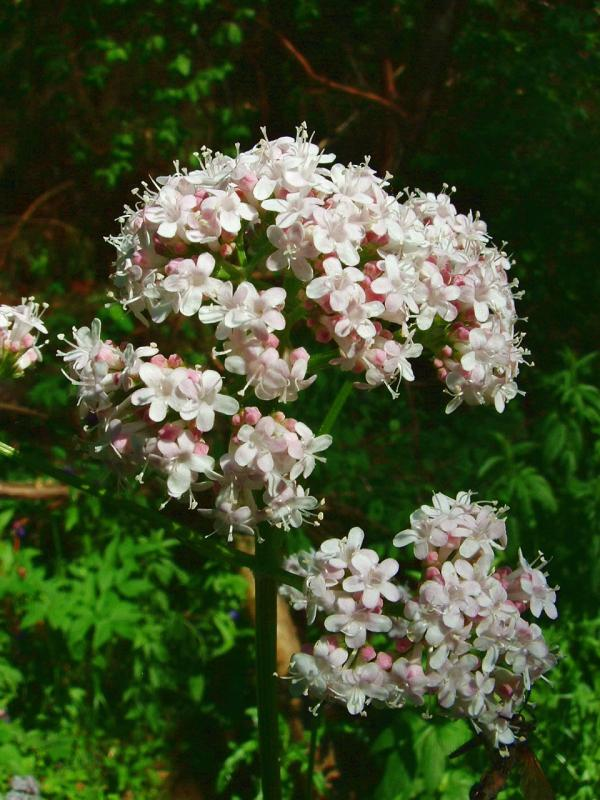
Valériane officinale
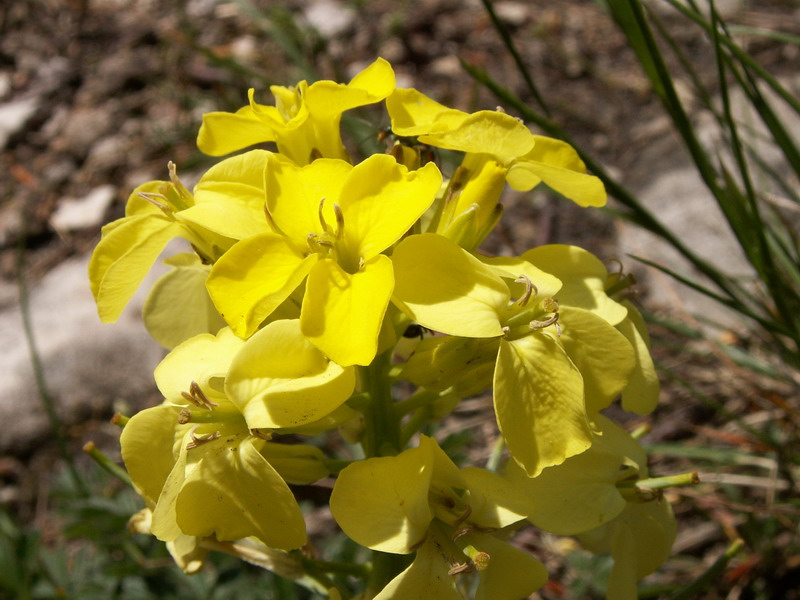
Vélar jaunâtre
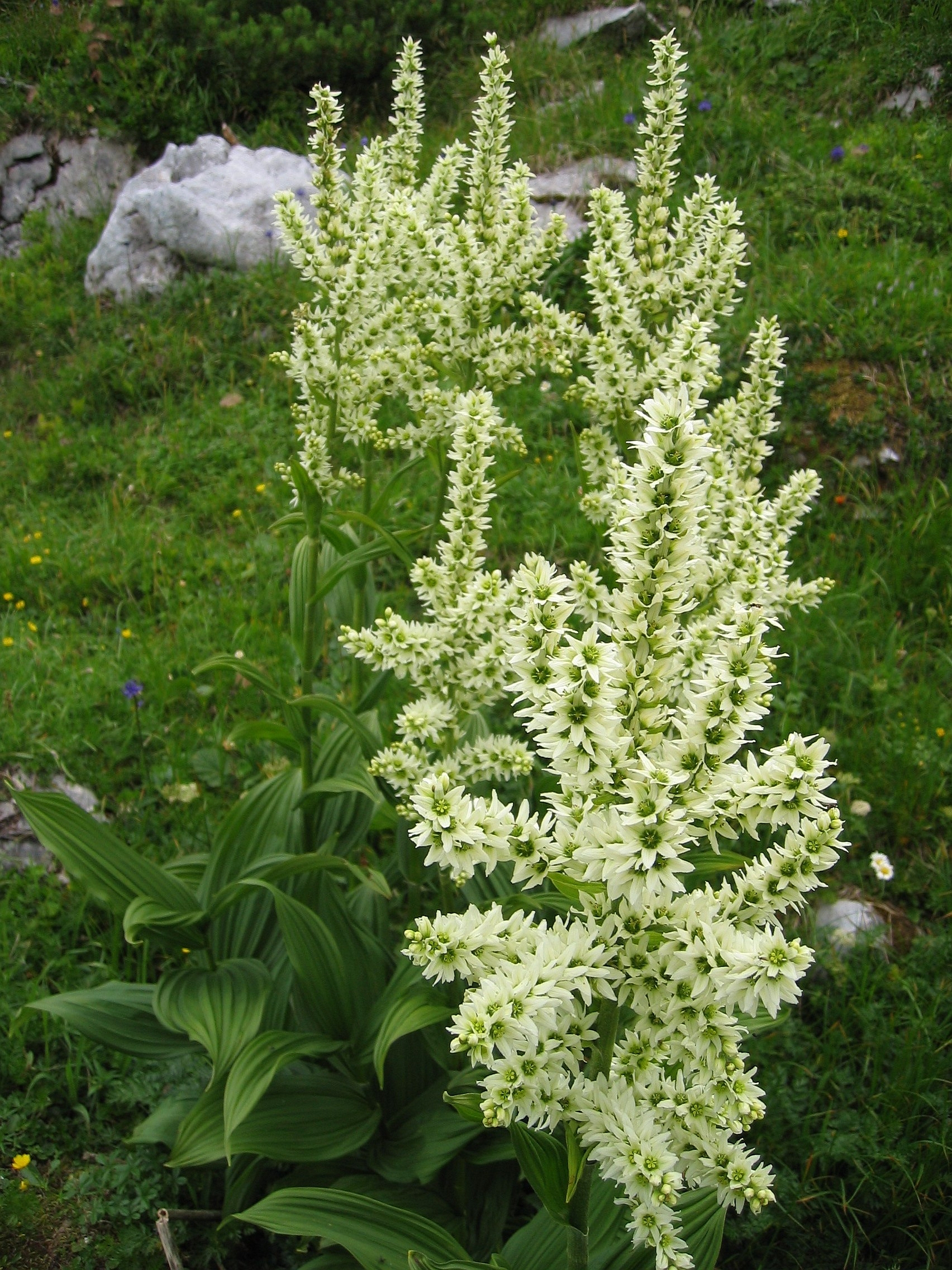
Vératre blanc
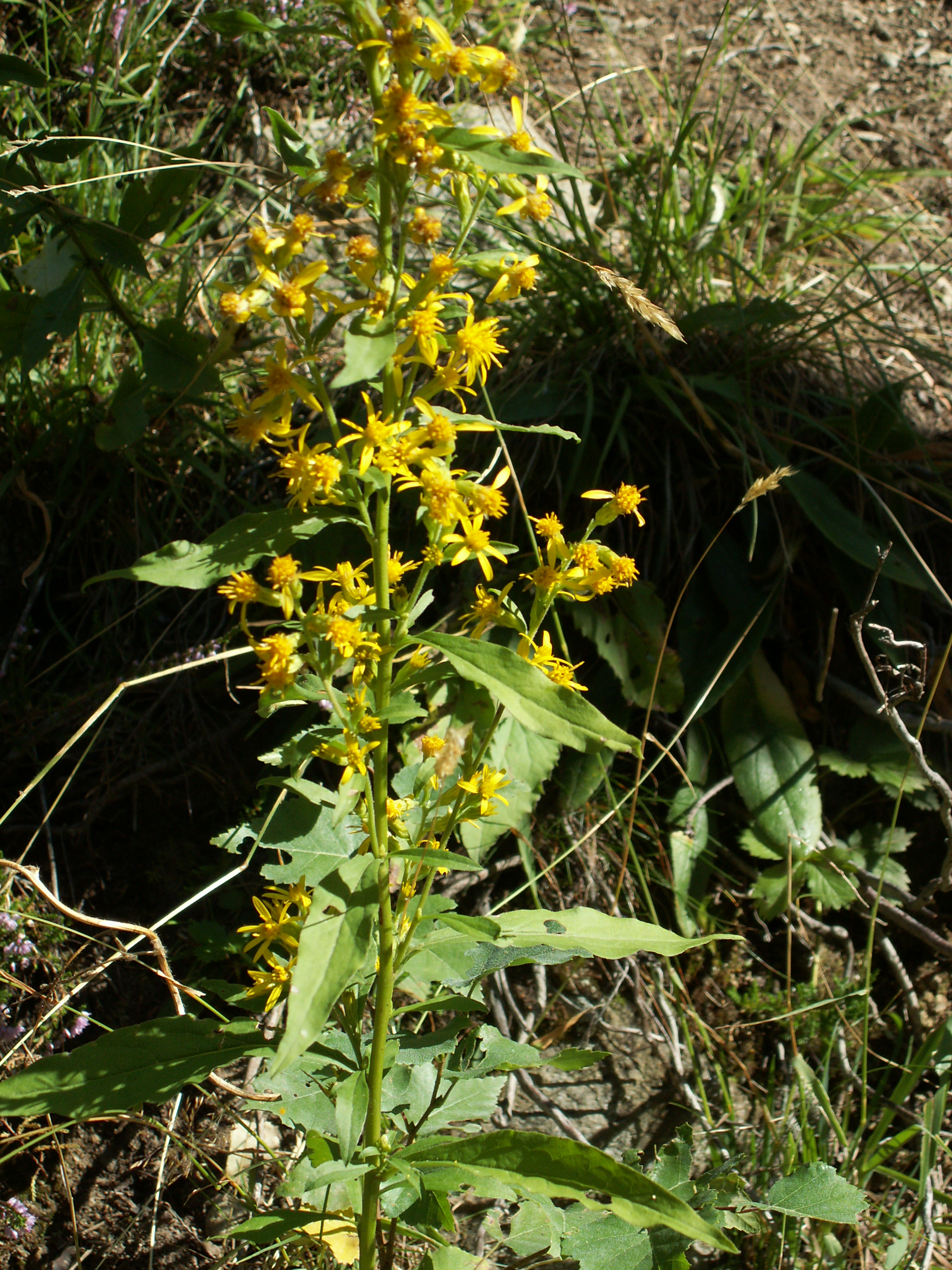
Verge d'or
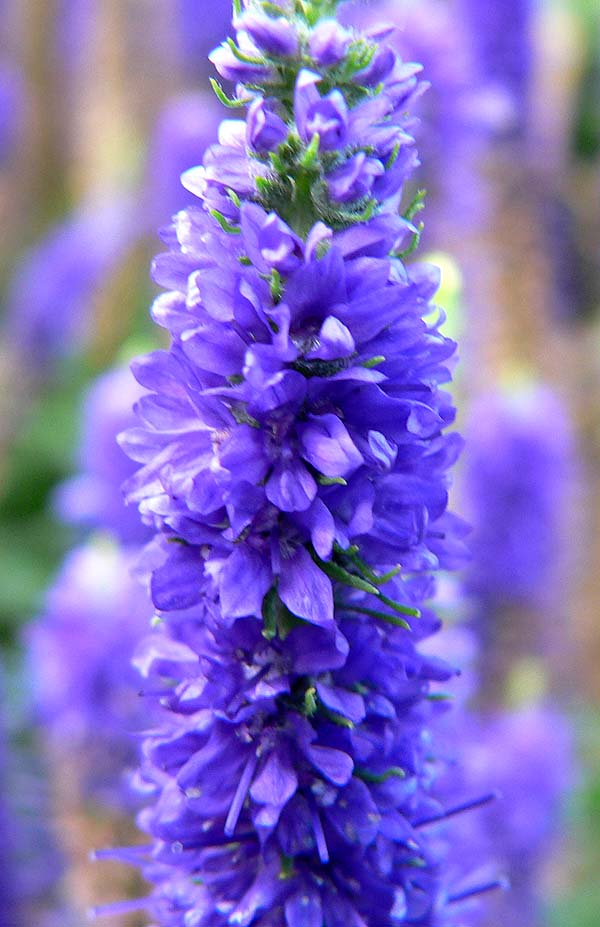
Véronique en épi
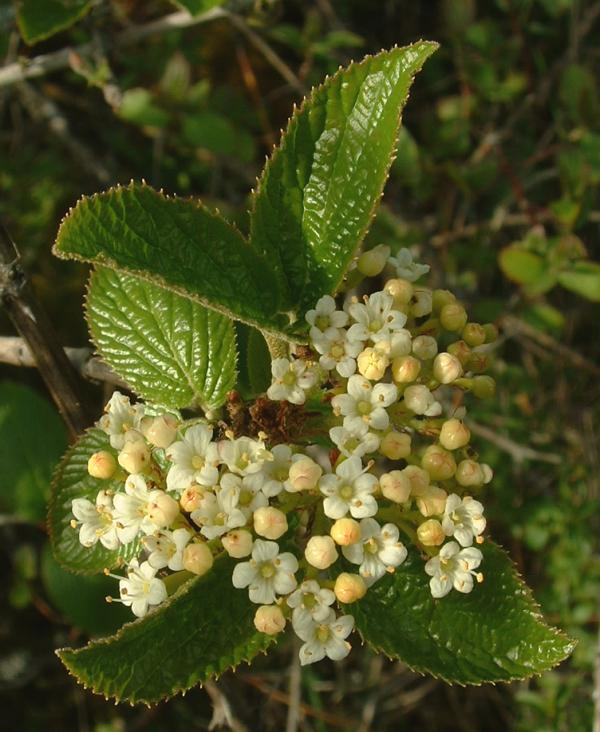
Viorne
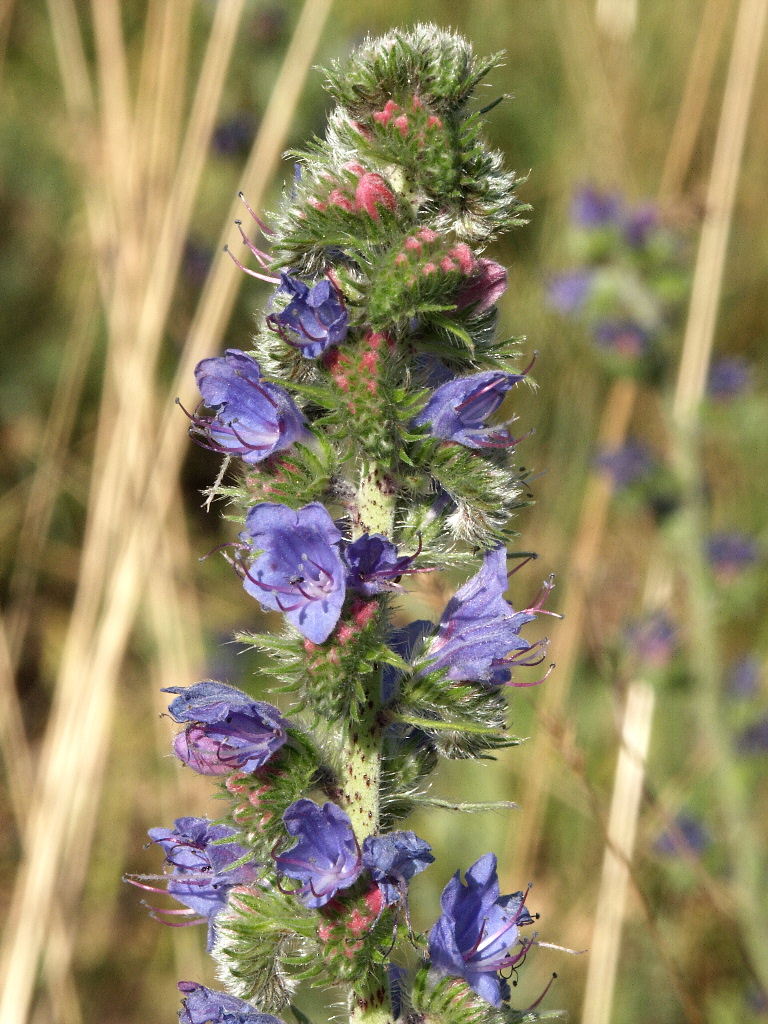
Vipérine commune
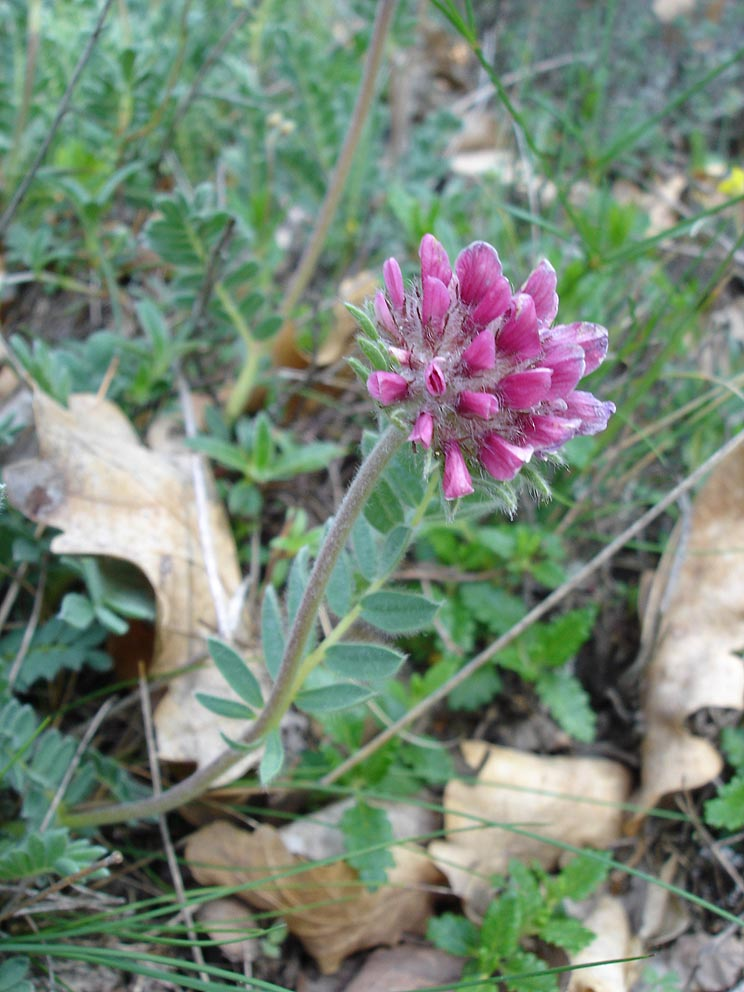
Vulnéraire des montagnes

### Ouvrages de référence
- Marc Régnier, Franck Dubus, "Guide de la flore : Du parc du Vercors", Glénat, 2006,  (ISBN 978-2723453578)
- "A la découverte des fleurs des Alpes", Parc National de Écrins, 2002,  (ISBN 978-2907781312)
- "Quelle est donc cette fleur ?", Nathan, 2004,  (ISBN 978-2092604434)